# Список птахів Індії
Це перелік видів птахів, зафіксованих на території Індії. Авіфауна Індії налічує загалом 1357 видів, з яких 81 вид є ендемічним, 212 видів перебувають під загрозою глобального вимирання.

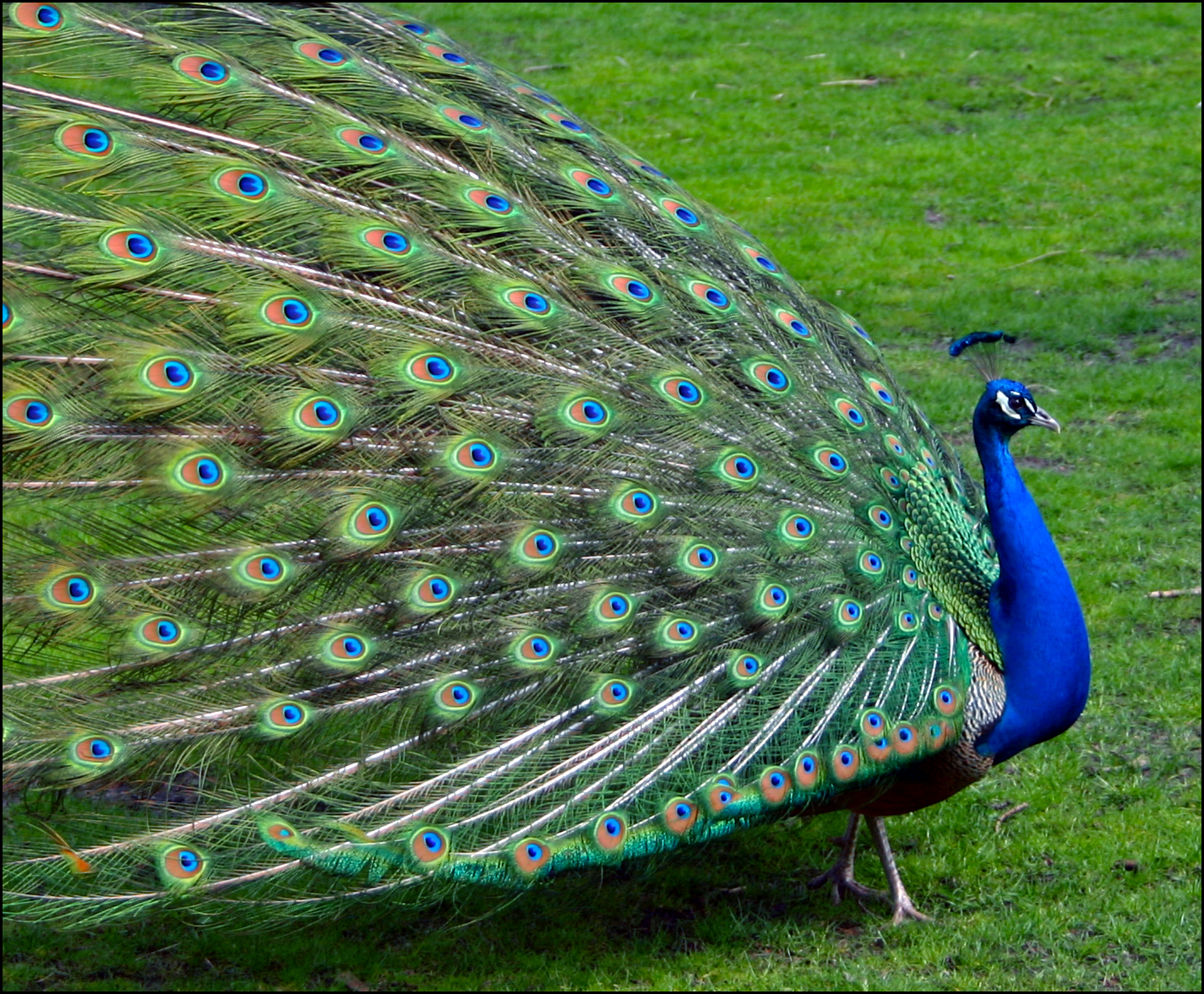
Павич звичайний (Pavo cristatus) є національним птахом Індії

## Позначки
Наступні теги використані для виділення деяких категорій птахів.
- (V) Випадковий — вид, який рідко або випадково трапляється в Індії
- (Е) Ендемічий — вид, який є ендеміком Індії
- (Ex) Локально вимерлий — вид, який більше не трапляється в Індії, хоча його популяції існують в інших місцях

## Гусеподібні(Anseriformes)

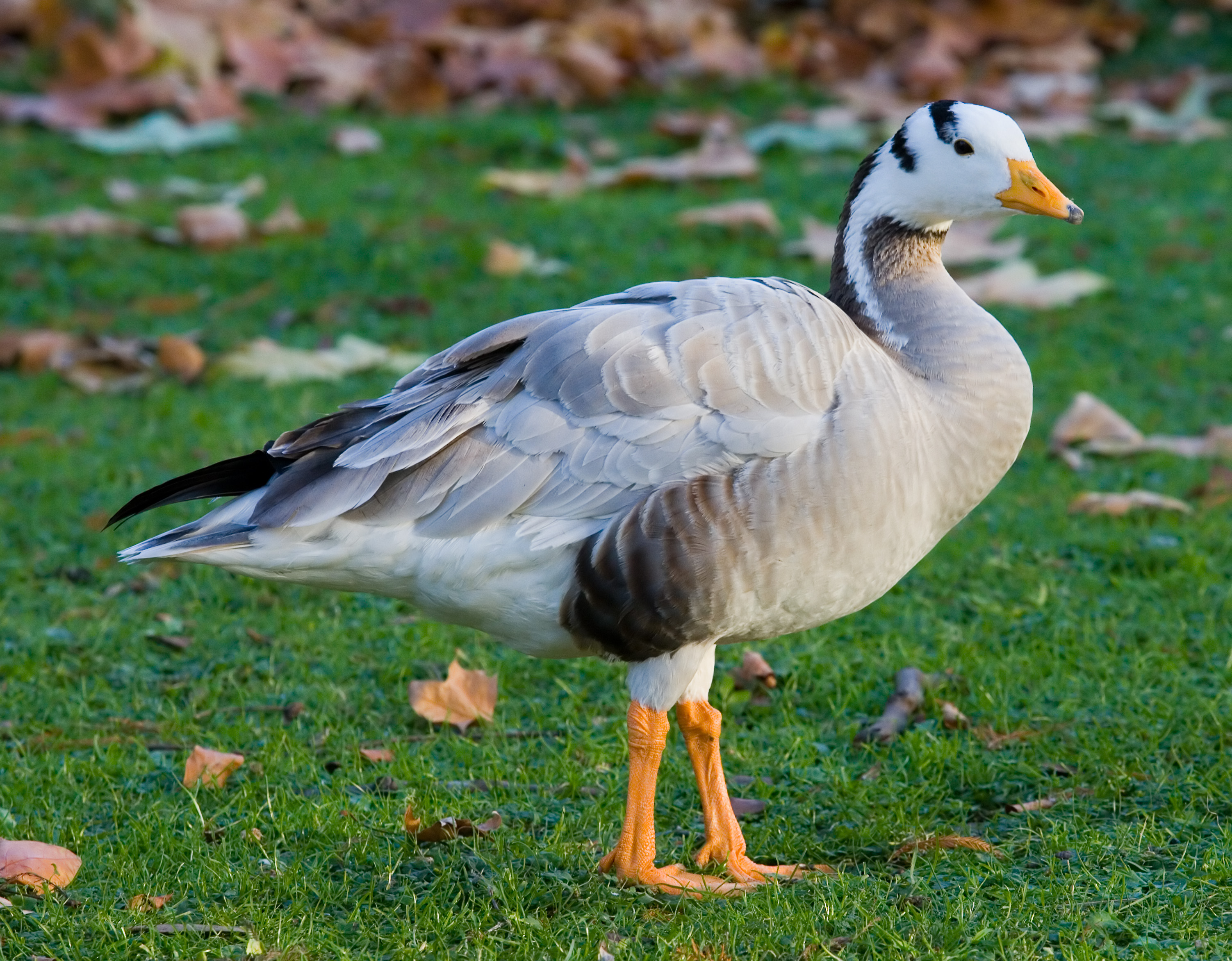
Гуска гірська (Anser indicus)

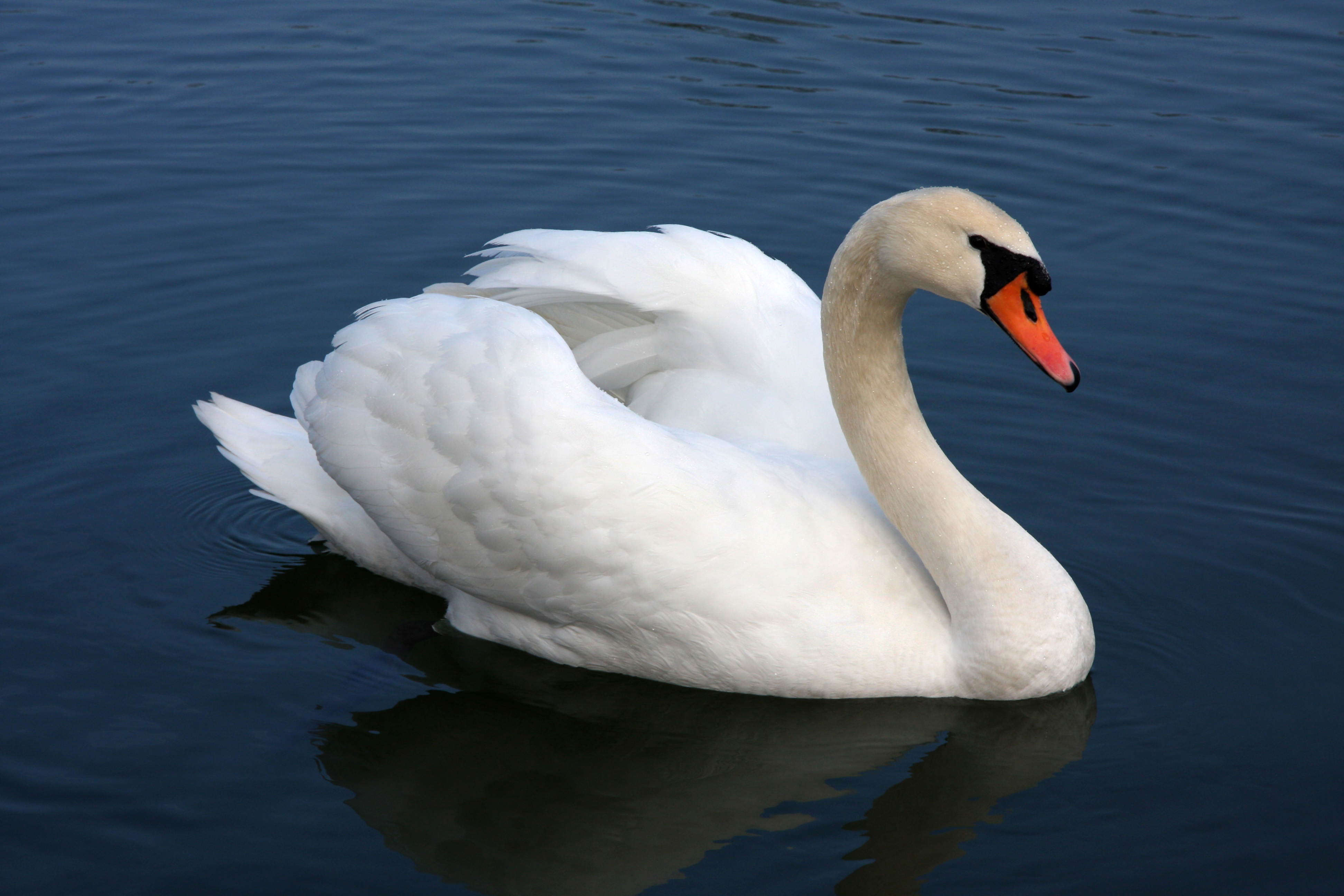
Лебідь-шипун (Cygnus olor)

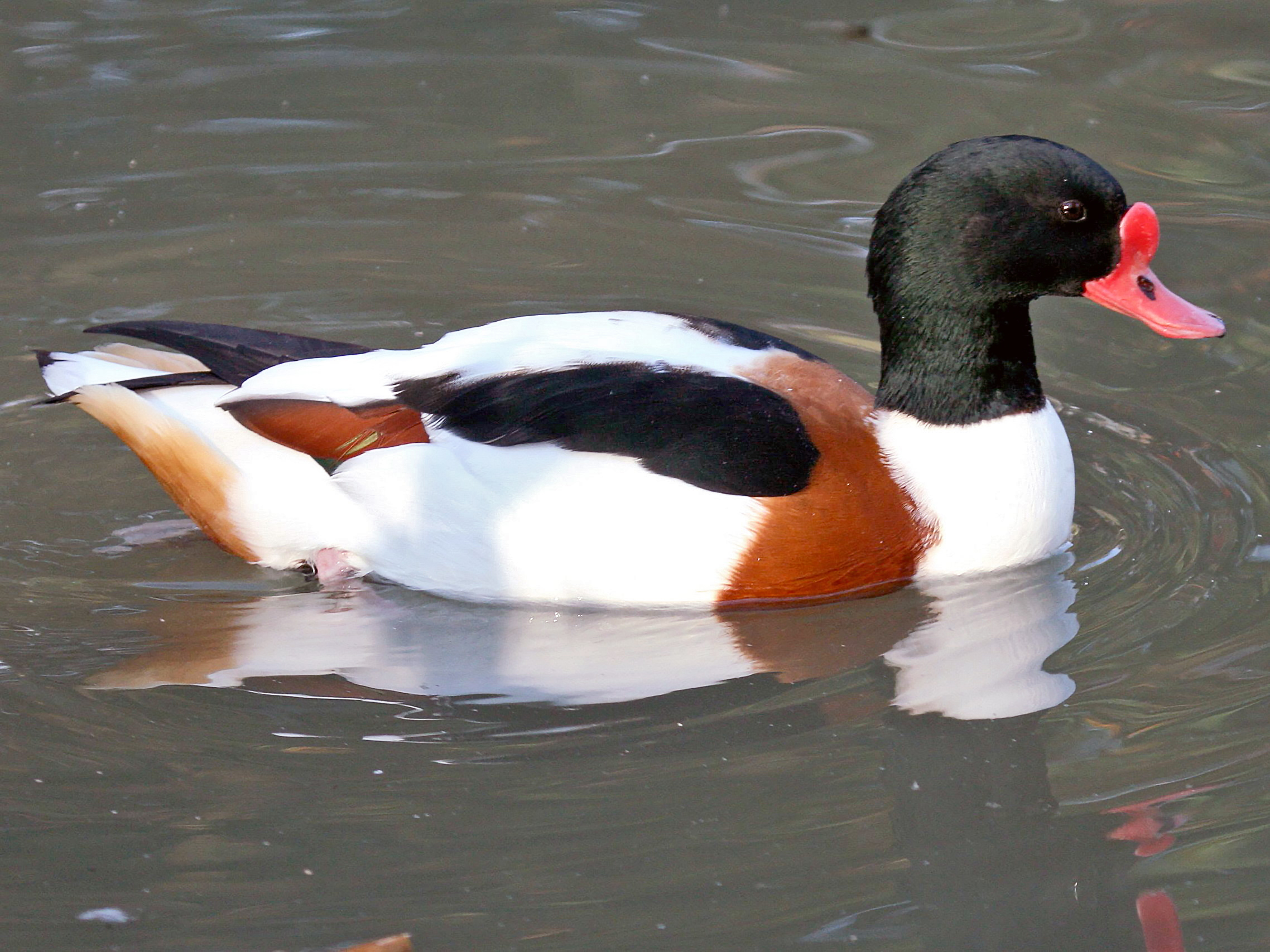
Галагаз звичайний (Tadorna tadorna)

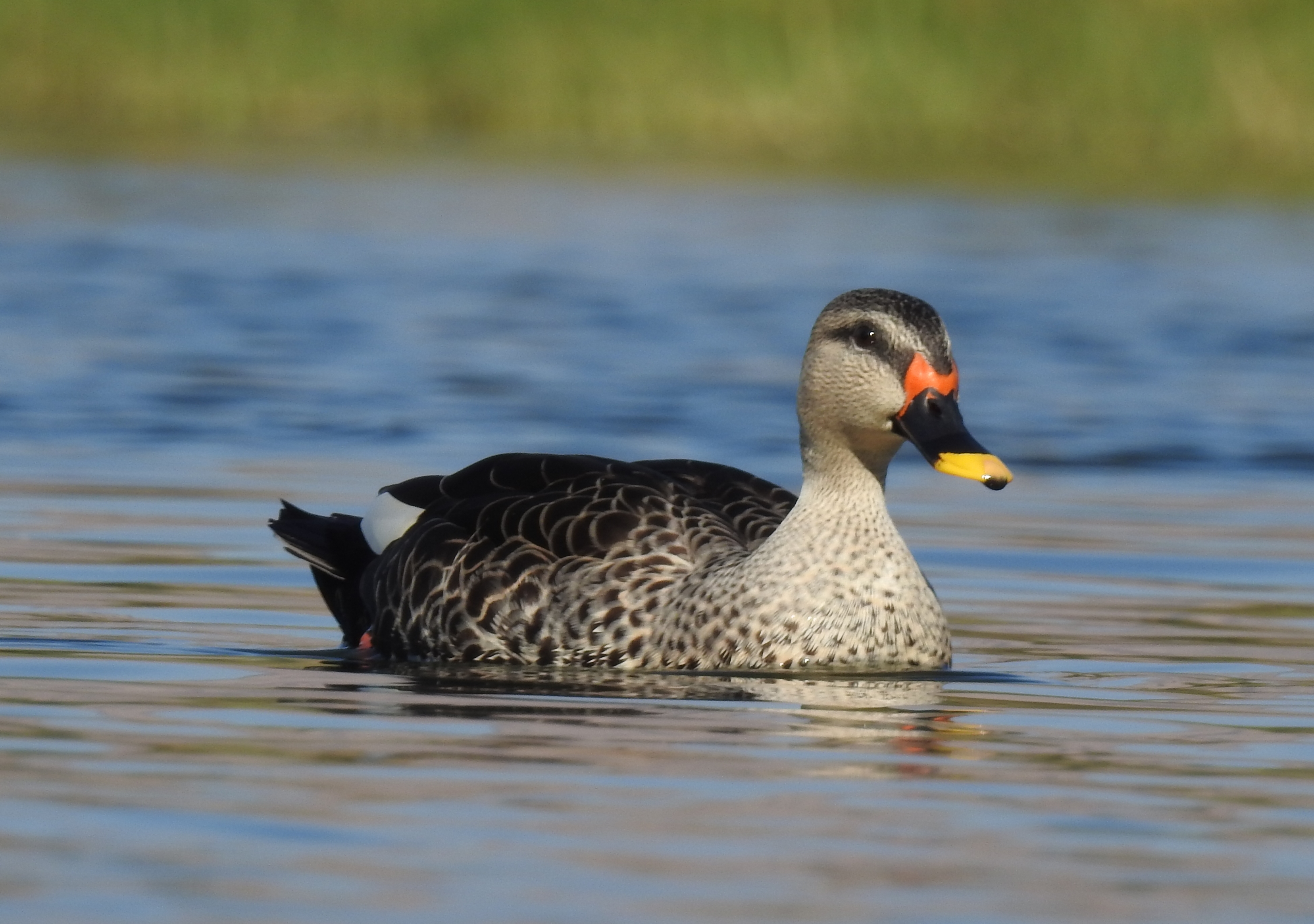
Крижень чорний (Anas poecilorhyncha)

Родина: Качкові (Anatidae)
| Українська назва           | Біноміальна назва           | Примітки                                                     |
| -------------------------- | --------------------------- | ------------------------------------------------------------ |
| Свистач рудий              | Dendrocygna bicolor         |                                                              |
| Свистач індійський         | Dendrocygna javanica        |                                                              |
| Казарка червоновола        | Branta ruficollis           | (V); Вразливий                                               |
| Гуска гірська              | Anser indicus               |                                                              |
| Гуска сіра                 | Anser anser                 |                                                              |
| Гуменник великий           | Anser fabalis               | (V)                                                          |
|                            | Anser serrirostris          | (V); деякі дослідники вважають підвидом Anser fabalis        |
| Гуска білолоба             | Anser albifrons             |                                                              |
| Гуска мала                 | Anser erythropus            | (V); Вразливий                                               |
| Лебідь-шипун               | Cygnus olor                 | (V)                                                          |
| Лебідь чорнодзьобий        | Cygnus columbianus          | (V); підвид bewickii деякі дослідники вважають окремим видом |
| Лебідь-кликун              | Cygnus cygnus               | (V)                                                          |
| Качка шишкодзьоба          | Sarkidiornis melanotos      |                                                              |
| Галагаз звичайний          | Tadorna tadorna             |                                                              |
| Огар рудий                 | Tadorna ferruginea          |                                                              |
|                            | Asarcornis scutulata        | Під загрозою зникнення                                       |
| Мандаринка                 | Aix galericulata            | (V)                                                          |
| Каролінка                  | Aix sponsa                  | (V)                                                          |
| Чирянка-крихітка індійська | Nettapus coromandelianus    |                                                              |
| Чирянка-квоктун            | Sibirionetta formosa        | (V)                                                          |
| Чирянка велика             | Spatula querquedula         |                                                              |
| Широконіска північна       | Spatula clypeata            |                                                              |
| Нерозень                   | Mareca strepera             |                                                              |
| Качка далекосхідна         | Mareca falcata              | Стан близький до загрозливого                                |
| Свищ євразійський          | Mareca penelope             |                                                              |
| Крижень чорний,            | Anas poecilorhyncha         |                                                              |
| Крижень китайський         | Anas zonorhyncha            | (V)                                                          |
| Крижень звичайний          | Anas platyrhynchos          |                                                              |
| Шилохвіст північний        | Anas acuta                  |                                                              |
| Чирянка мала               | Anas crecca                 |                                                              |
| Чирянка маврикійська       | Anas albogularis            | (E); Вразливий                                               |
| Чирянка вузькодзьоба       | Marmaronetta angustirostris | Вразливий                                                    |
| Качка рожевоголова         | Rhodonessa caryophyllacea   | На межі зникнення (можливо вимерлий)                         |
| Чернь червонодзьоба        | Netta rufina                |                                                              |
| Попелюх звичайний          | Aythya ferina               | Вразливий                                                    |
| Чернь зеленоголова         | Aythya baeri                | На межі зникнення                                            |
| Чернь білоока              | Aythya nyroca               | Стан близький до загрозливого                                |
| Чернь чубата               | Aythya fuligula             |                                                              |
| Чернь морська              | Aythya marila               |                                                              |
| Морянка                    | Clangula hyemalis           | (V); Вразливий                                               |
| Гоголь зеленоголовий       | Bucephala clangula          |                                                              |
| Крех малий                 | Mergellus albellus          |                                                              |
| Крех великий               | Mergus merganser            |                                                              |
| Крех середній              | Mergus serrator             | (V)                                                          |
| Савка білоголова           | Oxyura leucocephala         | Під загрозою зникнення                                       |

## Куроподібні(Galliformes)

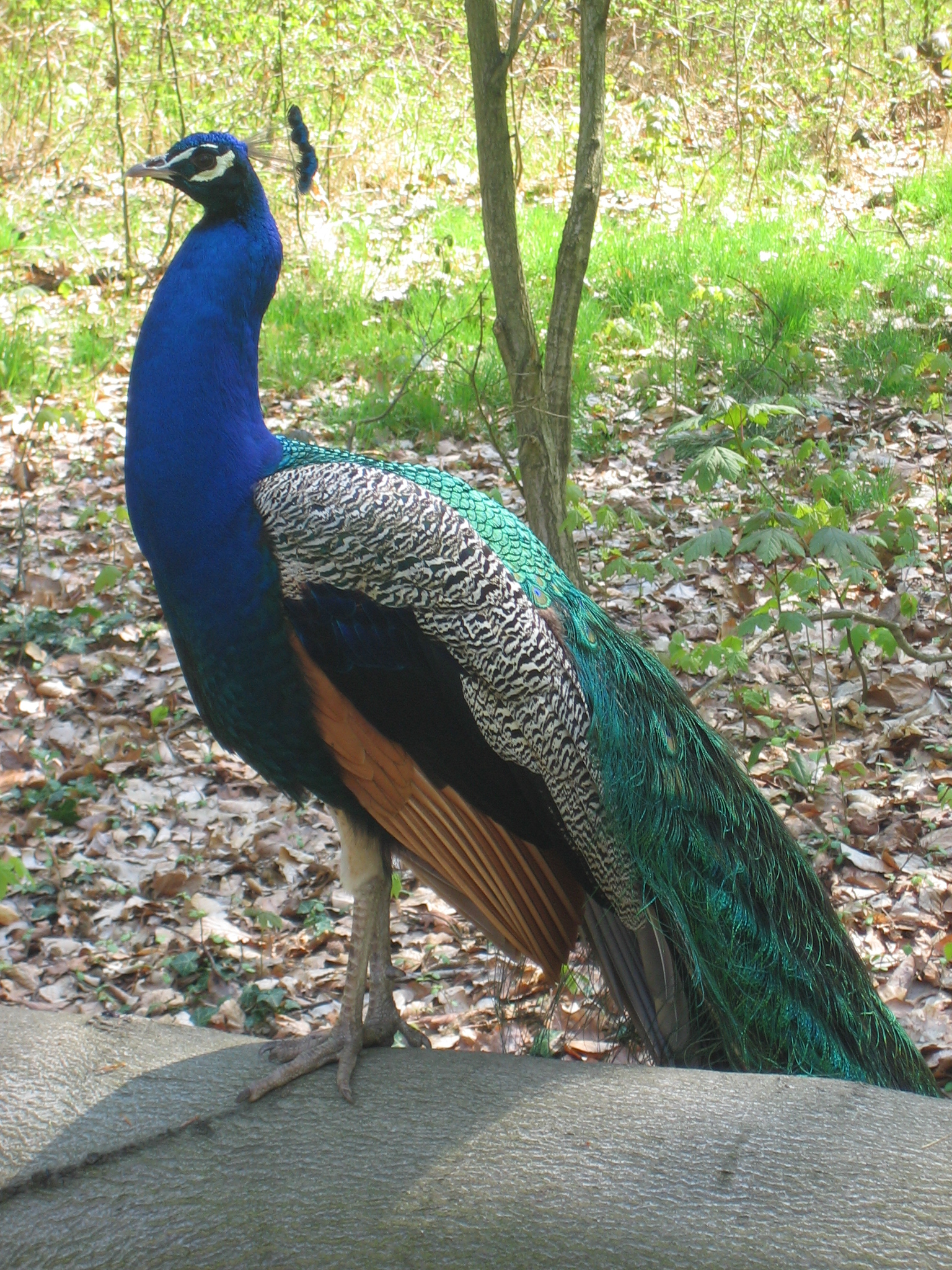
Павич звичайний (Pavo cristatus)

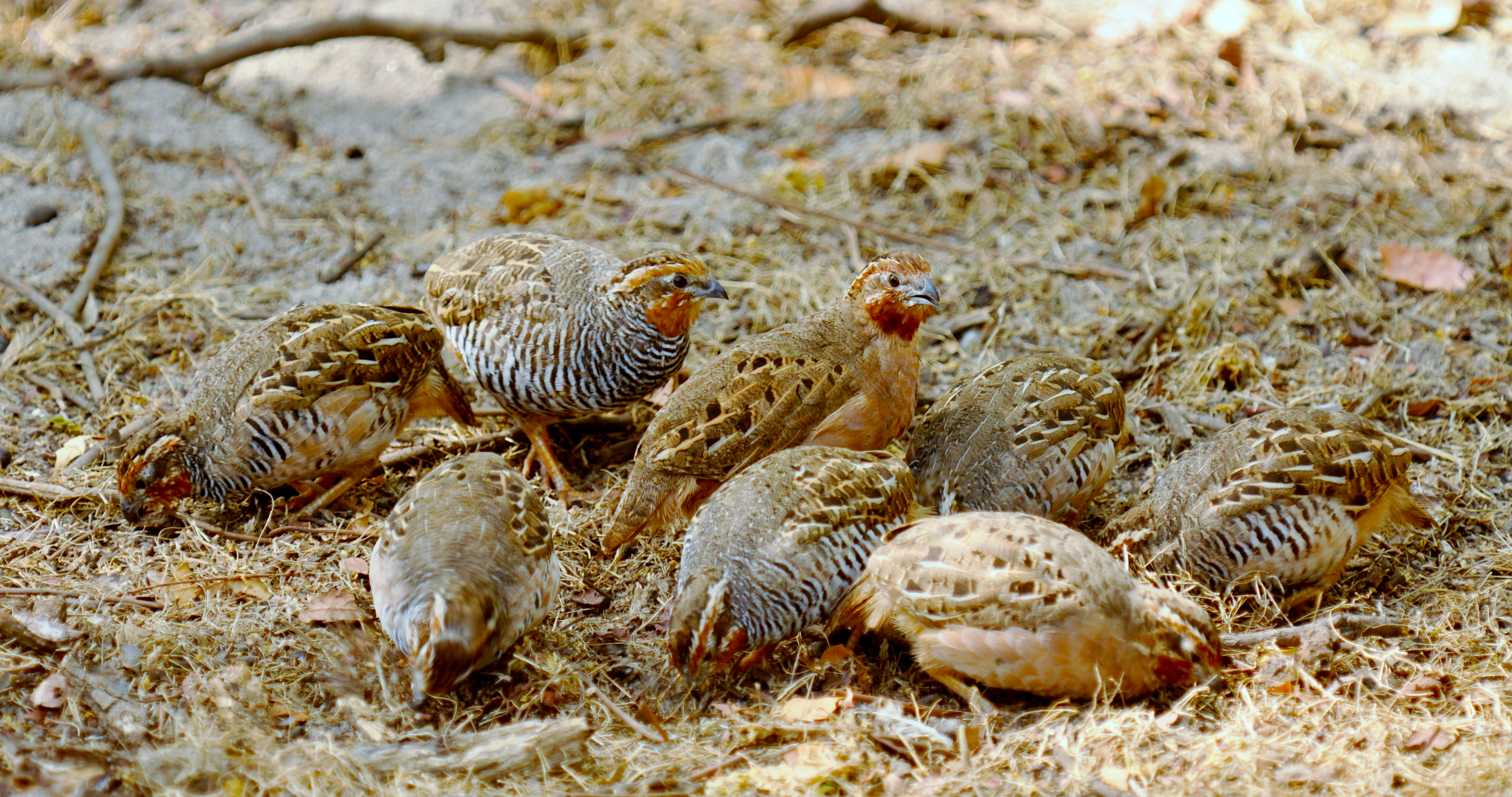
Зграя чагарникових перепілок (Perdicula asiatica)

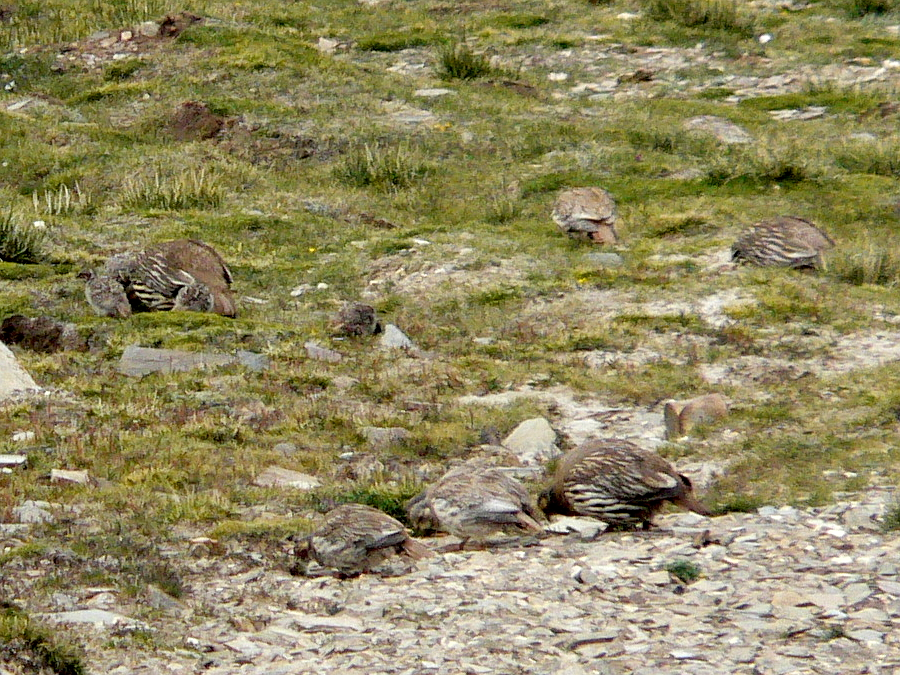
Зграя тибетських уларів (Tetraogallus tibetanus)

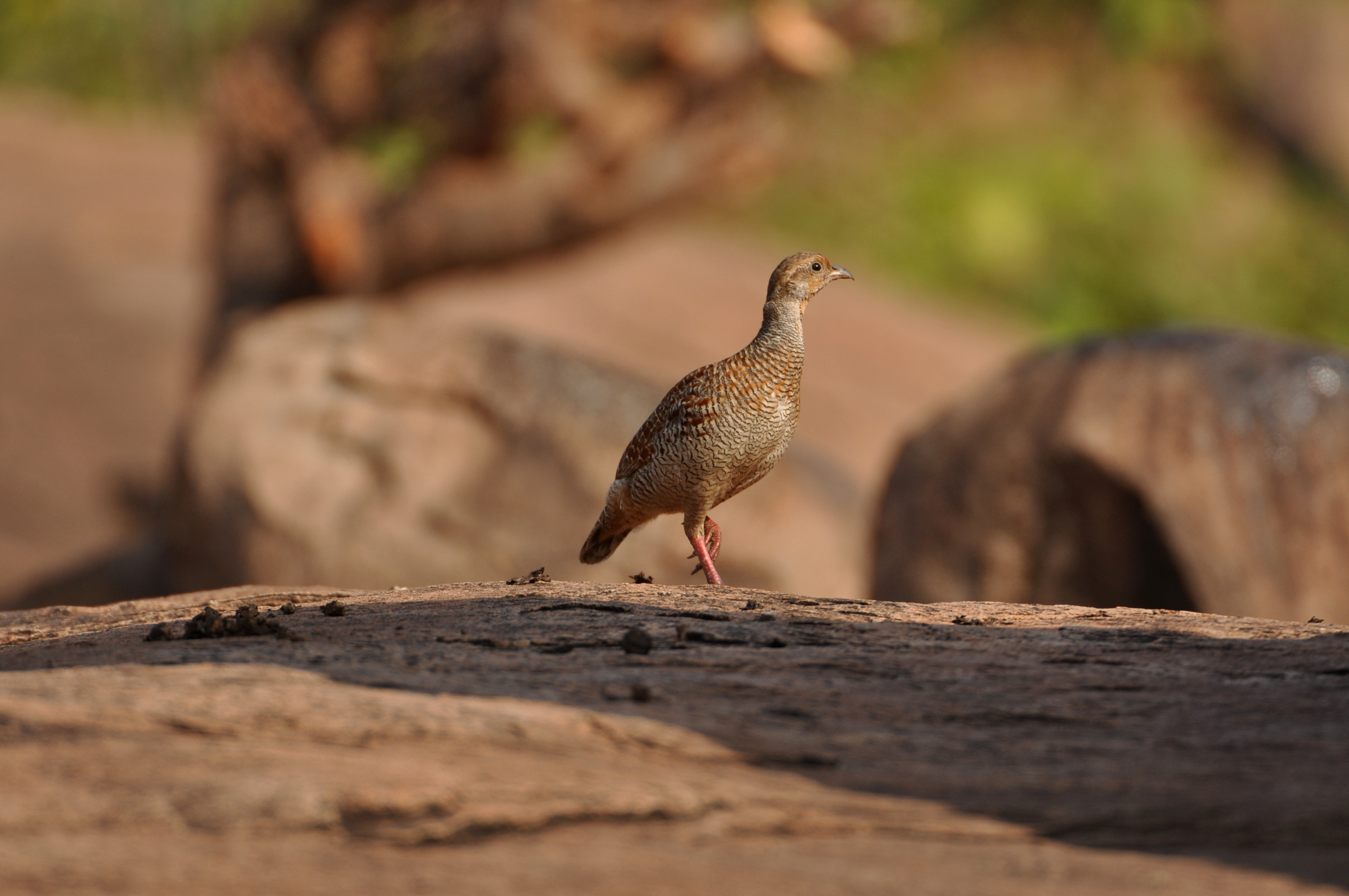
Турач сірий (Ortygornis pondicerianus)

Родина: Великоногові (Megapodiidae)
| Українська назва       | Біноміальна назва        | Примітки       |
| ---------------------- | ------------------------ | -------------- |
| Великоніг нікобарський | Megapodius nicobariensis | (E); Вразливий |

Родина: Фазанові (Phasianidae)
| Українська назва            | Біноміальна назва         | Примітки                      |
| --------------------------- | ------------------------- | ----------------------------- |
| Куріпка сніжна              | Lerwa lerwa               |                               |
| Улар гімалайський           | Tetraogallus himalayensis |                               |
| Улар тибетський             | Tetraogallus tibetanus    |                               |
| Кундик жовтогорлий          | Tetraophasis szechenyii   |                               |
| Кеклик кремовогорлий        | Alectoris chukar          |                               |
| Турач туркменський          | Francolinus francolinus   |                               |
| Турач індійський            | Francolinus pictus        |                               |
| Турач китайський            | Francolinus pintadeanus   |                               |
| Турач сірий                 | Ortygornis pondicerianus  |                               |
| Турач болотяний             | Ortygornis gularis        | Вразливий                     |
| Куріпка тибетська           | Perdix hodgsoniae         |                               |
| Перепілка звичайна          | Coturnix coturnix         |                               |
| Перепілка японська          | Coturnix japonica         | Стан близький до загрозливого |
| Перепілка чорновола         | Coturnix coromandelica    |                               |
| Перепілка китайська         | Synoicus chinensis        |                               |
| Перепілка чагарникова       | Perdicula asiatica        |                               |
| Перепілка скельна           | Perdicula argoondah       | (E)                           |
| Перепілка червонодзьоба     | Perdicula erythrorhyncha  | (E)                           |
| Перепілка червоногорла      | Perdicula manipurensis    | (E); Під загрозою зникнення   |
| Перепілка гімалайська       | Ophrysia superciliosa     | (E); На межі зникнення        |
| Куріпка чагарникова         | Arborophila torqueola     |                               |
| Куріпка непальська          | Arborophila rufogularis   |                               |
| Куріпка білощока            | Arborophila atrogularis   | Стан близький до загрозливого |
| Куріпка рудогруда           | Arborophila mandellii     | Вразливий                     |
| Куріпка бамбукова           | Bambusicola fytchii       |                               |
| Куріпка-шпороніг індійська  | Galloperdix spadicea      | (E)                           |
| Куріпка-шпороніг сіроголова | Galloperdix lunulata      | (E)                           |
| Ітагін                      | Ithaginis cruentus        |                               |
| Трагопан чорноголовий       | Tragopan melanocephalus   | Вразливий                     |
| Трагопан-сатир              | Tragopan satyra           | Стан близький до загрозливого |
| Трагопан сірогрудий         | Tragopan blythii          | Вразливий                     |
| Трагопан синьогорлий        | Tragopan temminckii       |                               |
| Коклас                      | Pucrasia macrolopha       |                               |
| Монал гімалайський          | Lophophorus impejanus     |                               |
| Монал білогузий             | Lophophorus sclateri      | Вразливий                     |
| Курка банківська            | Gallus gallus             |                               |
| Курка сіра                  | Gallus sonneratii         | (E)                           |
| Лофур непальський           | Lophura leucomelanos      |                               |
| Фазан гімалайський          | Catreus wallichii         | Вразливий                     |
| Мікадо бірманський          | Syrmaticus humiae         | Стан близький до загрозливого |
| Фазан-вухань тибетський     | Crossoptilon harmani      |                               |
| Віялохвіст сірий            | Polyplectron bicalcaratum |                               |
| Павич звичайний             | Pavo cristatus            |                               |
| Павич синьокрилий           | Pavo muticus              | Під загрозою зникнення        |

## Дрімлюгоподібні(Caprimulgiformes)

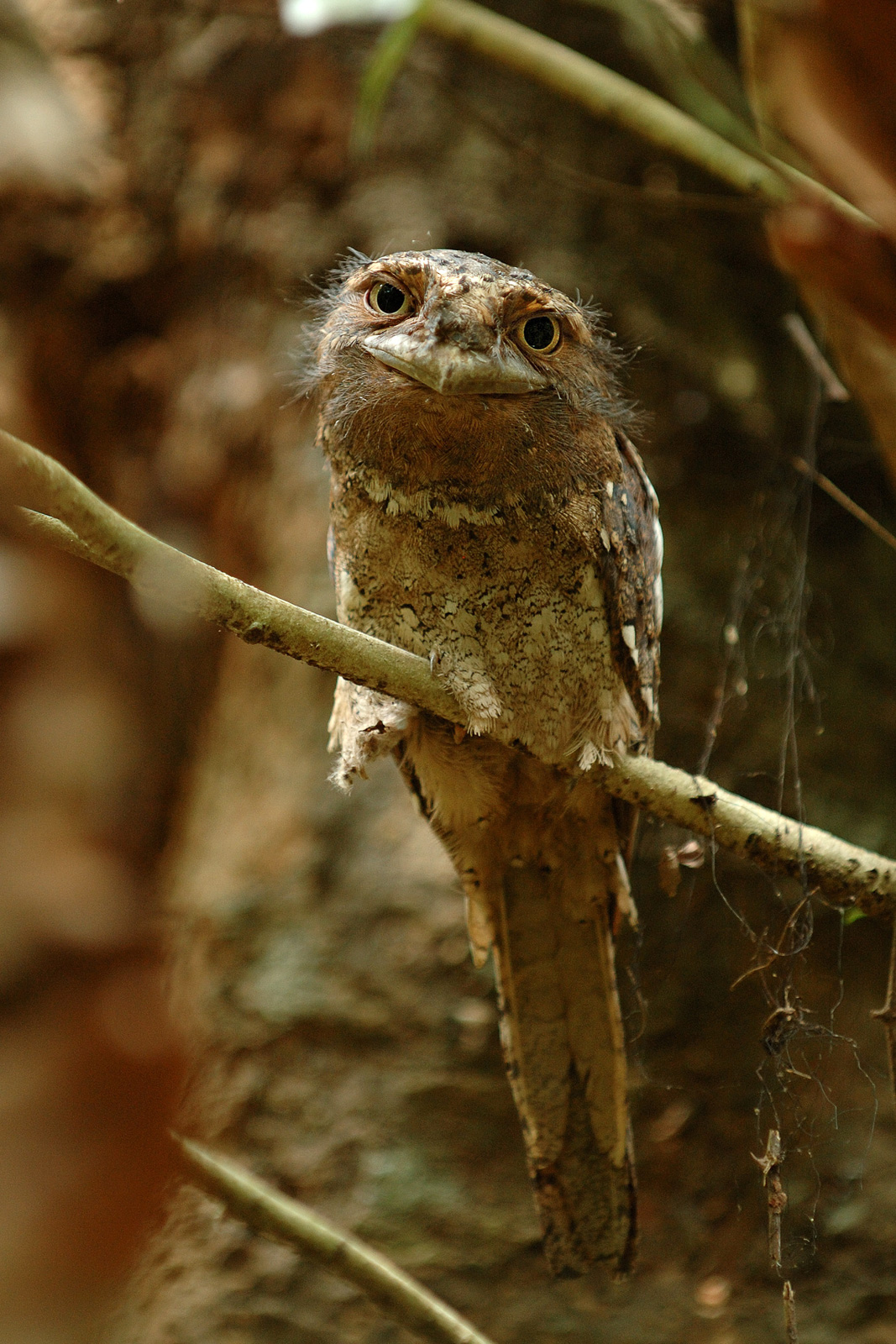
Корнудо цейлонський (Batrachostomus moniliger)

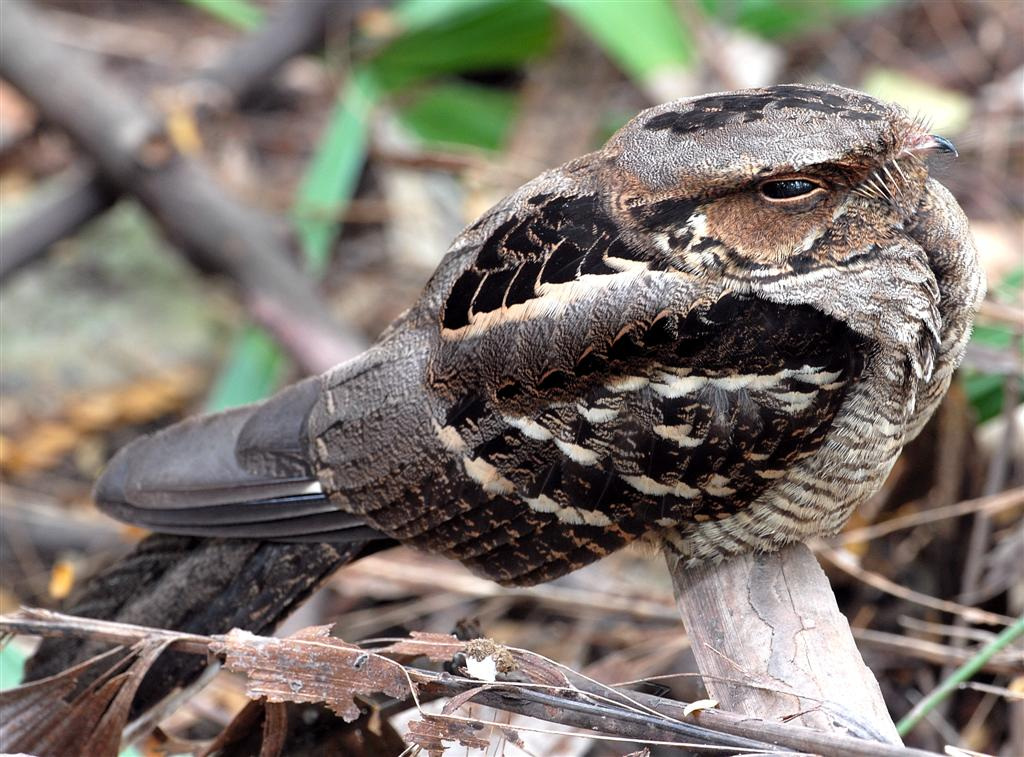
Дрімлюга великохвостий (Caprimulgus macrurus)

Родина: Білоногові (Podargidae)
| Українська назва     | Біноміальна назва        | Примітки                |
| -------------------- | ------------------------ | ----------------------- |
| Корнудо цейлонський  | Batrachostomus moniliger | підвид roonwali в Індії |
| Корнудо довгохвостий | Batrachostomus hodgsoni  |                         |

Родина: Дрімлюгові (Caprimulgidae)
| Українська назва       | Біноміальна назва        | Примітки |
| ---------------------- | ------------------------ | -------- |
| Ночнар південний       | Lyncornis macrotis       |          |
| Дрімлюга великий       | Caprimulgus indicus      |          |
| Дрімлюга маньчжурський | Caprimulgus jotaka       |          |
| Дрімлюга звичайний     | Caprimulgus europaeus    |          |
| Дрімлюга пакистанський | Caprimulgus mahrattensis |          |
| Дрімлюга бенгальський  | Caprimulgus atripennis   |          |
| Дрімлюга великохвостий | Caprimulgus macrurus     |          |
| Дрімлюга андаманський  | Caprimulgus andamanicus  | (E)      |
| Дрімлюга індійський    | Caprimulgus asiaticus    |          |
| Дрімлюга савановий     | Caprimulgus affinis      |          |

## Серпокрильцеподібні(Apodiformes)

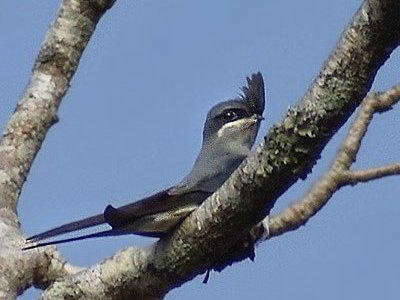
Клехо індійський (Hemiprocne coronata)

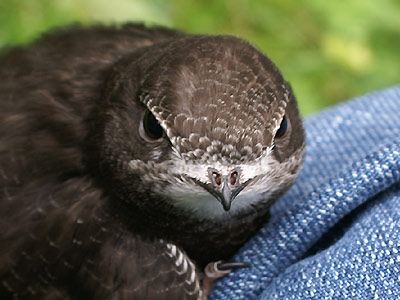
Молодий чорний серпокрилець (Apus apus)

Родина: Клехові (Hemiprocnidae)
| Українська назва | Біноміальна назва   | Примітки |
| ---------------- | ------------------- | -------- |
| Клехо індійський | Hemiprocne coronata |          |

Родина: Серпокрильцеві (Apodidae)
| Українська назва               | Біноміальна назва          | Примітки       |
| ------------------------------ | -------------------------- | -------------- |
| Салангана оперенопала          | Collocalia affinis         |                |
| Салангана індійська            | Aerodramus unicolor        |                |
| Салангана гімалайська          | Aerodramus brevirostris    |                |
| Салангана сундайська           | Aerodramus fuciphagus      |                |
| Голкохвіст індійський          | Zoonavena sylvatica        |                |
| Колючохвіст білогорлий         | Hirundapus caudacutus      |                |
| Колючохвіст бурогорлий         | Hirundapus cochinchinensis |                |
| Колючохвіст великий            | Hirundapus giganteus       |                |
| Серпокрилець південноазійський | Cypsiurus balasiensis      |                |
| Серпокрилець білочеревий       | Tachymarptis melba         |                |
| Серпокрилець чорний            | Apus apus                  |                |
| Серпокрилець блідий            | Apus pallidus              | (V)            |
| Серпокрилець сибірський        | Apus pacificus             | підвид kurodae |
| Серпокрилець асамський         | Apus leuconyx              |                |
| Серпокрилець гімалайський      | Apus acuticauda            | Вразливий      |
| Серпокрилець малий             | Apus affinis               |                |
| Серпокрилець непальський       | Apus nipalensis            |                |

## Дрохвоподібні(Otidiformes)

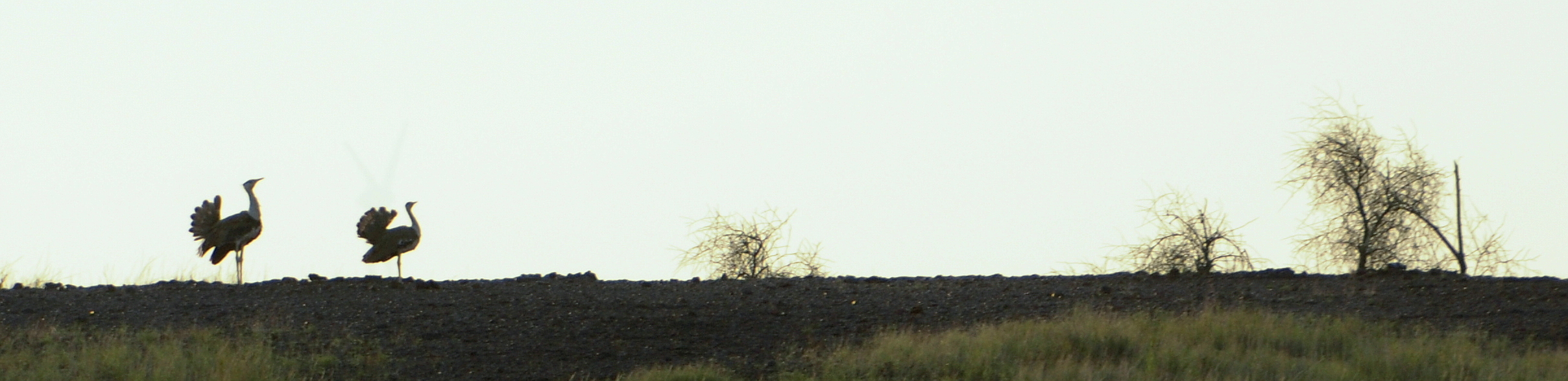
Пара індійських дрохв (Ardeotis nigriceps)

Родина: Дрохвові (Otididae)
| Українська назва      | Біноміальна назва       | Примітки                                                          |
| --------------------- | ----------------------- | ----------------------------------------------------------------- |
| Дрохва індійська      | Ardeotis nigriceps      | На межі зникнення                                                 |
| Джек східний          | Chlamydotis macqueenii  | Вразливий; раніше вважалися підвидом джека (Chlamydotis undulata) |
| Флорікан бенгальський | Houbaropsis bengalensis | На межі зникнення                                                 |
| Флорікан індійський   | Sypheotides indicus     | Під загрозою зникнення                                            |
| Хохітва               | Tetrax tetrax           | (V); Стан близький до загрозливого                                |

## Зозулеподібні(Cuculiformes)

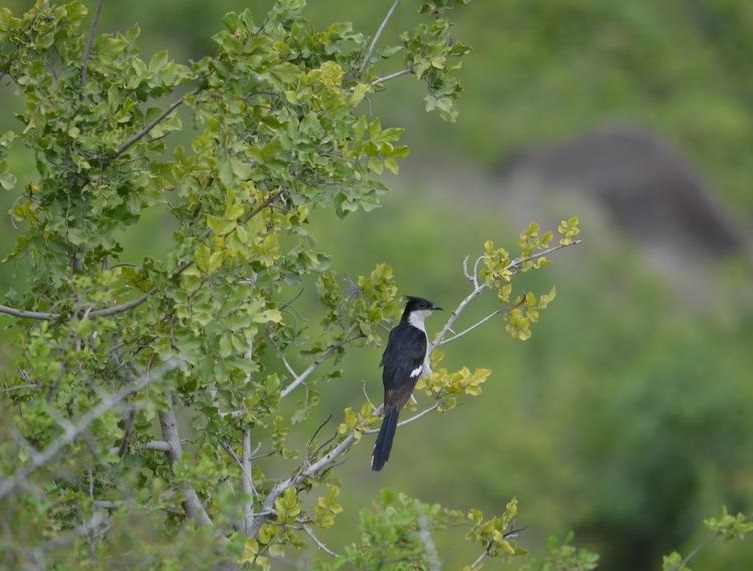
Зозуля строката (Clamator jacobinus)

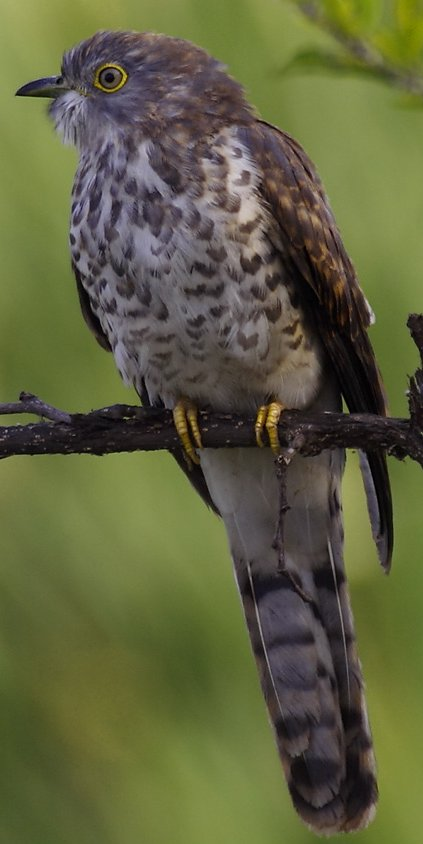
Зозуля білогорла (Hierococcyx varius)

Родина: Зозулеві (Cuculidae)
| Українська назва         | Біноміальна назва            | Примітки |
| ------------------------ | ---------------------------- | -------- |
| Коукал рудокрилий        | Centropus sinensis           |          |
| Коукал малий             | Centropus bengalensis        |          |
| Коукал андаманський      | Centropus andamanensis       |          |
| Малкога індійська        | Taccocua leschenaultii       |          |
| Малкога сірочерева       | Phaenicophaeus viridirostris |          |
| Кокиль                   | Phaenicophaeus tristis       |          |
| Зозуля каштановокрила    | Clamator coromandus          |          |
| Зозуля строката          | Clamator jacobinus           |          |
|                          | Eudynamys scolopaceus        |          |
| Дідрик смарагдовий       | Chrysococcyx maculatus       |          |
| Дідрик фіолетовий        | Chrysococcyx xanthorhynchus  |          |
| Дідрик рудохвостий       | Chrysococcyx basalis         | (V)      |
| Кукавка смугаста         | Cacomantis sonneratii        |          |
| Кукавка сіровола         | Cacomantis merulinus         |          |
| Кукавка мала             | Cacomantis passerinus        |          |
| Зозуля-дронго азійська   | Surniculus lugubris          |          |
| Зозуля-дронго вилохвоста | Surniculus dicruroides       |          |
| Зозуля велика            | Hierococcyx sparverioides    |          |
| Зозуля білогорла         | Hierococcyx varius           |          |
| Зозуля індокитайська     | Hierococcyx nisicolor        |          |
| Зозуля мала              | Cuculus poliocephalus        |          |
| Зозуля короткокрила      | Cuculus micropterus          |          |
| Зозуля глуха             | Cuculus saturatus            |          |
| Зозуля звичайна          | Cuculus canorus              |          |

## Рябкоподібні(Pterocliformes)

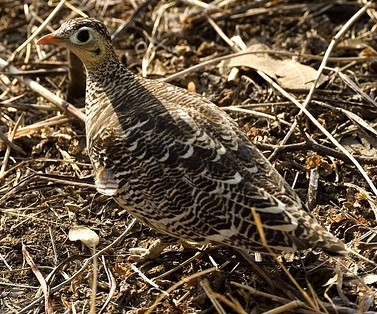
Рябок індійський (Pterocles indicus)

Родина: Рябкові (Pteroclidae)
| Українська назва    | Біноміальна назва    | Примітки |
| ------------------- | -------------------- | -------- |
| Саджа тибетська     | Syrrhaptes tibetanus |          |
| Саджа звичайна,     | Syrrhaptes paradoxus | (V)      |
| Рябок білочеревий   | Pterocles alchata    | (V)      |
| Рябок пустельний    | Pterocles exustus    |          |
| Рябок сенегальський | Pterocles senegallus |          |
| Рябок чорночеревий  | Pterocles orientalis |          |
| Рябок індійський    | Pterocles indicus    |          |

## Голубоподібні(Columbiformes)

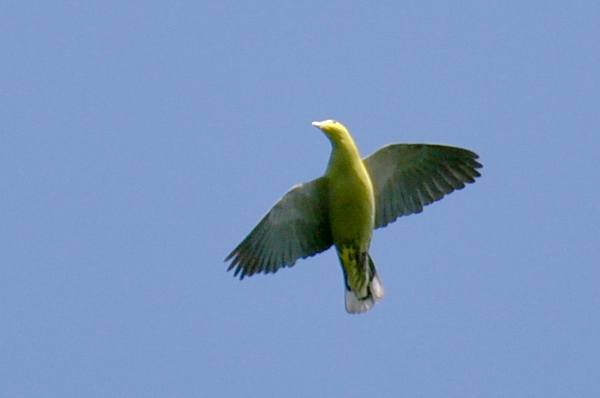
Вінаго андаманський (Treron chloropterus)

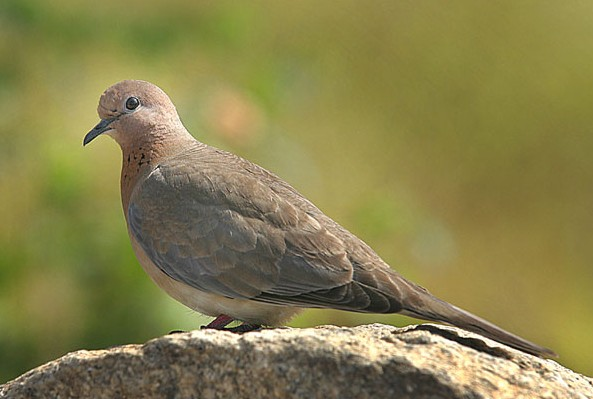
Горлиця мала (Spilopelia senegalensis)

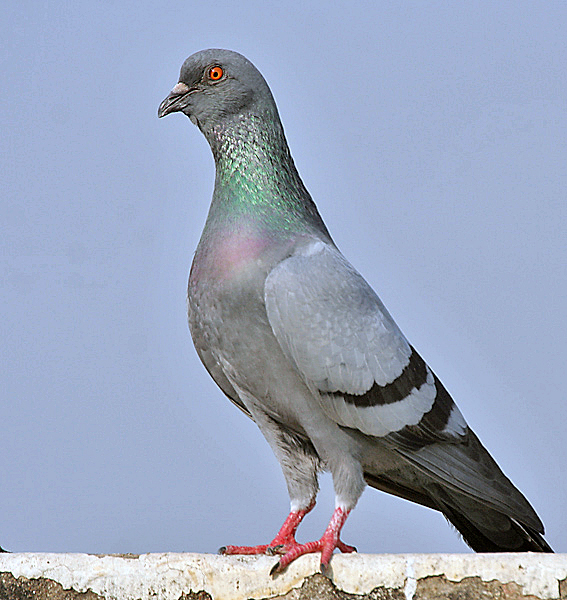
Голуб сизий (Columba livia)

Родина: Голубові (Columbidae)
| Українська назва       | Біноміальна назва          | Примітки                           |
| ---------------------- | -------------------------- | ---------------------------------- |
| Голуб сизий            | Columba livia              |                                    |
| Голуб скельний         | Columba rupestris          |                                    |
| Голуб білоспинний      | Columba leuconota          |                                    |
| Голуб бурий            | Columba eversmanni         | Вразливий                          |
| Припутень              | Columba palumbus           |                                    |
|                        | Columba hodgsonii          |                                    |
| Голуб непальський      | Columba pulchricollis      |                                    |
|                        | Columba elphinstonii       | (E); Вразливий                     |
|                        | Columba punicea            | Вразливий                          |
|                        | Columba palumboides        | (E); Стан близький до загрозливого |
| Горлиця звичайна       | Streptopelia turtur        | (V); Вразливий                     |
| Горлиця велика         | Streptopelia orientalis    |                                    |
| Горлиця садова         | Streptopelia decaocto      |                                    |
|                        | Streptopelia tranquebarica |                                    |
| Горлиця китайська      | Spilopelia chinensis       |                                    |
| Горлиця мала           | Spilopelia senegalensis    |                                    |
| Горлиця смугастохвоста | Macropygia unchall         |                                    |
| Горлиця андаманська    | Macropygia rufipennis      | (E)                                |
| Горлиця капська        | Oena capensis              | (V)                                |
|                        | Chalcophaps indica         |                                    |
| Голуб гривастий        | Caloenas nicobarica        | Стан близький до загрозливого      |
| Вінаго зеленолобий     | Treron bicinctus           |                                    |
| Вінаго сіролобий       | Treron affinis             | (E)                                |
| Вінаго світлоголовий   | Treron phayrei             | Стан близький до загрозливого      |
| Вінаго андаманський    | Treron chloropterus        | Стан близький до загрозливого      |
| Вінаго індокитайський  | Treron curvirostra         |                                    |
| Вінаго жовтошиїй       | Treron phoenicopterus      |                                    |
| Вінаго гострохвостий   | Treron apicauda            |                                    |
| Вінаго клинохвостий    | Treron sphenurus           |                                    |
| Пінон малазійський     | Ducula aenea               |                                    |
| Пінон нікобарський     | Ducula nicobarica          | (E)                                |
| Пінон гірський         | Ducula badia               |                                    |
| Пінон брунатний        | Ducula cuprea              | (E)                                |
| Пінон двобарвний       | Ducula bicolor             |                                    |

## Журавлеподібні(Gruiformes)
Родина: Лапчастоногові (Heliornithidae)
| Українська назва      | Біноміальна назва    | Примітки               |
| --------------------- | -------------------- | ---------------------- |
| Лапчастоніг азійський | Heliopais personatus | Під загрозою зникнення |

Родина: Пастушкові (Rallidae)
| Українська назва      | Біноміальна назва       | Примітки |
| --------------------- | ----------------------- | -------- |
| Пастушок водяний      | Rallus aquaticus        |          |
| Пастушок східний      | Rallus indicus          |          |
| Деркач лучний         | Crex crex               | (V)      |
| Пастушок рудоголовий  | Lewinia striata         |          |
| Погонич звичайний     | Porzana porzana         |          |
| Курочка водяна        | Gallinula chloropus     |          |
| Лиска звичайна        | Fulica atra             |          |
| Султанка сіроголова   | Porphyrio poliocephalus |          |
| Погонич індійський    | Zapornia fusca          |          |
| Багновик чорнохвостий | Zapornia bicolor        |          |
| Багновик бурий        | Zapornia akool          |          |
| Погонич-крихітка      | Zapornia pusilla        |          |
| Погонич малий         | Zapornia parva          | (V)      |
| Погонич сіроногий     | Rallina eurizonoides    |          |
| Погонич андаманський  | Rallina canningi        | (E)      |
| Погонич білобровий    | Poliolimnas cinereus    | (V)      |
| Курочка рогата        | Gallicrex cinerea       |          |
| Багновик білогрудий   | Amaurornis phoenicurus  |          |

Родина: Журавлеві (Gruidae)
| Українська назва    | Біноміальна назва         | Примітки                                                                            |
| ------------------- | ------------------------- | ----------------------------------------------------------------------------------- |
| Журавель білий      | Leucogeranus leucogeranus | На межі зникнення, можливо локально вимер; останній раз зимував в Індії в 2002 році |
| Журавель індійський | Antigone antigone         | Вразливий                                                                           |
| Журавель степовий   | Grus virgo                |                                                                                     |
| Журавель сірий      | Grus grus                 |                                                                                     |
| Журавель чорношиїй  | Grus nigricollis          | Вразливий                                                                           |

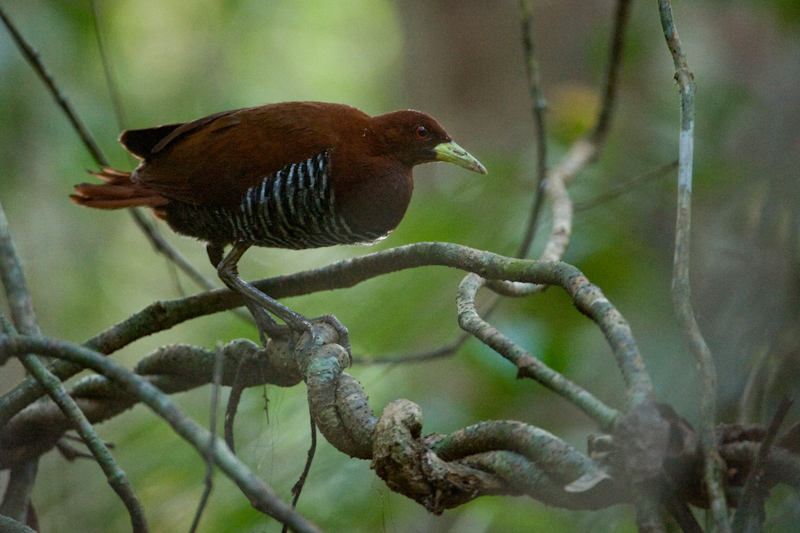
Погонич андаманський (Rallina canningi)

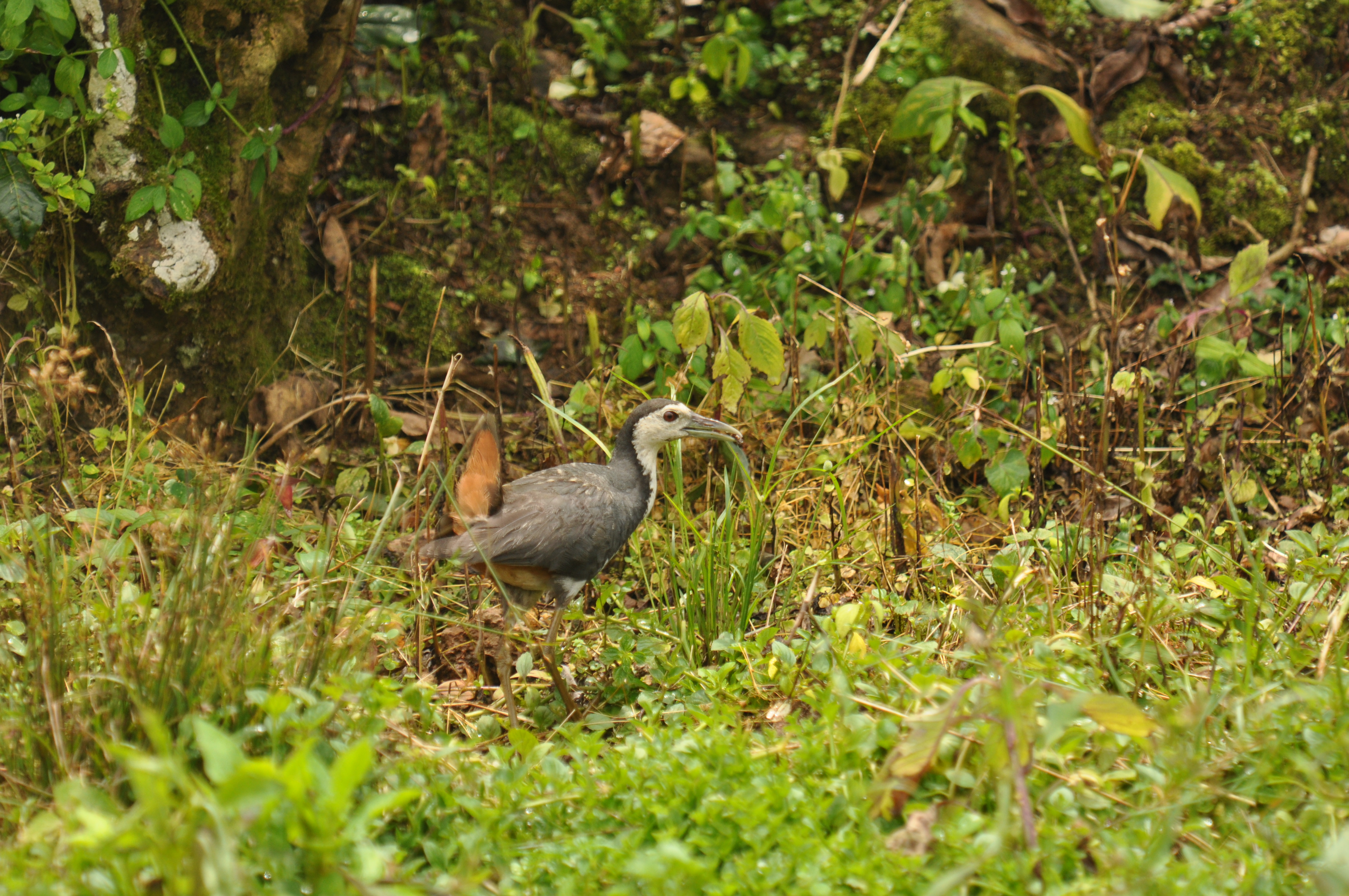
Багновик білогрудий (Amaurornis phoenicurus)

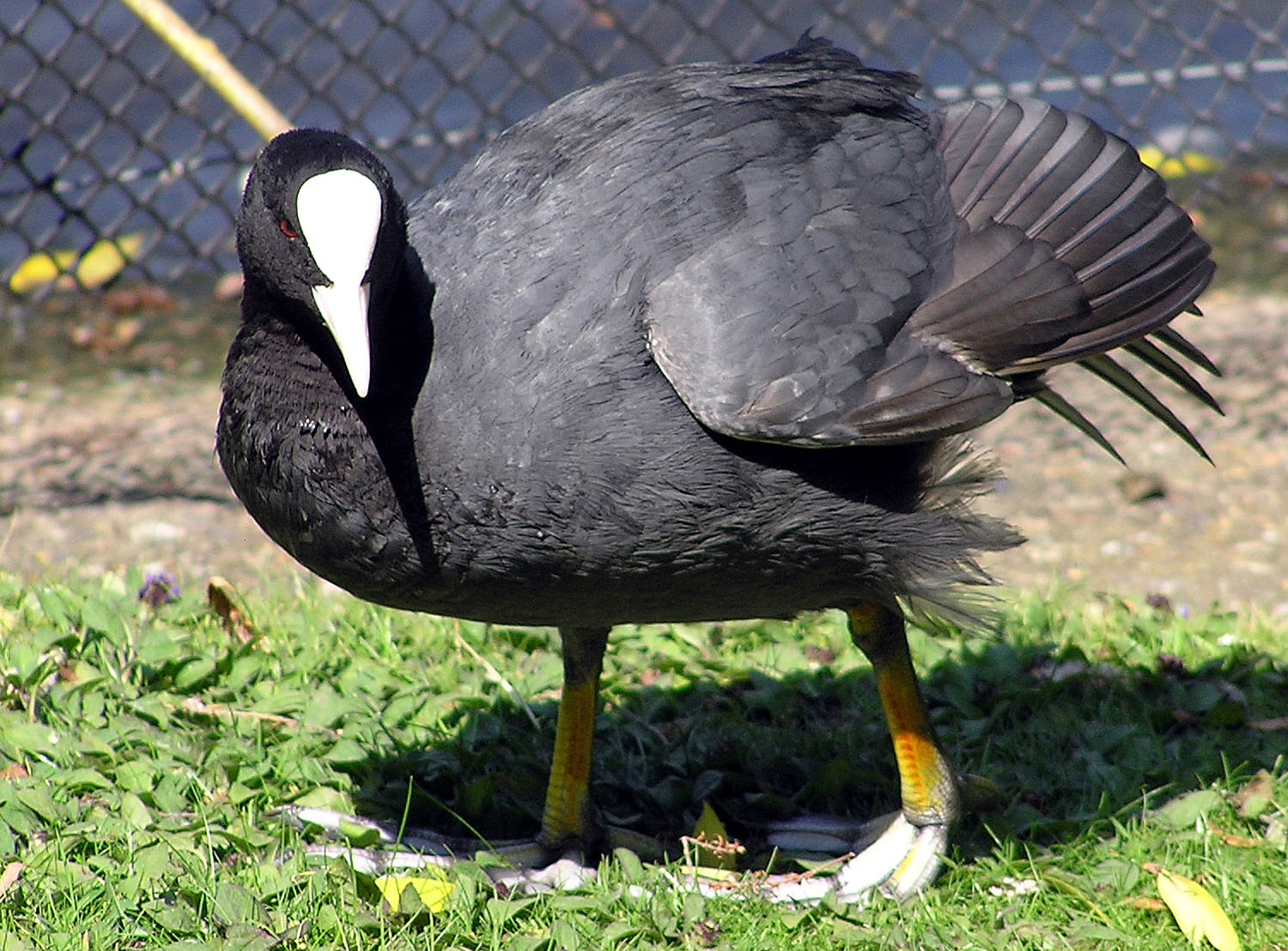
Лиска звичайна (Fulica atra)

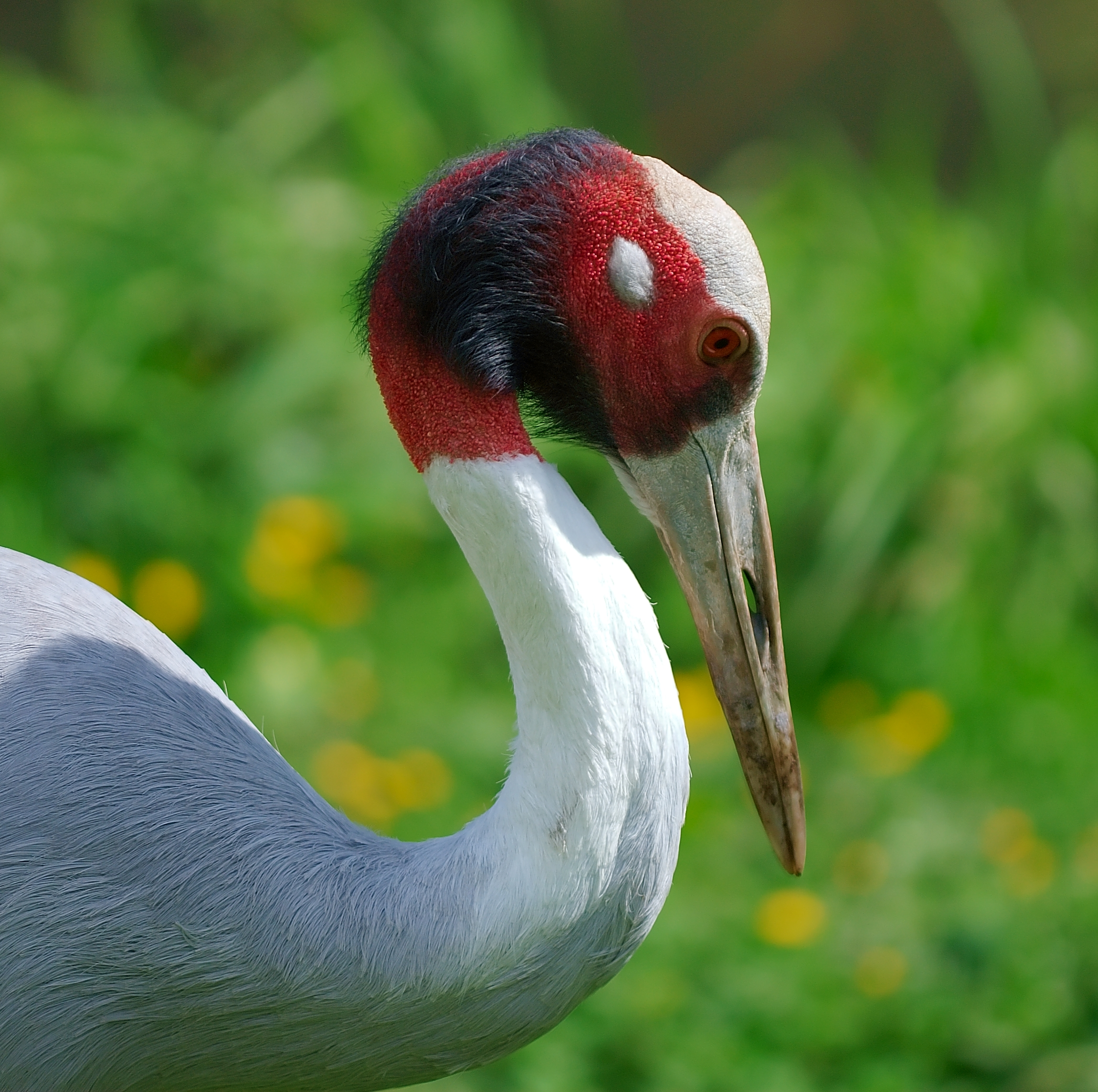
Журавель індійський (Antigone antigone)

Журавель чорний (Grus monacha) був вказаний в ранніших списках, однак вказується як гіпотетичний (Rasmussen and Anderton, 2005) або навіть локально вимерлий вид в пізніших працях.

## Пірникозоподібні(Podicipediformes)

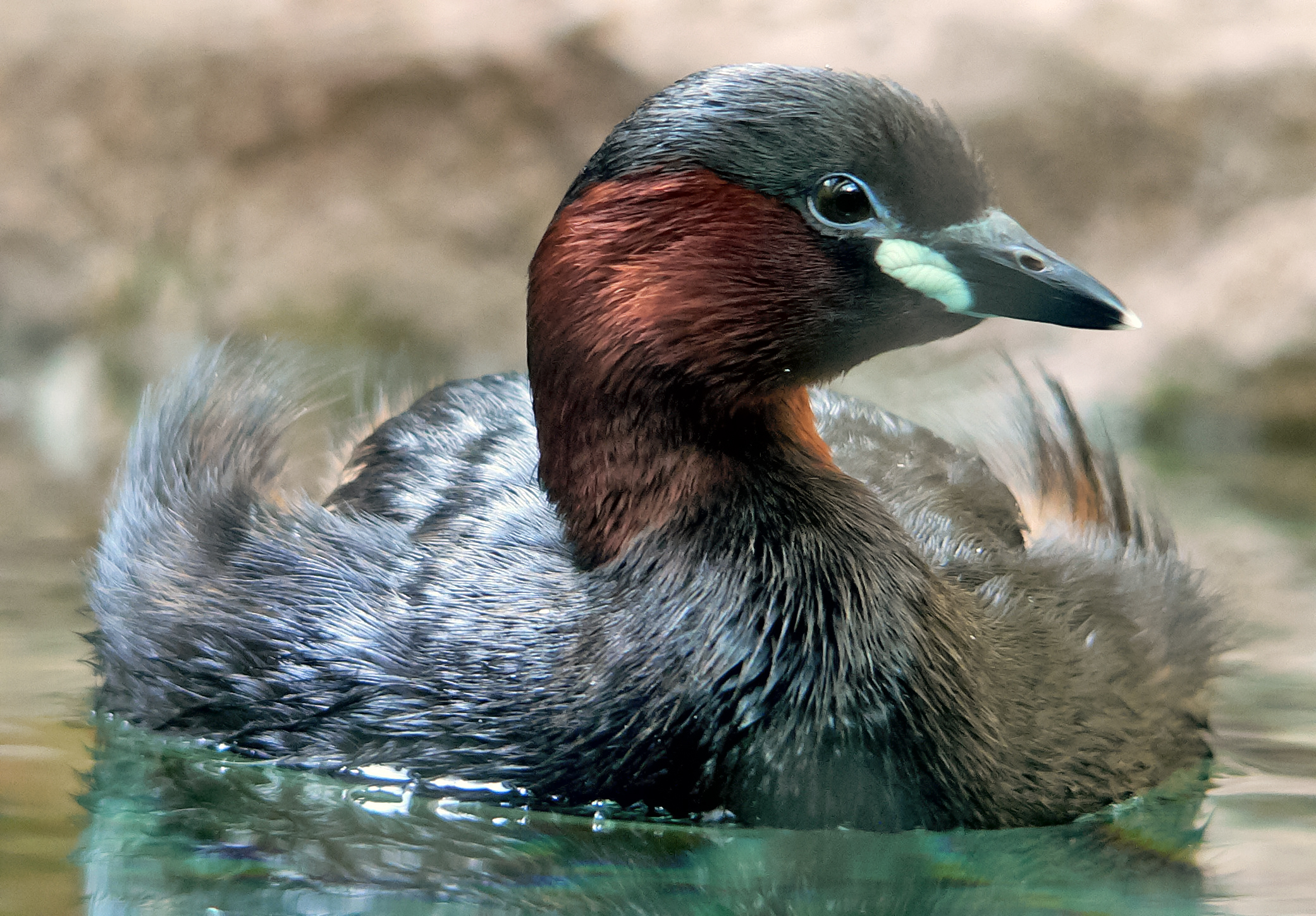
Пірникоза мала (Tachybaptus ruficollis)

Родина: Пірникозові (Podicipedidae)
| Українська назва     | Біноміальна назва      | Примітки       |
| -------------------- | ---------------------- | -------------- |
| Пірникоза мала       | Tachybaptus ruficollis |                |
| Пірникоза сірощока   | Podiceps grisegena     | (V)            |
| Пірникоза велика     | Podiceps cristatus     |                |
| Пірникоза червоношия | Podiceps auritus       | (V); Вразливий |
| Пірникоза чорношия   | Podiceps nigricollis   |                |

## Фламінгоподібні(Phoenicopteriformes)
Родина: Фламінгові (Phoenicopteridae)

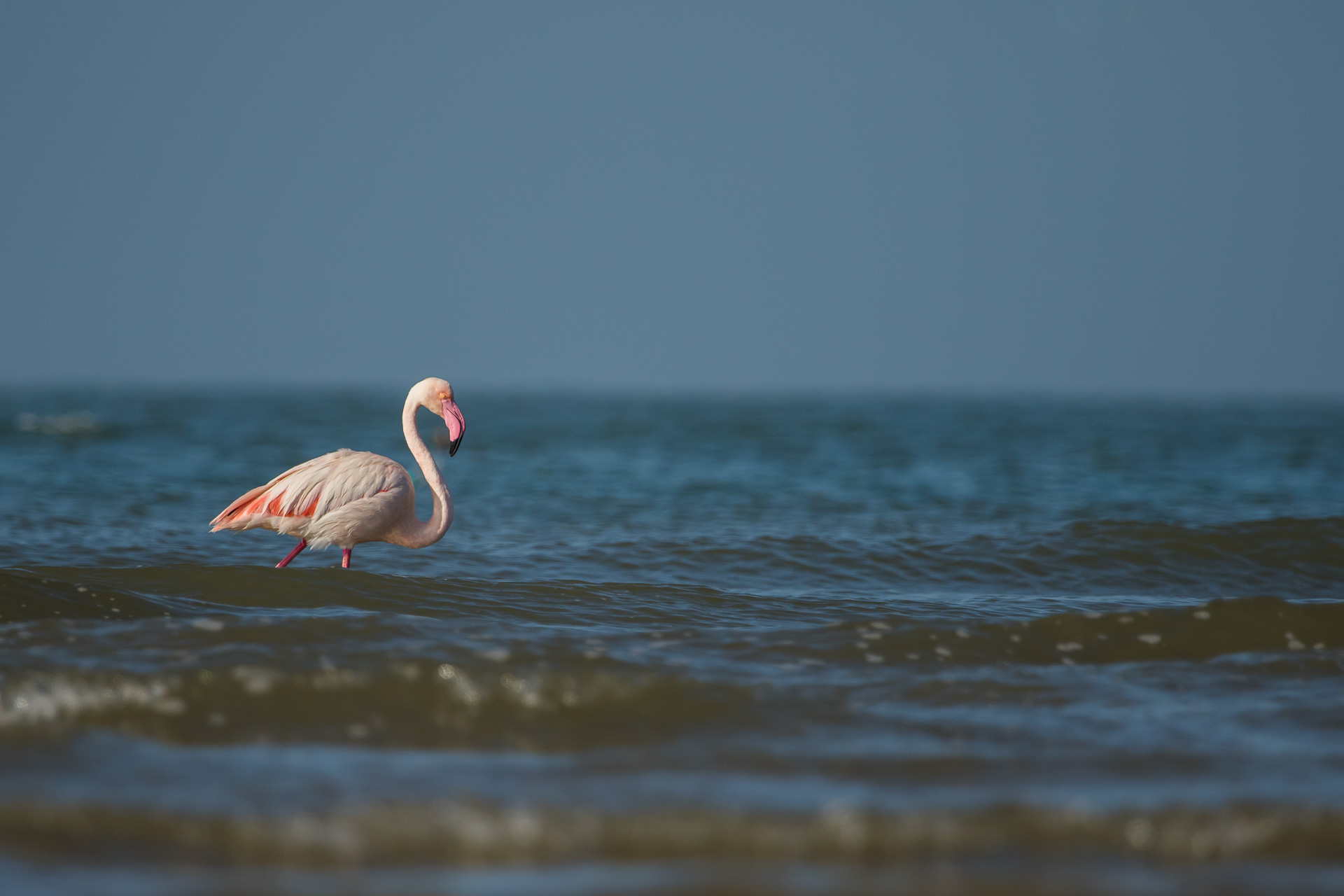
Фламінго рожевий (Phoenicopterus roseus)

| Українська назва | Біноміальна назва     | Примітки                      |
| ---------------- | --------------------- | ----------------------------- |
| Фламінго рожевий | Phoenicopterus roseus |                               |
| Фламінго малий   | Phoeniconaias minor   | Стан близький до загрозливого |

## Сивкоподібні(Charadriiformes)
Родина: Триперсткові (Turnicidae)
| Українська назва       | Біноміальна назва | Примітки |
| ---------------------- | ----------------- | -------- |
| Триперстка африканська | Turnix sylvaticus |          |
| Триперстка жовтонога   | Turnix tanki      |          |
| Триперстка смугаста    | Turnix suscitator |          |

Родина: Лежневі (Burhinidae)
| Українська назва  | Біноміальна назва     | Примітки                                                      |
| ----------------- | --------------------- | ------------------------------------------------------------- |
| Лежень індійський | Burhinus indicus      | Лежень степовий (Burhinus oedicnemus) в Індії не зафіксований |
| Лежень великий    | Esacus recurvirostris | Стан близький до загрозливого                                 |
| Лежень рифовий    | Esacus magnirostris   | Стан близький до загрозливого                                 |

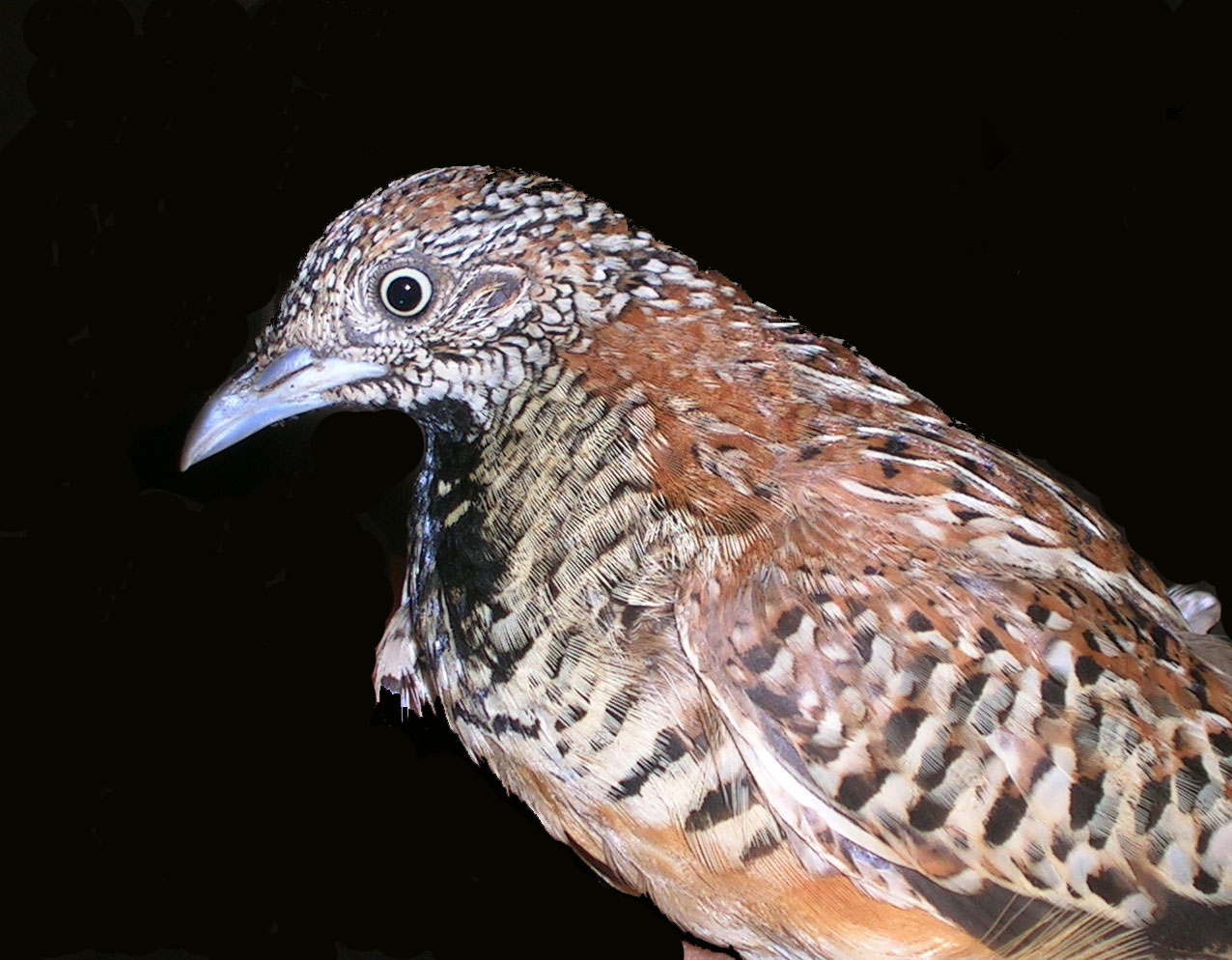
Триперстка смугаста (Turnix suscitator)

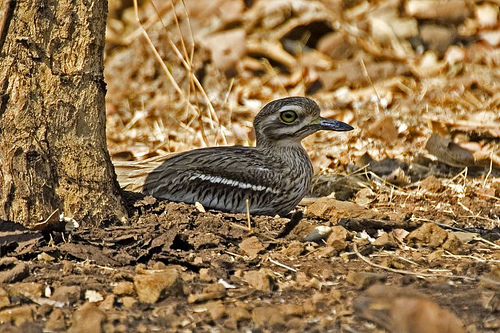
Лежень індійський (Burhinus indicus)

Родина: Куликосорокові (Haematopodidae)
| Українська назва          | Біноміальна назва     | Примітки                      |
| ------------------------- | --------------------- | ----------------------------- |
| Кулик-сорока євразійський | Haematopus ostralegus | Стан близький до загрозливого |

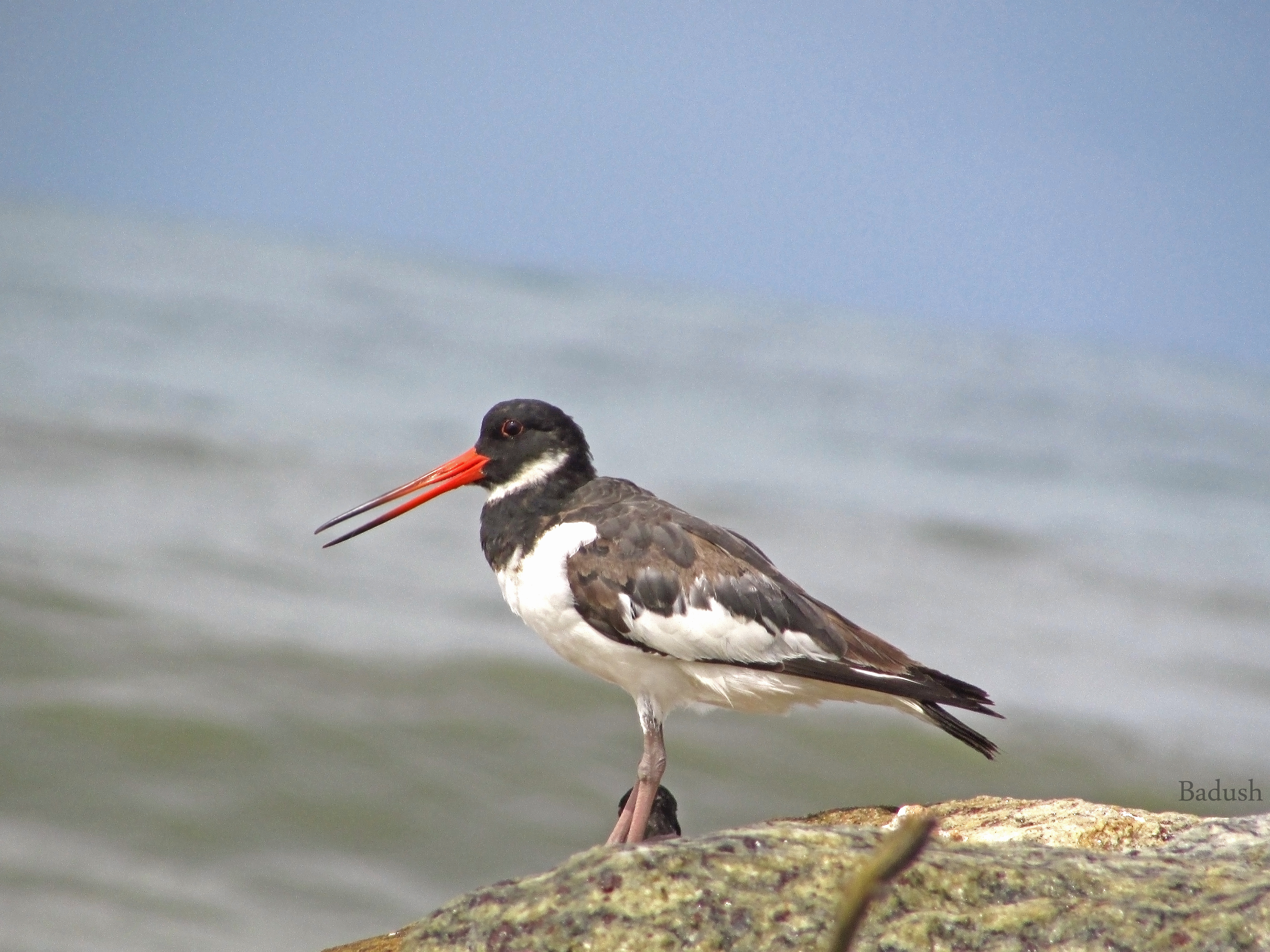
Кулик-сорока євразійський (Haematopus ostralegus)

Родина: Серподзьобові (Ibidorhynchidae)
| Українська назва | Біноміальна назва        | Примітки |
| ---------------- | ------------------------ | -------- |
| Серподзьоб       | Ibidorhyncha struthersii |          |

Серподзьоб (Ibidorhyncha struthersii)

Родина: Чоботарові (Recurvirostridae)
| Українська назва           | Біноміальна назва      | Примітки |
| -------------------------- | ---------------------- | -------- |
| Кулик-довгоніг чорнокрилий | Himantopus himantopus  |          |
| Чоботар синьоногий         | Recurvirostra avosetta |          |

Родина: Сивкові (Charadriidae)
| Українська назва       | Біноміальна назва        | Примітки                      |
| ---------------------- | ------------------------ | ----------------------------- |
| Чайка чубата           | Vanellus vanellus        | Стан близький до загрозливого |
| Чайка річкова          | Vanellus duvaucelii      | Стан близький до загрозливого |
| Чайка малабарська      | Vanellus malabaricus     |                               |
| Чайка сіра             | Vanellus cinereus        |                               |
| Чайка індійська        | Vanellus indicus         |                               |
| Чайка степова          | Vanellus gregarius       | На межі зникнення             |
| Чайка білохвоста       | Vanellus leucurus        |                               |
| Сивка звичайна         | Pluvialis apricaria      | (V)                           |
| Сивка бурокрила        | Pluvialis fulva          |                               |
| Сивка американська     | Pluvialis dominica       | (V)                           |
| Сивка морська          | Pluvialis squatarola     |                               |
| Пісочник великий       | Charadrius hiaticula     | (V)                           |
| Пісочник усурійський   | Charadrius placidus      |                               |
| Пісочник малий         | Charadrius dubius        |                               |
| Пісочник морський      | Charadrius alexandrinus  |                               |
|                        | Charadrius dealbatus     | (V)                           |
| Пісочник монгольський  | Charadrius mongolus      |                               |
| Пісочник товстодзьобий | Charadrius leschenaultii |                               |
| Пісочник каспійський   | Charadrius asiaticus     | (V)                           |
| Пісочник довгоногий    | Charadrius veredus       | (V)                           |

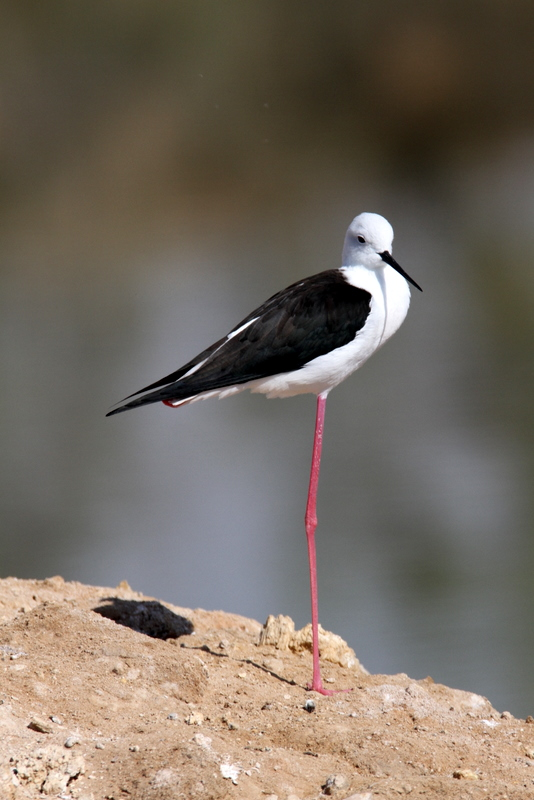
Кулик-довгоніг чорнокрилий (Himantopus himantopus)

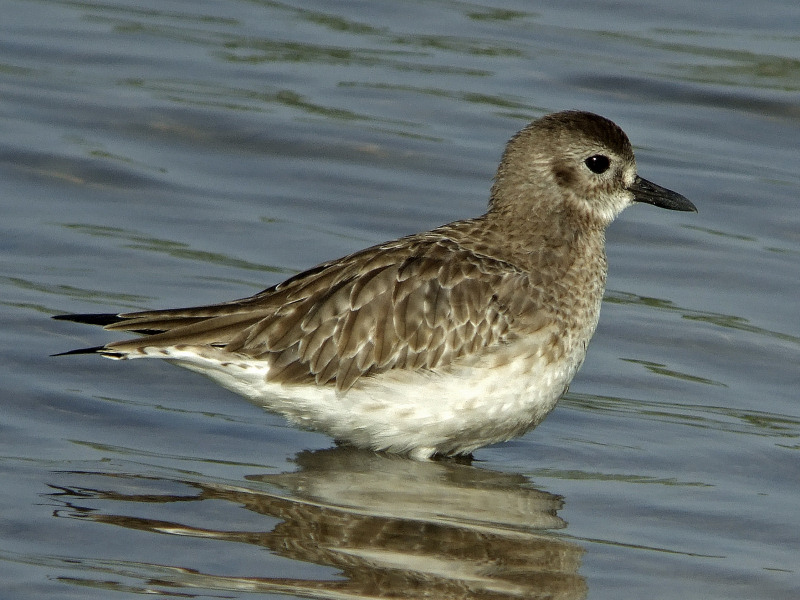
Сивка морська (Pluvialis squatarola)

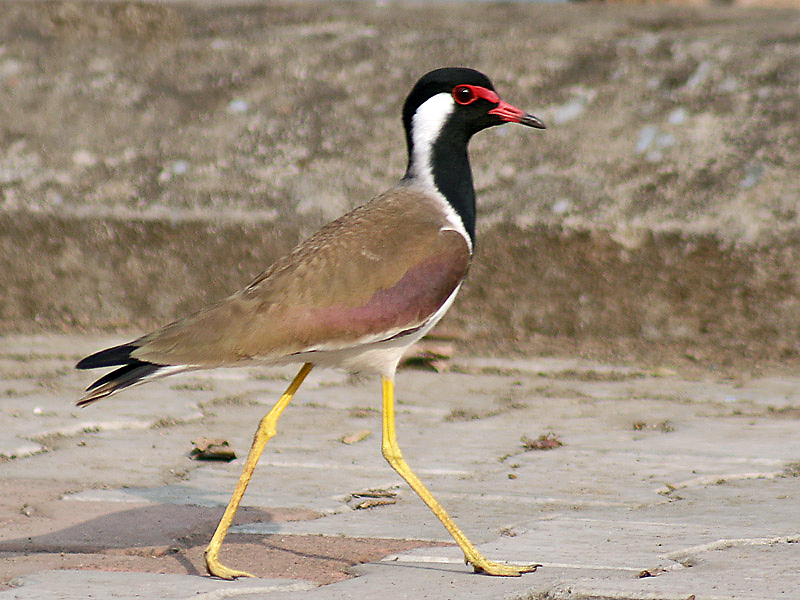
Чайка індійська (Vanellus indicus)

Родина: Мальованцеві (Rostratulidae)

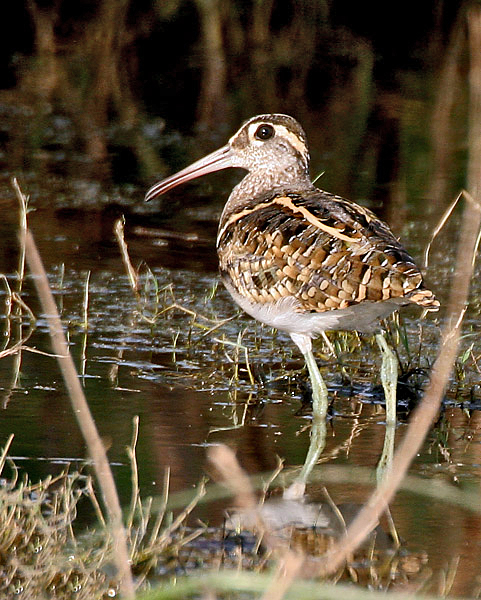
Мальованець афро-азійський (Rostratula benghalensis)

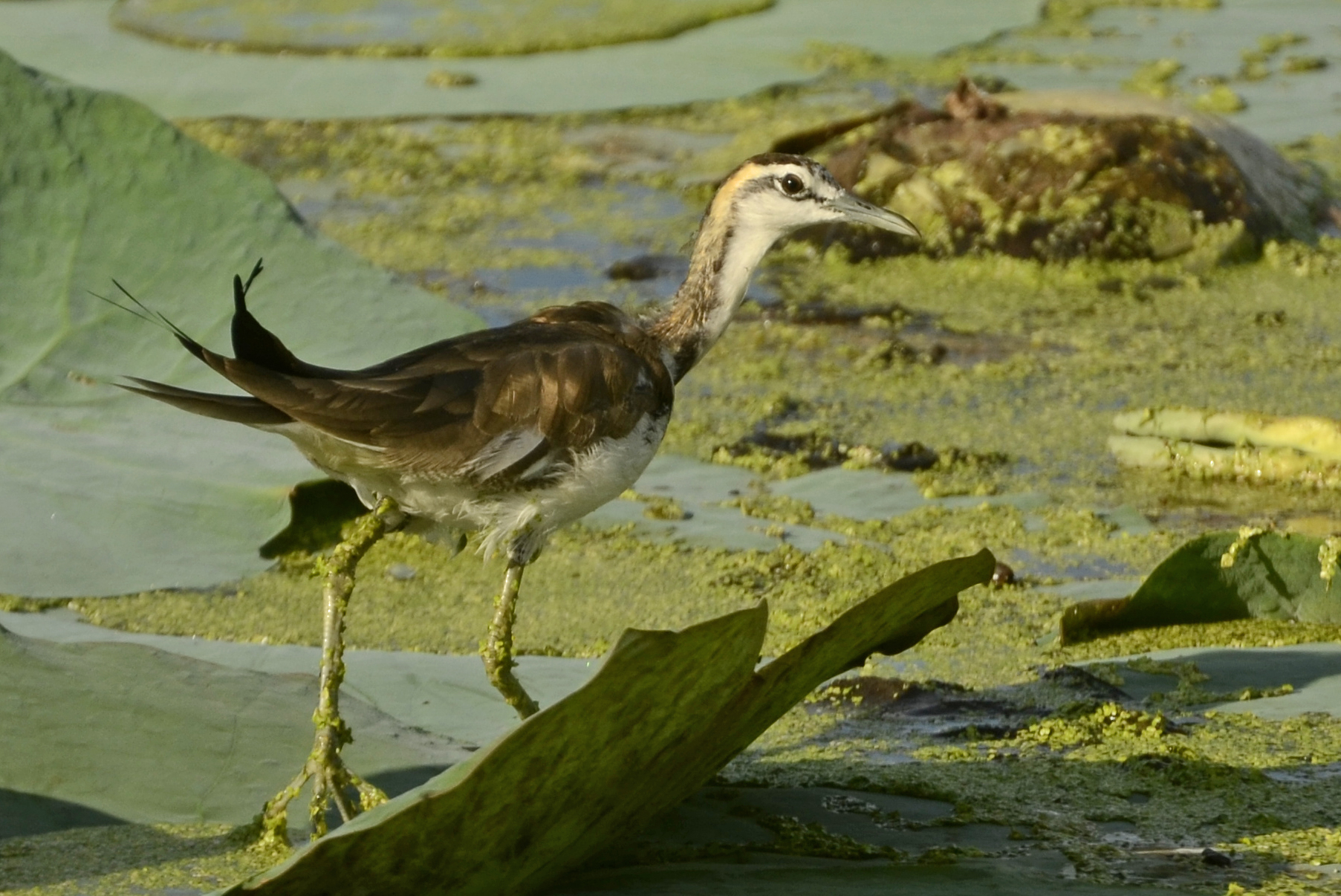
Якана довгохвоста (Hydrophasianus chirurgus)

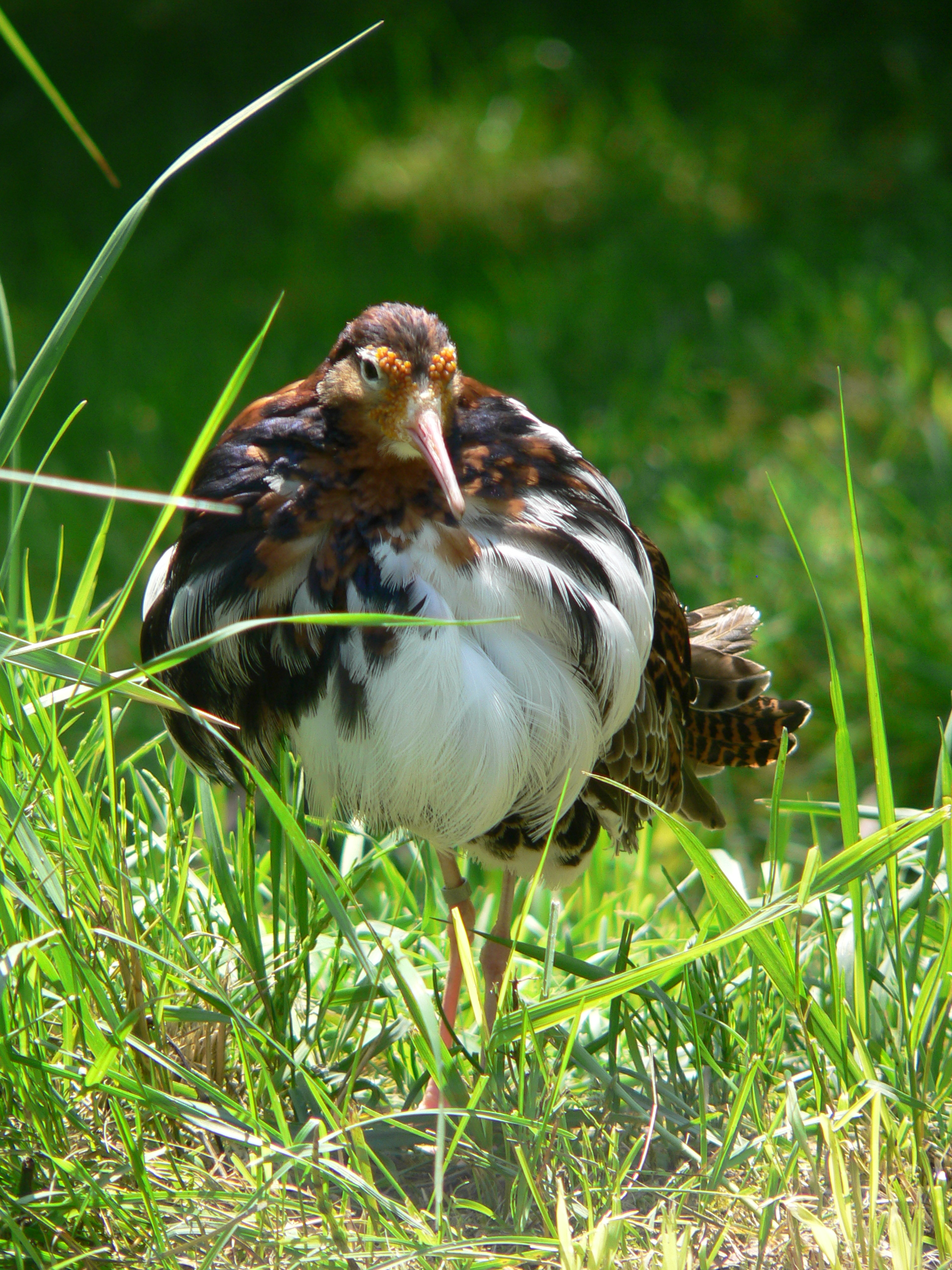
Брижач (Calidris pugnax)

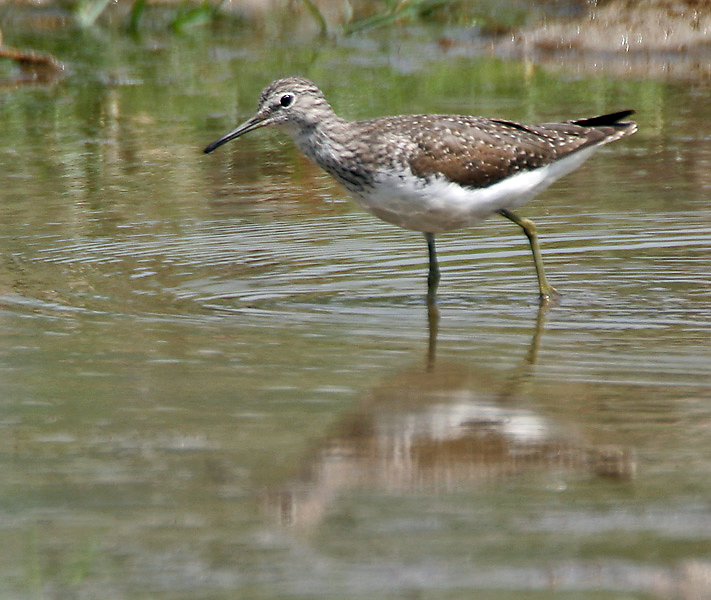
Коловодник лісовий (Tringa ochropus)

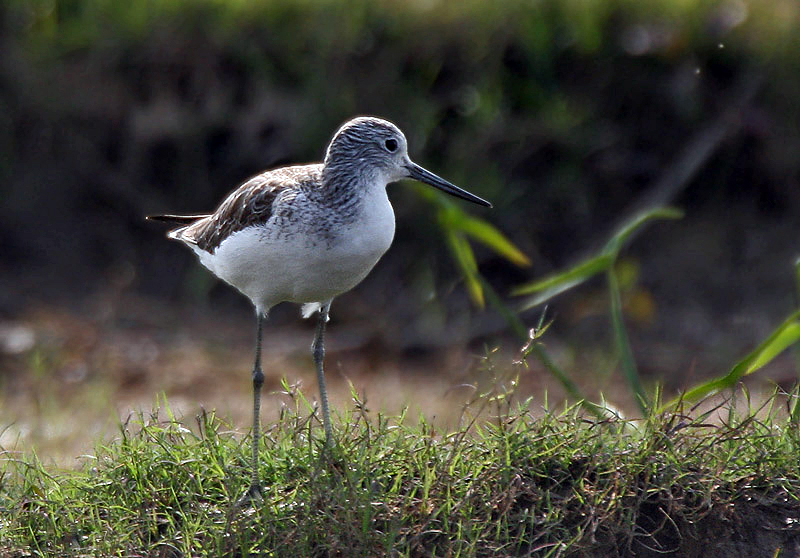
Коловодник великий (Tringa nebularia)

| Українська назва           | Біноміальна назва       | Примітки |
| -------------------------- | ----------------------- | -------- |
| Мальованець афро-азійський | Rostratula benghalensis |          |

Родина: Яканові (Jacanidae)
| Українська назва  | Біноміальна назва        | Примітки |
| ----------------- | ------------------------ | -------- |
| Якана довгохвоста | Hydrophasianus chirurgus |          |
| Якана білоброва   | Metopidius indicus       |          |

Родина: Баранцеві (Scolopacidae)
| Українська назва         | Біноміальна назва        | Примітки                           |
| ------------------------ | ------------------------ | ---------------------------------- |
| Кульон середній          | Numenius phaeopus        |                                    |
| Кульон великий           | Numenius arquata         | Стан близький до загрозливого      |
| Грицик малий             | Limosa lapponica         | Стан близький до загрозливого      |
| Грицик великий           | Limosa limosa            | Стан близький до загрозливого      |
| Крем'яшник звичайний     | Arenaria interpres       |                                    |
| Побережник великий       | Calidris tenuirostris    | Під загрозою зникнення             |
| Побережник ісландський   | Calidris canutus         | (V); Стан близький до загрозливого |
| Брижач                   | Calidris pugnax          |                                    |
| Побережник болотяний     | Calidris falcinellus     |                                    |
| Побережник гострохвостий | Calidris acuminata       | (V)                                |
| Побережник довгоногий    | Calidris himantopus      | (V)                                |
| Побережник червоногрудий | Calidris ferruginea      | Стан близький до загрозливого      |
| Побережник білохвостий   | Calidris temminckii      |                                    |
| Побережник довгопалий    | Calidris subminuta       |                                    |
| Лопатень                 | Calidris pygmeus         | (V); На межі зникнення             |
| Побережник рудоголовий   | Calidris ruficollis      | Стан близький до загрозливого      |
| Побережник білий         | Calidris alba            |                                    |
| Побережник чорногрудий   | Calidris alpina          |                                    |
| Побережник малий         | Calidris minuta          |                                    |
| Жовтоволик               | Calidris subruficollis   | (V); Стан близький до загрозливого |
| Побережник арктичний     | Calidris melanotos       | (V)                                |
| Неголь азійський         | Limnodromus semipalmatus | Стан близький до загрозливого      |
| Неголь довгодзьобий      | Limnodromus scolopaceus  | (V)                                |
| Слуква лісова            | Scolopax rusticola       |                                    |
| Баранець малий           | Lymnocryptes minimus     |                                    |
| Баранець-самітник        | Gallinago solitaria      |                                    |
| Баранець гімалайський    | Gallinago nemoricola     | Вразливий                          |
| Баранець азійський       | Gallinago stenura        | Зимуючий                           |
| Баранець лісовий         | Gallinago megala         |                                    |
| Баранець великий         | Gallinago media          | (V); Стан близький до загрозливого |
| Баранець звичайний       | Gallinago gallinago      |                                    |
| Мородунка                | Xenus cinereus           |                                    |
| Плавунець круглодзьобий  | Phalaropus lobatus       |                                    |
| Плавунець плоскодзьобий  | Phalaropus fulicarius    | (V)                                |
| Набережник палеарктичний | Actitis hypoleucos       |                                    |
| Коловодник лісовий       | Tringa ochropus          |                                    |
| Коловодник попелястий    | Tringa brevipes          | (V)                                |
| Коловодник звичайний     | Tringa totanus           |                                    |
| Коловодник ставковий     | Tringa stagnatilis       |                                    |
| Коловодник болотяний     | Tringa glareola          |                                    |
| Коловодник чорний        | Tringa erythropus        |                                    |
| Коловодник великий       | Tringa nebularia         |                                    |

Родина: Крабоїдові (Dromadidae)
| Українська назва | Біноміальна назва | Примітки |
| ---------------- | ----------------- | -------- |
| Крабоїд          | Dromas ardeola    |          |

Родина: Дерихвостові (Glareolidae)
| Українська назва         | Біноміальна назва        | Примітки               |
| ------------------------ | ------------------------ | ---------------------- |
| Бігунець пустельний      | Cursorius cursor         |                        |
| Бігунець індійський      | Cursorius coromandelicus |                        |
| Бігунець білобровий      | Rhinoptilus bitorquatus  | (E); На межі зникнення |
| Дерихвіст лучний         | Glareola pratincola      |                        |
| Дерихвіст забайкальський | Glareola maldivarum      |                        |
| Дерихвіст малий          | Glareola lactea          |                        |

Родина: Мартинові (Laridae)
| Українська назва       | Біноміальна назва              | Примітки                           |
| ---------------------- | ------------------------------ | ---------------------------------- |
| Крячок бурий           | Anous stolidus                 |                                    |
| Крячок тонкодзьобий    | Anous tenuirostris             | (V)                                |
| Крячок атоловий        | Anous minutus                  | (V)                                |
| Крячок білий           | Gygis alba                     | (V)                                |
| Водоріз індійський     | Rynchops albicollis            | Вразливий                          |
| Мартин трипалий        | Rissa tridactyla               | (V); Вразливий                     |
| Мартин вилохвостий     | Xema sabini                    | (V)                                |
| Мартин тонкодзьобий    | Chroicocephalus genei          |                                    |
| Мартин буроголовий     | Chroicocephalus brunnicephalus |                                    |
| Мартин звичайний       | Chroicocephalus ridibundus     |                                    |
| Мартин малий           | Hydrocoloeus minutus           | (V)                                |
| Мартин ставковий       | Leucophaeus pipixcan           | (V)                                |
| Мартин каспійський     | Ichthyaetus ichthyaetus        |                                    |
| Мартин червономорський | Ichthyaetus leucophthalmus     | (V); Стан близький до загрозливого |
| Мартин аденський       | Ichthyaetus hemprichii         | (V)                                |
| Мартин сизий           | Larus canus                    | (V)                                |
| Мартин сибірський      | Larus vegae                    | (V)                                |
| Мартин жовтоногий      | Larus cachinnans               |                                    |
| Мартин чорнокрилий     | Larus fuscus                   |                                    |
| Крячок чорнодзьобий    | Gelochelidon nilotica          |                                    |
| Крячок каспійський     | Hydroprogne caspia             |                                    |
| Крячок жовтодзьобий    | Thalasseus bergii              |                                    |
| Крячок бенгальський    | Thalasseus bengalensis         |                                    |
| Крячок рябодзьобий     | Thalasseus sandvicensis        |                                    |
| Крячок малий           | Sternula albifrons             |                                    |
| Крячок мекранський     | Sternula saundersi             |                                    |
| Крячок бурокрилий      | Onychoprion anaethetus         |                                    |
| Крячок строкатий       | Onychoprion fuscatus           |                                    |
| Крячок індійський      | Sterna aurantia                | Стан близький до загрозливого      |
| Крячок рожевий         | Sterna dougallii               |                                    |
| Крячок індонезійський  | Sterna sumatrana               |                                    |
| Крячок річковий        | Sterna hirundo                 |                                    |
| Крячок аравійський     | Sterna repressa                |                                    |
| Крячок полярний        | Sterna paradisaea              | (V)                                |
| Крячок чорночеревий    | Sterna acuticauda              | Під загрозою зникнення             |
| Крячок білощокий       | Chlidonias hybrida             |                                    |
| Крячок білокрилий      | Chlidonias leucopterus         |                                    |
| Крячок чорний          | Chlidonias niger               | (V)                                |

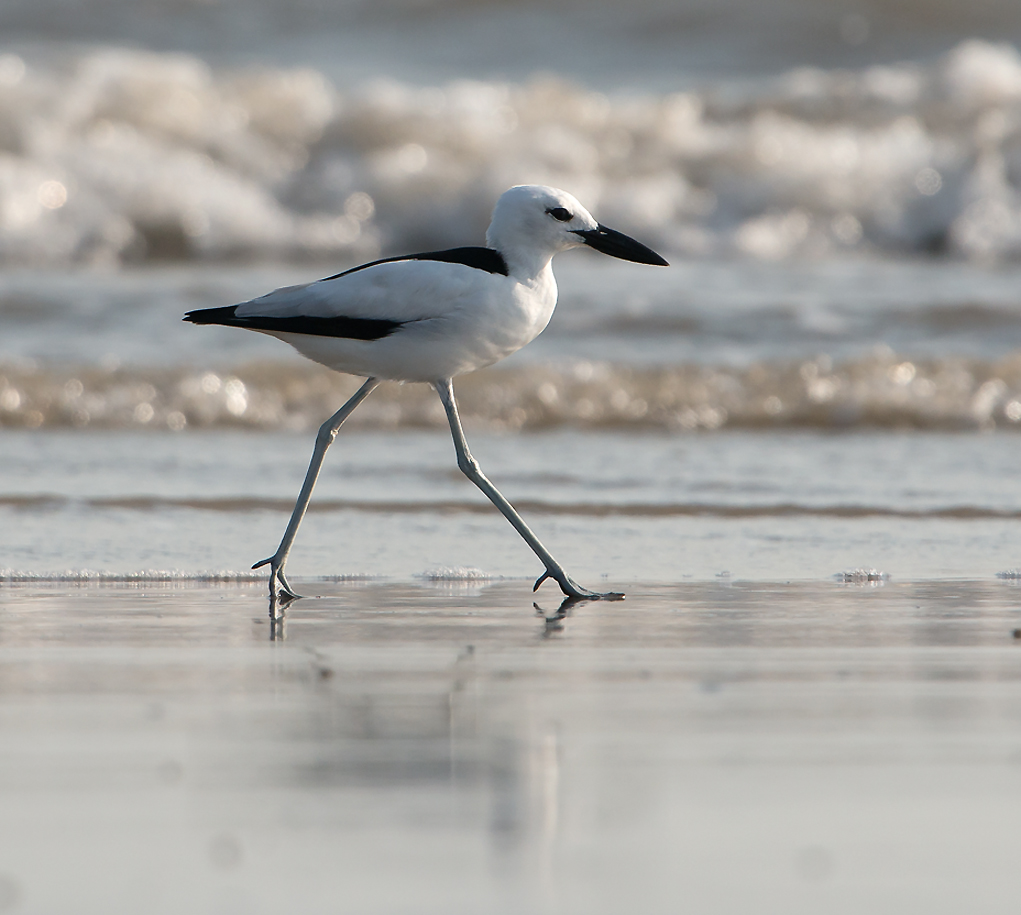
Крабоїд (Dromas ardeola)

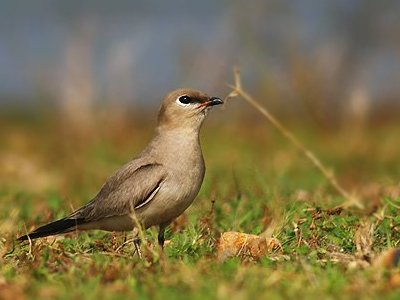
Дерихвіст малий (Glareola lactea)

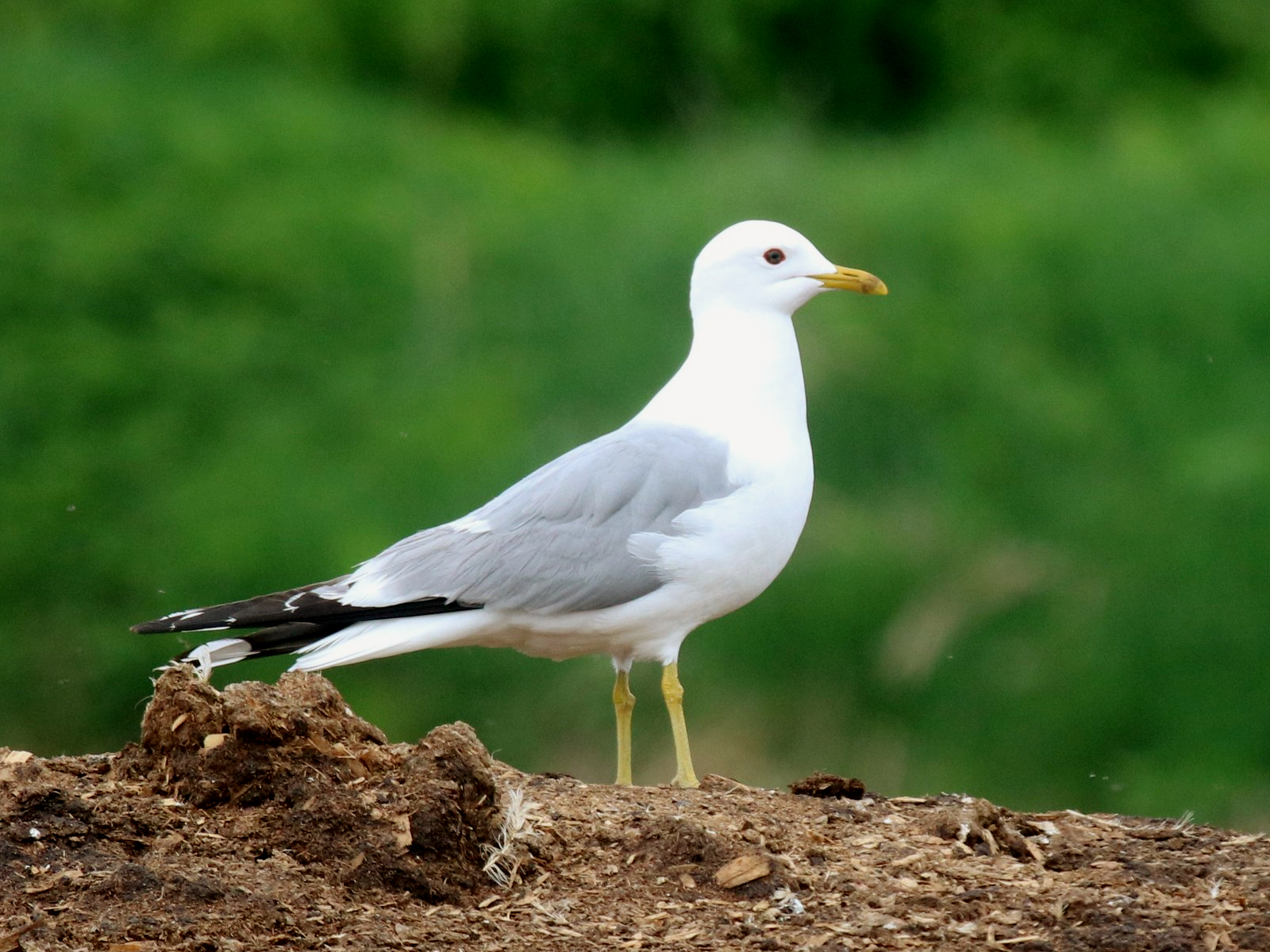
Мартин сизий (Larus canus)

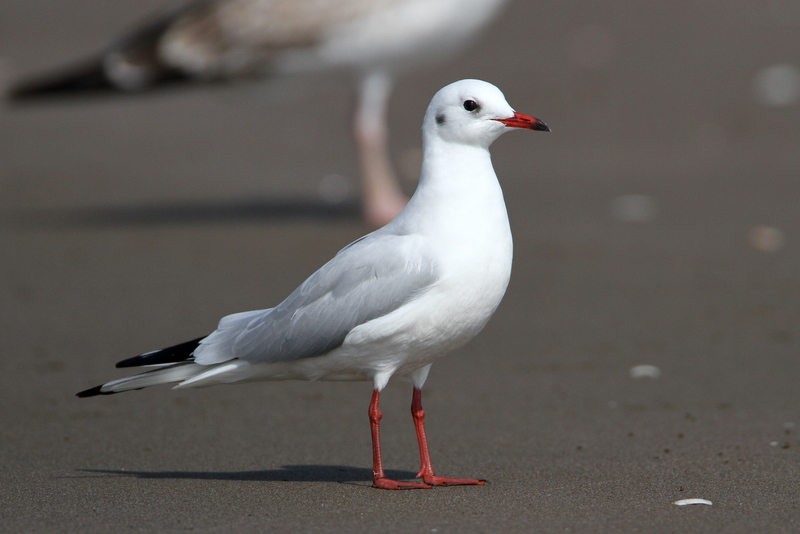
Мартин звичайний (Chroicocephalus ridibundus)

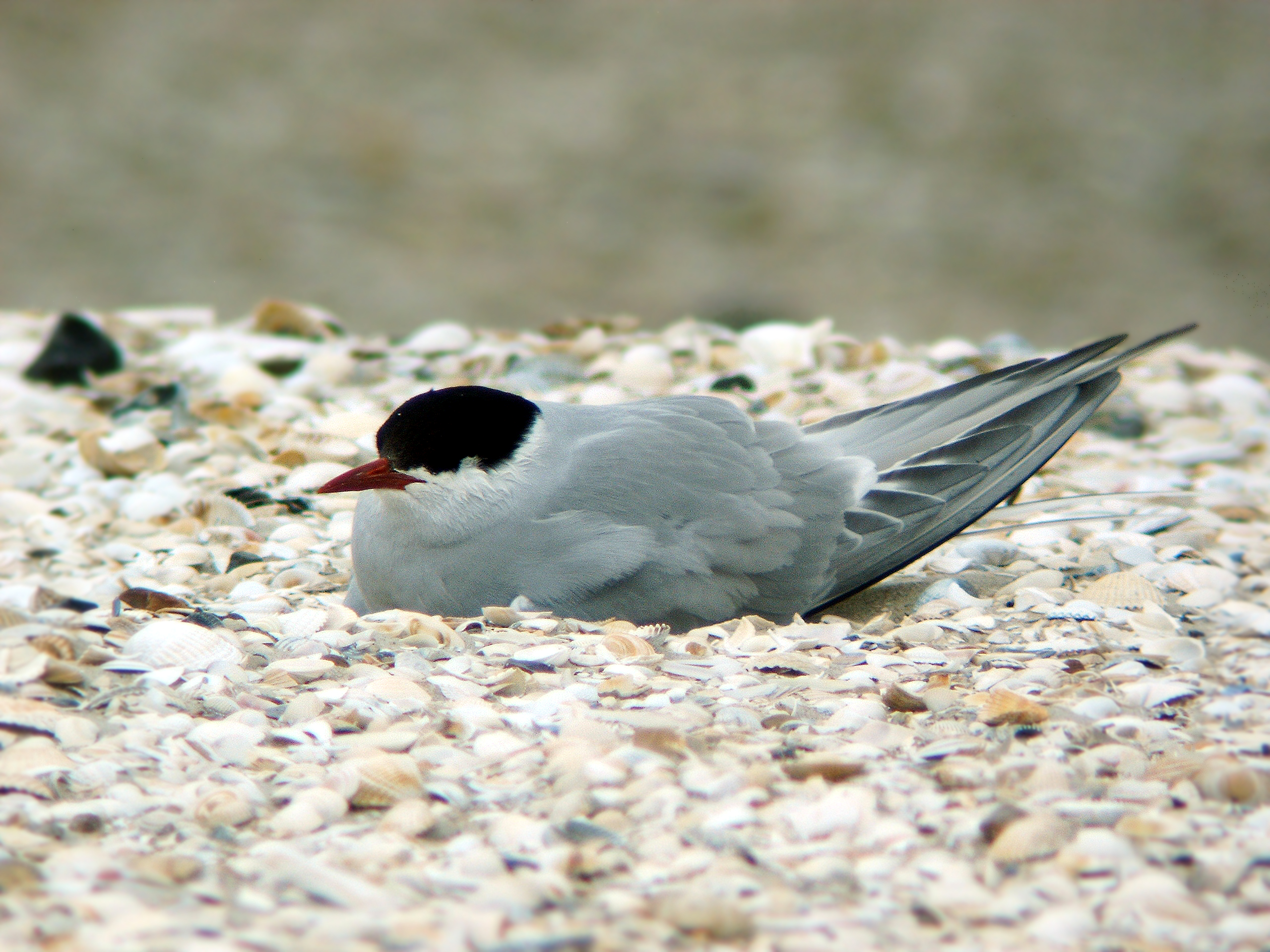
Крячок полярний (Sterna paradisaea)

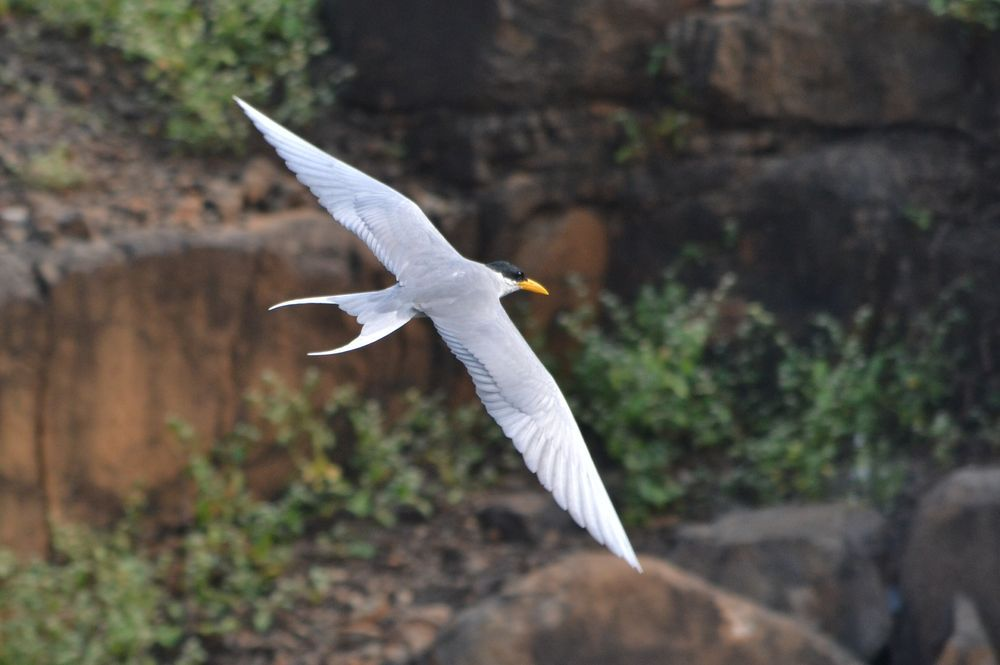
Крячок індійський (Sterna aurantia)

Родина: Поморникові (Stercorariidae)

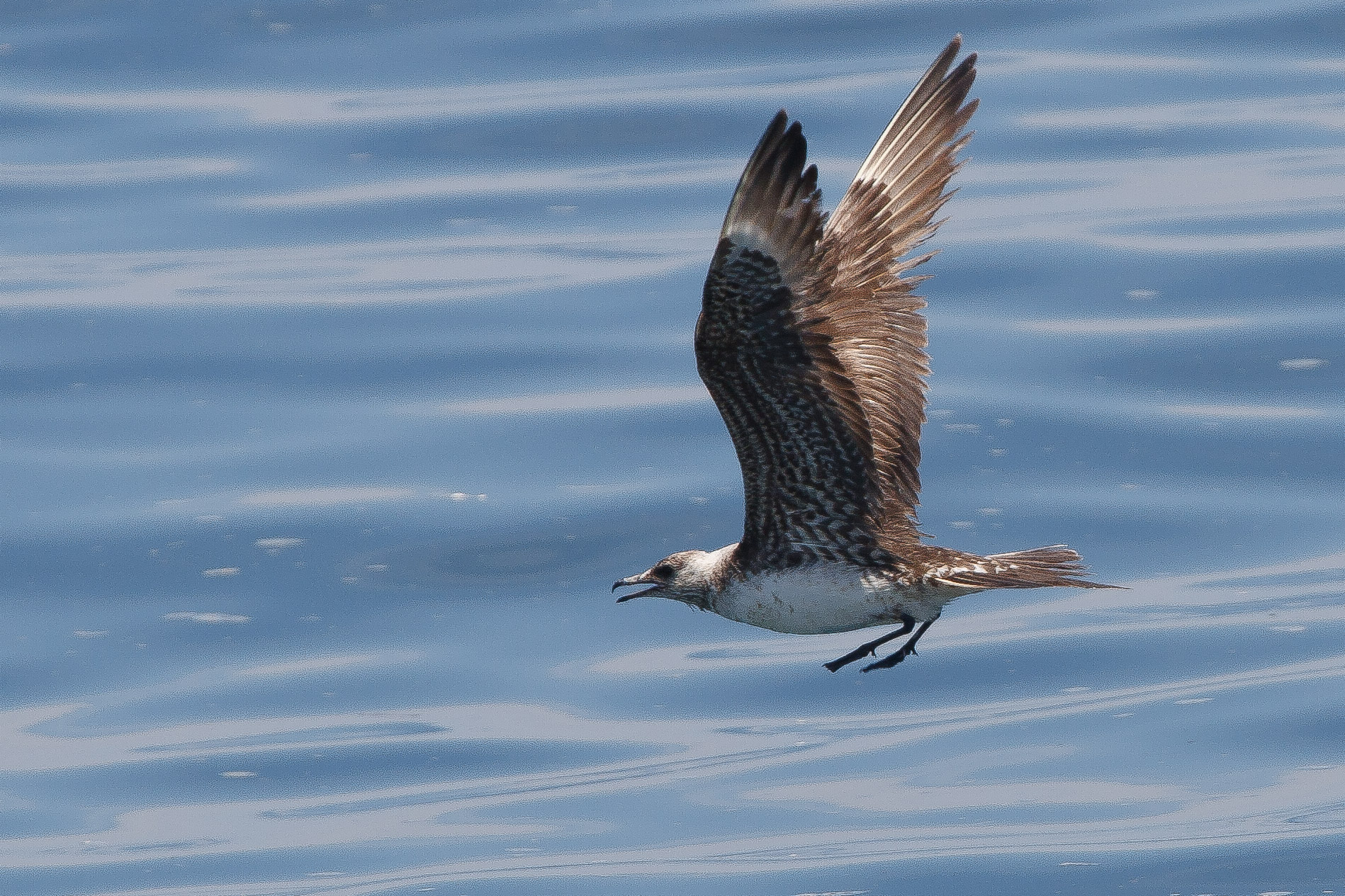
Поморник короткохвостий (Stercorarius parasiticus)

| Українська назва        | Біноміальна назва        | Примітки |
| ----------------------- | ------------------------ | -------- |
| Поморник антарктичний   | Stercorarius maccormicki | (V)      |
| Поморник фолклендський  | Stercorarius antarcticus | (V)      |
| Поморник середній       | Stercorarius pomarinus   |          |
| Поморник короткохвостий | Stercorarius parasiticus |          |
| Поморник довгохвостий   | Stercorarius longicaudus | (V)      |

## Фаетоноподібні(Phaethontiformes)

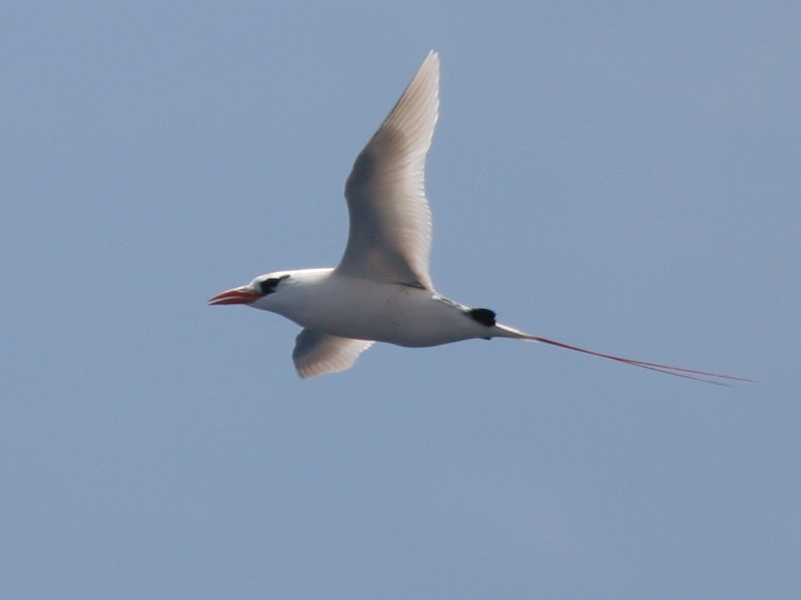
Фаетон червонохвостий (Phaethon rubricauda)

Родина: Фаетонові (Phaethontidae)
| Українська назва      | Біноміальна назва   | Примітки |
| --------------------- | ------------------- | -------- |
| Фаетон червонодзьобий | Phaethon aethereus  | (V)      |
| Фаетон червонохвостий | Phaethon rubricauda |          |
| Фаетон білохвостий    | Phaethon lepturus   | (V)      |

## Гагароподібні(Gaviiformes)
Родина: Гагарові (Gaviidae)
| Українська назва  | Біноміальна назва | Примітки |
| ----------------- | ----------------- | -------- |
| Гагара червоношия | Gavia stellata    | (V)      |
| Гагара чорношия   | Gavia arctica     | (V)      |

## Буревісникоподібні(Procellariiformes)
Родина: Океанникові (Oceanitidae)
| Українська назва    | Біноміальна назва   | Примітки |
| ------------------- | ------------------- | -------- |
| Океанник Вільсона   | Oceanites oceanicus |          |
| Океанник білобровий | Pelagodroma marina  | (V)      |
| Фрегета білочерева  | Fregetta grallaria  |          |
| Фрегета чорночерева | Fregetta tropica    | (V)      |

Родина: Качуркові (Hydrobatidae)
| Українська назва   | Біноміальна назва   | Примітки                      |
| ------------------ | ------------------- | ----------------------------- |
| Качурка вилохвоста | Hydrobates monorhis | Стан близький до загрозливого |

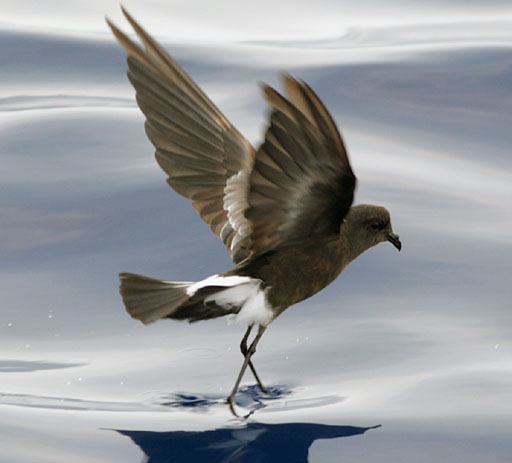
Океанник Вільсона (Oceanites oceanicus)

Родина: Буревісникові (Procellariidae)
| Українська назва            | Біноміальна назва      | Примітки                      |
| --------------------------- | ---------------------- | ----------------------------- |
| Тайфунник реюньйонський     | Pterodroma baraui      | Під загрозою зникнення        |
| Буревісник тихоокеанський   | Calonectris leucomelas | Стан близький до загрозливого |
| Буревісник атлантичний      | Calonectris borealis   | (V)                           |
| Буревісник клинохвостий     | Ardenna pacifica       |                               |
| Буревісник тонкодзьобий     | Ardenna tenuirostris   | (V)                           |
| Буревісник світлоногий      | Ardenna carneipes      | Стан близький до загрозливого |
| Буревісник каріамуріанський | Puffinus persicus      |                               |
| Буревісник реюньйонський    | Puffinus bailloni      |                               |
| Бульверія товстодзьоба      | Bulweria fallax        | Стан близький до загрозливого |

## Лелекоподібні(Ciconiiformes)

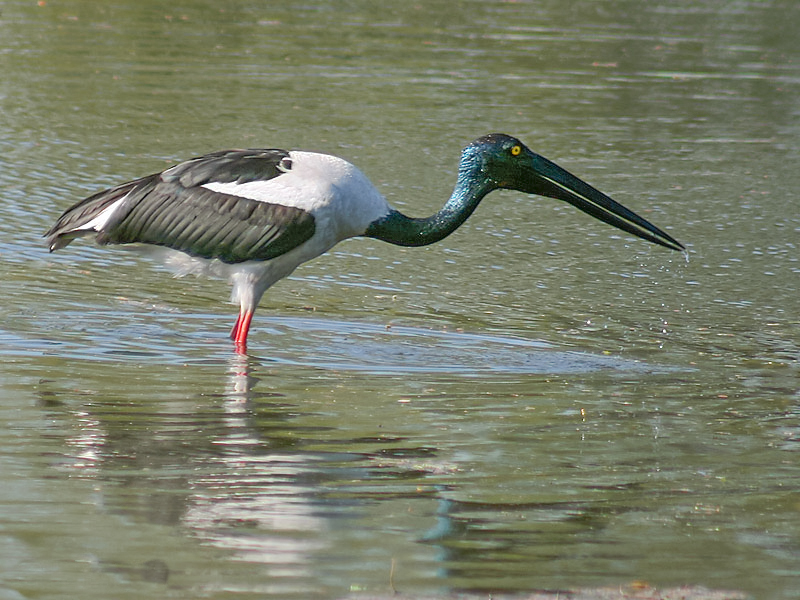
Ябіру азійський (Ephippiorhynchus asiaticus)

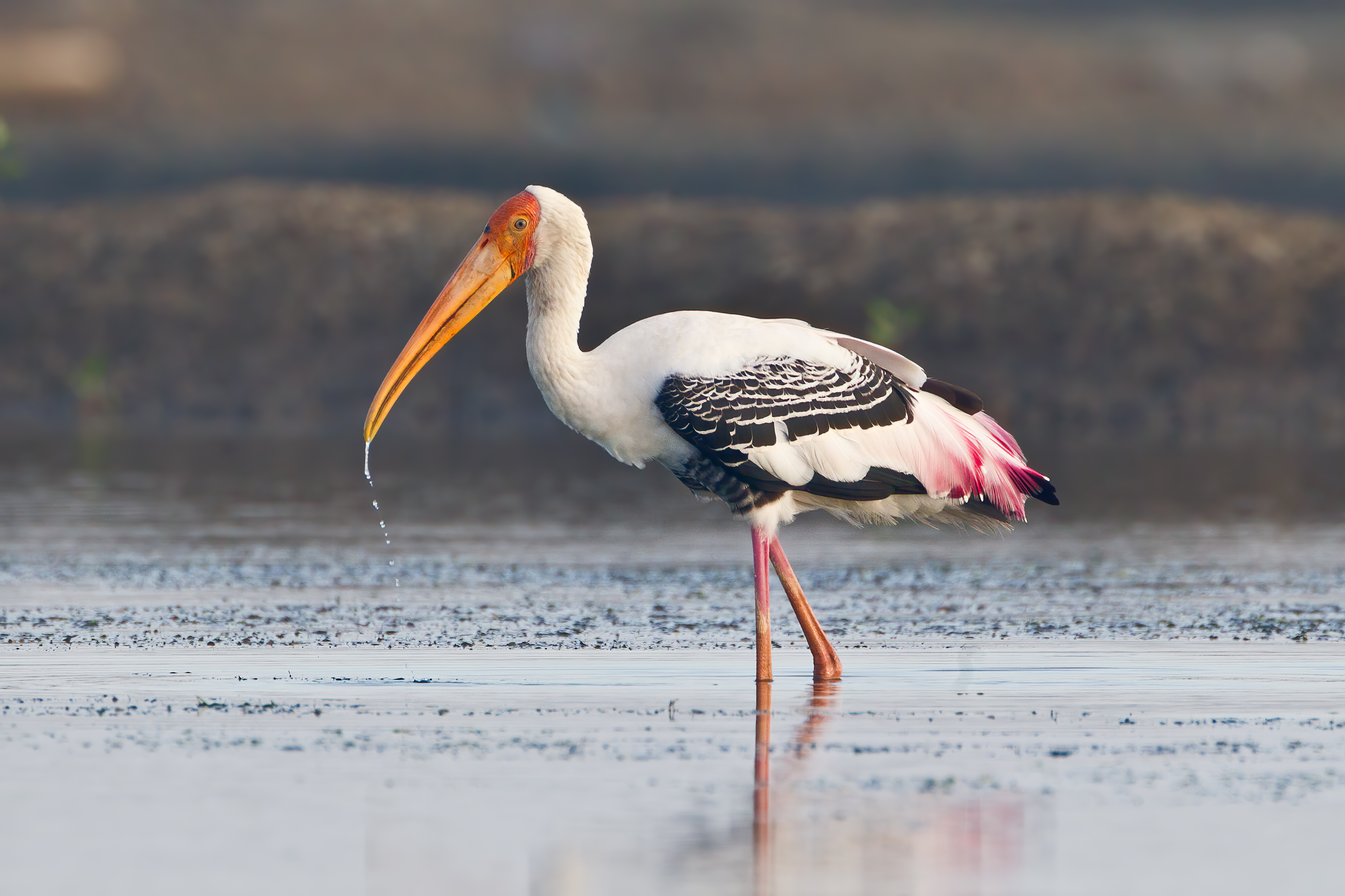
Лелека-тантал індійський (Mycteria leucocephala)

Родина: Лелекові (Ciconiidae)
| Українська назва            | Біноміальна назва          | Примітки                      |
| --------------------------- | -------------------------- | ----------------------------- |
| Лелека-тантал індійський    | Mycteria leucocephala      | Стан близький до загрозливого |
| Лелека-молюскоїд індійський | Anastomus oscitans         |                               |
| Лелека чорний               | Ciconia nigra              |                               |
| Лелека білошиїй             | Ciconia episcopus          |                               |
| Лелека білий                | Ciconia ciconia            |                               |
| Ябіру азійський             | Ephippiorhynchus asiaticus | Стан близький до загрозливого |
| Марабу яванський            | Leptoptilos javanicus      | Вразливий                     |
| Марабу індійський           | Leptoptilos dubius         | Під загрозою зникнення        |

## Сулоподібні(Suliformes)
Родина: Фрегатові (Fregatidae)
| Українська назва      | Біноміальна назва | Примітки |
| --------------------- | ----------------- | -------- |
| Фрегат малазійський   | Fregata andrewsi  | (V)      |
| Фрегат тихоокеанський | Fregata minor     | (V)      |
| Фрегат-арієль         | Fregata ariel     | (V)      |

Родина: Сулові (Sulidae)
| Українська назва | Біноміальна назва | Примітки |
| ---------------- | ----------------- | -------- |
| Сула жовтодзьоба | Sula dactylatra   | (V)      |
| Сула червононога | Sula sula         | (V)      |
| Сула білочерева  | Sula leucogaster  | (V)      |

Родина: Змієшийкові (Anhingidae)
| Українська назва      | Біноміальна назва    | Примітки |
| --------------------- | -------------------- | -------- |
| Змієшийка чорночерева | Anhinga melanogaster |          |

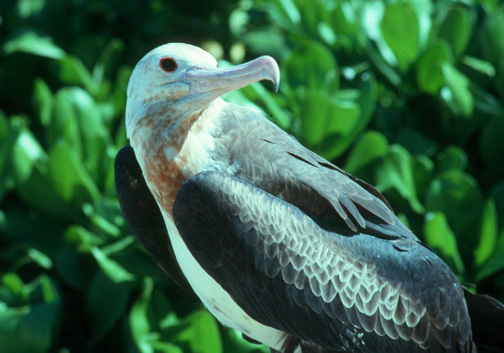
Фрегат тихоокеанський (Fregata minor)

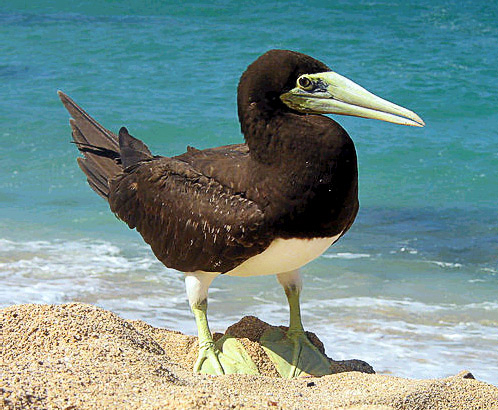
Сула білочерева (Sula leucogaster)

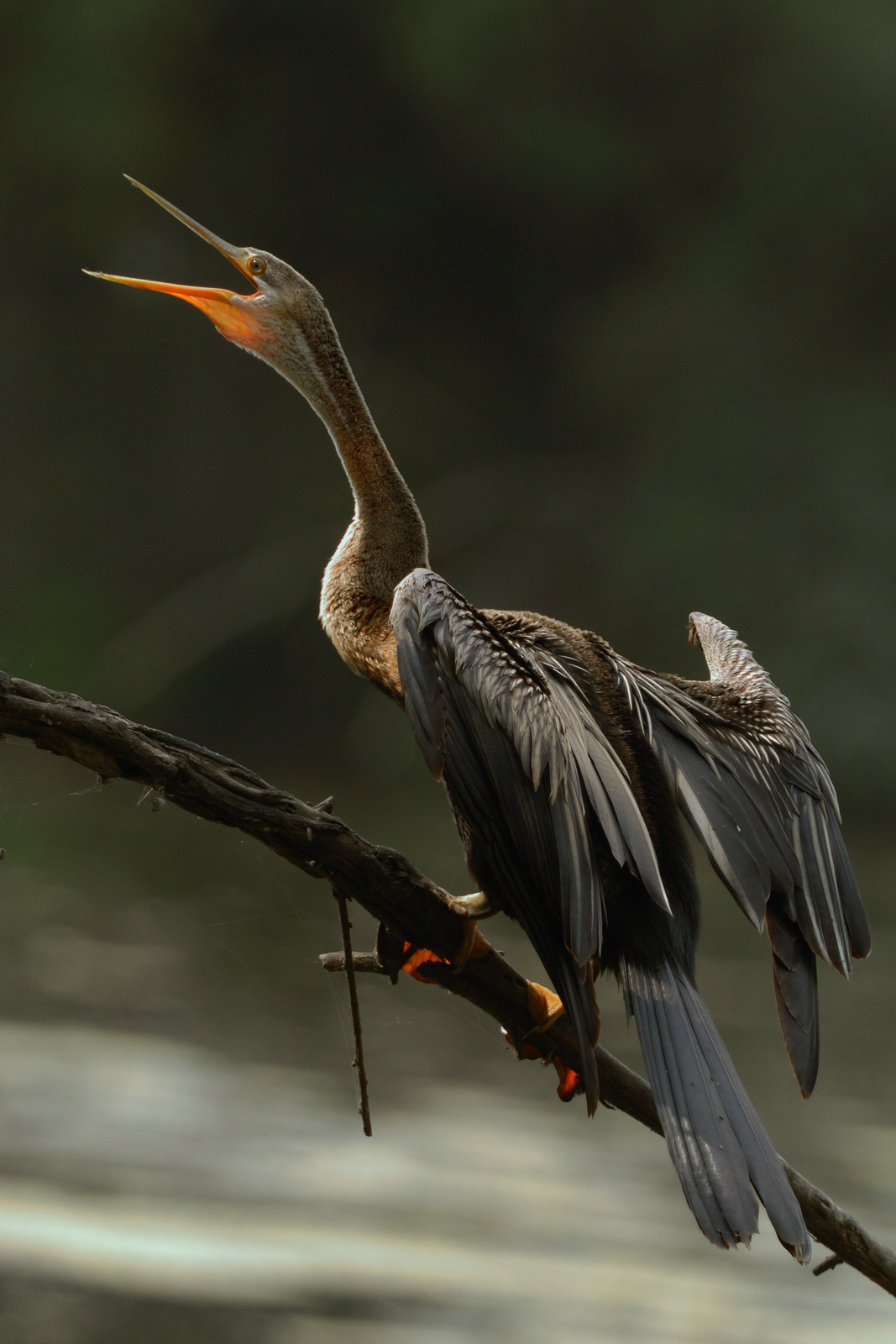
Змієшийка чорночерева (Anhinga melanogaster)

Родина: Бакланові (Phalacrocoracidae)

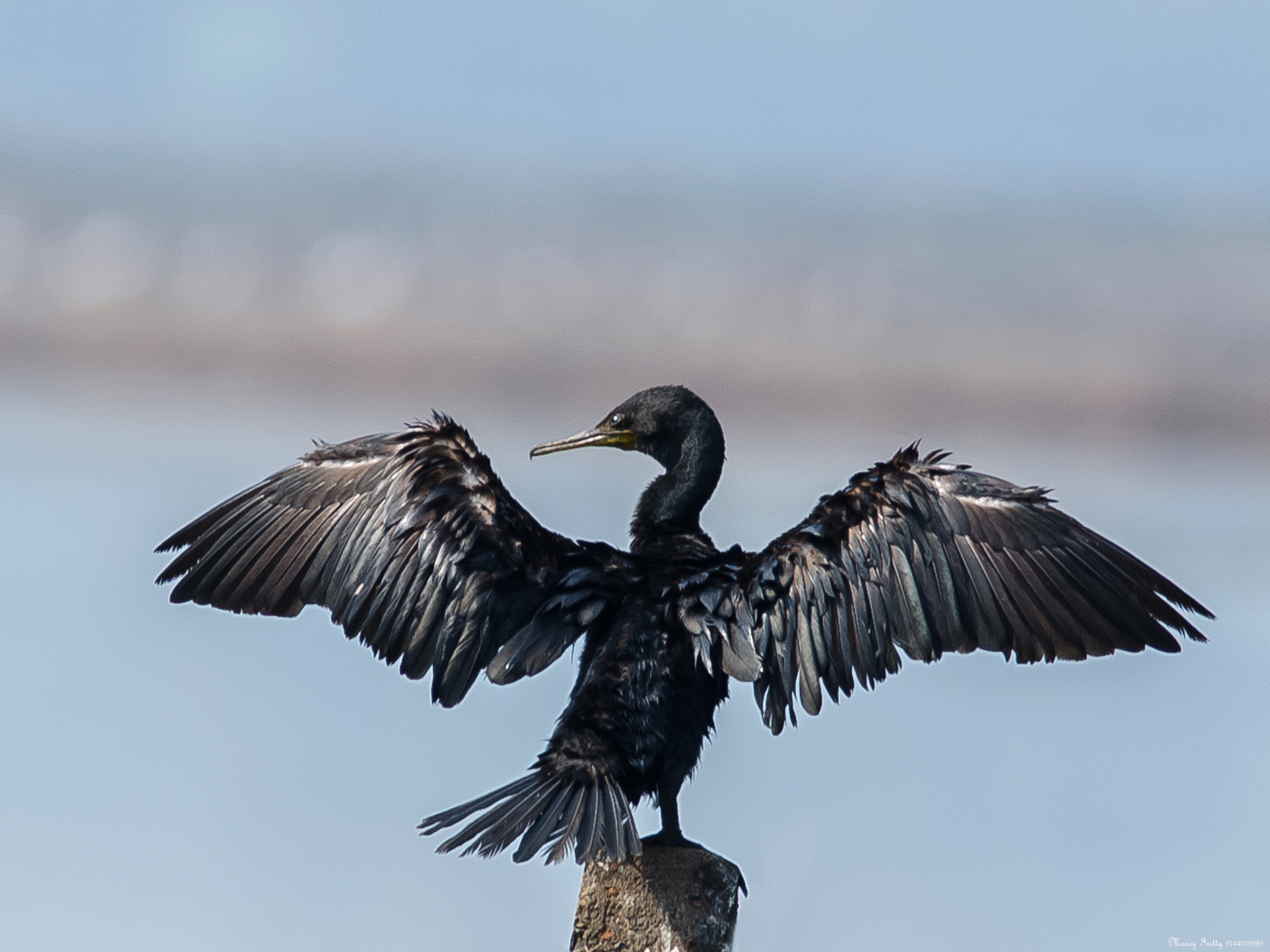
Баклан індійський (Phalacrocorax fuscicollis)

| Українська назва  | Біноміальна назва         | Примітки |
| ----------------- | ------------------------- | -------- |
| Баклан яванський  | Microcarbo niger          |          |
| Баклан індійський | Phalacrocorax fuscicollis |          |
| Баклан великий    | Phalacrocorax carbo       |          |

## Пеліканоподібні(Pelecaniformes)

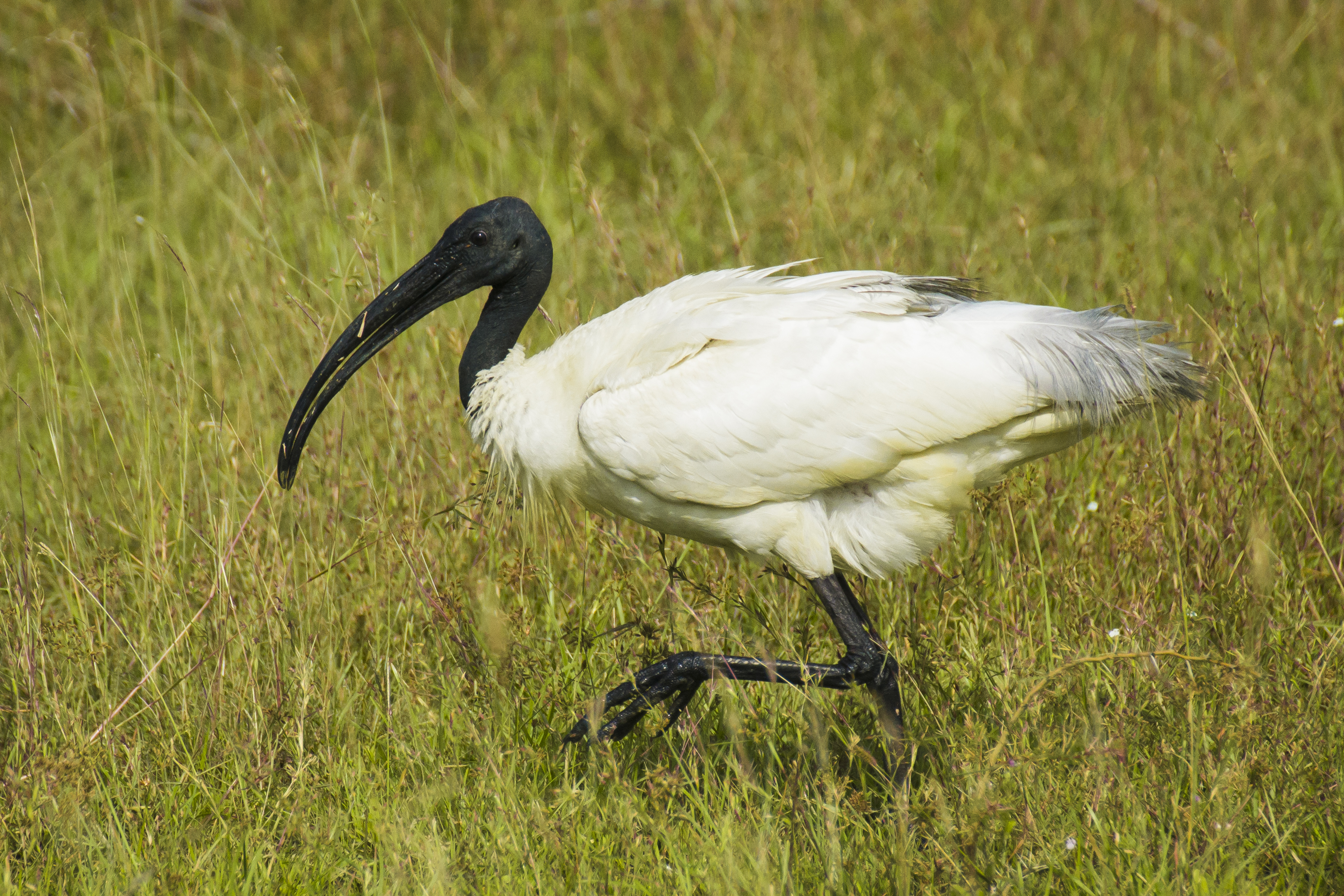
Ібіс сивоперий (Threskiornis melanocephalus)

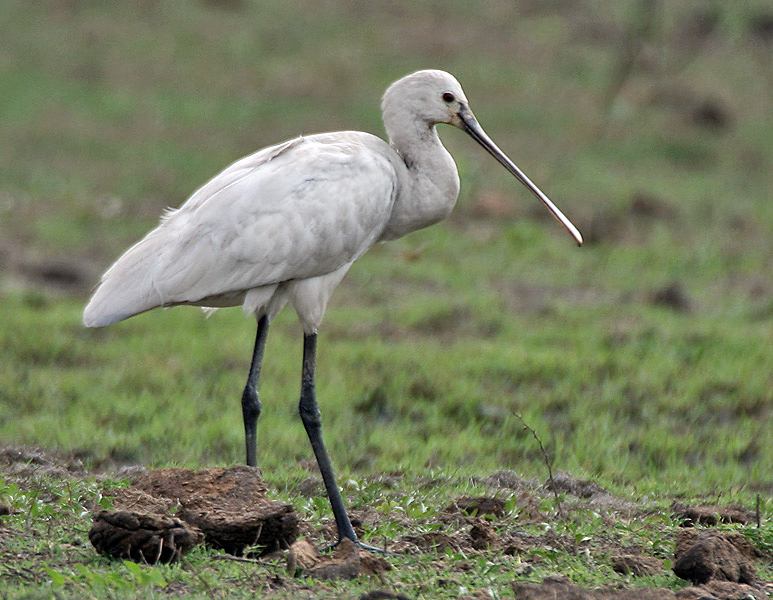
Косар білий (Platalea leucorodia)

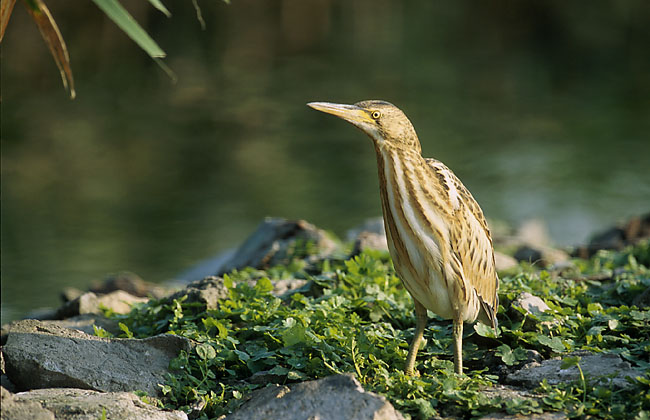
Бугайчик звичайний (Ixobrychus minutus)

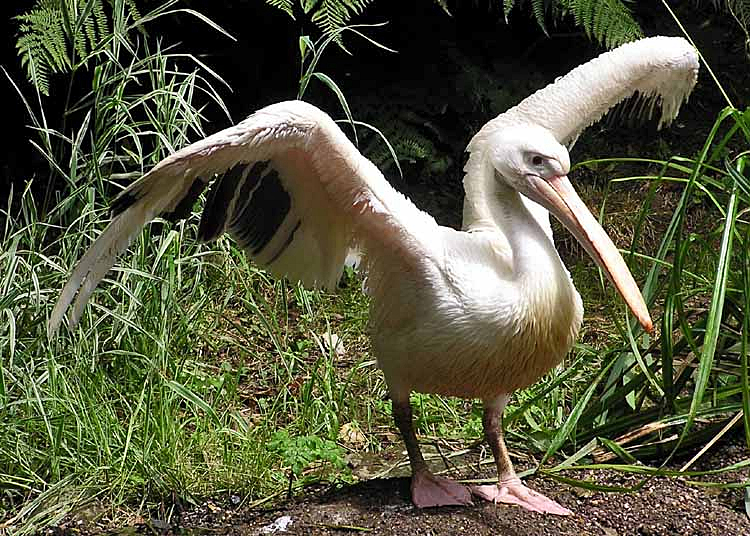
Пелікан рожевий (Pelecanus onocrotalus)

Родина: Ібісові (Threskiornithidae)
| Українська назва | Біноміальна назва           | Примітки                      |
| ---------------- | --------------------------- | ----------------------------- |
| Ібіс сивоперий   | Threskiornis melanocephalus | Стан близький до загрозливого |
| Ібіс індійський  | Pseudibis papillosa         |                               |
| Коровайка бура   | Plegadis falcinellus        |                               |
| Косар білий      | Platalea leucorodia         |                               |

Родина: Чаплеві (Ardeidae)
| Українська назва     | Біноміальна назва       | Примітки          |
| -------------------- | ----------------------- | ----------------- |
| Бугай водяний        | Botaurus stellaris      |                   |
| Бугайчик звичайний   | Ixobrychus minutus      |                   |
| Бугайчик китайський  | Ixobrychus sinensis     |                   |
| Бугайчик рудий       | Ixobrychus cinnamomeus  |                   |
| Бугайчик чорний      | Ixobrychus flavicollis  |                   |
| Квак білошиїй        | Gorsachius magnificus   | (V)               |
| Квак малайський      | Gorsachius melanolophus |                   |
| Квак звичайний       | Nycticorax nycticorax   |                   |
| Чапля мангрова       | Butorides striata       |                   |
| Чапля індійська      | Ardeola grayii          |                   |
| Чапля китайська      | Ardeola bacchus         |                   |
| Чапля яванська       | Ardeola speciosa        | (V)               |
| Чапля південна       | Bubulcus coromandus     |                   |
| Чапля сіра           | Ardea cinerea           |                   |
| Чапля білочерева     | Ardea insignis          | На межі зникнення |
| Чапля-велетень       | Ardea goliath           | (V)               |
| Чапля руда           | Ardea purpurea          |                   |
| Чепура велика        | Ardea alba              |                   |
| Чепура середня       | Ardea intermedia        |                   |
| Чепура мала          | Egretta garzetta        |                   |
| Чапля рифова         | Egretta gularis         |                   |
| Чепура тихоокеанська | Egretta sacra           |                   |
| Чепура жовтодзьоба   | Egretta eulophotes      | (V)               |

Родина: Пеліканові (Pelecanidae)
| Українська назва  | Біноміальна назва      | Примітки |
| ----------------- | ---------------------- | -------- |
| Пелікан рожевий   | Pelecanus onocrotalus  |          |
| Пелікан сірий     | Pelecanus philippensis |          |
| Пелікан кучерявий | Pelecanus crispus      |          |

## Яструбоподібні(Accipitriformes)

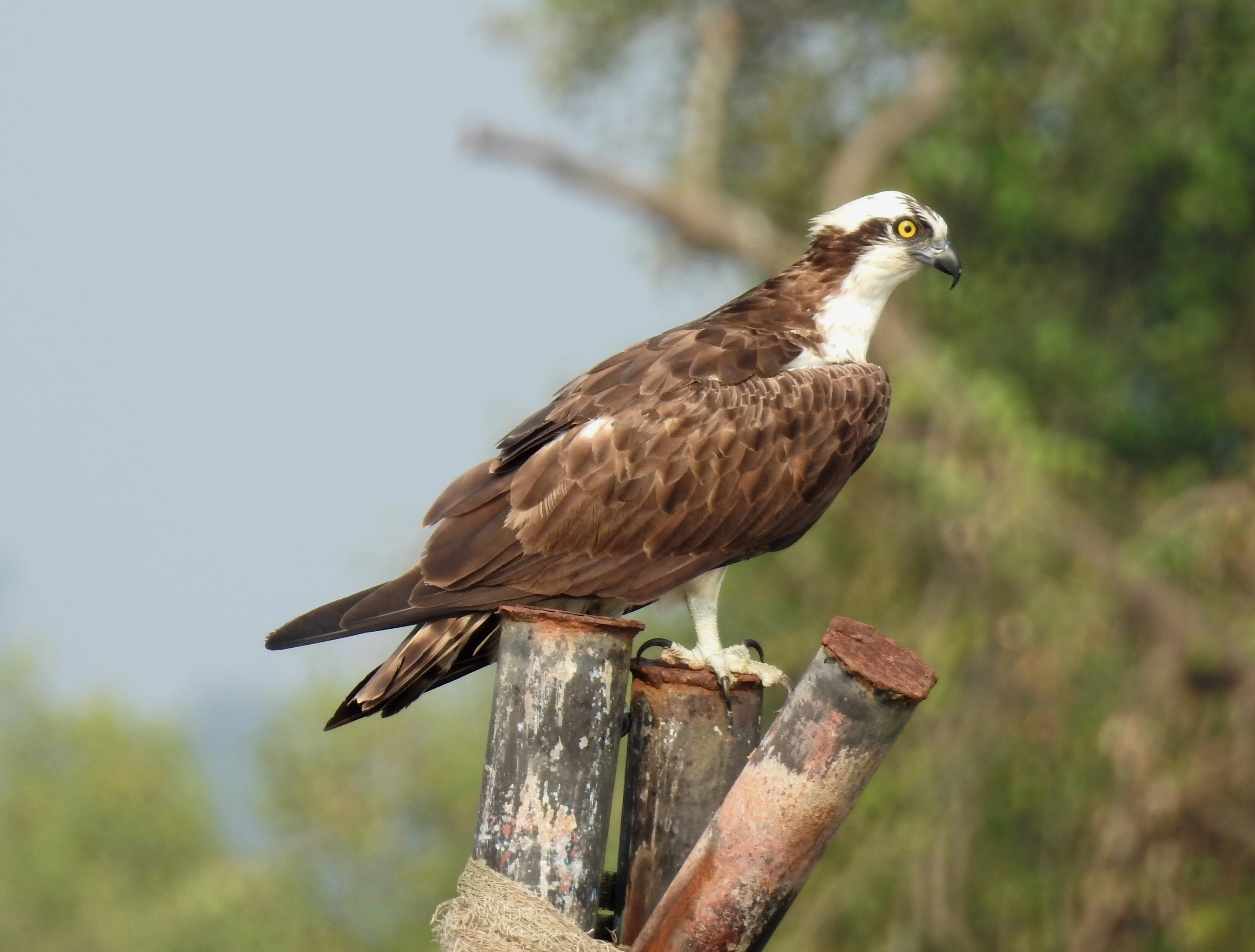
Скопа (Pandion haliaetus)

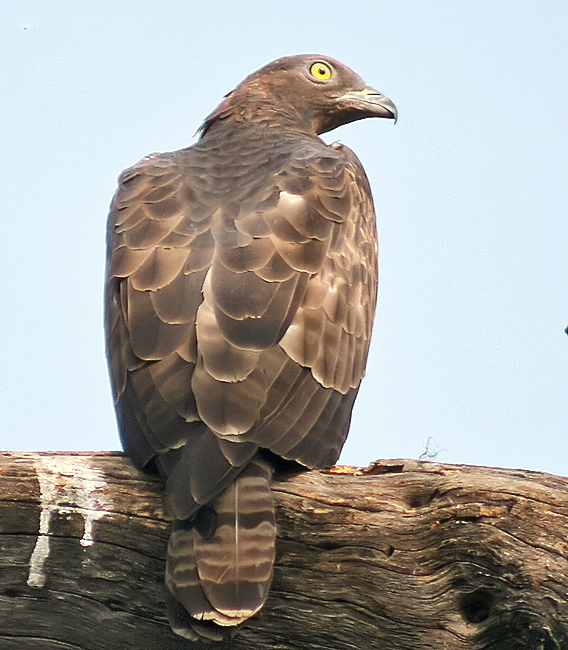
Осоїд чубатий (Pernis ptilorhynchus)

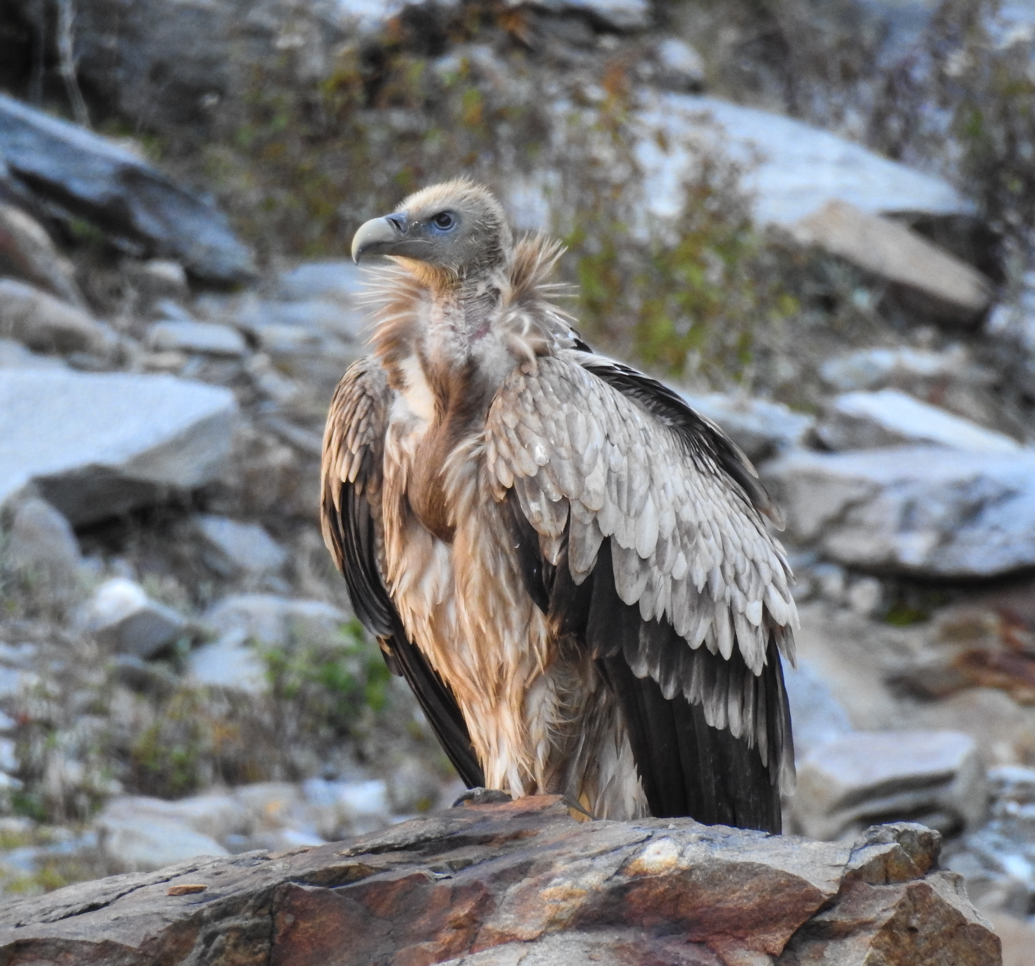
Кумай (Gyps himalayensis)

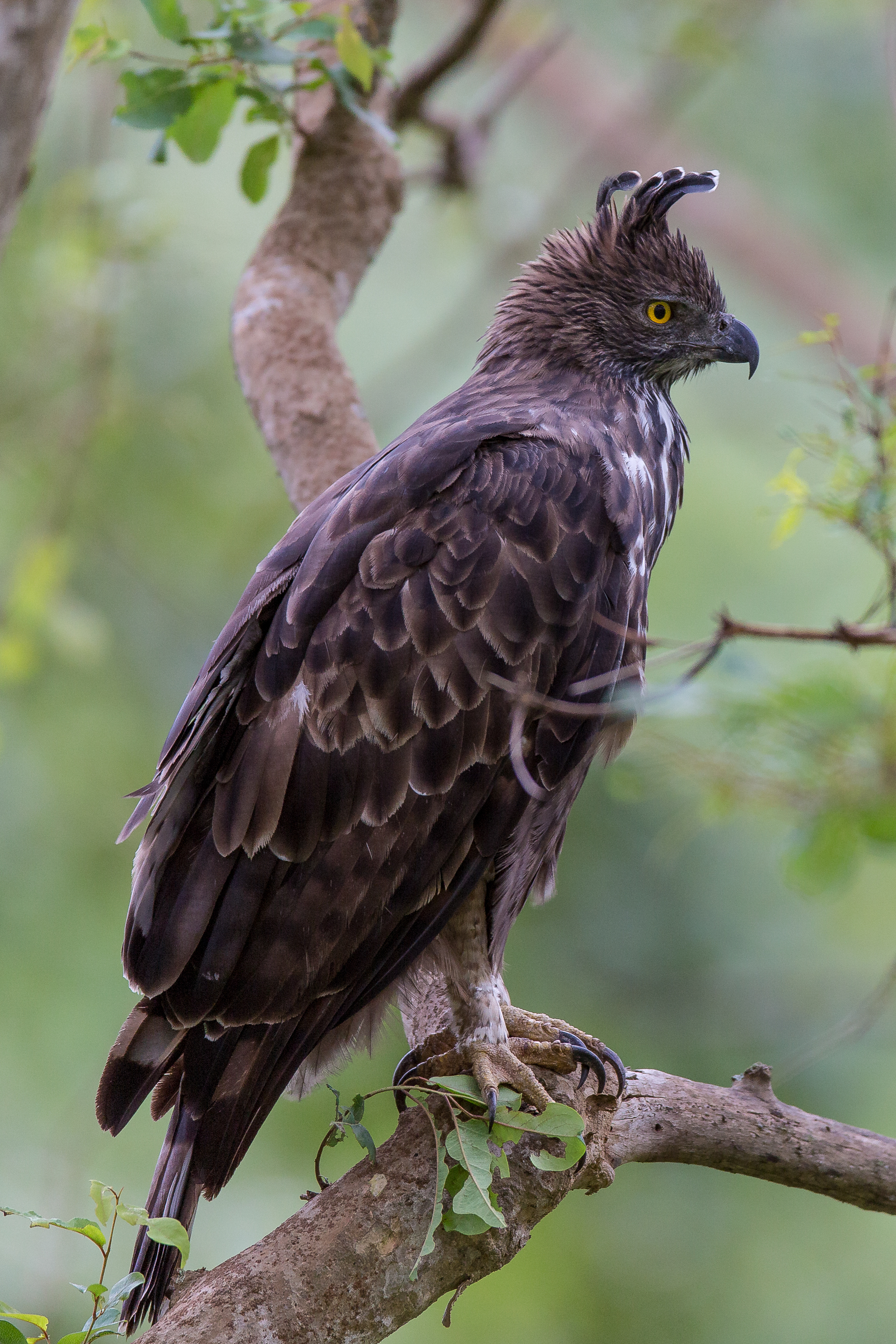
(Nisaetus cirrhatus)

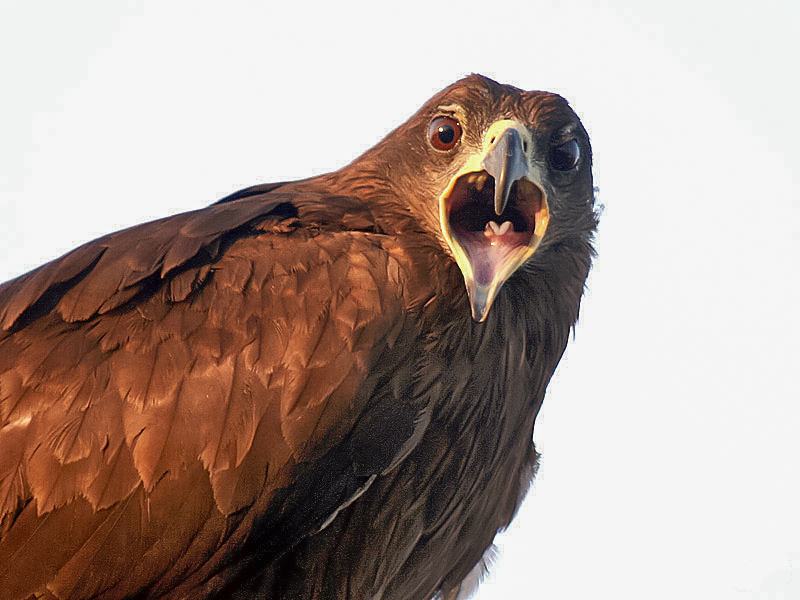
Шуліка чорний (Milvus migrans)

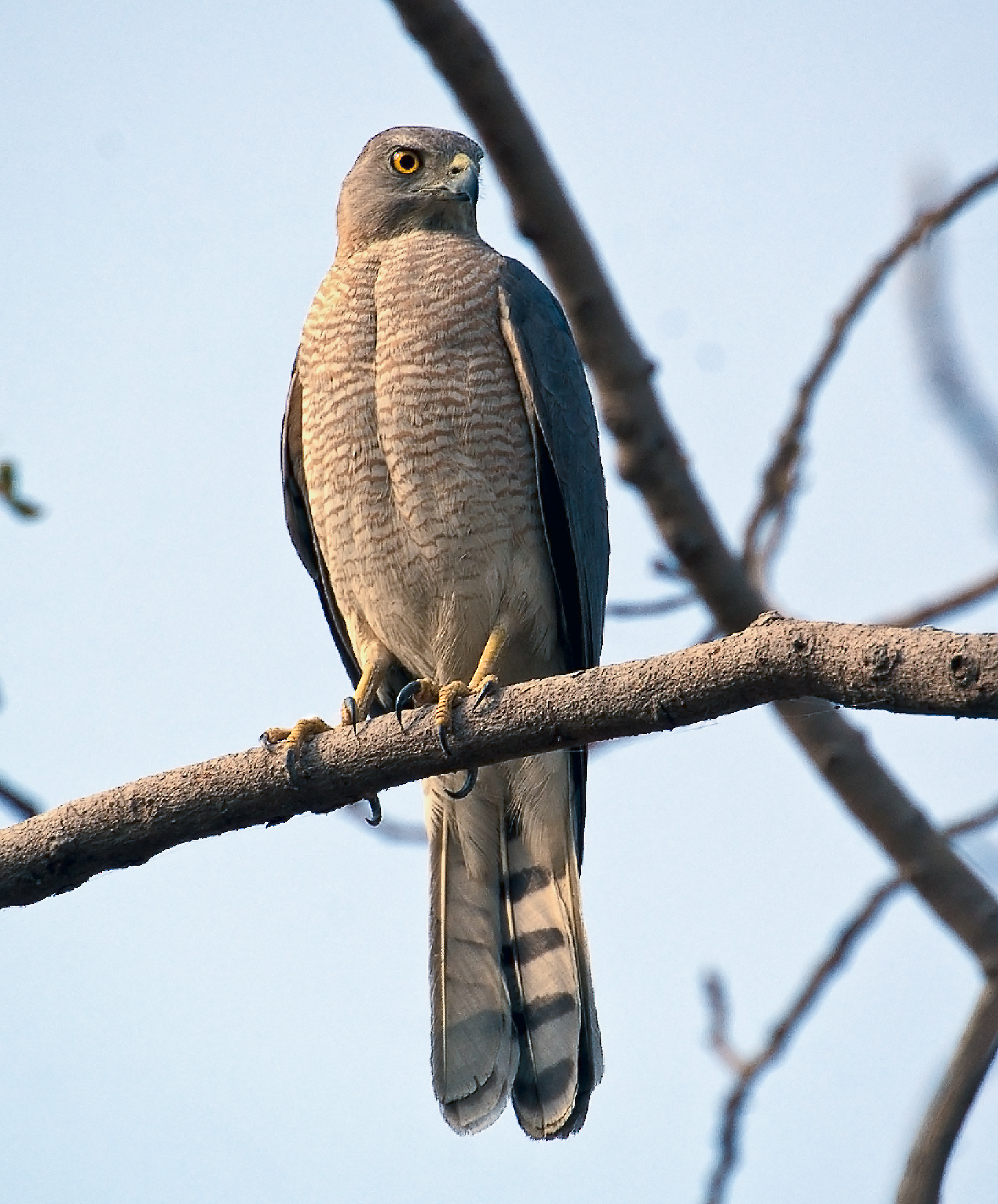
Яструб туркестанський (Accipiter badius)

Родина: Скопові (Pandionidae)
| Українська назва | Біноміальна назва | Примітки |
| ---------------- | ----------------- | -------- |
| Скопа            | Pandion haliaetus |          |

Родина: Яструбові (Accipitridae)
| Українська назва       | Біноміальна назва       | Примітки                              |
| ---------------------- | ----------------------- | ------------------------------------- |
| Шуліка чорноплечий     | Elanus caeruleus        |                                       |
| Ягнятник               | Gypaetus barbatus       | Стан близький до загрозливого         |
| Стерв'ятник            | Neophron percnopterus   | Під загрозою зникнення                |
| Осоїд євразійський     | Pernis apivorus         | (V)                                   |
| Осоїд чубатий          | Pernis ptilorhynchus    |                                       |
| Шуляк азійський        | Aviceda jerdoni         |                                       |
| Шуляк чорний           | Aviceda leuphotes       |                                       |
| Сип бенгальський       | Gyps bengalensis        | На межі зникнення                     |
| Сип індійський         | Gyps indicus            | На межі зникнення                     |
|                        | Gyps tenuirostris       | На межі зникнення                     |
| Кумай                  | Gyps himalayensis       | Стан близький до загрозливого         |
| Сип білоголовий        | Gyps fulvus             |                                       |
| Змієїд чубатий         | Sarcogyps calvus        | На межі зникнення                     |
| Гриф чорний            | Aegypius monachus       | Стан близький до загрозливого         |
| Змієїд чубатий         | Spilornis cheela        |                                       |
|                        | Spilornis klossi        | (E)                                   |
|                        | Spilornis elgini        | (E)                                   |
| Змієїд блакитноногий   | Circaetus gallicus      |                                       |
|                        | Nisaetus cirrhatus      |                                       |
| Орел-чубань гірський   | Nisaetus nipalensis     |                                       |
|                        | Nisaetus kelaarti       |                                       |
| Орел-карлик індійський | Lophotriorchis kienerii |                                       |
| Орел чорний            | Ictinaetus malaiensis   |                                       |
| Підорлик індійський    | Clanga hastata          | (раніше вважався C. pomarina hastata) |
| Підорлик великий       | Clanga clanga           |                                       |
| Орел-карлик            | Hieraaetus pennatus     |                                       |
| Орел рудий             | Aquila rapax            |                                       |
| Орел степовий          | Aquila nipalensis       | Під загрозою зникнення                |
| Могильник східний      | Aquila heliaca          |                                       |
| Беркут                 | Aquila chrysaetos       |                                       |
| Орел-карлик яструбиний | Aquila fasciata         |                                       |
| Яструб чубатий         | Accipiter trivirgatus   |                                       |
| Яструб туркестанський  | Accipiter badius        |                                       |
| Яструб нікобарський    | Accipiter butleri       | (E)                                   |
| Яструб китайський      | Accipiter soloensis     | (V)                                   |
| Яструб японський       | Accipiter gularis       | (V)                                   |
| Яструб яванський       | Accipiter virgatus      |                                       |
| Яструб малий           | Accipiter nisus         |                                       |
| Яструб великий         | Accipiter gentilis      |                                       |
| Лунь очеретяний        | Circus aeruginosus      |                                       |
|                        | Circus spilonotus       | (V)                                   |
| Лунь польовий          | Circus cyaneus          |                                       |
| Лунь степовий          | Circus macrourus        | Стан близький до загрозливого         |
|                        | Circus melanoleucos     |                                       |
| Лунь лучний            | Circus pygargus         |                                       |
| Шуліка рудий           | Milvus milvus           | (V)                                   |
| Шуліка чорний          | Milvus migrans          |                                       |
| Шуліка королівський    | Haliastur indus         |                                       |
| Орлан білочеревий      | Haliaeetus leucogaster  |                                       |
| Орлан-довгохвіст       | Haliaeetus leucoryphus  | Під загрозою зникнення                |
| Орлан-білохвіст        | Haliaeetus albicilla    |                                       |
| Орлан-рибалка малий    | Icthyophaga humilis     |                                       |
| Орлан-рибалка великий  | Icthyophaga ichthyaetus |                                       |
| Канюк білоокий         | Butastur teesa          |                                       |
| Канюк яструбиний       | Butastur indicus        | (V)                                   |
| Зимняк                 | Buteo lagopus           | (V)                                   |
| Канюк монгольський     | Buteo hemilasius        |                                       |
|                        | Buteo refectus          |                                       |
| Канюк степовий         | Buteo rufinus           |                                       |
| Канюк звичайний        | Buteo buteo             | (підвид vulpinus)                     |

## Совоподібні(Strigiformes)

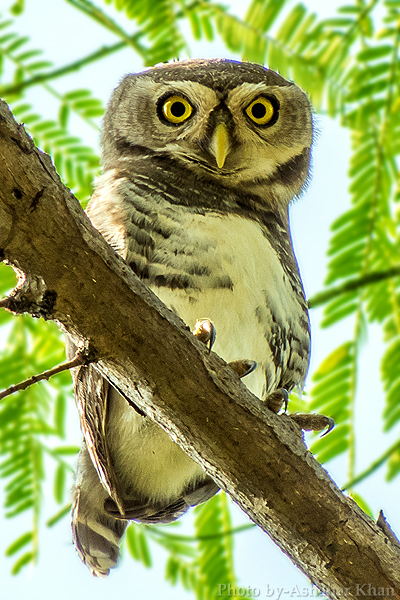
Сич лісовий (Athene blewitti)

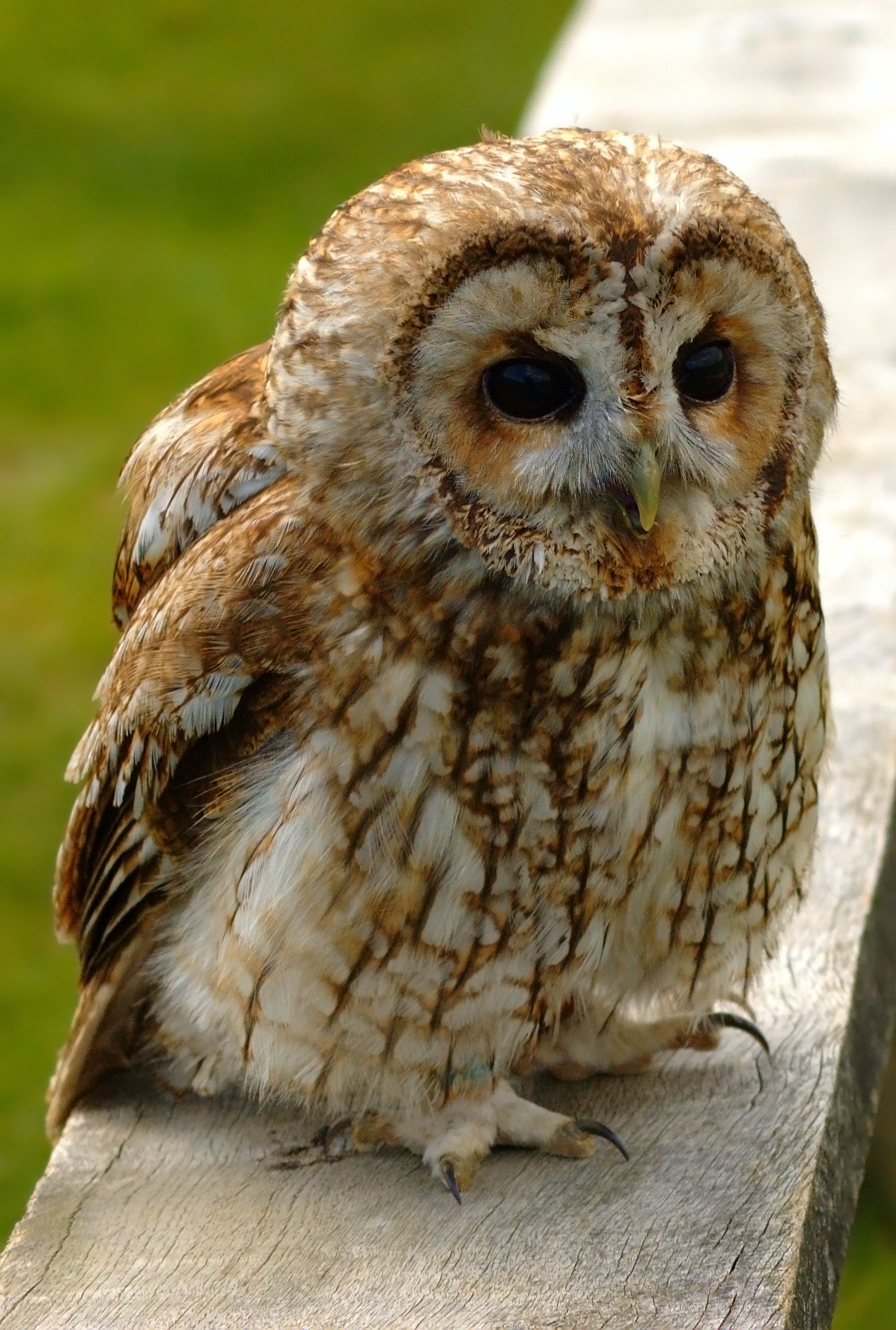
Сова сіра (Strix aluco)

Родина: Сипухові (Tytonidae)
| Українська назва   | Біноміальна назва  | Примітки       |
| ------------------ | ------------------ | -------------- |
| Сипуха південна    | Tyto javanica      |                |
| Сипуха андаманська | Tyto deroepstorffi | (E)            |
| Сипуха східна      | Tyto longimembris  |                |
| Лехуза вухата      | Phodilus badius    |                |
| Лехуза цейлонська  | Phodilus assimilis | підвид ripleyi |

Родина: Совові (Strigidae)
| Українська назва           | Біноміальна назва     | Примітки                    |
| -------------------------- | --------------------- | --------------------------- |
| Сплюшка андаманська        | Otus balli            | (E)                         |
| Сплюшка гірська            | Otus spilocephalus    |                             |
| Сплюшка індійська          | Otus bakkamoena       |                             |
| Сплюшка бангладеська       | Otus lettia           |                             |
| Сплюшка булана             | Otus brucei           | (V)                         |
| Сплюшка євразійська        | Otus scops            |                             |
| Сплюшка східноазійська     | Otus sunia            |                             |
| Сплюшка нікобарська        | Otus alius            | (E)                         |
| Пугач палеарктичний        | Bubo bubo             |                             |
| Пугач індійський           | Bubo bengalensis      |                             |
| Пугач непальський          | Bubo nipalensis       |                             |
| Пугач брунатний            | Bubo coromandus       |                             |
| Пугач-рибоїд бурий         | Ketupa zeylonensis    |                             |
| Пугач-рибоїд рудий         | Ketupa flavipes       |                             |
| Пугач-рибоїд малазійський  | Ketupa ketupu         |                             |
| Сова мангрова              | Strix ocellata        |                             |
| Сова бура                  | Strix leptogrammica   |                             |
| Сова сіра                  | Strix aluco           |                             |
| Сова гімалайська           | Strix nivicolum       |                             |
| Сичик-горобець малий       | Taenioptynx brodiei   |                             |
| Сичик-горобець азійський   | Glaucidium cuculoides |                             |
| Сичик-горобець індійський  | Glaucidium radiatum   |                             |
| Сич хатній                 | Athene noctua         |                             |
| Сич брамінський            | Athene brama          |                             |
| Сич лісовий                | Athene blewitti       | (E); Під загрозою зникнення |
| Сич волохатий              | Aegolius funereus     | (V)                         |
| Сова-голконіг далекосхідна | Ninox scutulata       |                             |
| Сова-голконіг темнопера    | Ninox obscura         | (E)                         |
| Сова-голконіг андаманська  | Ninox affinis         | (E)                         |
| Сова вухата                | Asio otus             |                             |
| Сова болотяна              | Asio flammeus         |                             |

## Трогоноподібні(Trogoniformes)

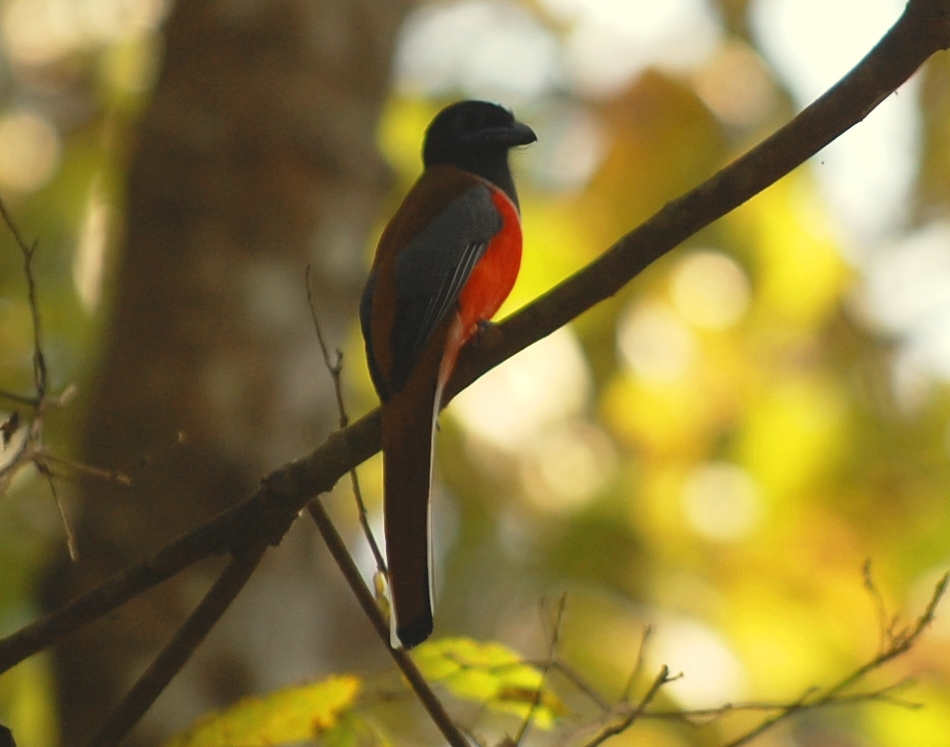
Трогон малабарський (Harpactes fasciatus)

Родина: Трогонові (Trogonidae)
| Українська назва      | Біноміальна назва         | Примітки                      |
| --------------------- | ------------------------- | ----------------------------- |
| Трогон малабарський   | Harpactes fasciatus       |                               |
| Трогон червоноголовий | Harpactes erythrocephalus |                               |
| Трогон рожевохвостий  | Harpactes wardi           | Стан близький до загрозливого |

## Bucerotiformes
Родина: Одудові (Upupidae)
| Українська назва | Біноміальна назва | Примітки |
| ---------------- | ----------------- | -------- |
| Одуд             | Upupa epops       |          |

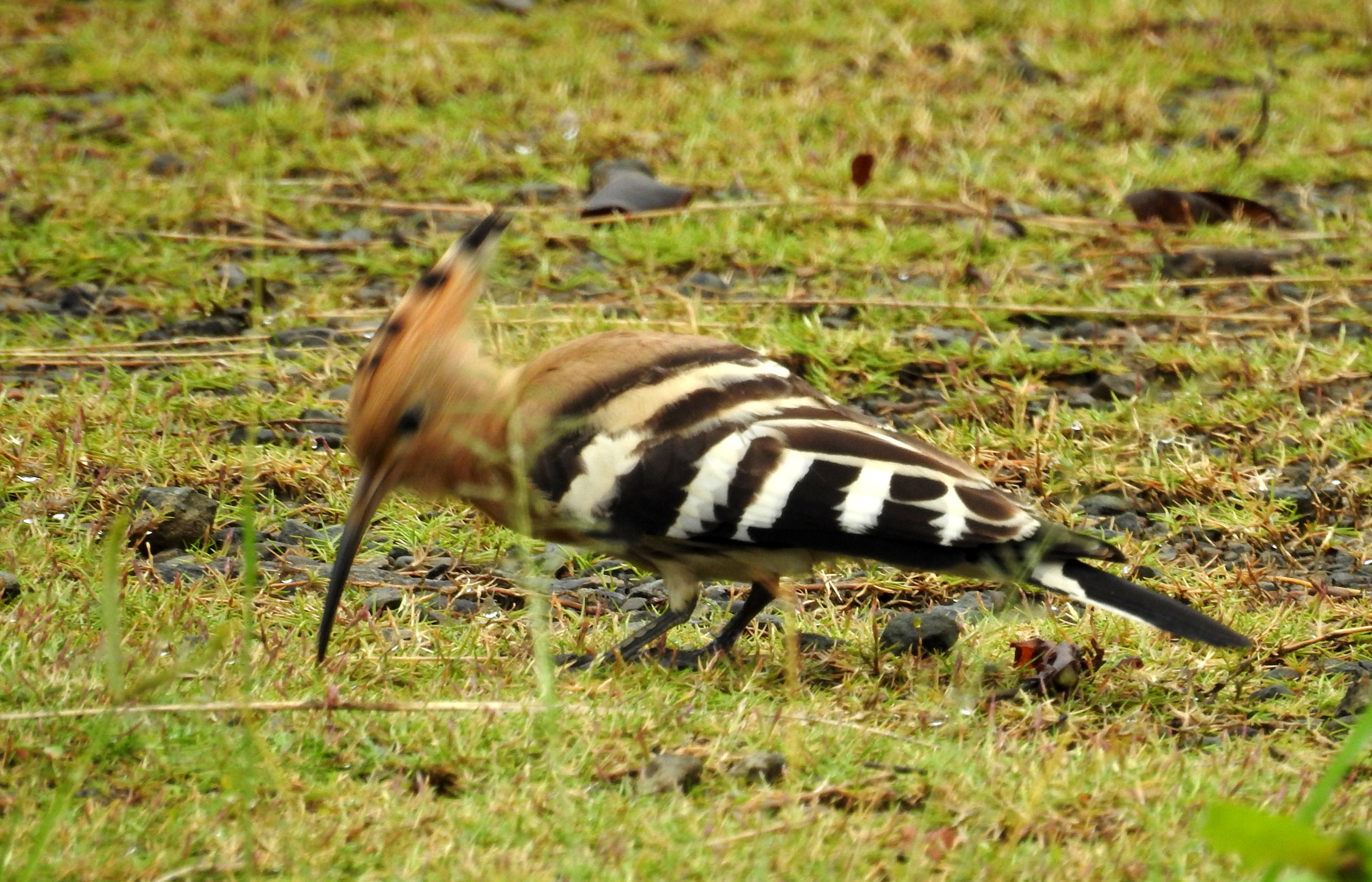
Одуд (Upupa epops)

Родина: Птахи-носороги (Bucerotidae)

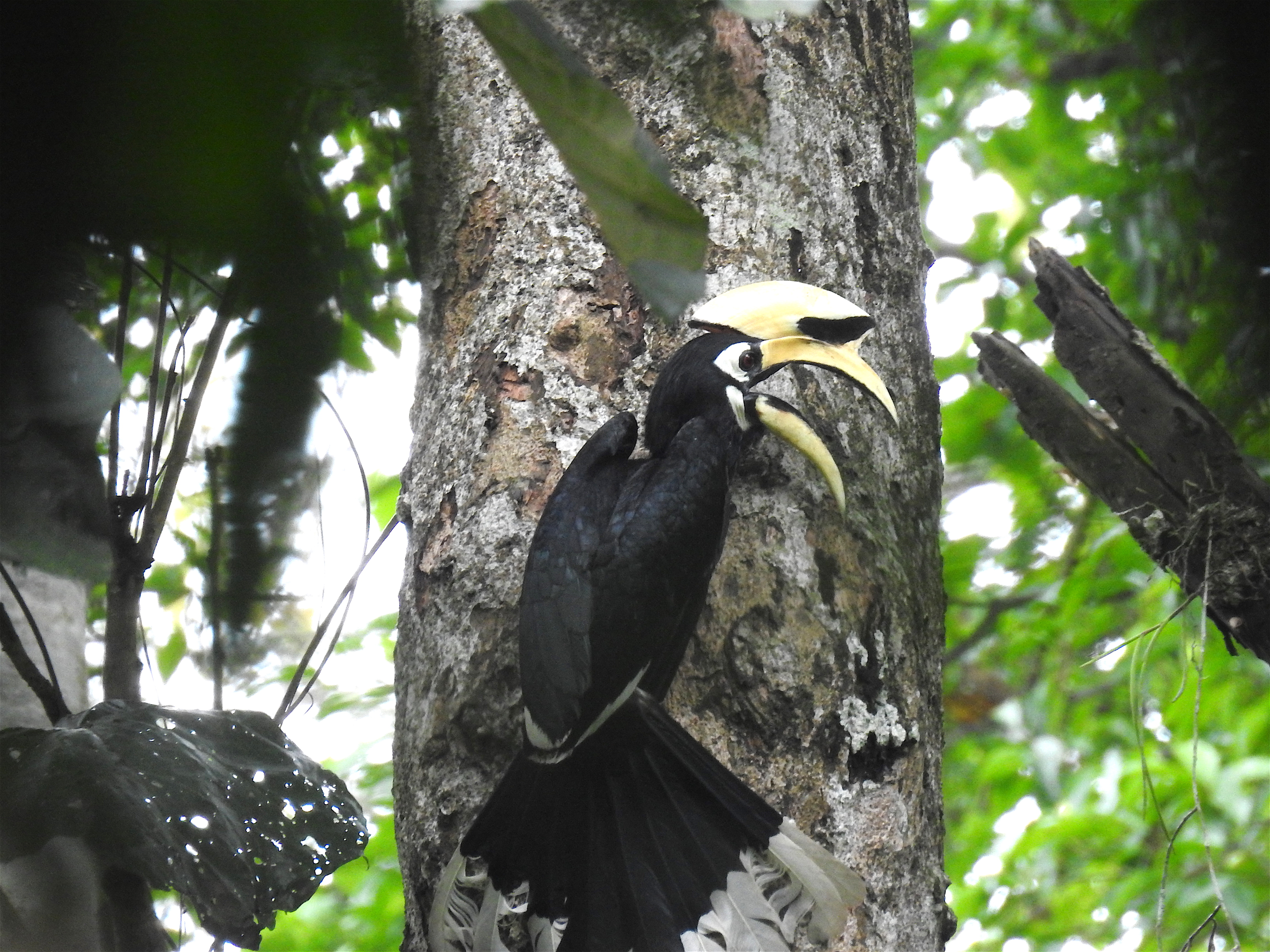
Птах-носоріг малабарський (Anthracoceros albirostris)

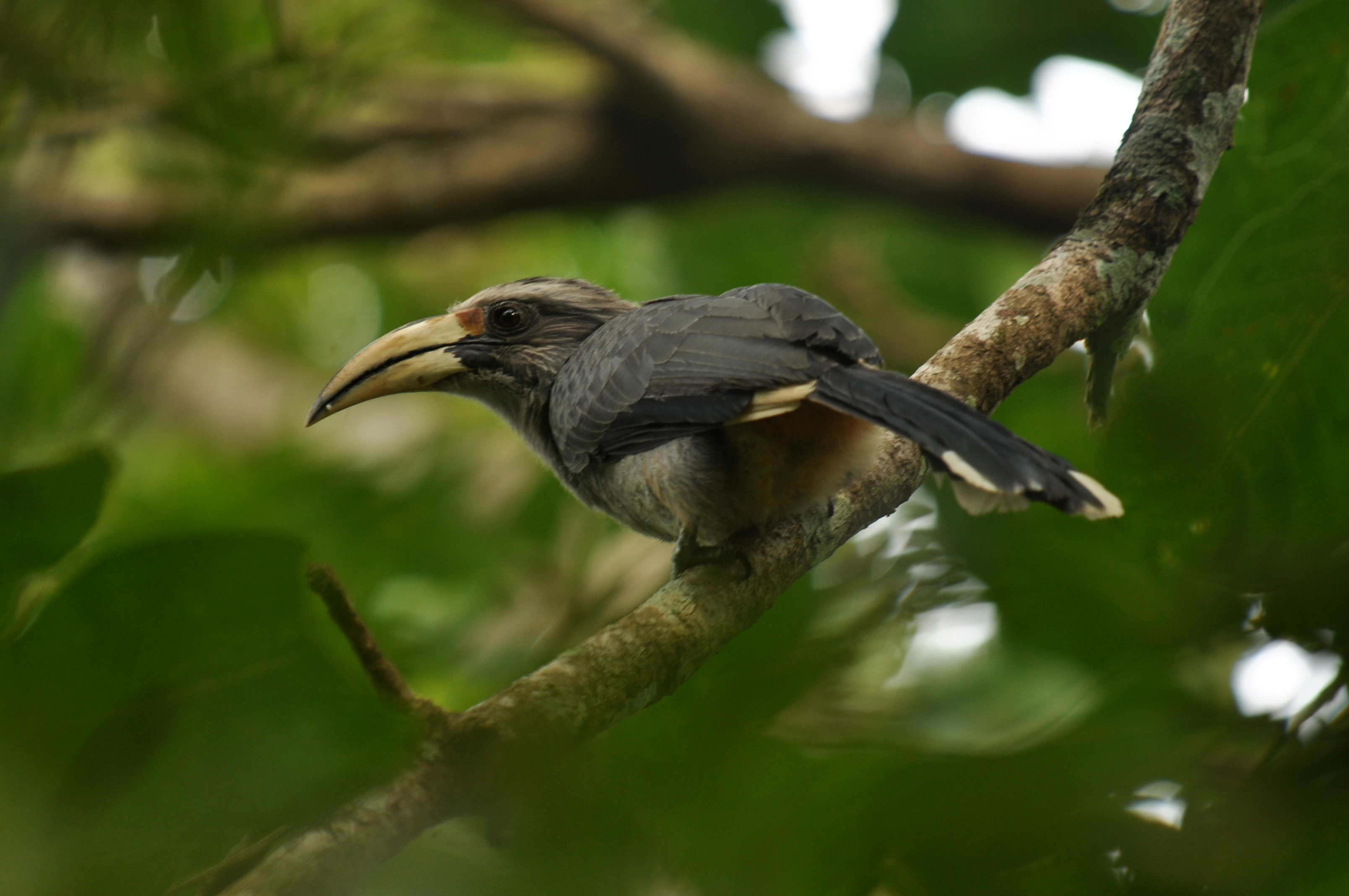
Токо малабарський (Ocyceros griseus)

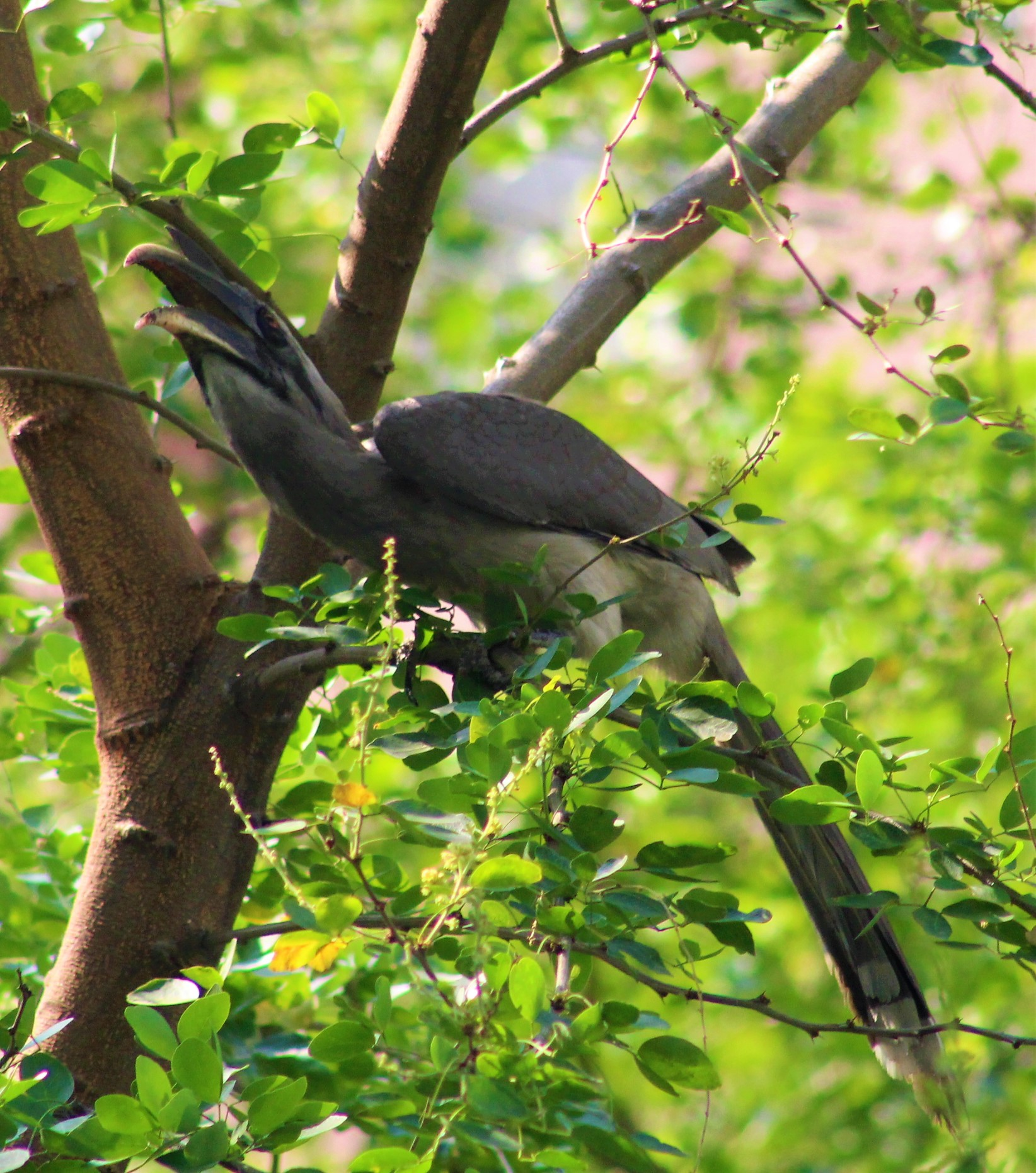
Токо індійський (Ocyceros birostris)

| Українська назва          | Біноміальна назва         | Примітки                      |
| ------------------------- | ------------------------- | ----------------------------- |
| Гомрай дворогий           | Buceros bicornis          | Стан близький до загрозливого |
| Птах-носоріг малабарський | Anthracoceros albirostris |                               |
| Птах-носоріг індійський   | Anthracoceros coronatus   | Стан близький до загрозливого |
| Токо малабарський         | Ocyceros griseus          | (E)                           |
| Токо індійський           | Ocyceros birostris        |                               |
| Калао білощокий           | Anorrhinus austeni        | Стан близький до загрозливого |
| Калао непальський         | Aceros nipalensis         | Вразливий                     |
| Калао андаманський        | Rhyticeros narcondami     | (E); Під загрозою зникнення   |
| Калао смугастодзьобий     | Rhyticeros undulatus      |                               |

## Сиворакшоподібні(Coraciiformes)

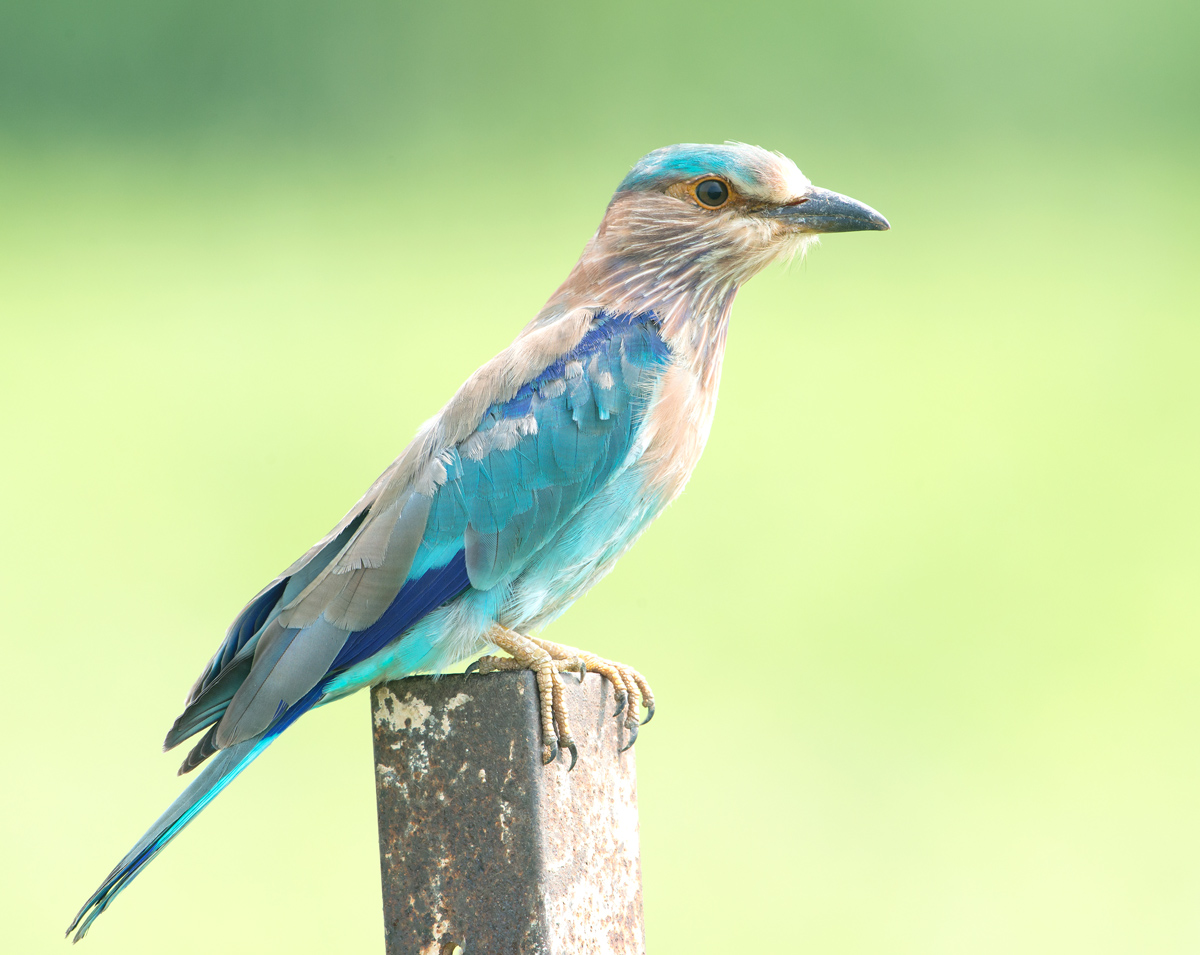
Сиворакша бенгальська (Coracias benghalensis)

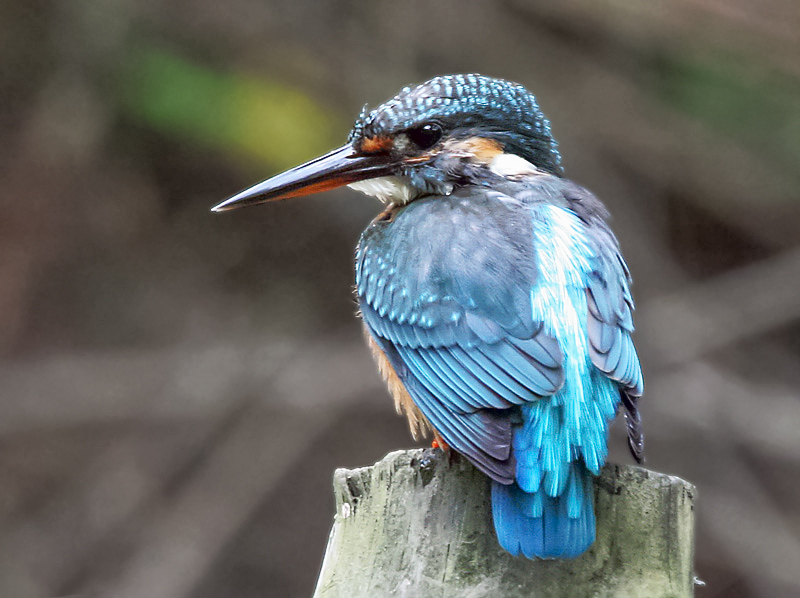
Рибалочка блакитний (Alcedo atthis)

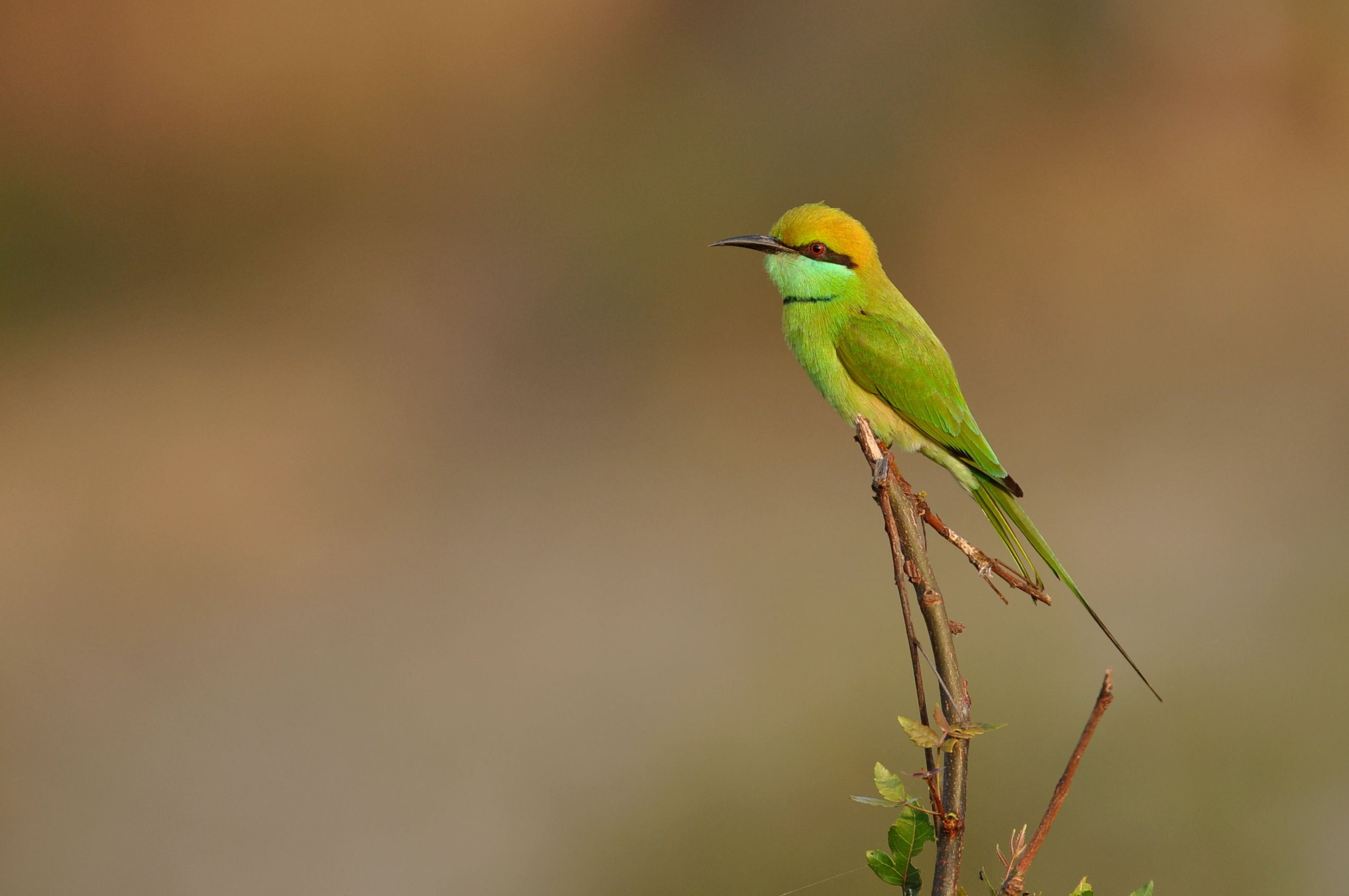
Бджолоїдка мала (Merops orientalis)

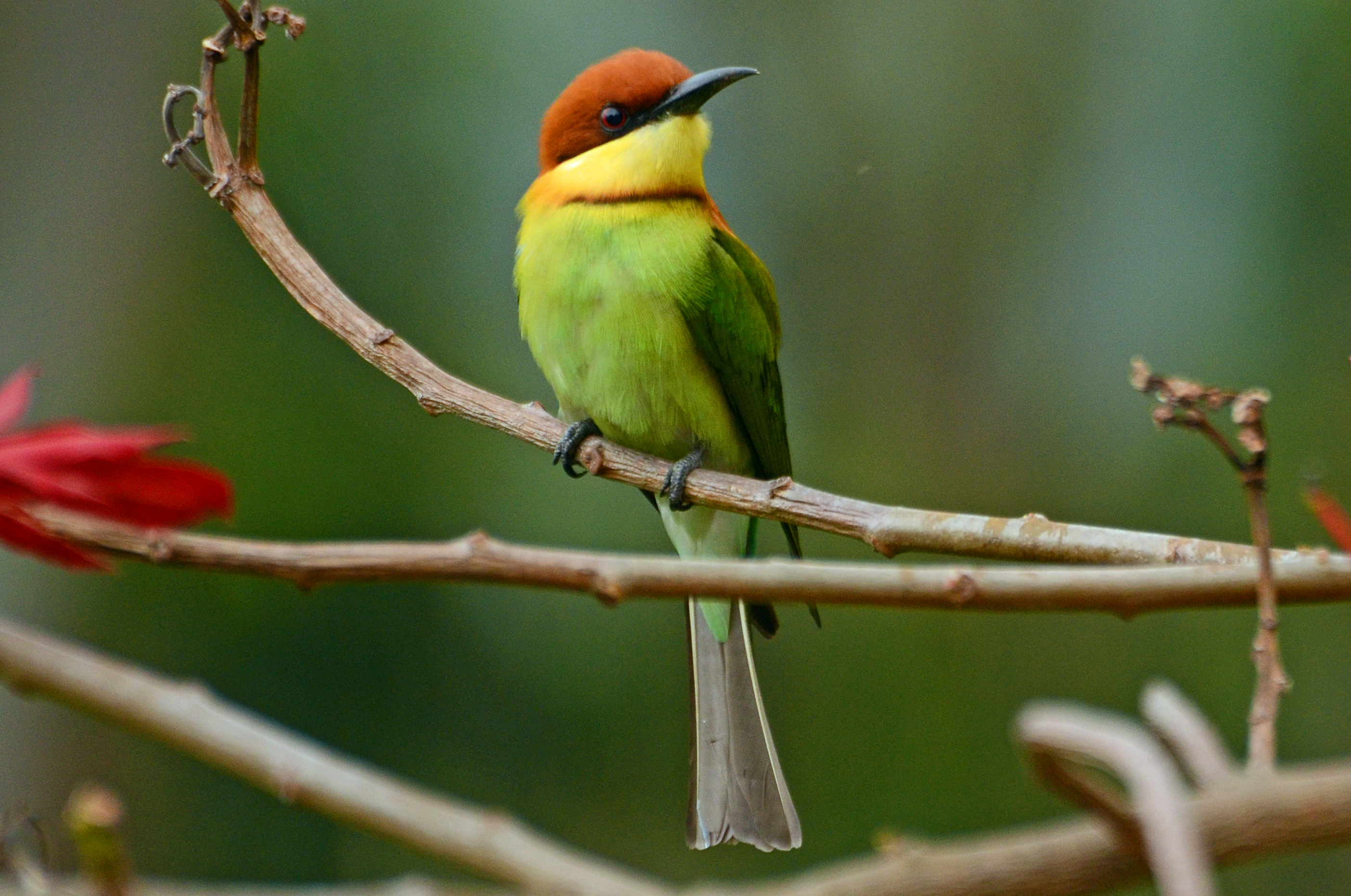
Бджолоїдка індійська (Merops leschenaulti)

Родина: Сиворакшові (Coraciidae)
| Українська назва        | Біноміальна назва     | Примітки |
| ----------------------- | --------------------- | -------- |
| Сиворакша бенгальська   | Coracias benghalensis |          |
| Сиворакша індокитайська | Coracias affinis      |          |
| Сиворакша євразійська   | Coracias garrulus     |          |
| Широкорот східний       | Eurystomus orientalis |          |

Родина: Рибалочкові (Alcedinidae)
| Українська назва            | Біноміальна назва       | Примітки                      |
| --------------------------- | ----------------------- | ----------------------------- |
| Гуріал смарагдовокрилий     | Pelargopsis capensis    |                               |
| Гуріал бурокрилий           | Pelargopsis amauroptera | Стан близький до загрозливого |
| Альціон вогнистий           | Halcyon coromanda       |                               |
| Альціон білогрудий          | Halcyon smyrnensis      |                               |
| Альціон чорноголовий        | Halcyon pileata         |                               |
| Альціон білошиїй            | Todiramphus chloris     |                               |
| Рибалочка темно-синій       | Alcedo meninting        |                               |
| Рибалочка блакитний         | Alcedo atthis           |                               |
| Рибалочка-геркулес          | Alcedo hercules         | Стан близький до загрозливого |
| Рибалочка-крихітка трипалий | Ceyx erithaca           |                               |
| Рибалочка-чубань азійський  | Megaceryle lugubris     |                               |
| Рибалочка строкатий         | Ceryle rudis            |                               |

Родина: Бджолоїдкові (Meropidae)
| Українська назва       | Біноміальна назва    | Примітки |
| ---------------------- | -------------------- | -------- |
| Бджолоїдка велика      | Nyctyornis athertoni |          |
| Бджолоїдка мала        | Merops orientalis    |          |
| Бджолоїдка зелена      | Merops persicus      |          |
| Бджолоїдка синьохвоста | Merops philippinus   |          |
| Бджолоїдка синьогорла  | Merops viridis       | (V)      |
| Бджолоїдка індійська   | Merops leschenaulti  |          |
| Бджолоїдка звичайна    | Merops apiaster      |          |

## Дятлоподібні(Piciformes)
Родина: Бородастикові (Megalaimidae)

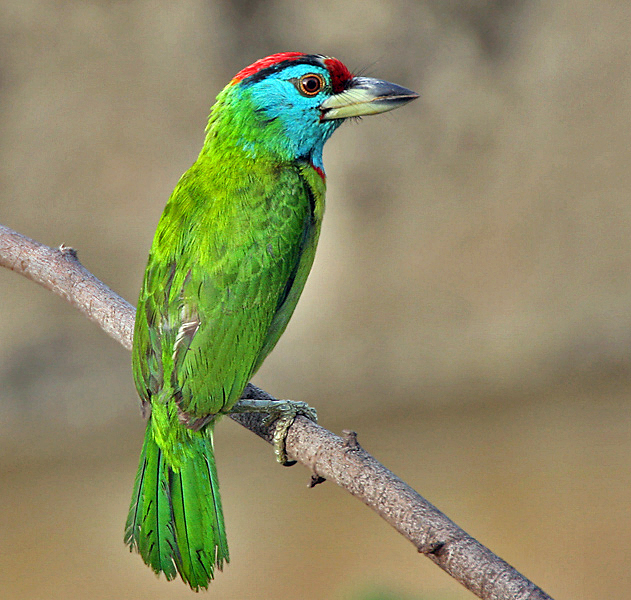
Бородастик блакитнощокий (Psilopogon asiaticus)

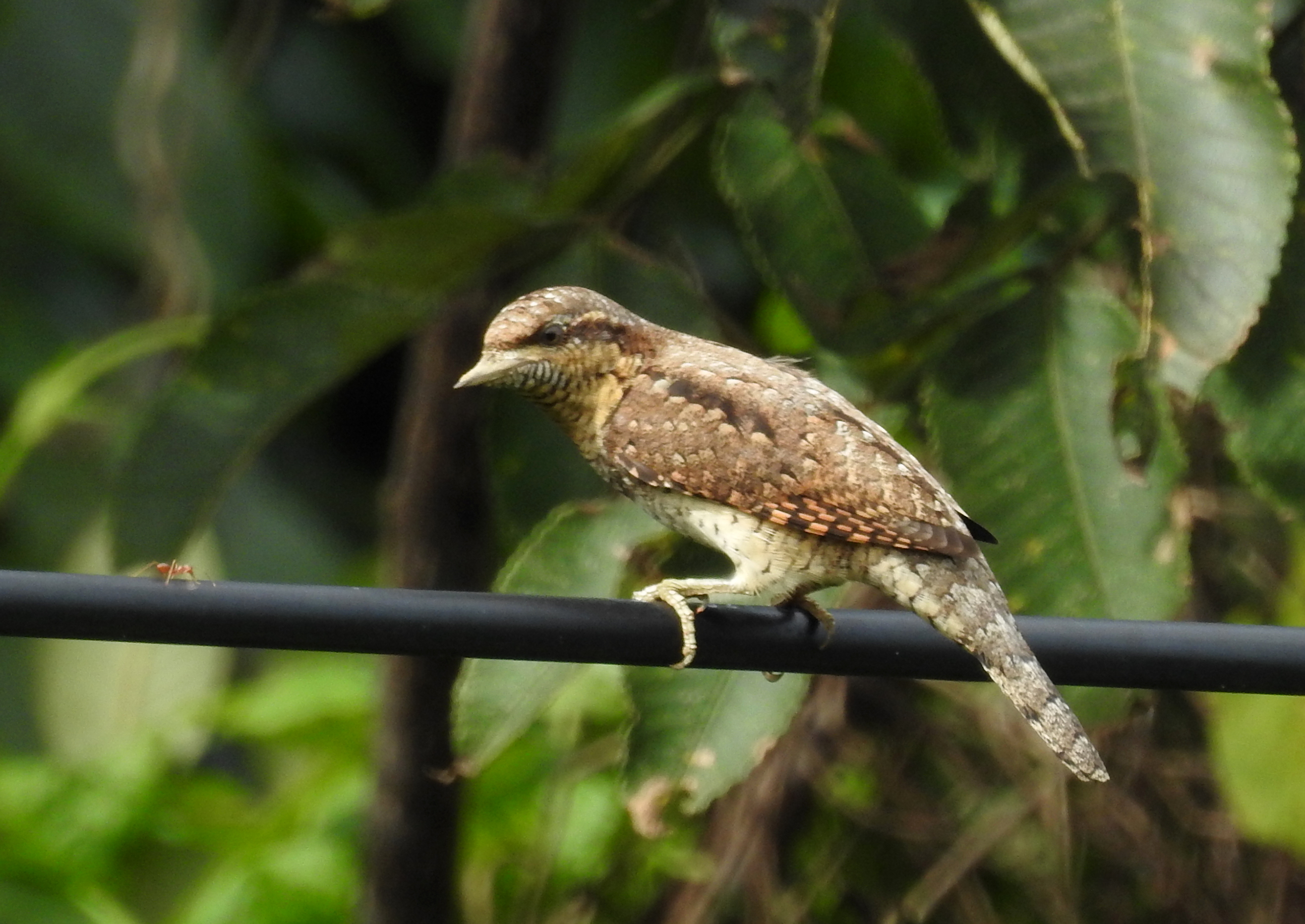
Крутиголовка звичайна (Jynx torquilla)

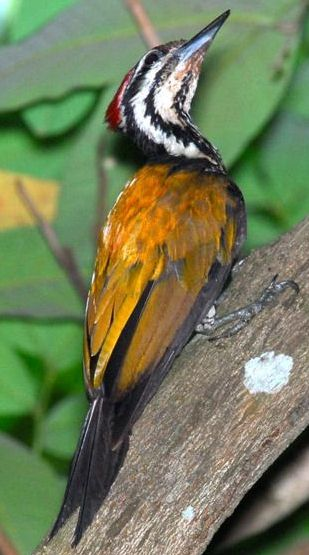
Дзьобак золотоспинний (Dinopium javanense)

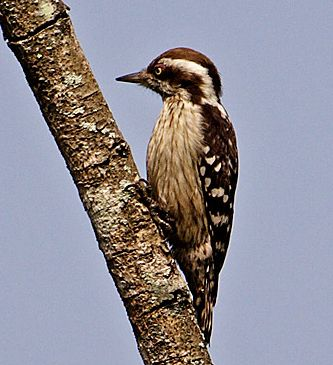
Дятел рудоголовий (Yungipicus nanus)

| Українська назва          | Біноміальна назва        | Примітки |
| ------------------------- | ------------------------ | -------- |
| Бородастик великий        | Psilopogon virens        |          |
| Бородастик цейлонський    | Psilopogon zeylanicus    |          |
| Бородастик смугастий      | Psilopogon lineatus      |          |
| Бородастик білощокий      | Psilopogon viridis       | (E)      |
| Бородастик золотогорлий   | Psilopogon franklinii    |          |
| Бородастик блакитнощокий  | Psilopogon asiaticus     |          |
|                           | Psilopogon cyanotis      |          |
|                           | Psilopogon malabaricus   | (E)      |
| Бородастик червоноголовий | Psilopogon haemacephalus |          |

Родина: Воскоїдові (Indicatoridae)
| Українська назва     | Біноміальна назва     | Примітки                      |
| -------------------- | --------------------- | ----------------------------- |
| Воскоїд гімалайський | Indicator xanthonotus | Стан близький до загрозливого |

Родина: Дятлові (Picidae)
| Українська назва           | Біноміальна назва             | Примітки                           |
| -------------------------- | ----------------------------- | ---------------------------------- |
| Крутиголовка звичайна      | Jynx torquilla                |                                    |
| Добаш індійський           | Picumnus innominatus          |                                    |
| Добаш білобровий           | Sasia ochracea                |                                    |
| Дятел-куцохвіст чорночубий | Hemicircus canente            |                                    |
| Дятел рудоголовий          | Yungipicus nanus              |                                    |
| Дятел сіролобий            | Yungipicus canicapillus       |                                    |
|                            | Dendrocoptes auriceps         |                                    |
|                            | Leiopicus mahrattensis        |                                    |
|                            | Dryobates cathpharius         |                                    |
|                            | Dendrocopos hyperythrus       |                                    |
|                            | Dendrocopos macei             |                                    |
|                            | Dendrocopos analis            |                                    |
|                            | Dendrocopos atratus           |                                    |
|                            | Dendrocopos darjellensis      |                                    |
|                            | Dendrocopos himalayensis      |                                    |
|                            | Dendrocopos assimilis         |                                    |
| Дятел звичайний            | Dendrocopos major             |                                    |
|                            | Dryocopus javensis            |                                    |
|                            | Dryocopus hodgei              | (E); Стан близький до загрозливого |
| Жовна жовтогорла           | Chrysophlegma flavinucha      |                                    |
| Жовна мала                 | Picus chlorolophus            |                                    |
|                            | Picus xanthopygaeus           |                                    |
|                            | Picus squamatus               |                                    |
| Жовна сива                 | Picus canus                   |                                    |
| Дзьобак гімалайський       | Dinopium shorii               |                                    |
| Дзьобак золотоспинний      | Dinopium javanense            |                                    |
| Дзьобак чорногузий         | Dinopium benghalense          |                                    |
| Дзьобак індокитайський     | Chrysocolaptes guttacristatus |                                    |
|                            | Chrysocolaptes socialis       | (E)                                |
| Дзьобак індійський         | Chrysocolaptes festivus       |                                    |
| Дзекіль світлоголовий      | Gecinulus grantia             |                                    |
| Древняк смугастий          | Blythipicus pyrrhotis         |                                    |
| Ятла руда                  | Micropternus brachyurus       |                                    |
| Торомба велика             | Mulleripicus pulverulentus    | Вразливий                          |

## Соколоподібні(Falconiformes)

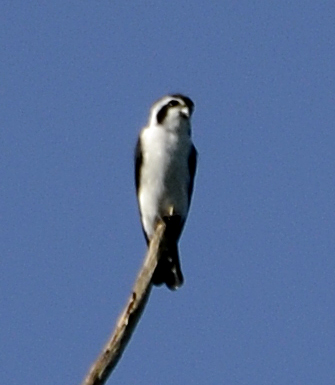
Сокіл-карлик строкатий (Microhierax melanoleucos)

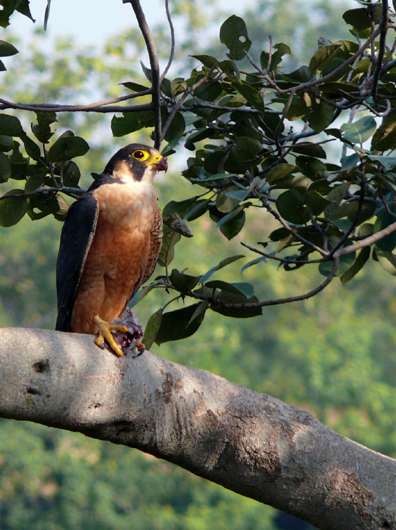
Сапсан (Falco peregrinus)

Родина: Соколові (Falconidae)
| Українська назва          | Біноміальна назва        | Примітки                      |
| ------------------------- | ------------------------ | ----------------------------- |
| Сокіл-карлик червононогий | Microhierax caerulescens |                               |
| Сокіл-карлик строкатий    | Microhierax melanoleucos |                               |
| Боривітер степовий        | Falco naumanni           |                               |
| Боривітер звичайний       | Falco tinnunculus        |                               |
| Турумті                   | Falco chicquera          | Стан близький до загрозливого |
| Кібчик червононогий       | Falco vespertinus        | (V)                           |
| Кібчик амурський          | Falco amurensis          |                               |
| Підсоколик малий          | Falco columbarius        |                               |
| Підсоколик великий        | Falco subbuteo           |                               |
| Підсоколик східний        | Falco severus            |                               |
| Лагар                     | Falco jugger             | Стан близький до загрозливого |
| Балабан                   | Falco cherrug            | Під загрозою зникнення        |
| Сапсан                    | Falco peregrinus         |                               |

## Папугоподібні(Psittaciformes)

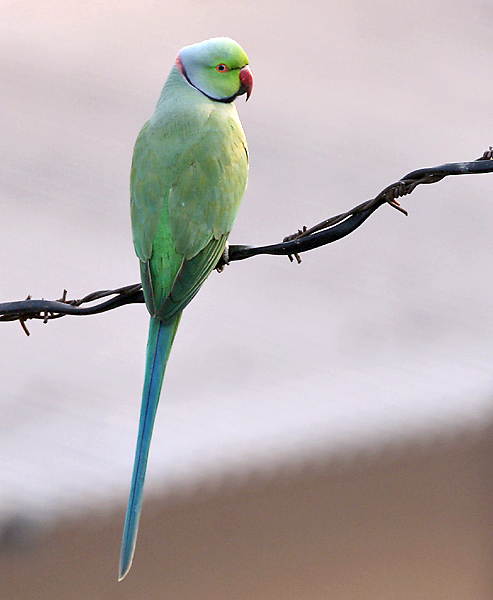
Папуга Крамера (Psittacula krameri)

Родина: Psittaculidae
| Українська назва          | Біноміальна назва       | Примітки                           |
| ------------------------- | ----------------------- | ---------------------------------- |
| Папуга сіроголовий        | Psittacula finschii     | Стан близький до загрозливого      |
| Папужець гімалайський     | Psittacula himalayana   |                                    |
| Папужець рожевоголовий    | Psittacula roseata      | Стан близький до загрозливого      |
| Папужець фіолетовоголовий | Psittacula cyanocephala |                                    |
| Папужець рожевоволий      | Psittacula alexandri    | Стан близький до загрозливого      |
| Папужець китайський       | Psittacula derbiana     | Стан близький до загрозливого      |
| Папужець малазійський     | Psittacula longicauda   | Стан близький до загрозливого      |
| Папужець малабарський     | Psittacula columboides  | (E)                                |
| Папуга індійський         | Psittacula eupatria     | Стан близький до загрозливого      |
| Папуга Крамера            | Psittacula krameri      |                                    |
| Папужець нікобарський     | Psittacula caniceps     | (E); Стан близький до загрозливого |
| Кориліс індійський        | Loriculus vernalis      |                                    |

## Горобцеподібні(Passeriformes)

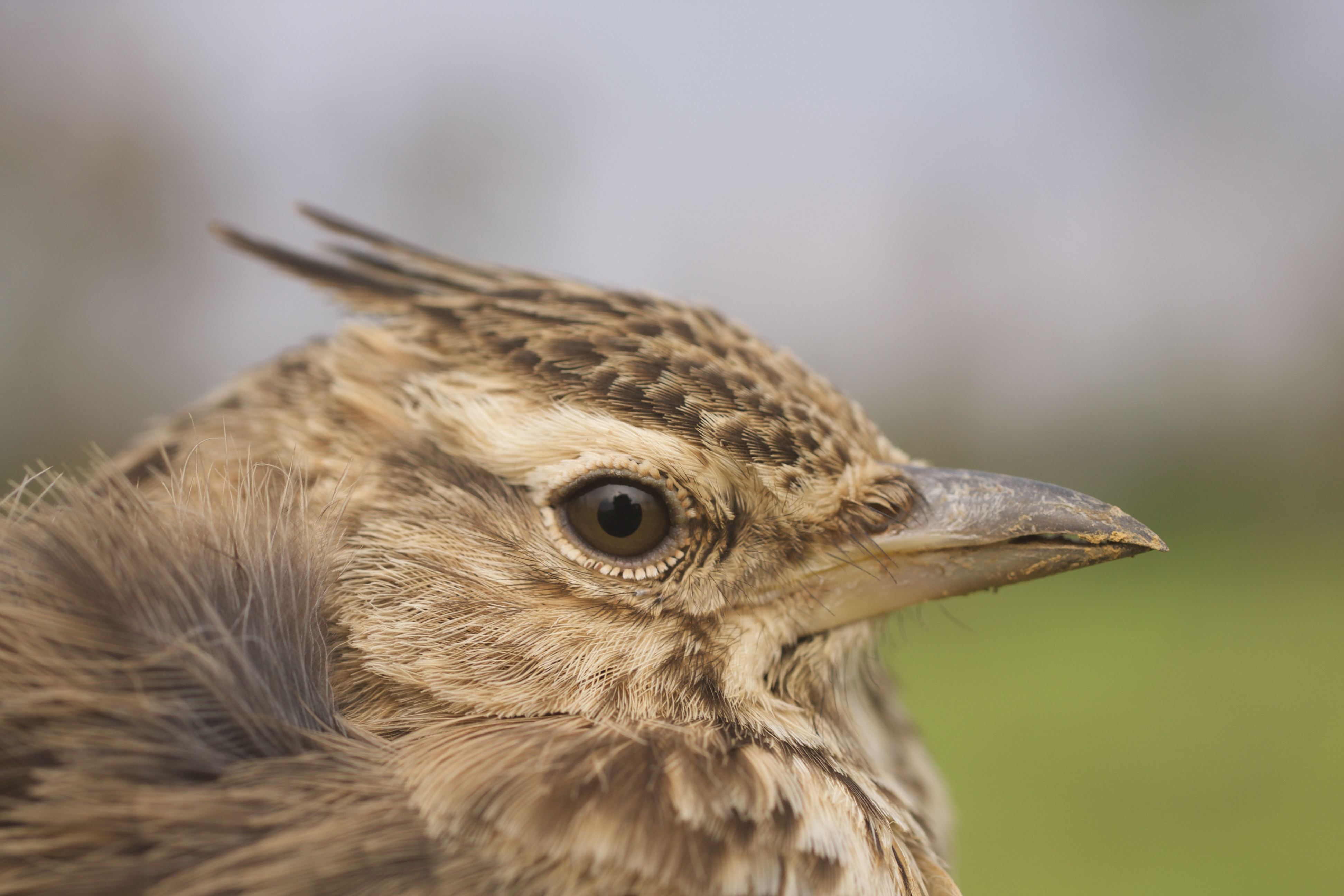
Посмітюха малабарська (Galerida malabarica)

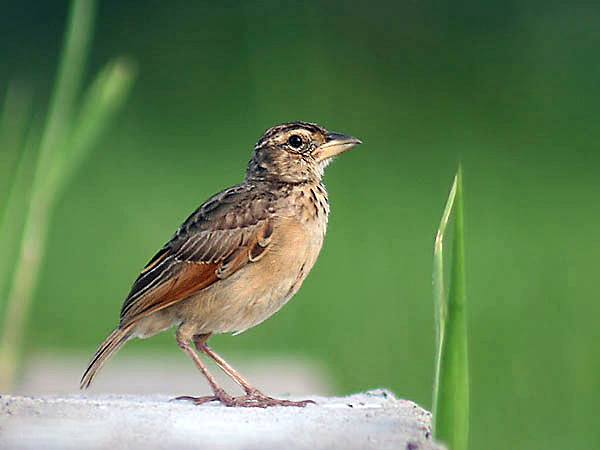
Фірлюк великодзьобий (Mirafra assamica)

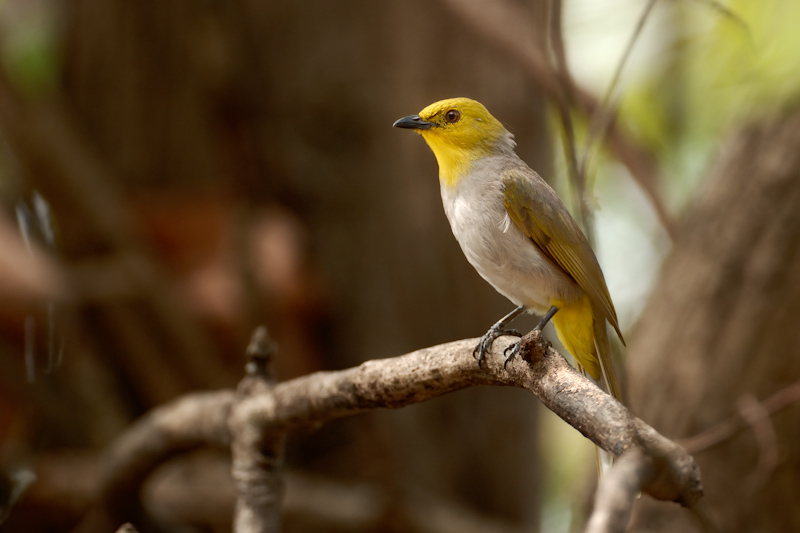
Бюльбюль жовтогорлий (Pycnonotus xantholaemus)

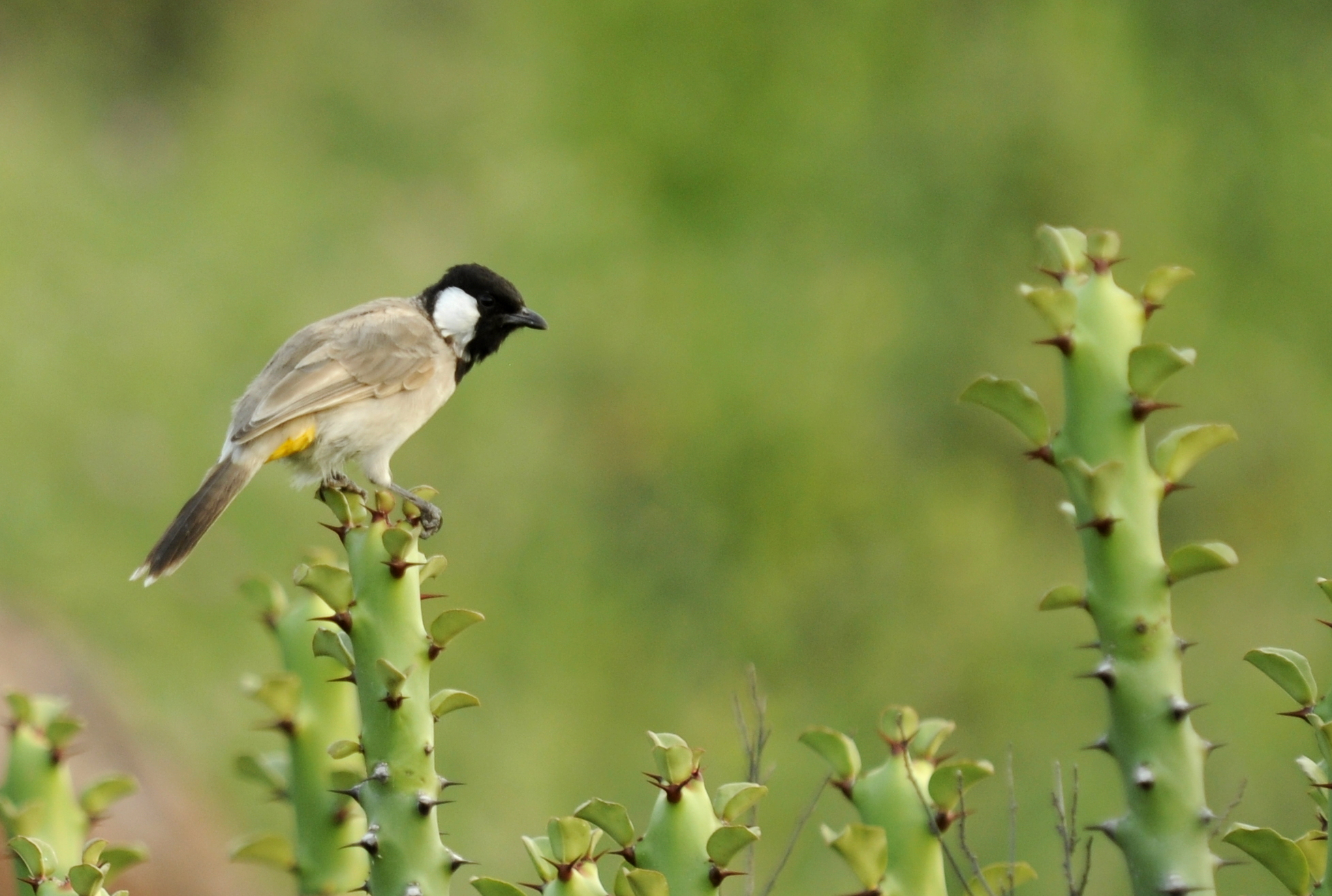
Бюльбюль рудогузий (Pycnonotus leucotis)

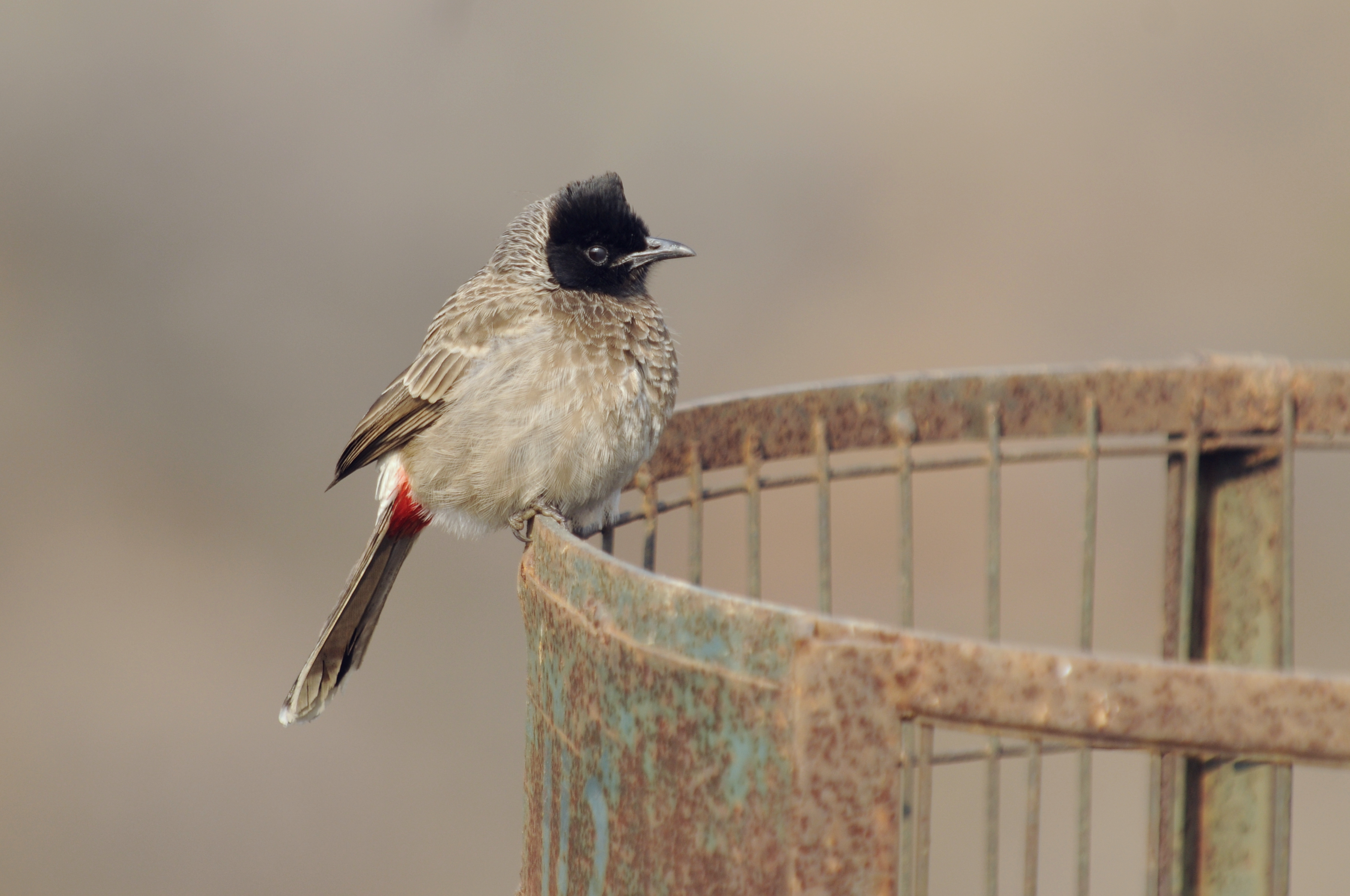
Бюльбюль червоночубий (Pycnonotus cafer)

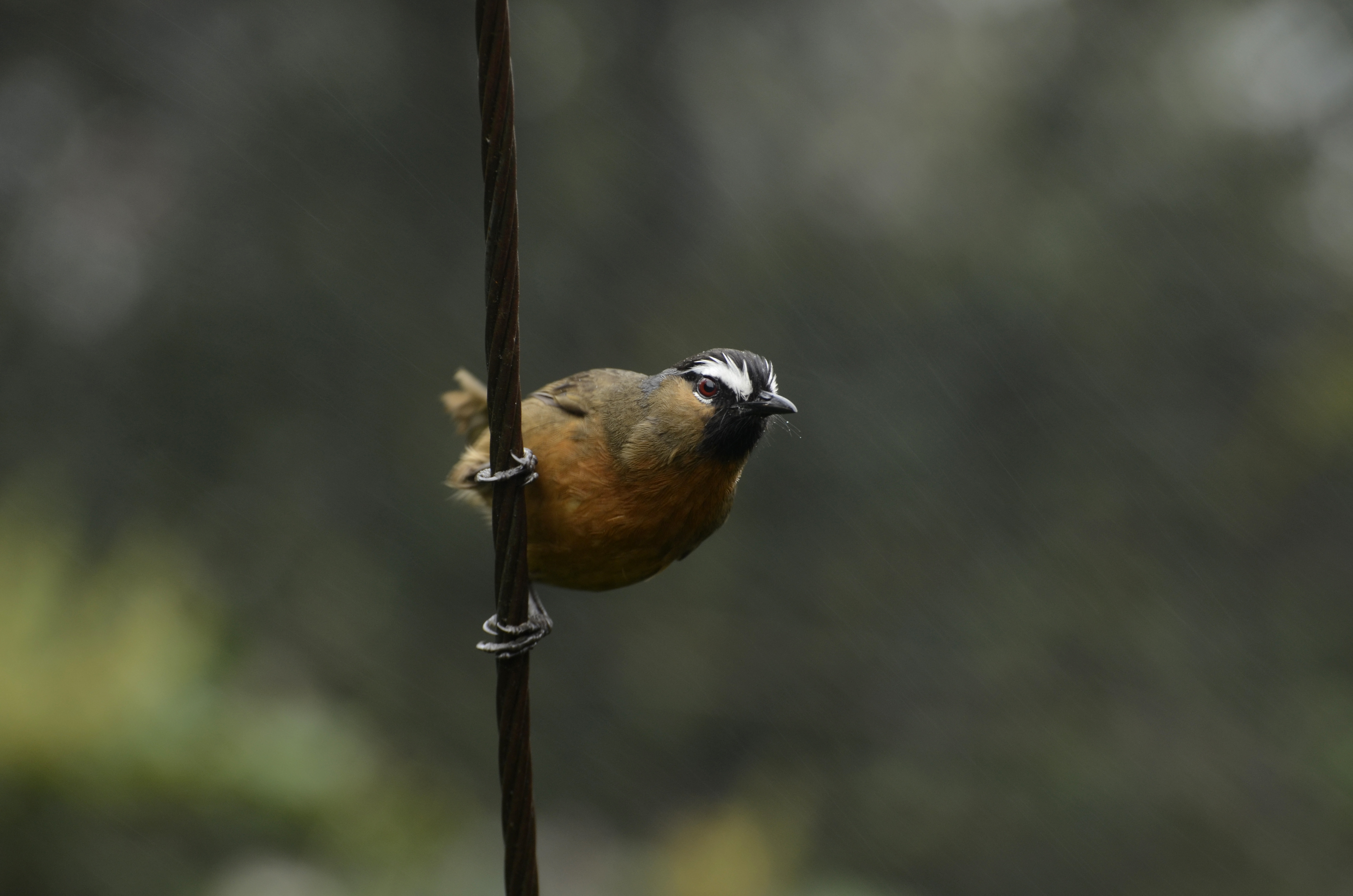
Чагарниця нільгірійська (Montecincla cachinnans)

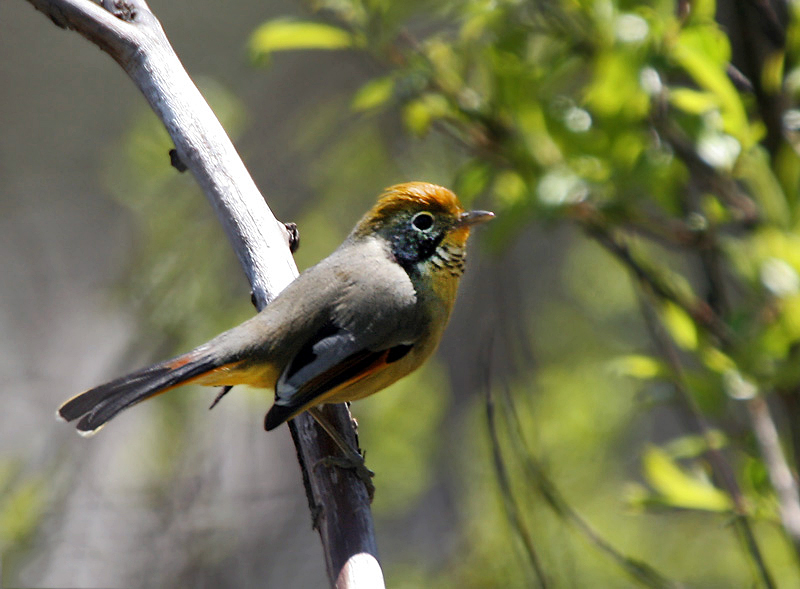
Мінла рудоголова (Actinodura strigula)

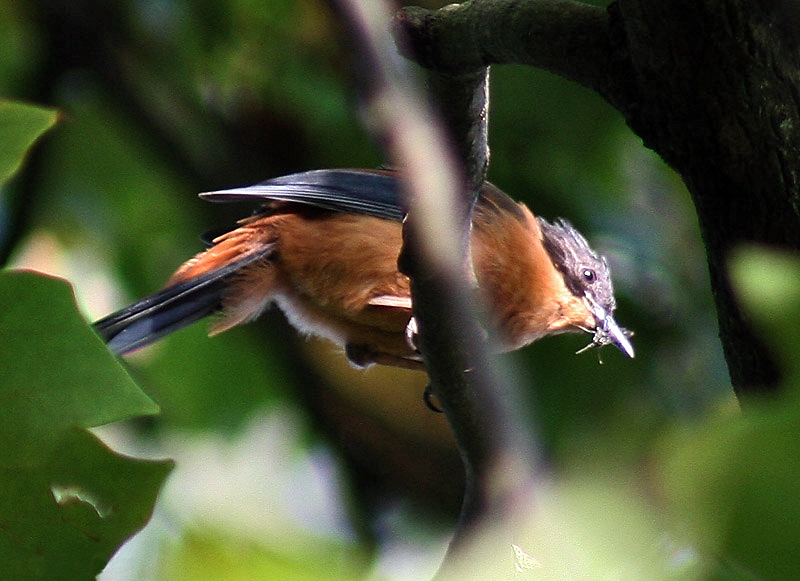
Джоя руда (Heterophasia capistrata)

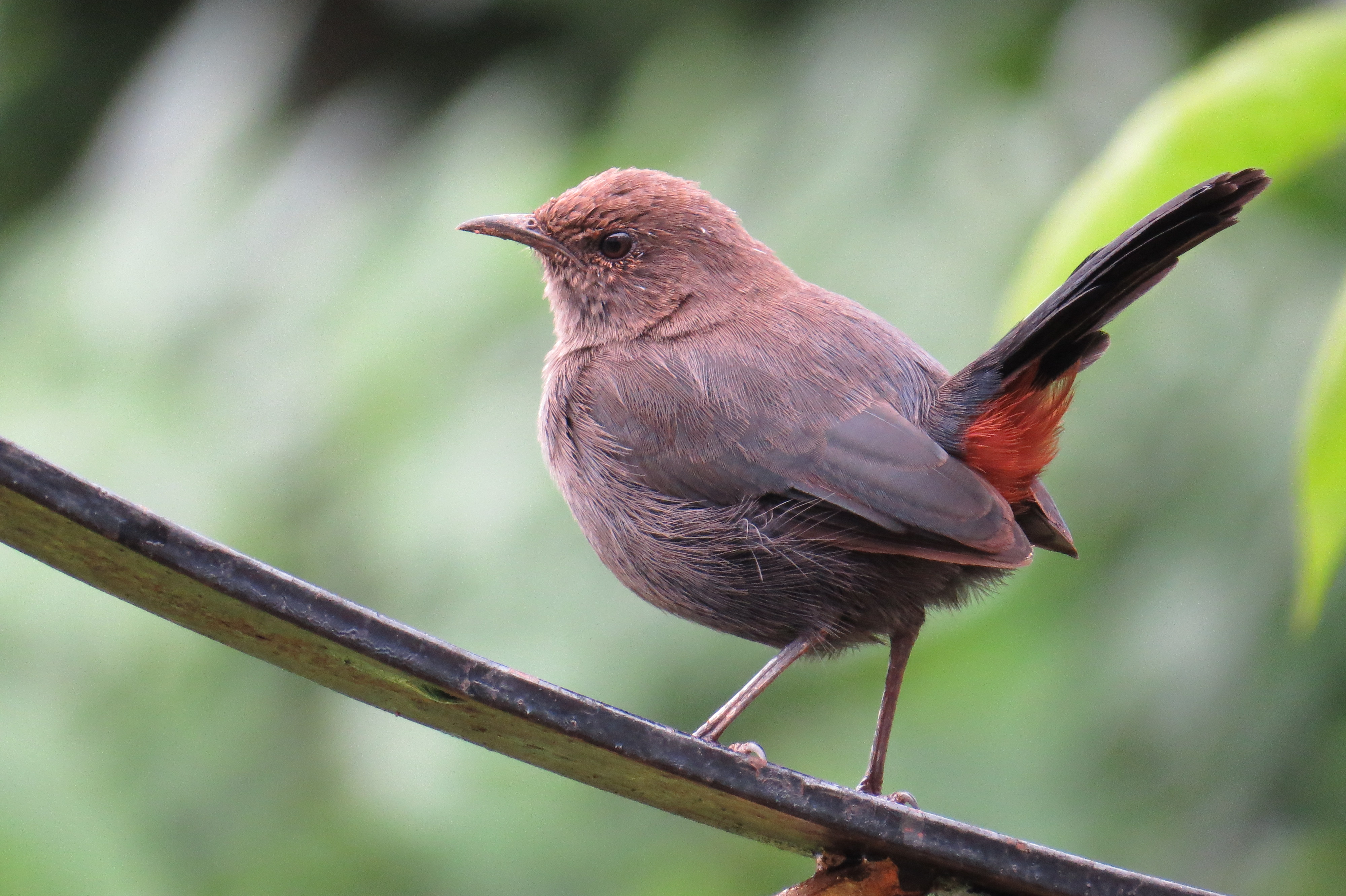
Тарабіла (Copsychus fulicatus)

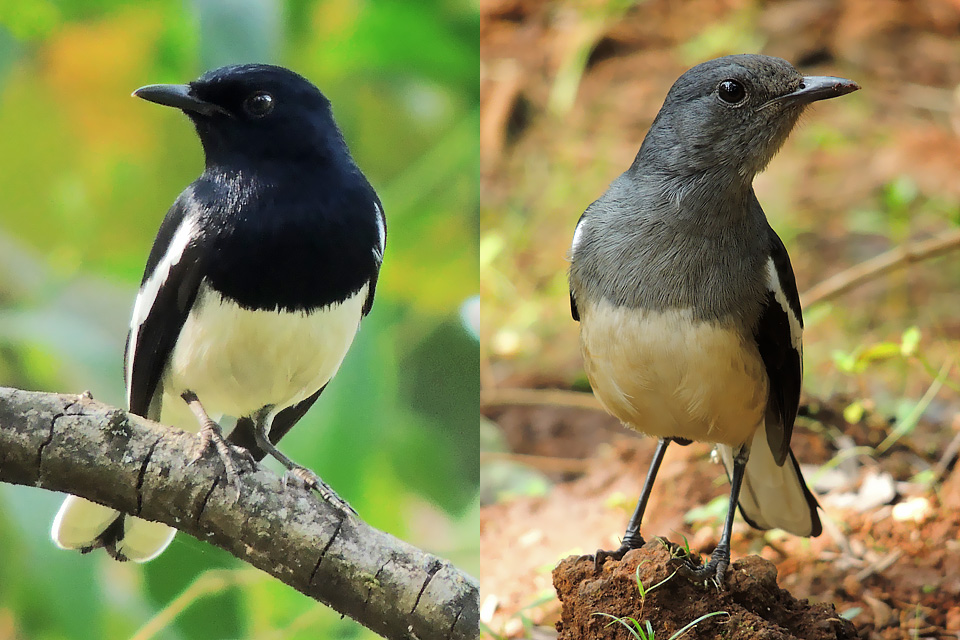
Шама індійська (Copsychus saularis)

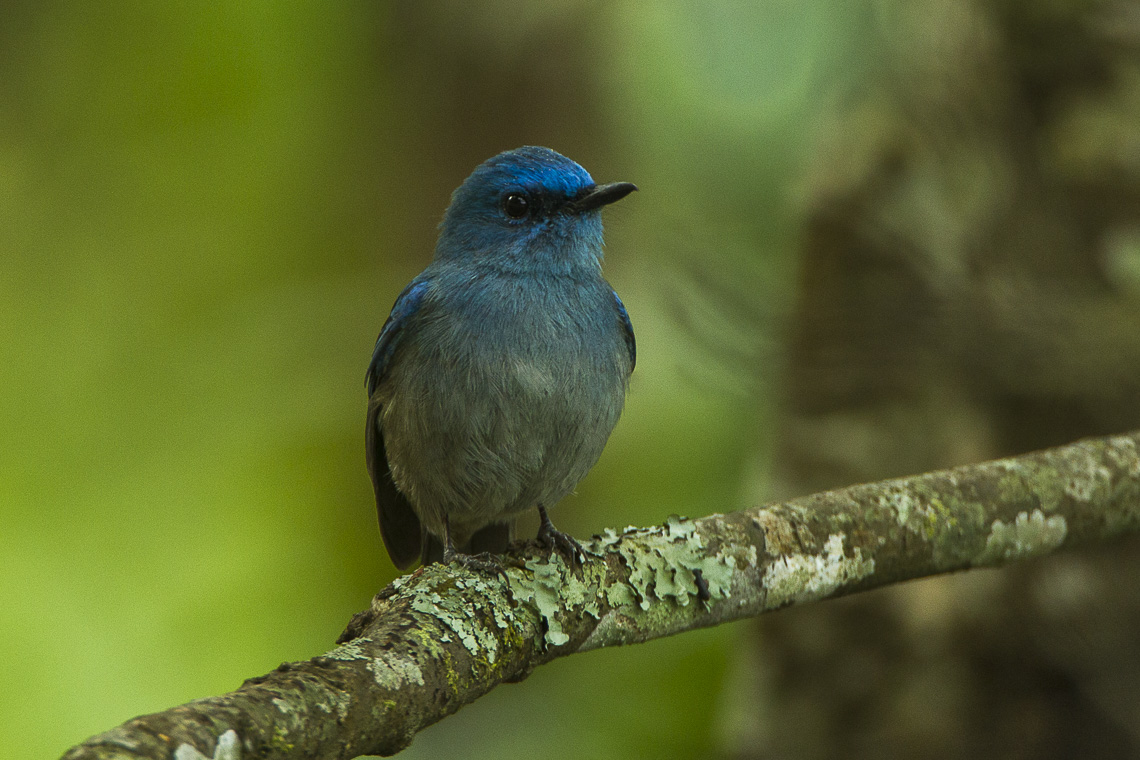
Нільтава лазурова (Cyornis unicolor)

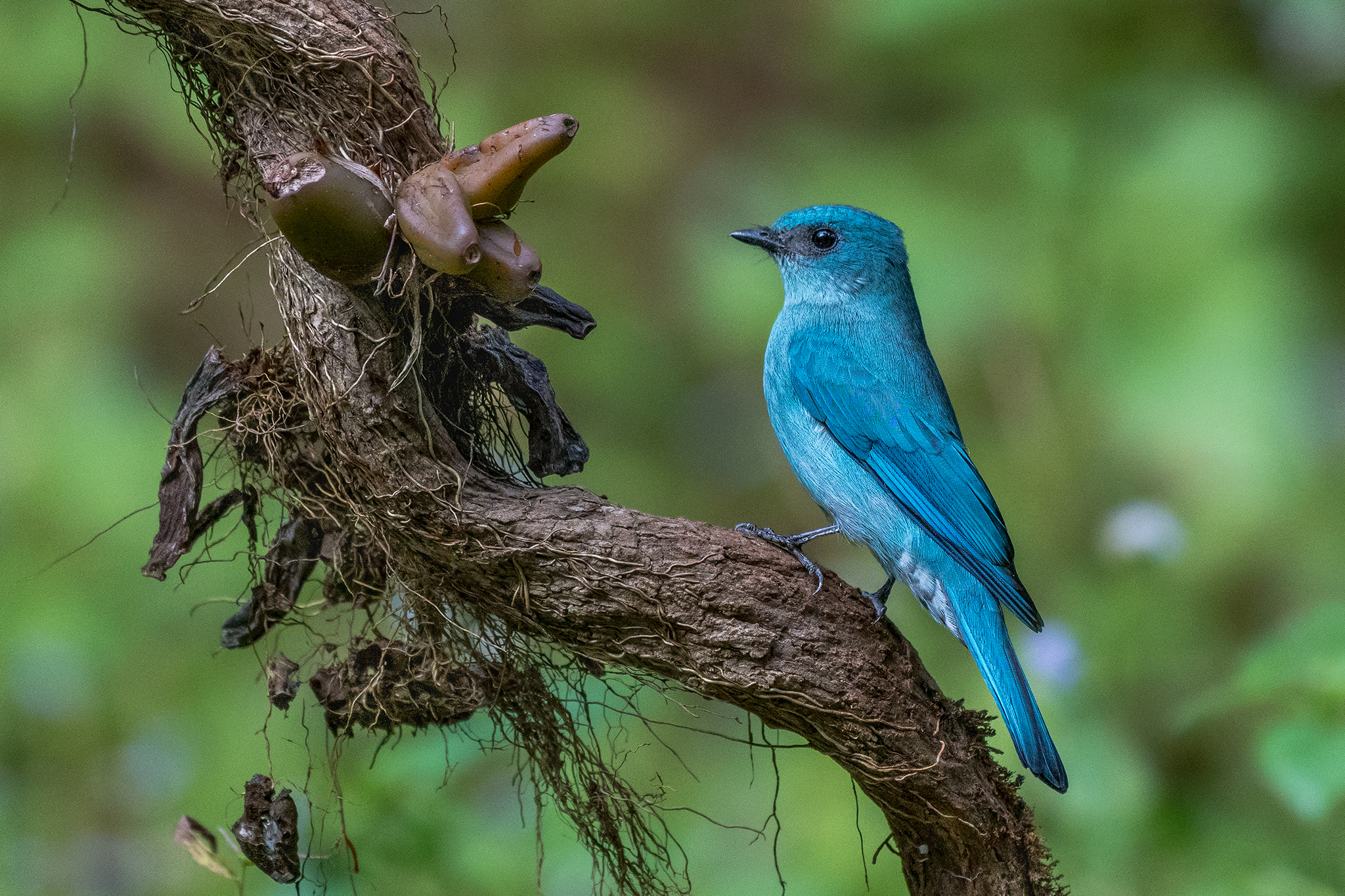
Мухоловка бірюзова (Eumyias thalassinus)

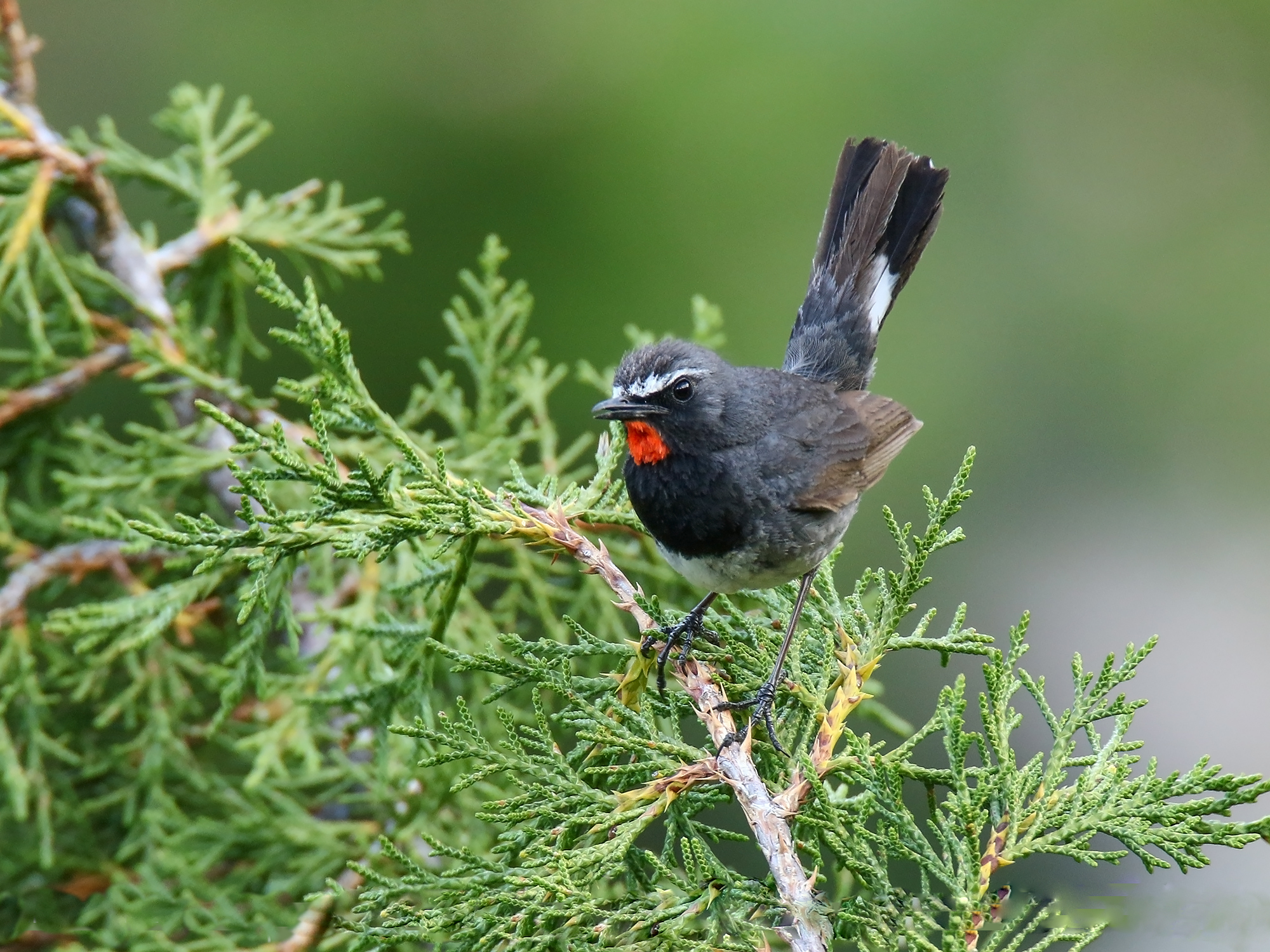
Соловейко білохвостий (Calliope pectoralis)

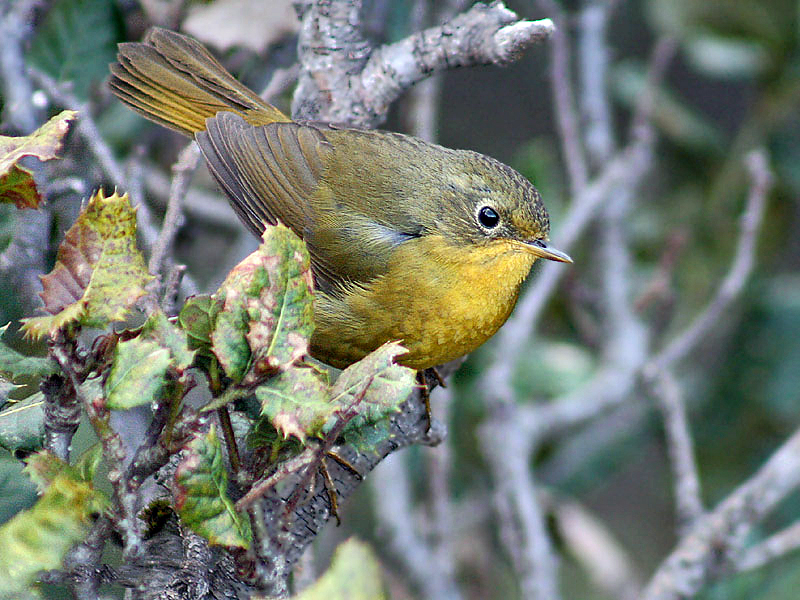
Синьохвіст золотистий (Tarsiger chrysaeus)

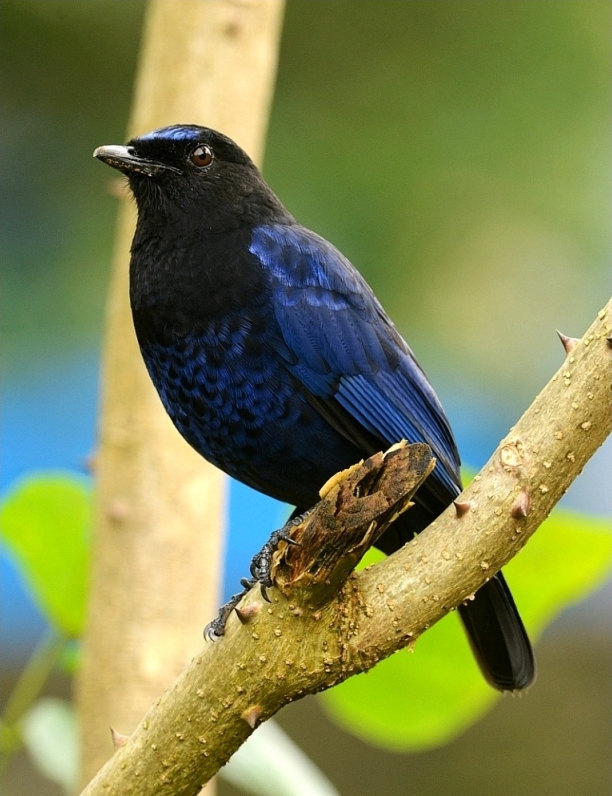
Аренга малабарська (Myophonus horsfieldii)

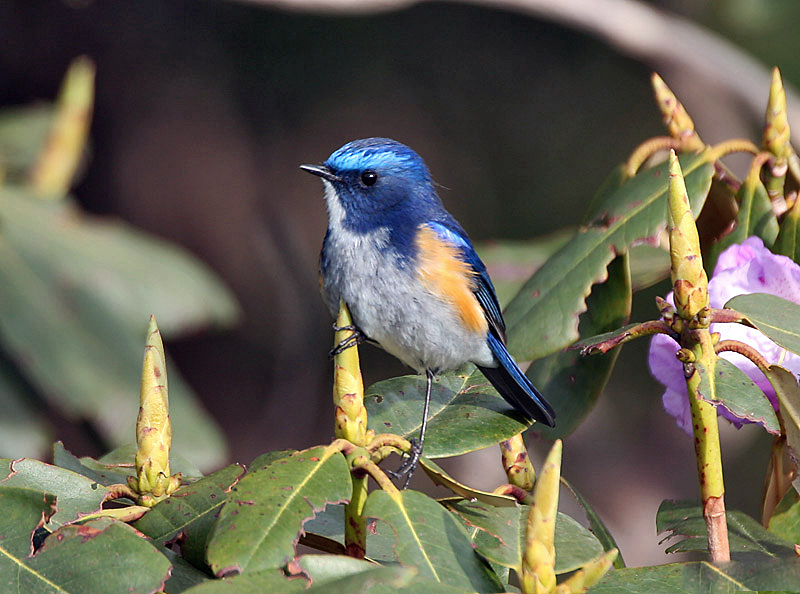
Синьохвіст тайговий (Tarsiger cyanurus)

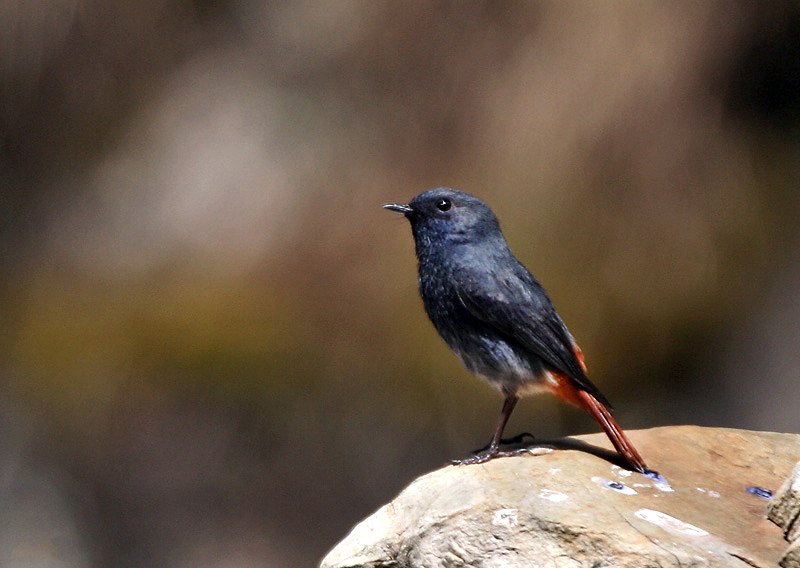
Горихвістка сиза (Phoenicurus fuliginosus)

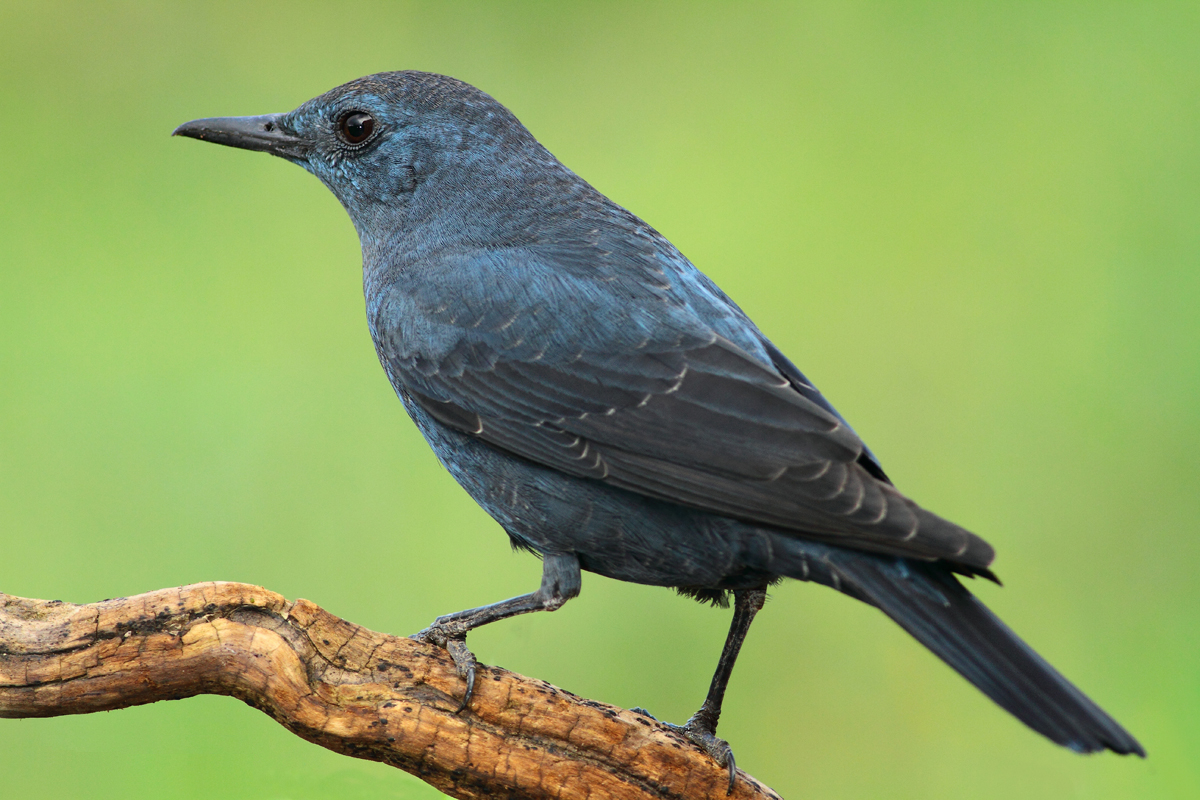
Скеляр синій (Monticola solitarius)

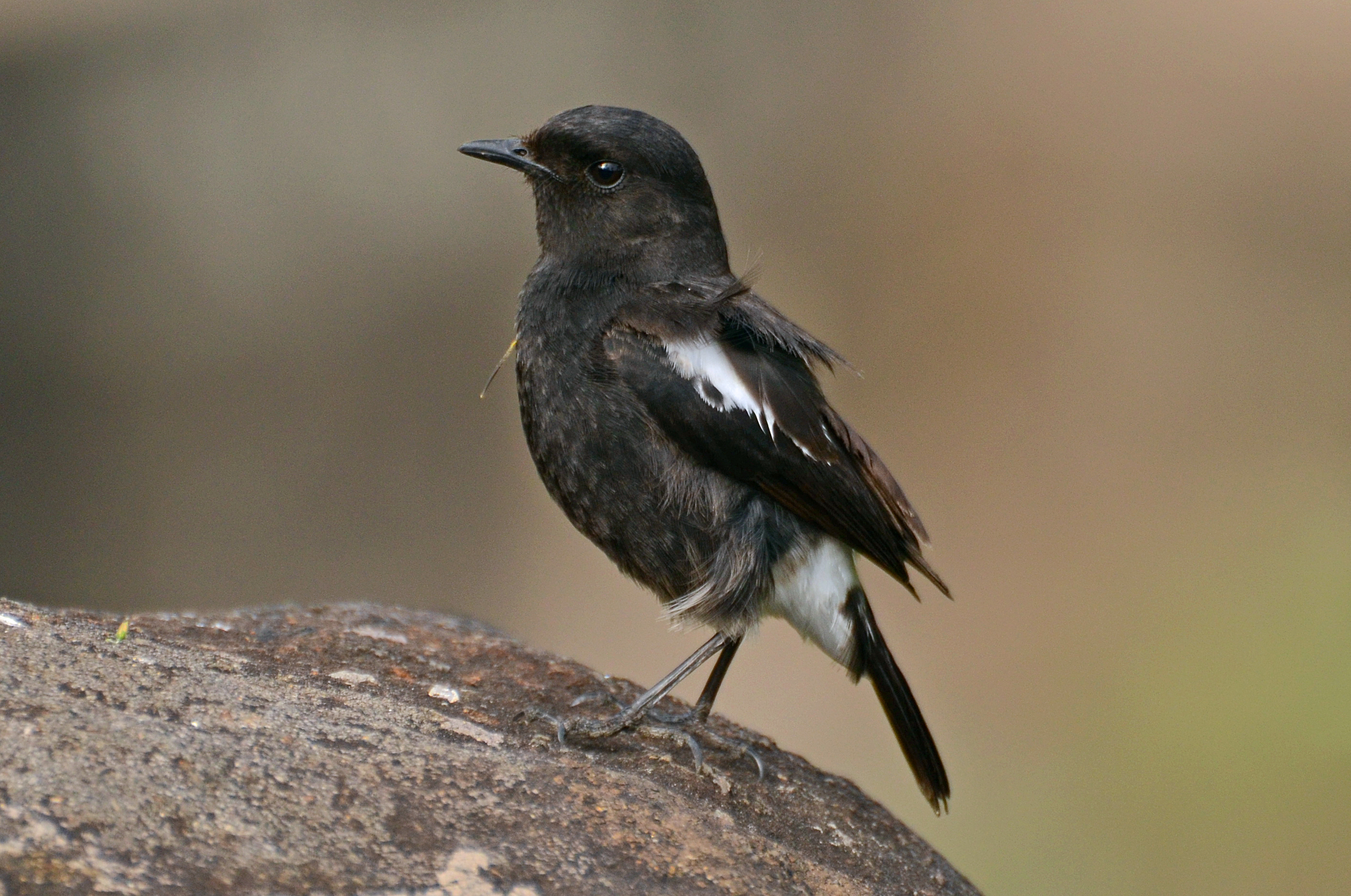
Трав'янка чорна (Saxicola caprata)

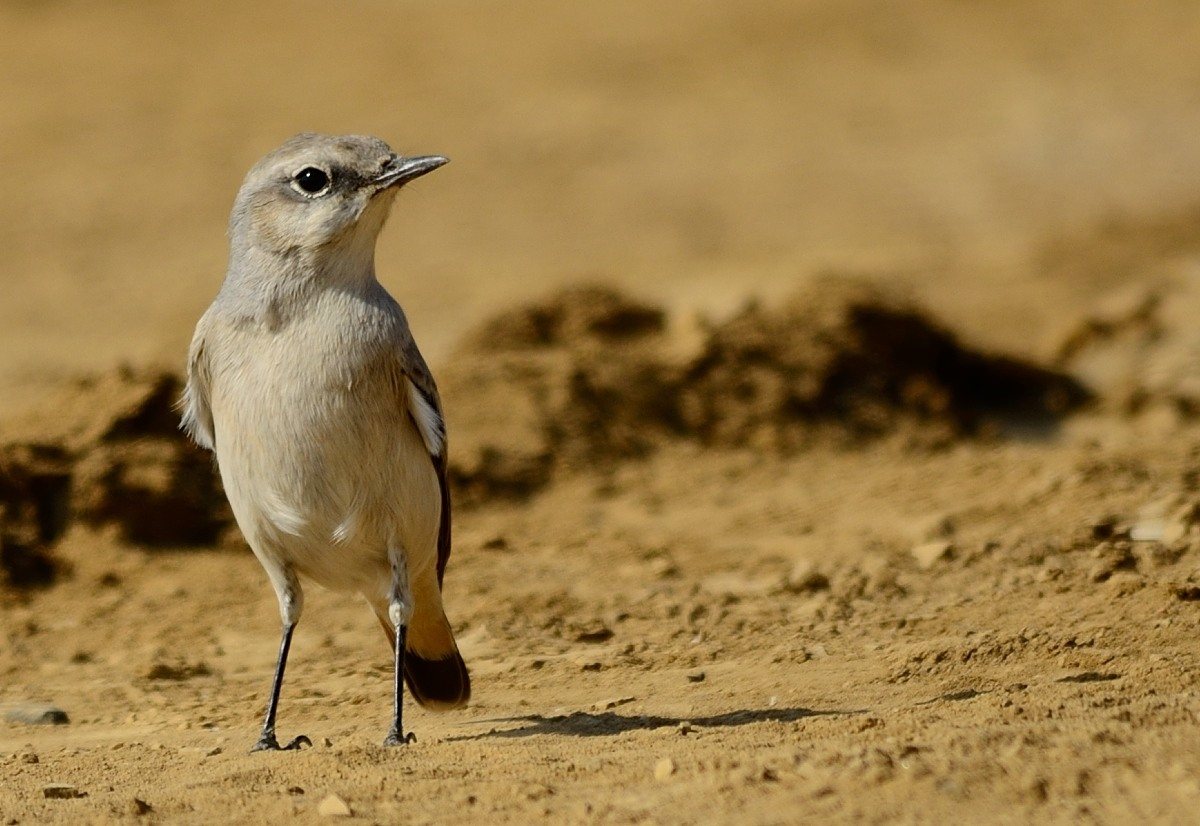
(Oenanthe chrysopygia)

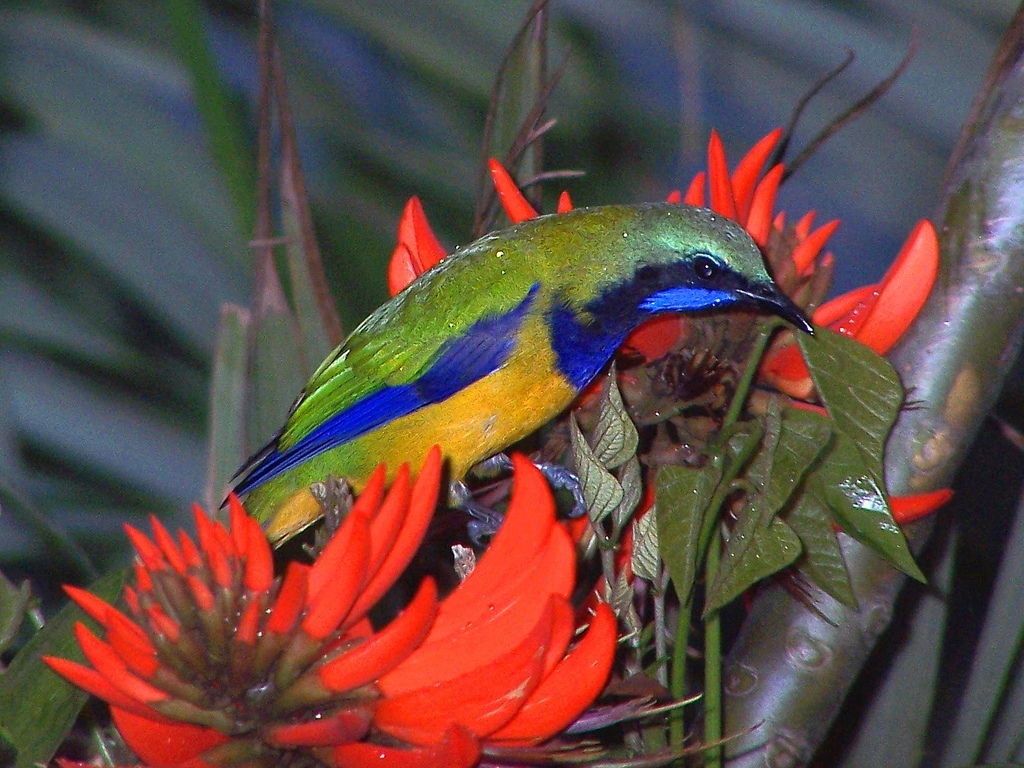
Зеленчик золоточеревий (Chloropsis hardwickii)

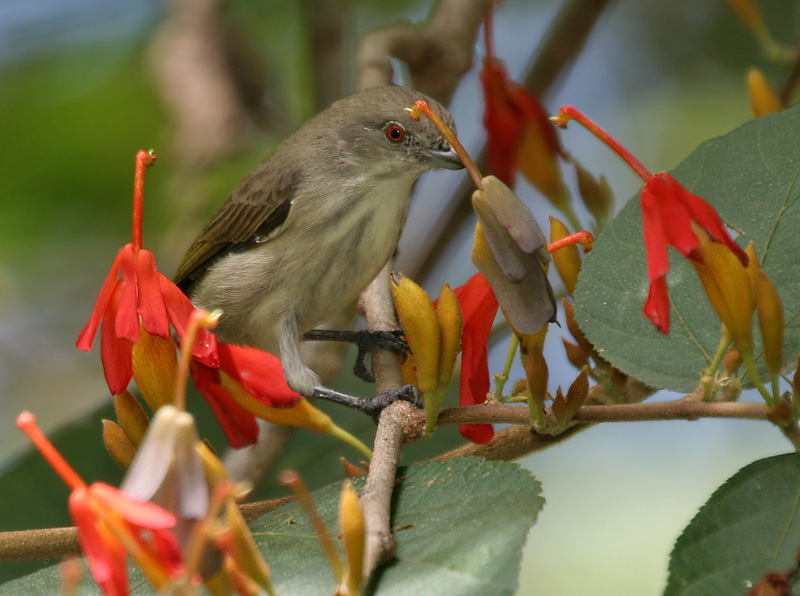
Квіткоїд товстодзьобий (Dicaeum agile)

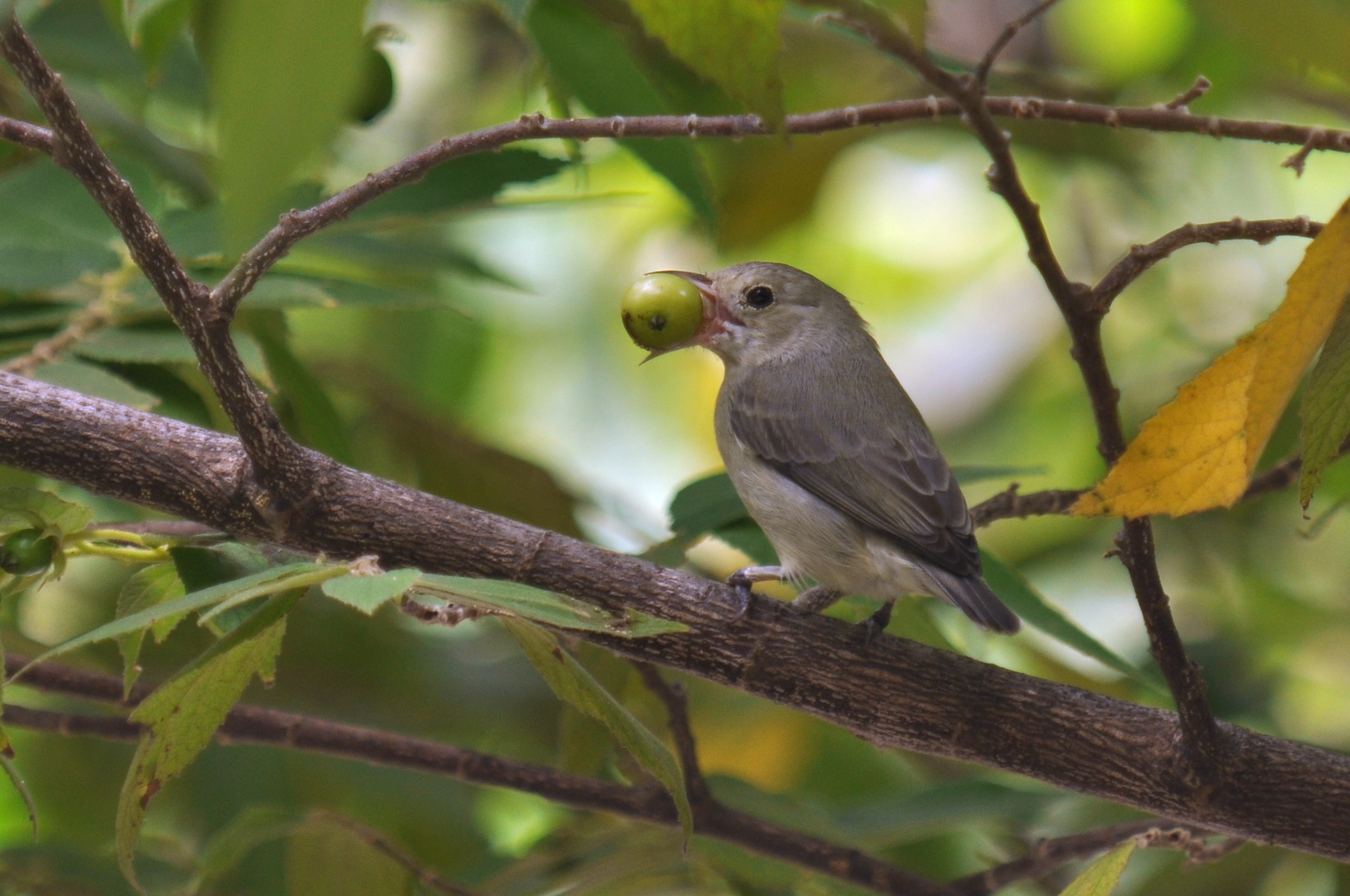
Квіткоїд індійський (Dicaeum erythrorhynchos)

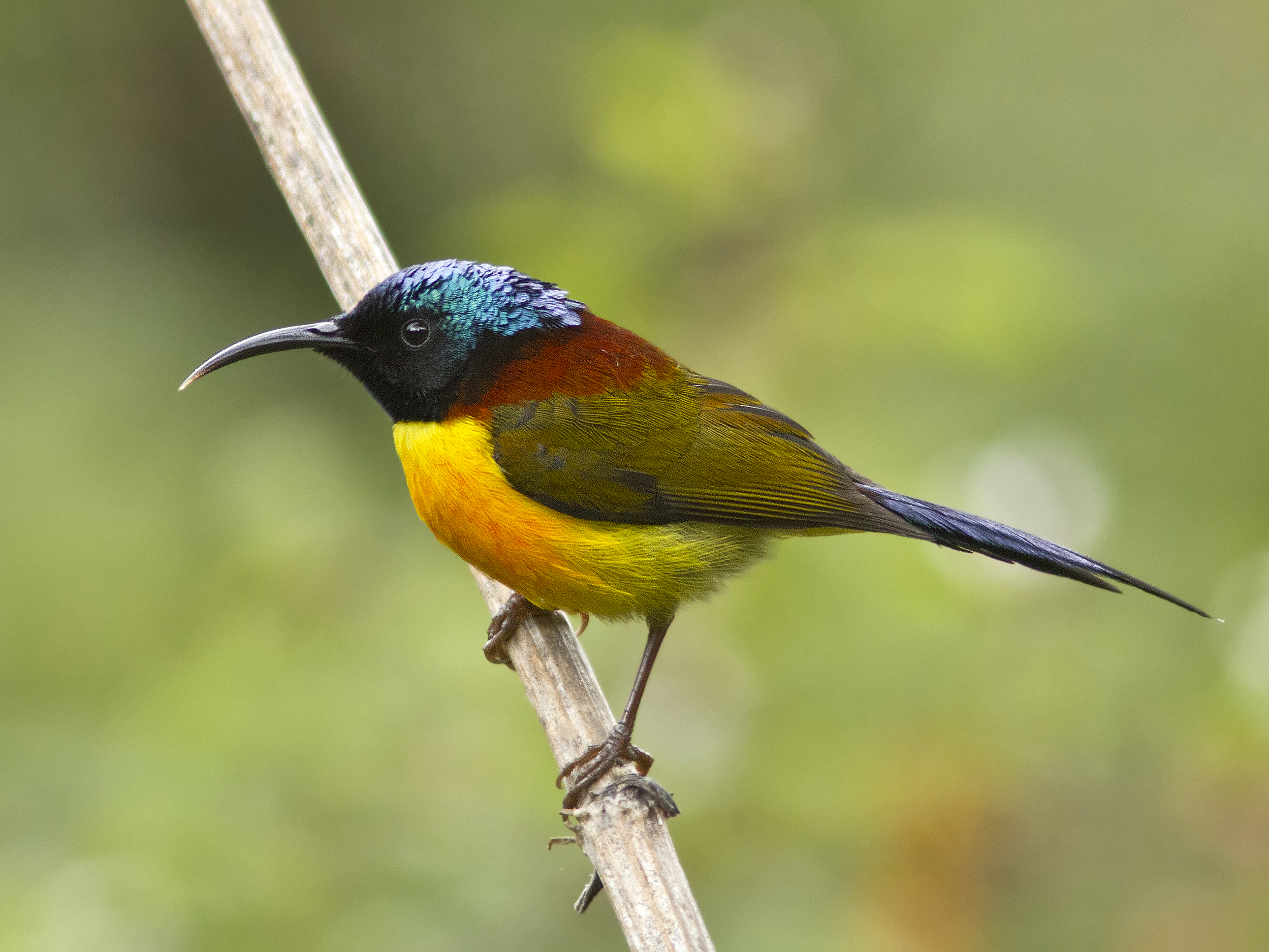
Сіпарая непальська (Aethopyga nipalensis)

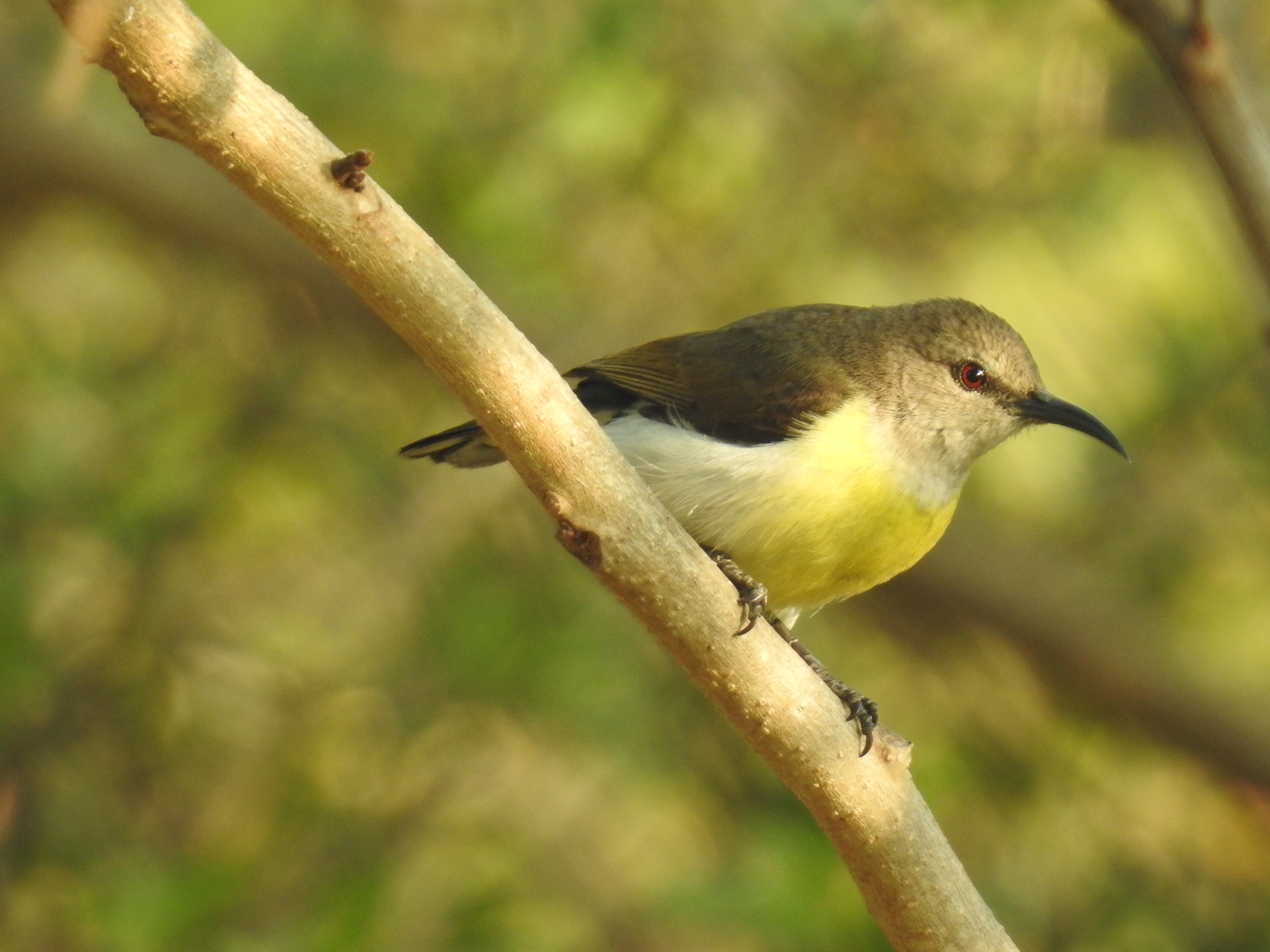
Нектаринка лимонногруда (Leptocoma zeylonica)

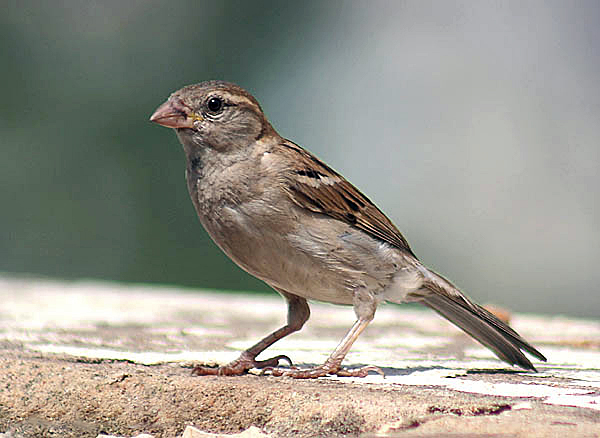
Горобець хатній (Passer domesticus)

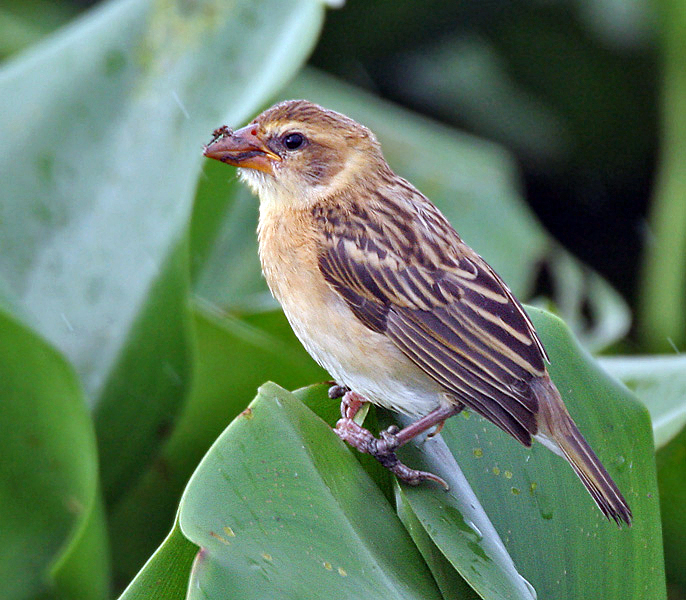
Бая (Ploceus philippinus)

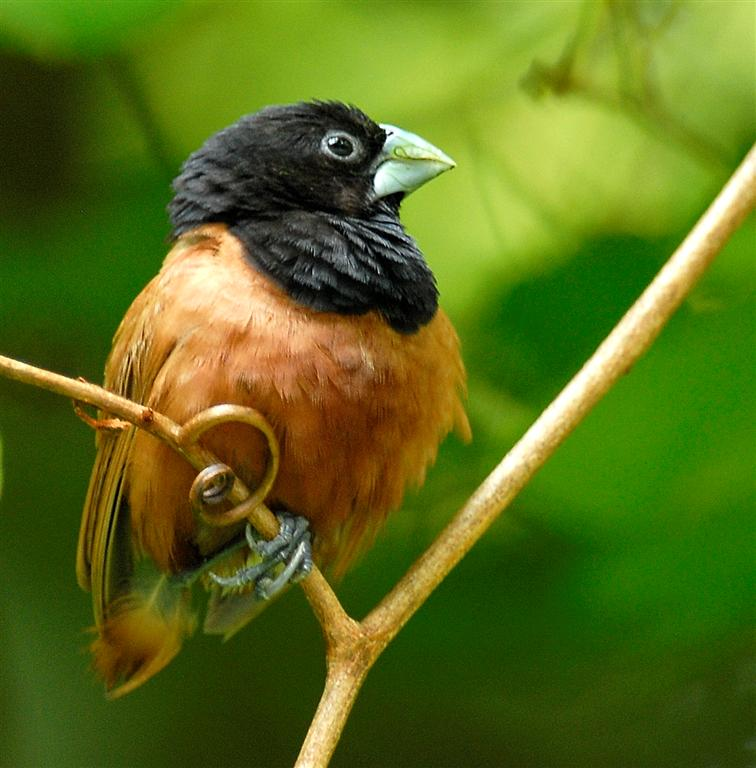
Мунія чорноголова (Lonchura atricapilla)

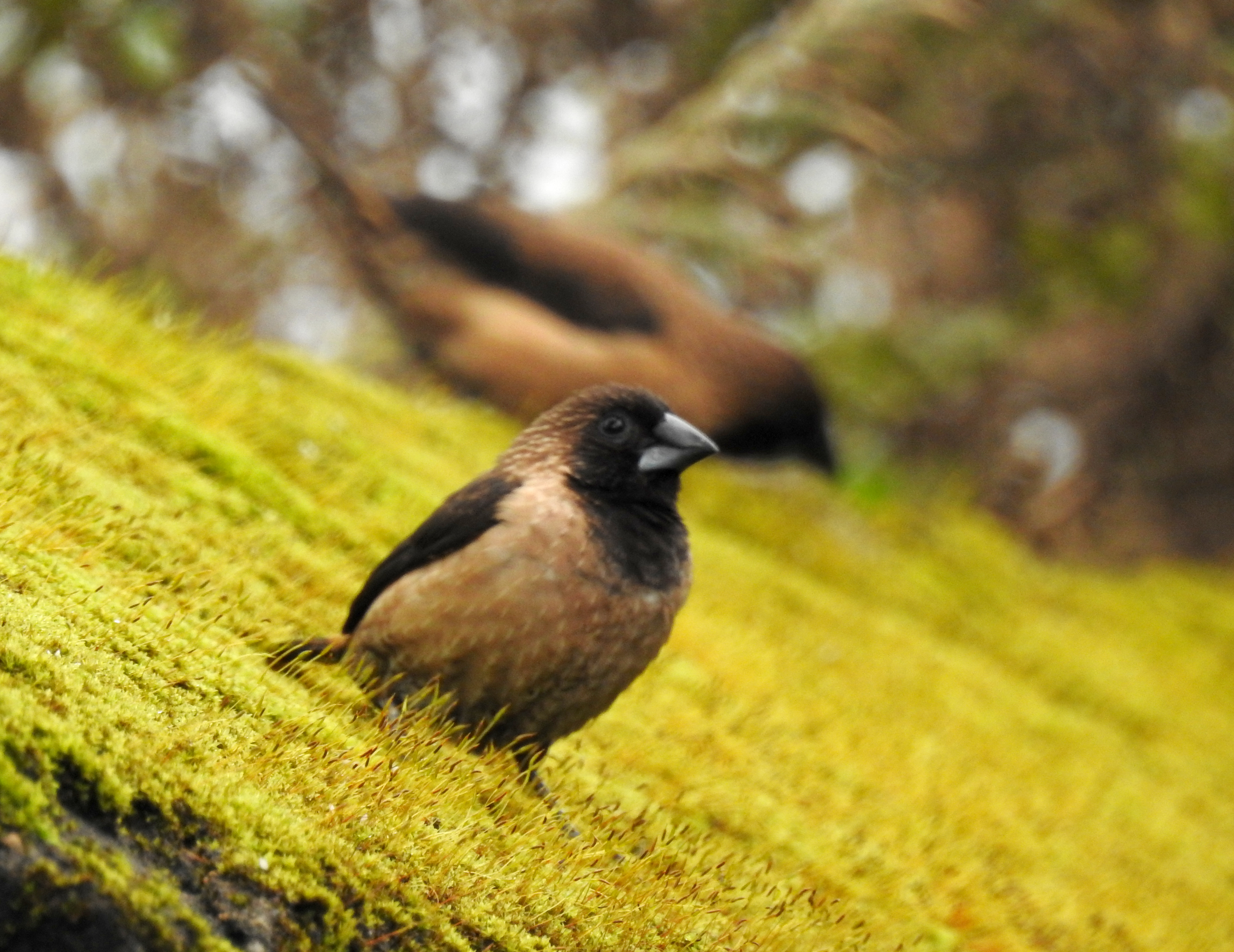
Мунія чагарникова (Lonchura kelaarti)

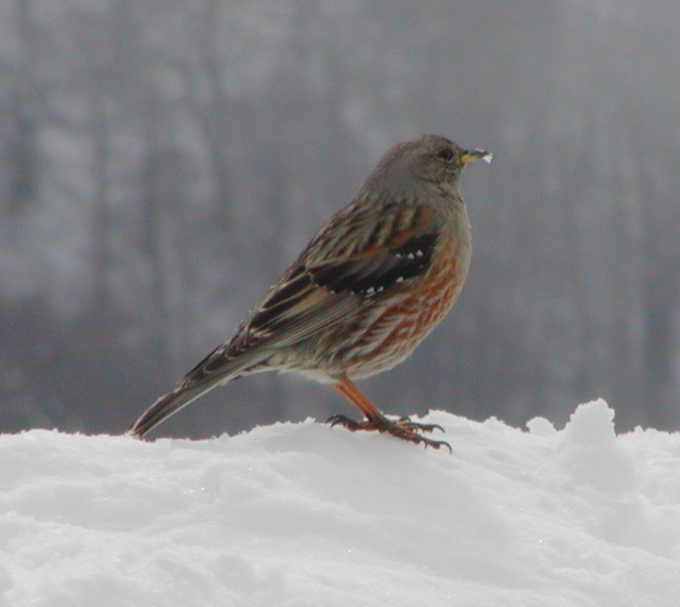
Тинівка альпійська (Prunella collaris)

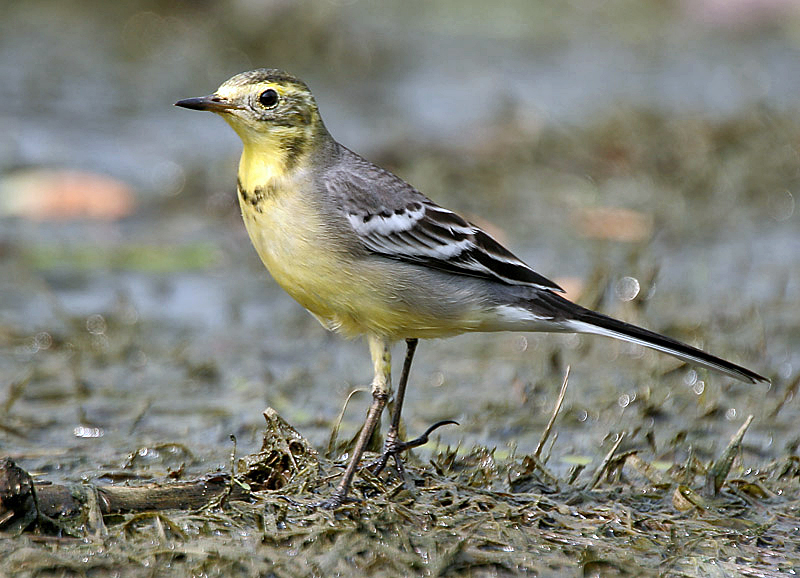
Плиска жовтоголова (Motacilla citreola)

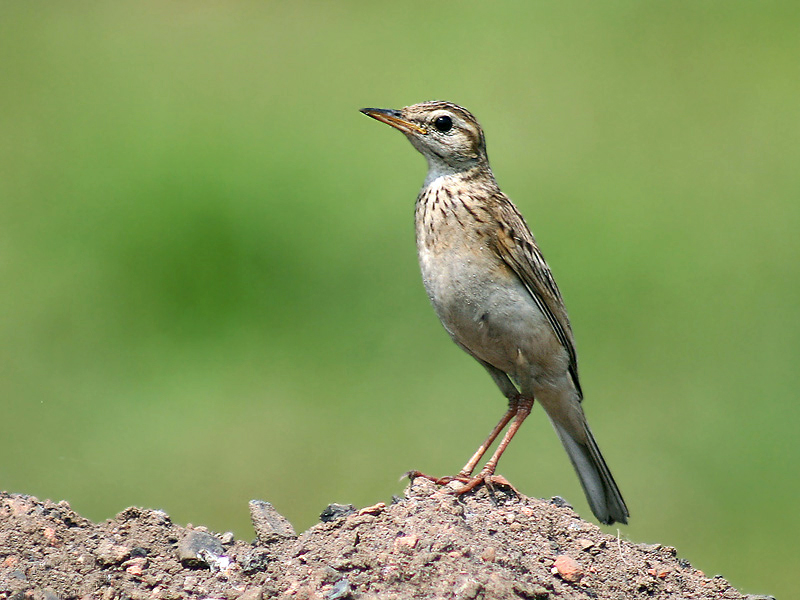
Щеврик іржастий (Anthus rufulus)

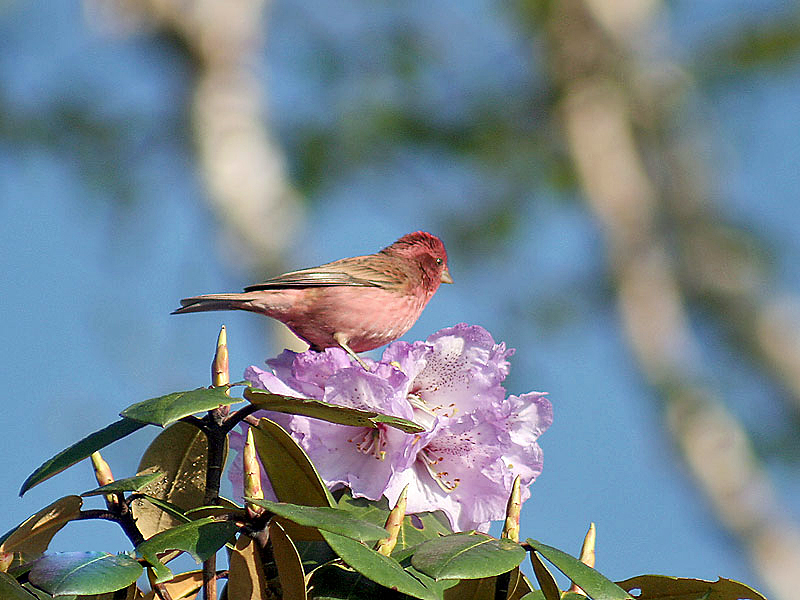
Чечевиця червоноброва (Carpodacus rodochroa)

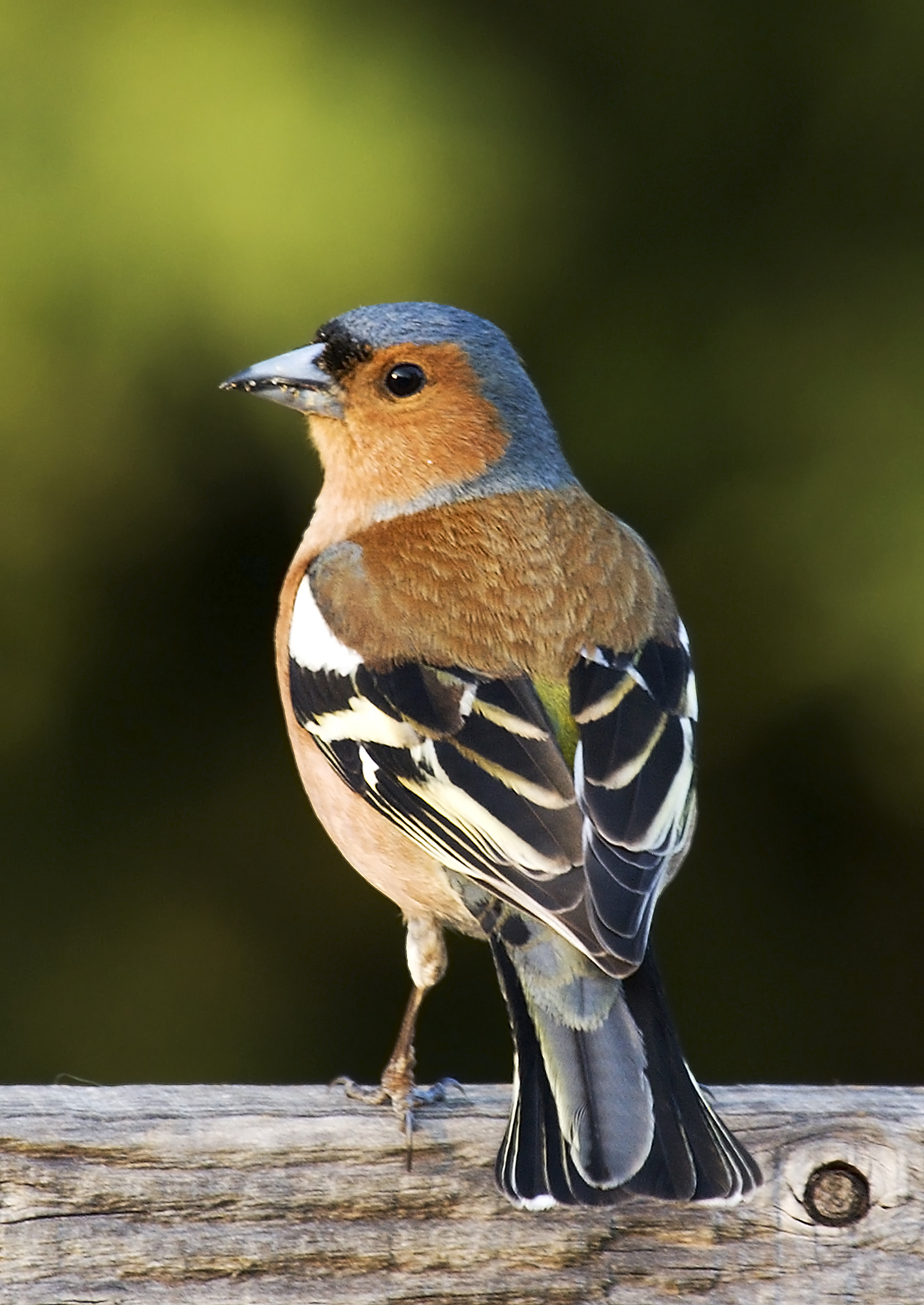
Зяблик звичайний (Fringilla coelebs)

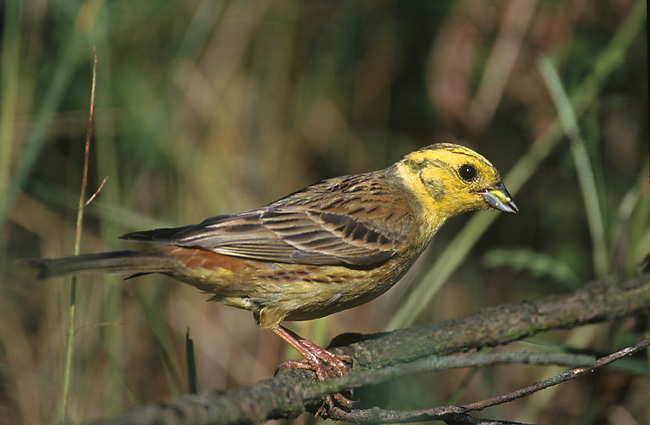
Вівсянка звичайна (Emberiza citrinella)

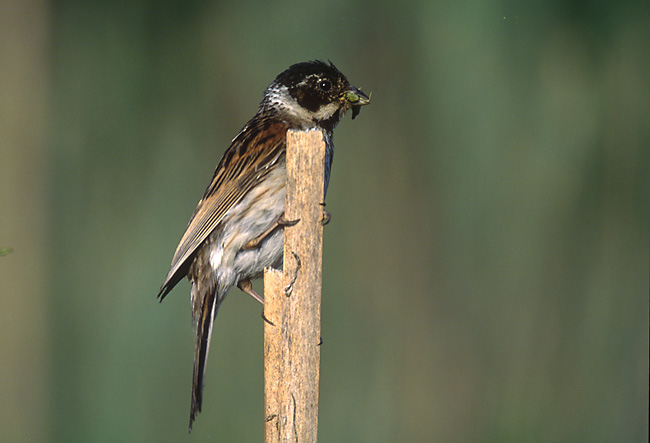
Вівсянка очеретяна (Emberiza schoeniclus)

Родина: Рогодзьобові (Eurylaimidae)
| Українська назва       | Біноміальна назва     | Примітки |
| ---------------------- | --------------------- | -------- |
| Рогодзьоб довгохвостий | Psarisomus dalhousiae |          |
| Рогодзьоб синьокрилий  | Serilophus lunatus    |          |

Родина: Пітові (Pittidae)
| Українська назва   | Біноміальна назва    | Примітки                      |
| ------------------ | -------------------- | ----------------------------- |
| Піта непальська    | Hydrornis nipalensis |                               |
| Піта синя          | Hydrornis cyanea     |                               |
| Піта короткохвоста | Pitta brachyura      |                               |
| Піта синьокрила    | Pitta moluccensis    | [ 30 ]                        |
| Піта мангрова      | Pitta megarhyncha    | Стан близький до загрозливого |
| Піта чорноголова   | Pitta sordida        |                               |

Родина: Вангові (Vangidae)
| Українська назва       | Біноміальна назва          | Примітки |
| ---------------------- | -------------------------- | -------- |
| Личинколюб білокрилий  | Hemipus picatus            |          |
| Ванговець великий      | Tephrodornis virgatus      |          |
| Ванговець малабарський | Tephrodornis sylvicola     | (E)      |
| Ванговець малий        | Tephrodornis pondicerianus |          |

Родина: Ланграйнові (Artamidae)
| Українська назва    | Біноміальна назва    | Примітки |
| ------------------- | -------------------- | -------- |
| Ланграйн пальмовий  | Artamus fuscus       |          |
| Ланграйн білогрудий | Artamus leucorynchus |          |

Родина: Йорові (Aegithinidae)
| Українська назва | Біноміальна назва    | Примітки |
| ---------------- | -------------------- | -------- |
| Йора чорнокрила  | Aegithina tiphia     |          |
| Йора мала        | Aegithina nigrolutea |          |

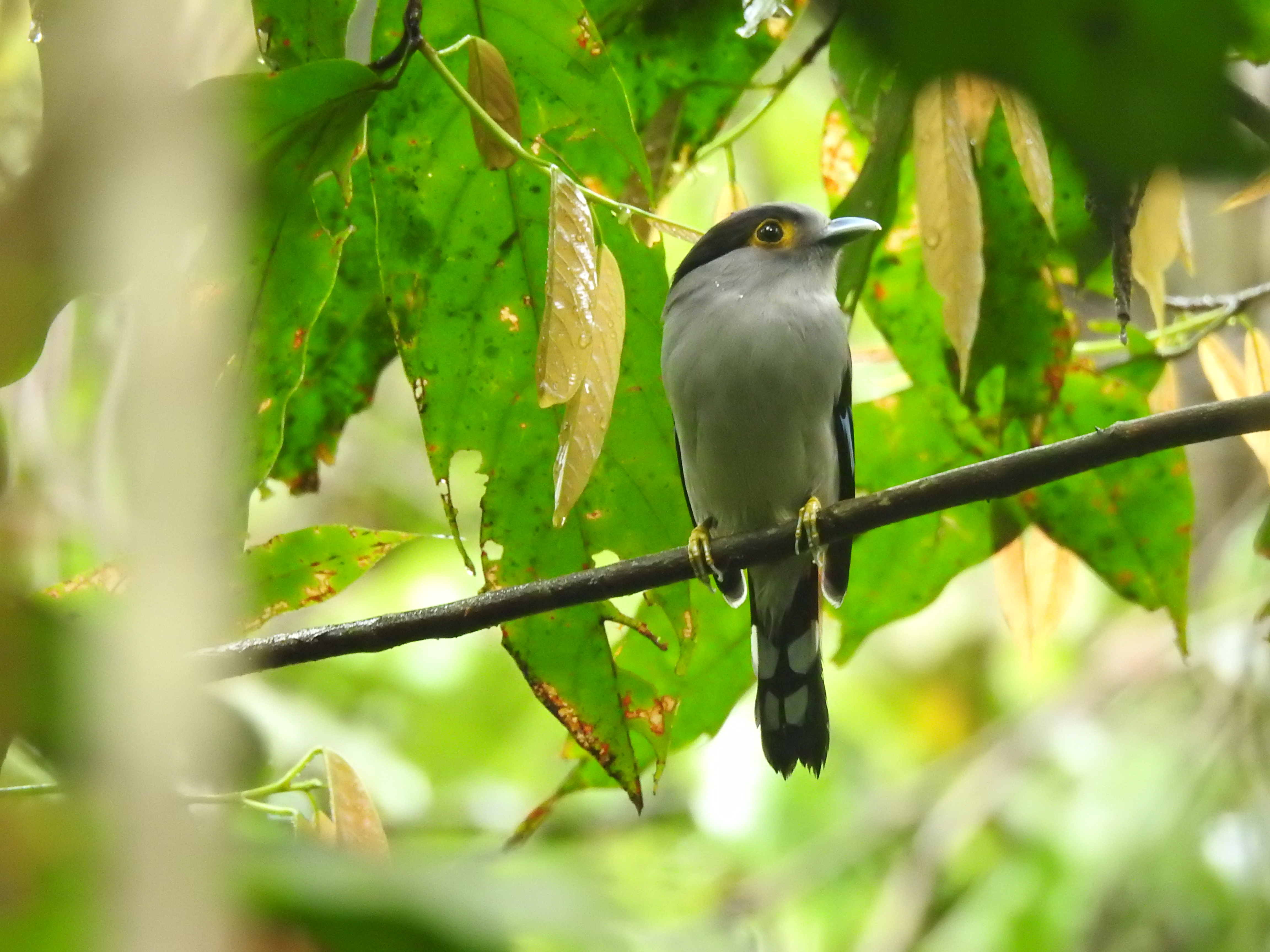
Рогодзьоб синьокрилий (Serilophus lunatus)

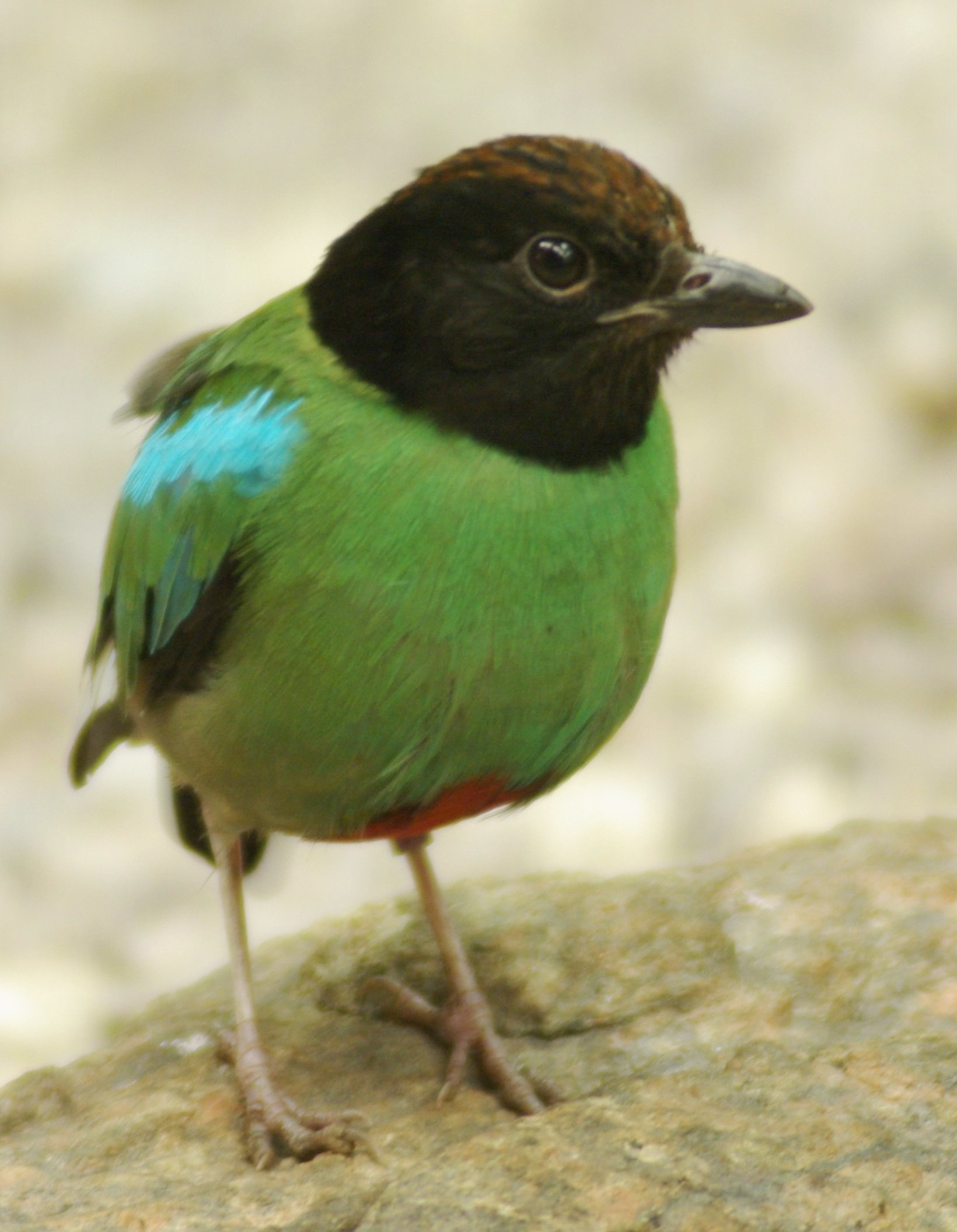
Піта чорноголова (Pitta sordida)

Родина: Личинкоїдові (Campephagidae)
| Українська назва         | Біноміальна назва          | Примітки                           |
| ------------------------ | -------------------------- | ---------------------------------- |
| Личинкоїд білокрилий     | Pericrocotus erythropygius |                                    |
| Личинкоїд малий          | Pericrocotus cinnamomeus   |                                    |
| Личинкоїд сірощокий      | Pericrocotus solaris       |                                    |
| Личинкоїд короткодзьобий | Pericrocotus brevirostris  |                                    |
| Личинкоїд китайський     | Pericrocotus ethologus     |                                    |
| Личинкоїд іржастий       | Pericrocotus flammeus      |                                    |
| Личинкоїд пломенистий    | Pericrocotus speciosus     |                                    |
| Личинкоїд сірий          | Pericrocotus divaricatus   |                                    |
| Личинкоїд бурий          | Pericrocotus cantonensis   | (V)                                |
| Личинкоїд рожевий        | Pericrocotus roseus        |                                    |
| Шикачик великий          | Coracina macei             |                                    |
| Шикачик андаманський     | Coracina dobsoni           | (E); Стан близький до загрозливого |
| Оругеро широкобровий     | Lalage nigra               |                                    |
| Шикачик чорнокрилий      | Lalage melaschistos        |                                    |
| Шикачик чорноголовий     | Lalage melanoptera         |                                    |

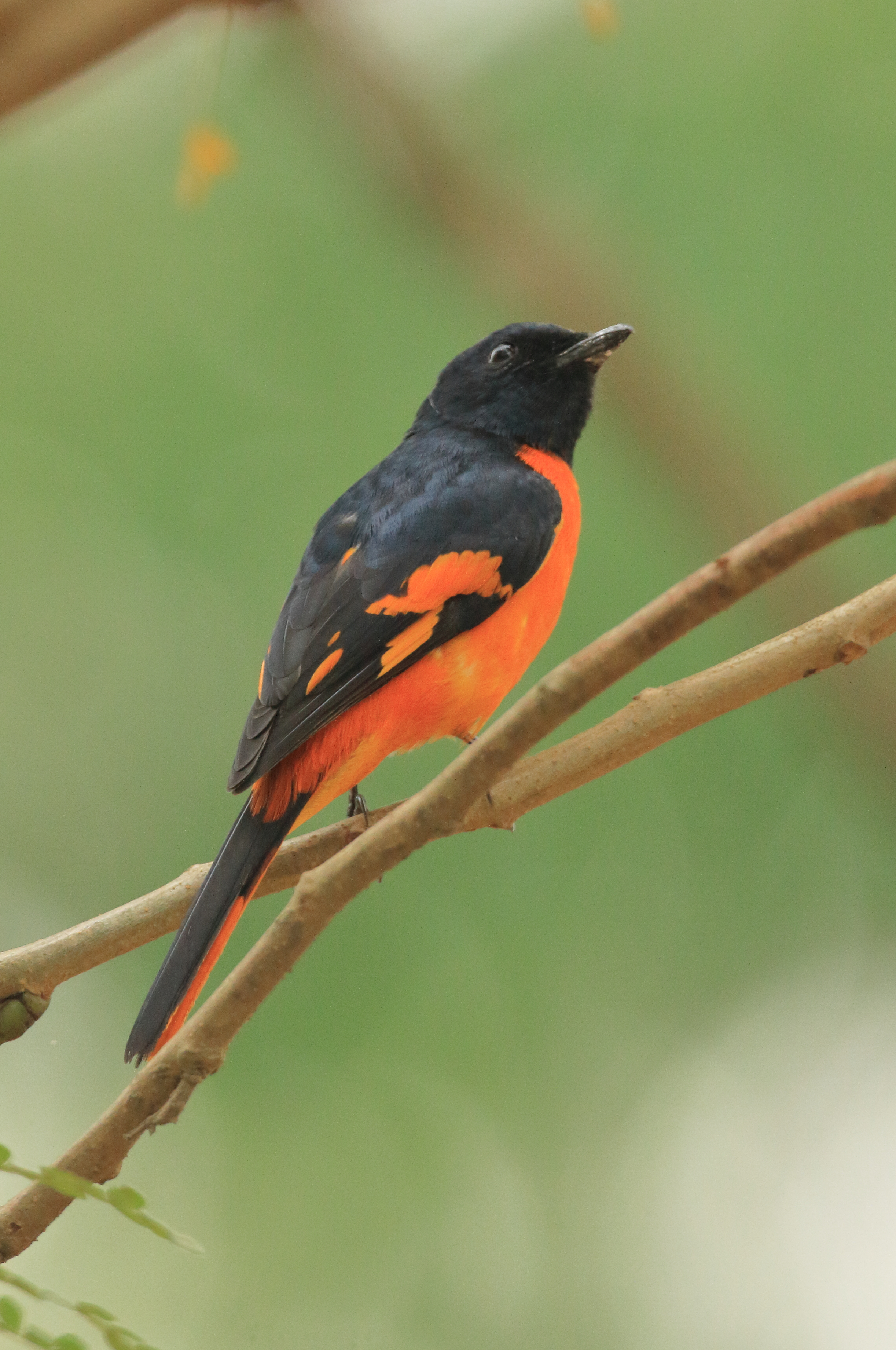
Личинкоїд іржастий (Pericrocotus speciosus)

Родина: Свистунові (Pachycephalidae)
| Українська назва | Біноміальна назва    | Примітки |
| ---------------- | -------------------- | -------- |
| Свистун сірий    | Pachycephala cinerea |          |

Родина: Сорокопудові (Laniidae)
| Українська назва         | Біноміальна назва     | Примітки |
| ------------------------ | --------------------- | -------- |
| Сорокопуд сибірський     | Lanius cristatus      |          |
| Сорокопуд терновий       | Lanius collurio       |          |
| Сорокопуд рудохвостий    | Lanius isabellinus    |          |
|                          | Lanius phoenicuroides |          |
| Сорокопуд бірманський    | Lanius collurioides   |          |
| Сорокопуд індійський     | Lanius vittatus       |          |
| Сорокопуд довгохвостий   | Lanius schach         |          |
| Сорокопуд тибетський     | Lanius tephronotus    |          |
| Сорокопуд чорнолобий     | Lanius minor          | (V)      |
| Сорокопуд сірий          | Lanius excubitor      |          |
| Сорокопуд червоноголовий | Lanius senator        | [ 33 ]   |
| Сорокопуд білолобий      | Lanius nubicus        | (V)      |

Родина: Віреонові (Vireonidae)
| Українська назва    | Біноміальна назва        | Примітки |
| ------------------- | ------------------------ | -------- |
| Югина зеленоспинна  | Erpornis zantholeuca     |          |
| Янчик чорноголовий  | Pteruthius rufiventer    |          |
| Янчик гімалайський  | Pteruthius ripleyi       |          |
| Янчик рододендровий | Pteruthius aeralatus     |          |
| Янчик оливковий     | Pteruthius xanthochlorus |          |
| Янчик рудогорлий    | Pteruthius melanotis     |          |
| Янчик тріскотливий  | Pteruthius intermedius   |          |

Родина: Вивільгові (Oriolidae)
| Українська назва     | Біноміальна назва    | Примітки |
| -------------------- | -------------------- | -------- |
| Вивільга червона     | Oriolus traillii     |          |
| Вивільга східна      | Oriolus xanthornus   |          |
| Вивільга індійська   | Oriolus kundoo       | [ 34 ]   |
| Вивільга звичайна    | Oriolus oriolus      |          |
| Вивільга чорноголова | Oriolus chinensis    |          |
| Вивільга тонкодзьоба | Oriolus tenuirostris |          |

Родина: Дронгові (Dicruridae)
| Українська назва     | Біноміальна назва     | Примітки                      |
| -------------------- | --------------------- | ----------------------------- |
| Дронго бронзовий     | Dicrurus aeneus       |                               |
| Дронго малий         | Dicrurus remifer      |                               |
| Дронго великодзьобий | Dicrurus annectens    |                               |
| Дронго великий       | Dicrurus paradiseus   |                               |
| Дронго широкохвостий | Dicrurus andamanensis | Стан близький до загрозливого |
| Дронго лірохвостий   | Dicrurus hottentottus |                               |
| Дронго сірий         | Dicrurus leucophaeus  |                               |
| Дронго білочеревий   | Dicrurus caerulescens |                               |
| Дронго чорний        | Dicrurus macrocercus  |                               |

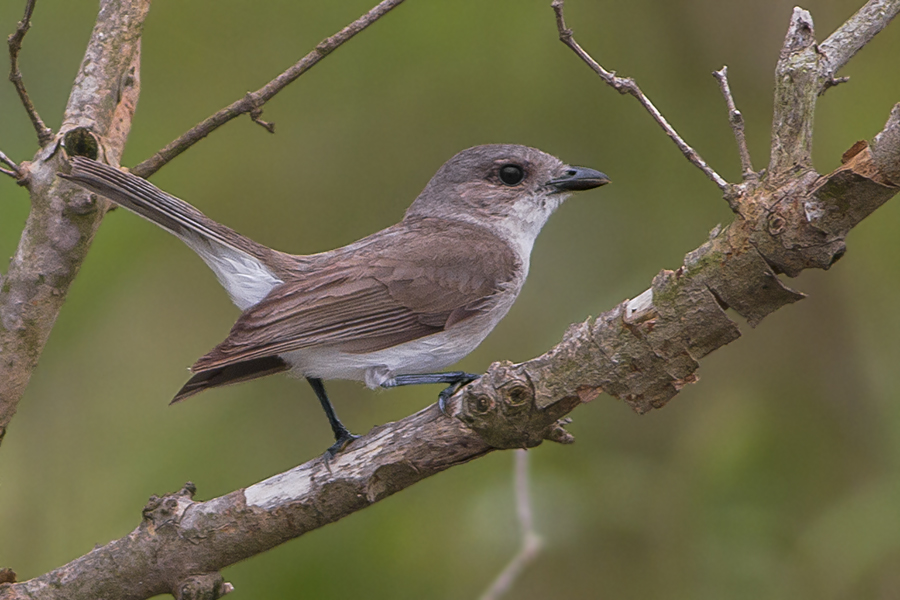
Свистун сірий (Pachycephala cinerea)

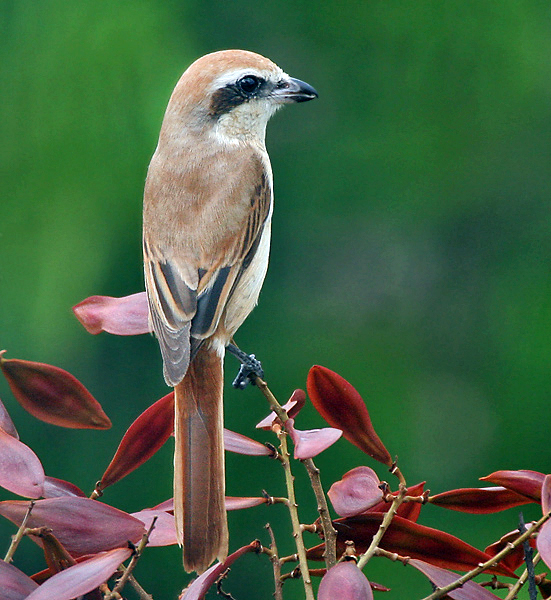
Сорокопуд сибірський (Lanius cristatus)

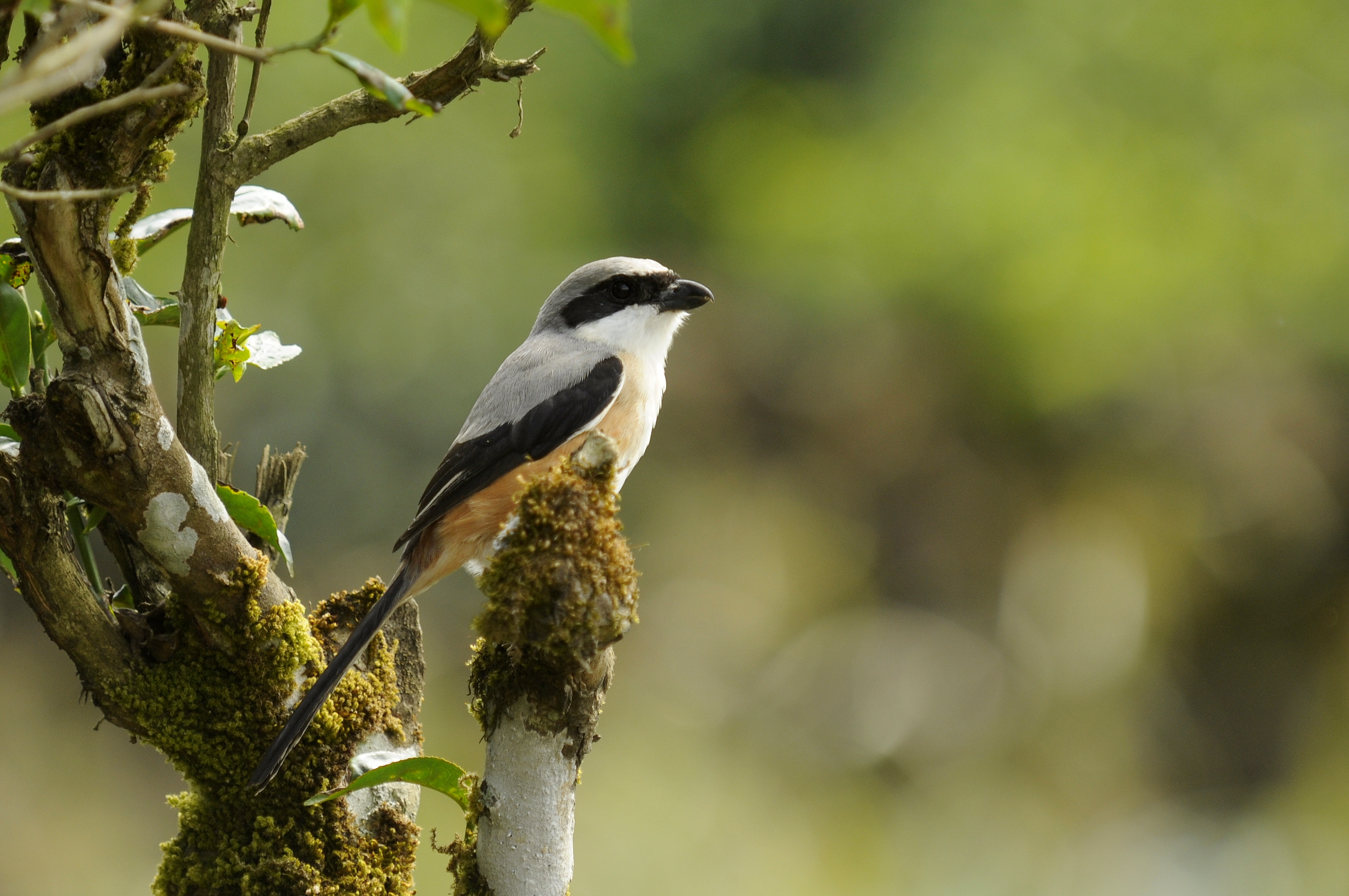
Сорокопуд довгохвостий (Lanius schach)

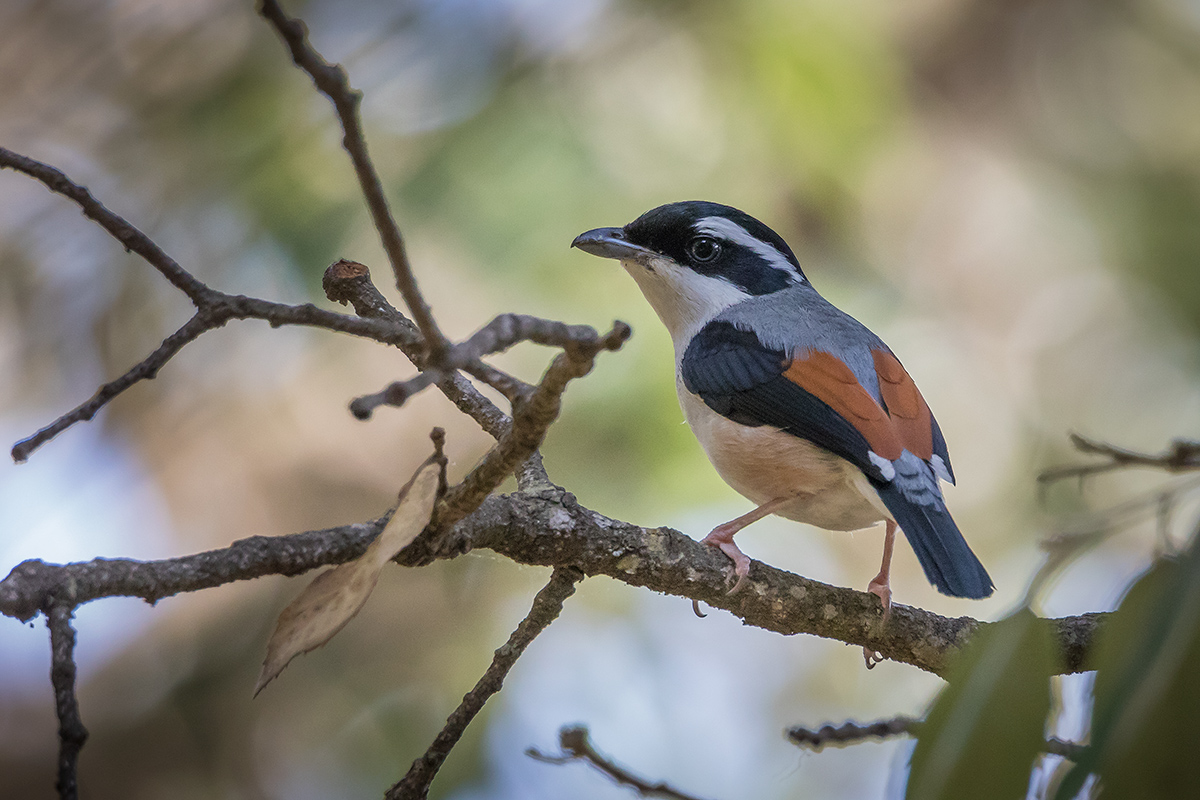
Янчик гімалайський (Pteruthius ripleyi)

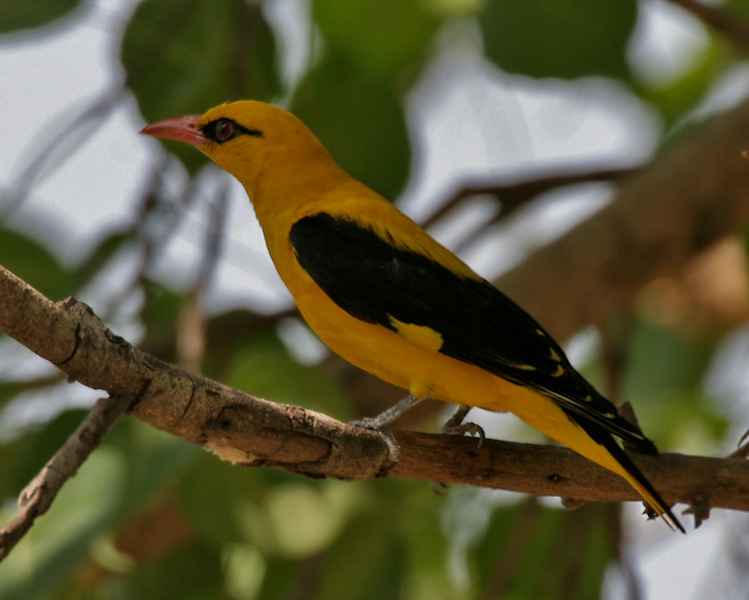
Вивільга індійська (Oriolus kundoo)

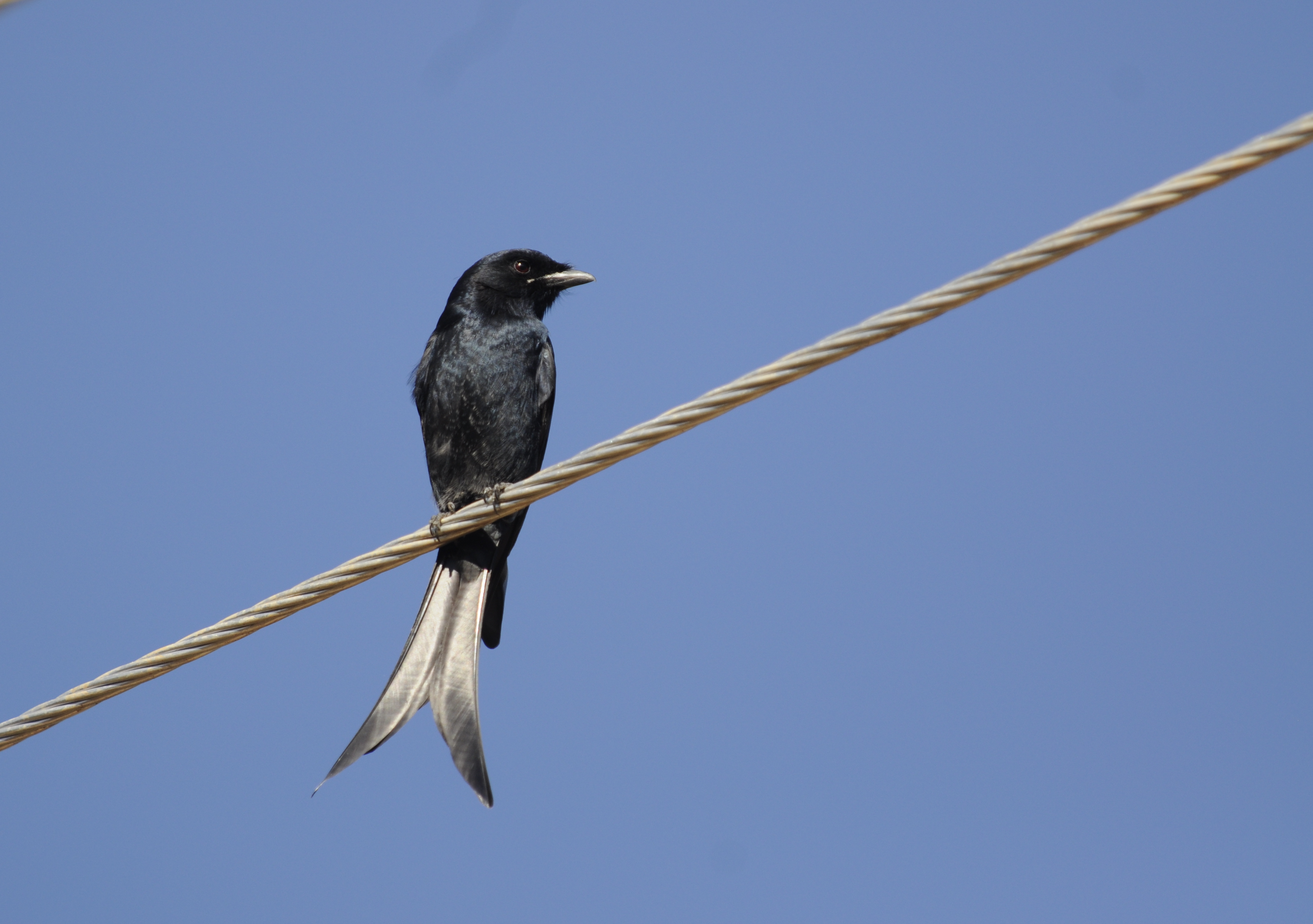
Дронго чорний (Dicrurus macrocercus)

Родина: Віялохвісткові (Rhipiduridae)

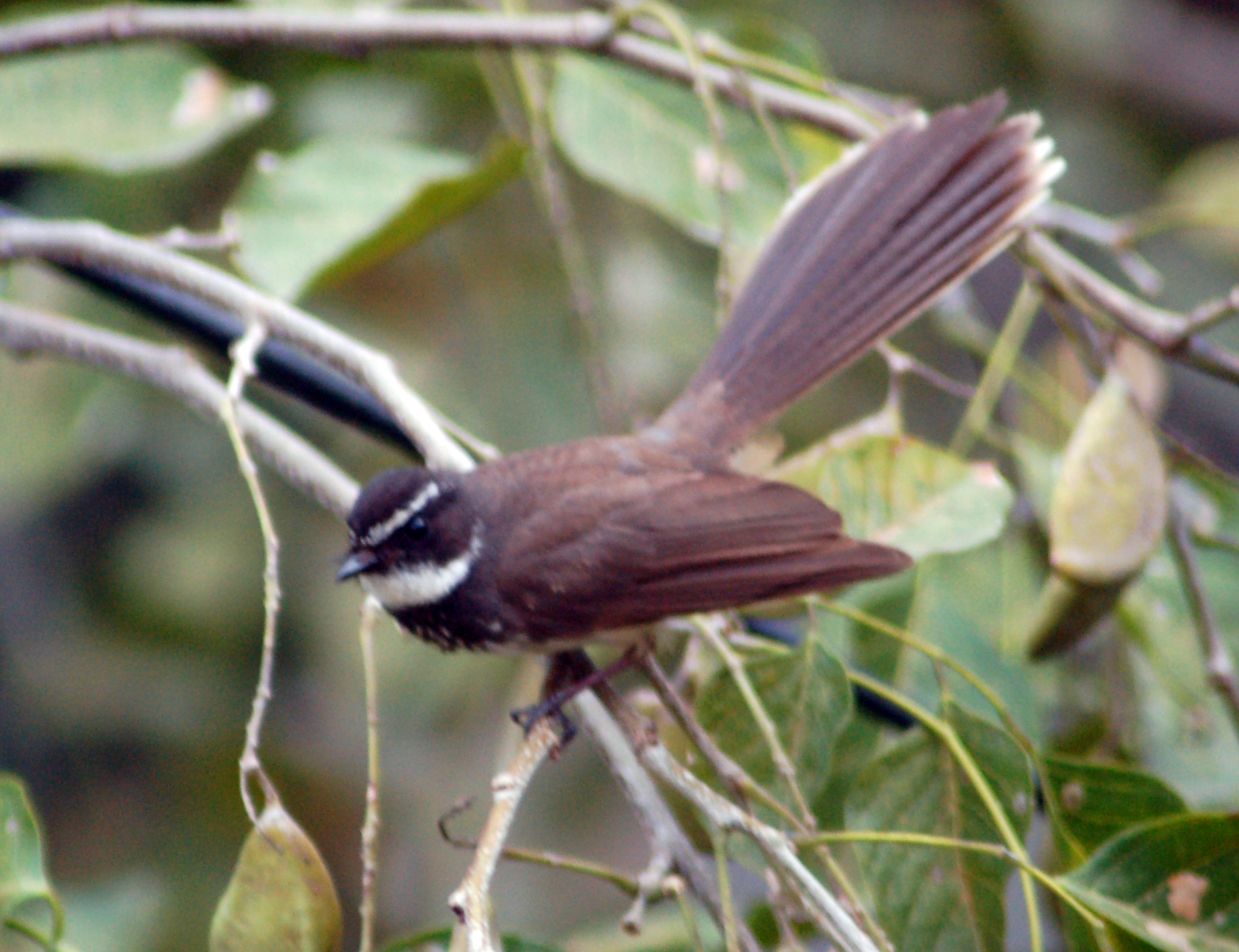
Віялохвістка білогорла (Rhipidura albicollis)

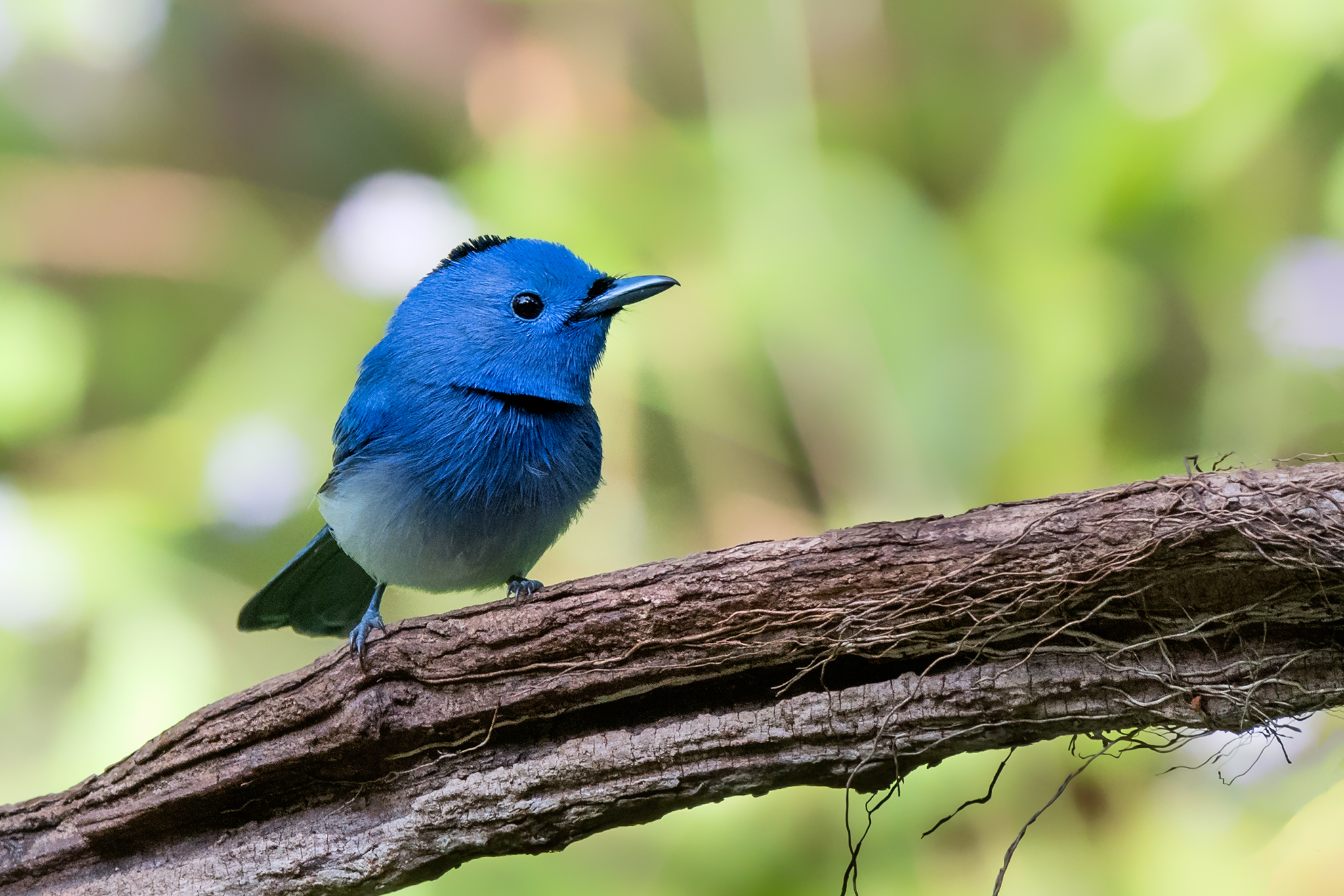
Монаршик гіацинтовий (Hypothymis azurea)

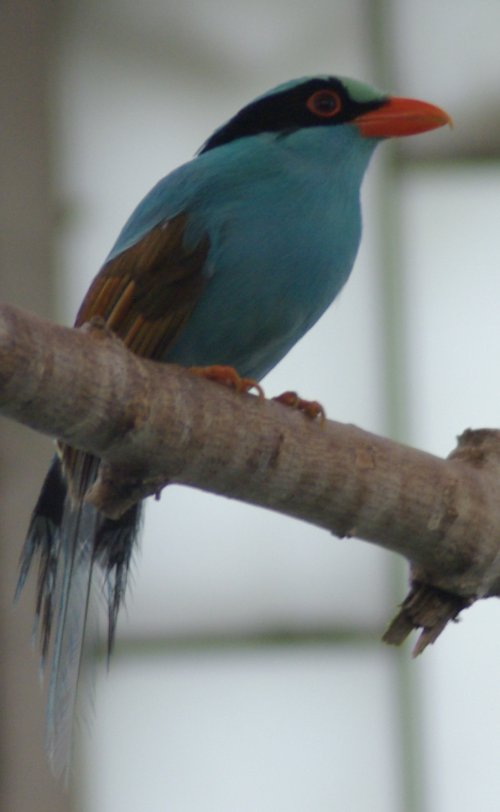
Циса зелена (Cissa chinensis)

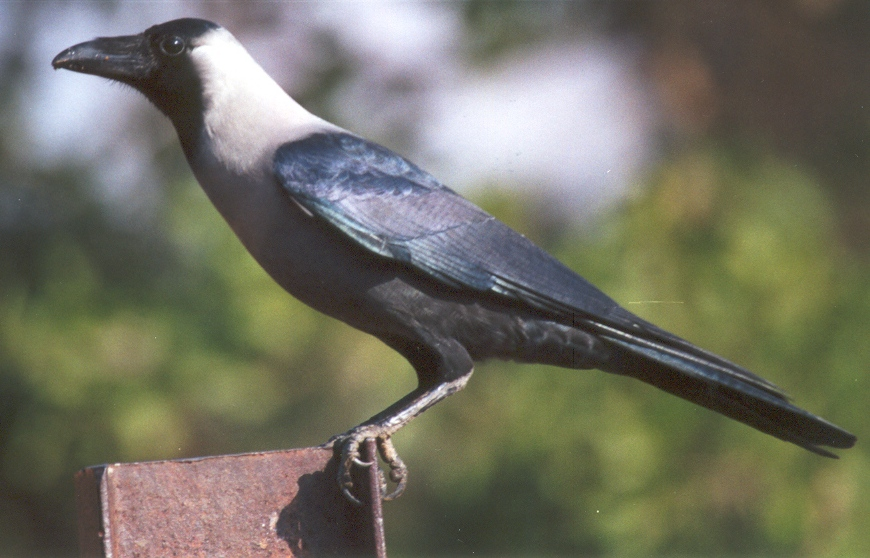
Ворона індійська (Corvus splendens)

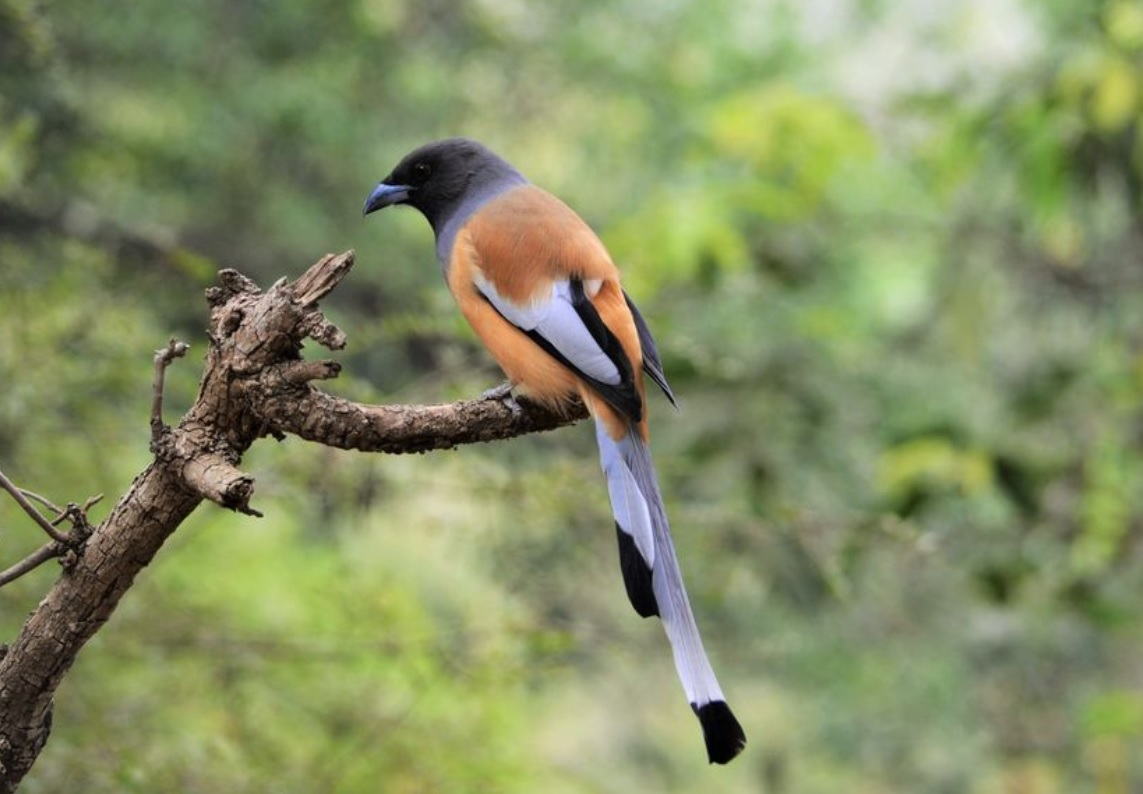
Вагабунда світлокрила (Dendrocitta vagabunda)

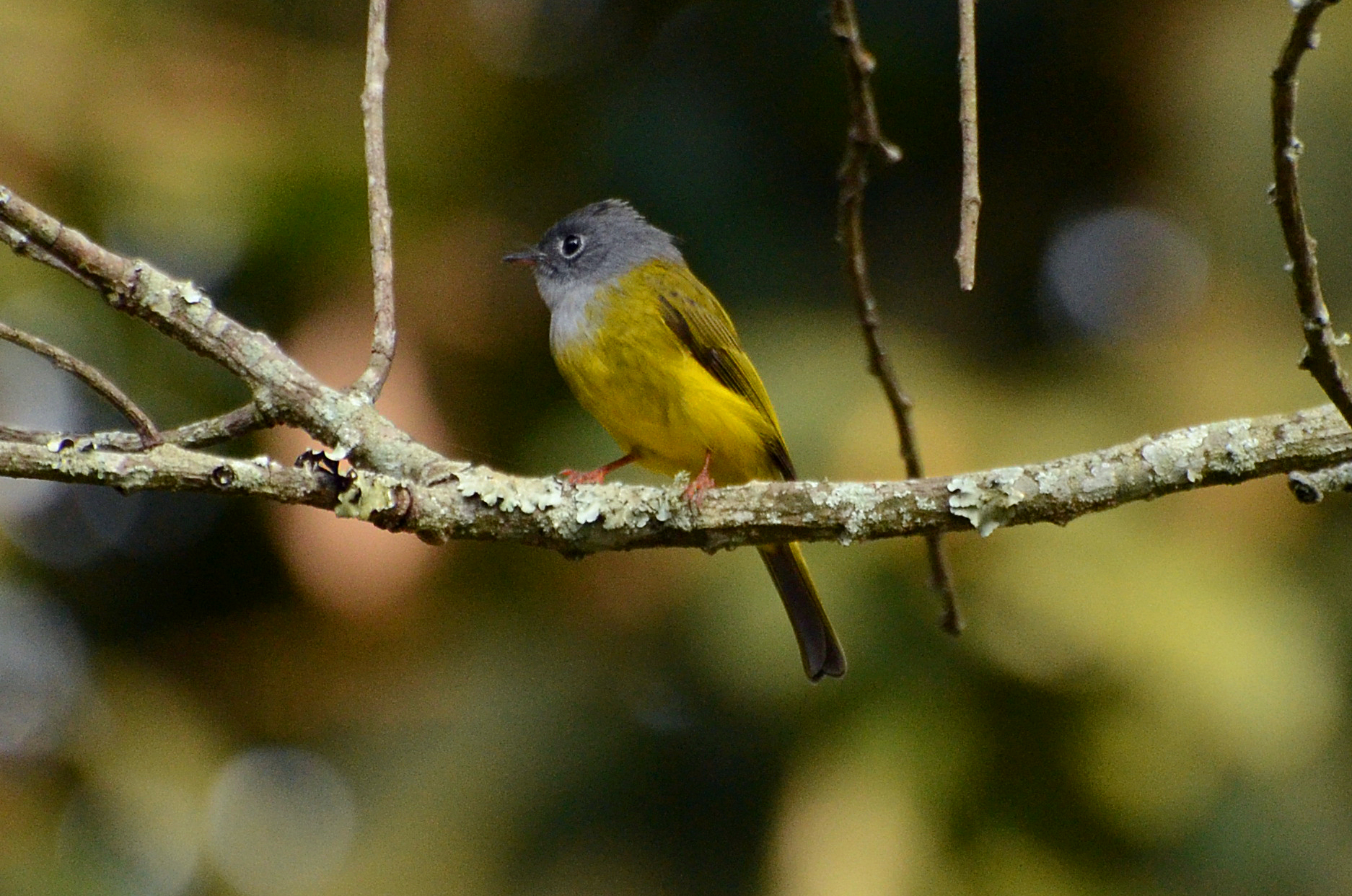
Канарниця сіроголова (Culicicapa ceylonensis)

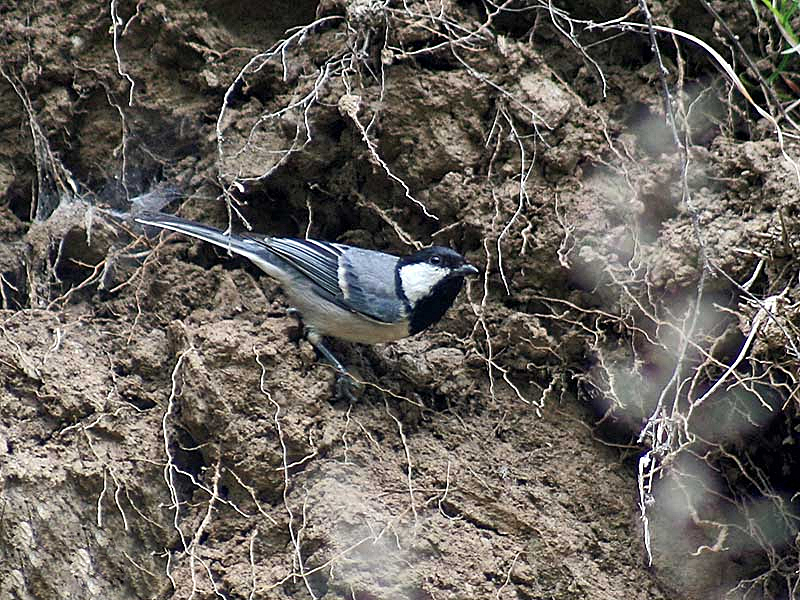
Синиця південноазійська (Parus cinereus)

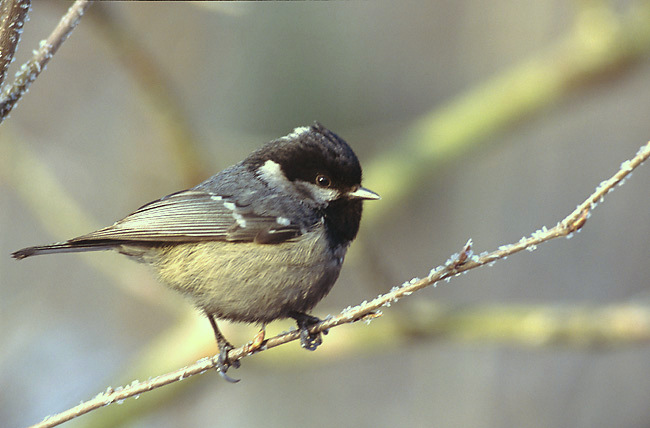
Синиця чорна (Periparus ater)

| Українська назва       | Біноміальна назва     | Примітки |
| ---------------------- | --------------------- | -------- |
| Віялохвістка білогорла | Rhipidura albicollis  |          |
| Віялохвістка цяткована | Rhipidura albogularis |          |
| Віялохвістка білоброва | Rhipidura aureola     |          |

Родина: Монархові (Monarchidae)
| Українська назва            | Біноміальна назва    | Примітки |
| --------------------------- | -------------------- | -------- |
| Монаршик гіацинтовий        | Hypothymis azurea    |          |
| Монарх-довгохвіст азійський | Terpsiphone paradisi |          |
|                             | Terpsiphone affinis  |          |
| Монарх-довгохвіст амурський | Terpsiphone incei    | (V)      |

Родина: Воронові (Corvidae)
| Українська назва      | Біноміальна назва       | Примітки                           |
| --------------------- | ----------------------- | ---------------------------------- |
| Сойка звичайна        | Garrulus glandarius     |                                    |
| Сойка гімалайська     | Garrulus lanceolatus    |                                    |
| Кіта жовтодзьоба      | Urocissa flavirostris   |                                    |
| Кіта червонодзьоба    | Urocissa erythroryncha  |                                    |
| Циса зелена           | Cissa chinensis         |                                    |
| Вагабунда світлокрила | Dendrocitta vagabunda   |                                    |
| Вагабунда сіровола    | Dendrocitta formosae    |                                    |
| Вагабунда білочерева  | Dendrocitta leucogastra | (E)                                |
| Вагабунда маскова     | Dendrocitta frontalis   |                                    |
| Вагабунда андаманська | Dendrocitta bayleyii    | (E); Стан близький до загрозливого |
| Сорока звичайна       | Pica pica               |                                    |
| Горіхівка крапчаста   | Nucifraga caryocatactes |                                    |
| Горіхівка кашмірська  | Nucifraga multipunctata |                                    |
| Галка червонодзьоба   | Pyrrhocorax pyrrhocorax |                                    |
| Галка альпійська      | Pyrrhocorax graculus    |                                    |
| Галка звичайна        | Corvus monedula         |                                    |
| Ворона індійська      | Corvus splendens        |                                    |
| Грак                  | Corvus frugilegus       |                                    |
| Ворона чорна          | Corvus corone           |                                    |
| Ворона сіра           | Corvus cornix           |                                    |
| Ворона великодзьоба   | Corvus macrorhynchos    |                                    |
| Ворона джунглева      | Corvus levaillantii     |                                    |
| Ворона низинна        | Corvus culminatus       |                                    |
| Крук строкатий        | Corvus albus            | (V)                                |
| Крук звичайний        | Corvus corax            |                                    |

Родина: Омелюхові (Bombycillidae)
| Українська назва | Біноміальна назва   | Примітки |
| ---------------- | ------------------- | -------- |
| Омелюх звичайний | Bombycilla garrulus |          |

Родина: Омельгушкові (Hypocoliidae)
| Українська назва | Біноміальна назва    | Примітки |
| ---------------- | -------------------- | -------- |
| Омельгушка       | Hypocolius ampelinus |          |

Родина: Stenostiridae
| Українська назва         | Біноміальна назва        | Примітки |
| ------------------------ | ------------------------ | -------- |
| Віялохвістка жовточерева | Chelidorhynx hypoxanthus |          |
| Канарниця сіроголова     | Culicicapa ceylonensis   |          |

Родина: Синицеві (Paridae)
| Українська назва        | Біноміальна назва        | Примітки       |
| ----------------------- | ------------------------ | -------------- |
| Ремез вогнистоголовий   | Cephalopyrus flammiceps  |                |
| Синиця оливкова         | Sylviparus modestus      |                |
| Синиця золоточуба       | Melanochlora sultanea    |                |
| Синиця афганська        | Periparus rufonuchalis   |                |
| Синиця рудогуза         | Periparus rubidiventris  |                |
| Синиця чорна            | Periparus ater           |                |
| Синиця сірочуба         | Lophophanes dichrous     |                |
| Синиця біла             | Cyanistes cyanus         |                |
| Синиця довгодзьоба      | Pseudopodoces humilis    |                |
| Синиця південноазійська | Parus cinereus           | [ 35 ]         |
| Синиця зеленоспинна     | Parus monticolus         |                |
| Синиця білокрила        | Machlolophus nuchalis    | (E); Вразливий |
| Синиця гімалайська      | Machlolophus xanthogenys |                |
| Синиця індійська        | Machlolophus aplonotus   | (E)            |
| Синиця королівська      | Machlolophus spilonotus  |                |

Родина: Ремезові (Remizidae)
| Українська назва | Біноміальна назва | Примітки |
| ---------------- | ----------------- | -------- |
| Ремез азійський  | Remiz coronatus   |          |

Родина: Жайворонкові (Alaudidae)
| Українська назва        | Біноміальна назва         | Примітки |
| ----------------------- | ------------------------- | -------- |
| Пікір великий           | Alaemon alaudipes         |          |
| Жайворонок пустельний   | Ammomanes deserti         |          |
| Жайворонок рудохвостий  | Ammomanes phoenicura      |          |
| Жервінчик білолобий     | Eremopterix nigriceps     |          |
| Жервінчик сірий         | Eremopterix griseus       |          |
| Фірлюк чагарниковий     | Mirafra cantillans        |          |
| Фірлюк великодзьобий    | Mirafra assamica          |          |
| Фірлюк рудокрилий       | Mirafra erythroptera      |          |
| Фірлюк індійський       | Mirafra affinis           |          |
| Жайворонок індійський   | Alauda gulgula            |          |
| Жайворонок польовий     | Alauda arvensis           |          |
| Посмітюха індійська     | Galerida deva             | (E)      |
| Посмітюха звичайна      | Galerida cristata         |          |
| Посмітюха малабарська   | Galerida malabarica       | (E)      |
| Жайворонок рогатий      | Eremophila alpestris      |          |
| Жайворонок тонкодзьобий | Calandrella acutirostris  |          |
|                         | Calandrella dukhunensis   |          |
| Жайворонок малий        | Calandrella brachydactyla |          |
| Жайворонок двоплямистий | Melanocorypha bimaculata  |          |
| Жайворонок довгодзьобий | Melanocorypha maxima      |          |
|                         | Alaudala heinei           |          |
| Жайворонок крихітний    | Alaudala raytal           |          |

Родина: Бюльбюлеві (Pycnonotidae)
| Українська назва             | Біноміальна назва            | Примітки                           |
| ---------------------------- | ---------------------------- | ---------------------------------- |
| Бюльбюль-бородань білолобий  | Alophoixus flaveolus         |                                    |
| Бюльбюль строкатий           | Alcurus striatus             |                                    |
| Оливник асамський            | Iole cacharensis             |                                    |
| Оливник попелястий           | Hemixos flavala              |                                    |
| Бюльбюль жовточеревий        | Acritillas indica            |                                    |
| Оливник гірський             | Ixos mcclellandii            |                                    |
| Оливник нікобарський         | Ixos nicobariensis           | (E); Стан близький до загрозливого |
| Горована гімалайська         | Hypsipetes leucocephalus     |                                    |
| Горована індійська           | Hypsipetes ganeesa           |                                    |
| Бюльбюль сіроголовий         | Brachypodius priocephalus    | (E); Стан близький до загрозливого |
| Бюльбюль чорноголовий        | Brachypodius melanocephalos  |                                    |
| Бюльбюль андаманський        | Brachypodius fuscoflavescens | (E)                                |
| Бюльбюль чорночубий          | Rubigula flaviventris        |                                    |
| Бюльбюль індійський          | Rubigula gularis             | (E)                                |
| Бюльбюль-товстодзьоб чубатий | Spizixos canifrons           |                                    |
| Бюльбюль білобровий          | Pycnonotus luteolus          |                                    |
| Бюльбюль сосновий            | Pycnonotus flavescens        |                                    |
| Бюльбюль жовтогорлий         | Pycnonotus xantholaemus      | (E); Вразливий                     |
| Бюльбюль червоногузий        | Pycnonotus jocosus           |                                    |
| Бюльбюль червоночубий        | Pycnonotus cafer             |                                    |
| Бюльбюль рудогузий           | Pycnonotus leucotis          |                                    |
| Бюльбюль білощокий           | Pycnonotus leucogenys        |                                    |

Родина: Ластівкові (Hirundinidae)
| Українська назва          | Біноміальна назва       | Примітки |
| ------------------------- | ----------------------- | -------- |
| Ластівка сіровола         | Riparia chinensis       |          |
| Ластівка берегова         | Riparia riparia         |          |
| Ластівка бліда            | Riparia diluta          |          |
| Ластівка сільська         | Hirundo rustica         |          |
| Ластівка південноазійська | Hirundo tahitica        |          |
| Ластівка короткохвоста    | Hirundo domicola        |          |
| Ластівка ниткохвоста      | Hirundo smithii         |          |
| Ластівка скельна          | Ptyonoprogne rupestris  |          |
| Ластівка бура             | Ptyonoprogne concolor   |          |
| Ластівка міська           | Delichon urbicum        |          |
| Ластівка азійська         | Delichon dasypus        |          |
| Ластівка непальська       | Delichon nipalensis     |          |
| Ластівка даурська         | Cecropis daurica        |          |
| Ластівка синьоголова      | Cecropis striolata      |          |
| Ясківка індійська         | Petrochelidon fluvicola |          |

Родина: Pnoepygidae
| Українська назва             | Біноміальна назва   | Примітки |
| ---------------------------- | ------------------- | -------- |
| Тимелія-куцохвіст велика     | Pnoepyga albiventer |          |
| Тимелія-куцохвіст непальська | Pnoepyga immaculata |          |
| Тимелія-куцохвіст мала       | Pnoepyga pusilla    |          |

Родина: Cettiidae
| Українська назва                  | Біноміальна назва        | Примітки |
| --------------------------------- | ------------------------ | -------- |
| Війчик білобровий                 | Abroscopus superciliaris |          |
| Війчик рудощокий                  | Abroscopus albogularis   |          |
| Війчик чорнощокий                 | Abroscopus schisticeps   |          |
| Кравчик гірський                  | Phyllergates cucullatus  |          |
| Скриточуб рудоголовий             | Tickellia hodgsoni       |          |
|                                   | Horornis canturians      |          |
| Очеретянка вохриста               | Horornis fortipes        |          |
| Широкохвістка гімалайська         | Horornis brunnescens     |          |
| Очеретянка непальська             | Horornis flavolivaceus   |          |
| Тезія жовтоброва                  | Tesia cyaniventer        |          |
| Тезія золотоголова                | Tesia olivea             |          |
| Очеретянка середземноморська      | Cettia cetti             |          |
| Очеретянка рудолоба               | Cettia major             |          |
| Очеретянка рудоголова             | Cettia brunnifrons       |          |
| Тезія червоноголова               | Cettia castaneocoronata  |          |
| Очеретянка-куцохвіст далекосхідна | Urosphena squameiceps    | (V)      |
| Очеретянка світлонога             | Urosphena pallidipes     |          |

Родина: Ополовникові (Aegithalidae)
| Українська назва      | Біноміальна назва       | Примітки |
| --------------------- | ----------------------- | -------- |
| Ополовник чорногорлий | Aegithalos leucogenys   |          |
| Ополовник рудоголовий | Aegithalos concinnus    |          |
| Ополовник білогорлий  | Aegithalos niveogularis |          |
| Ополовник рудощокий   | Aegithalos iouschistos  |          |
| Ополовник китайський  | Aegithalos bonvaloti    | [ 38 ]   |
| Сікорчик тибетський   | Leptopoecile sophiae    |          |
| Сікорчик чубатий      | Leptopoecile elegans    | (V)      |

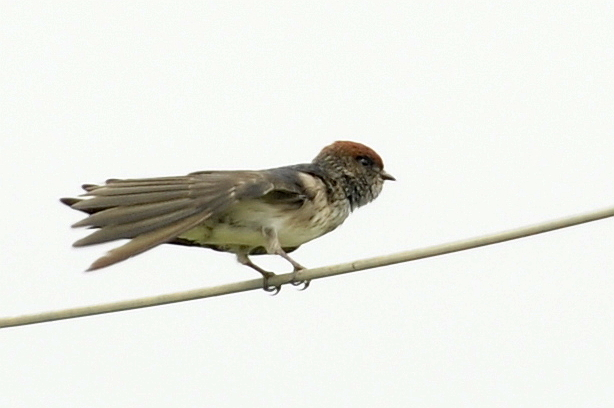
Ясківка індійська (Petrochelidon fluvicola)

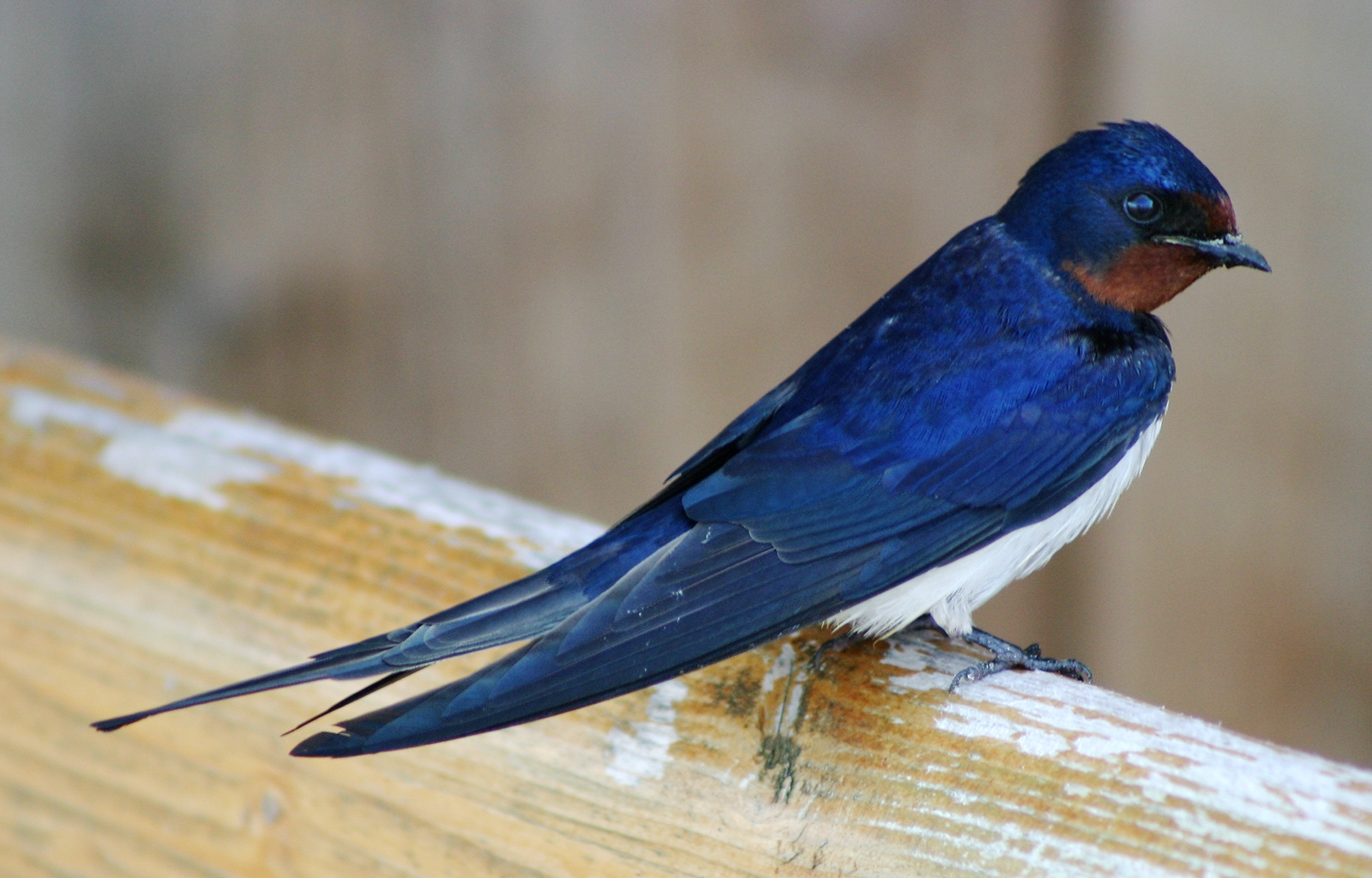
Ластівка сільська (Hirundo rustica)

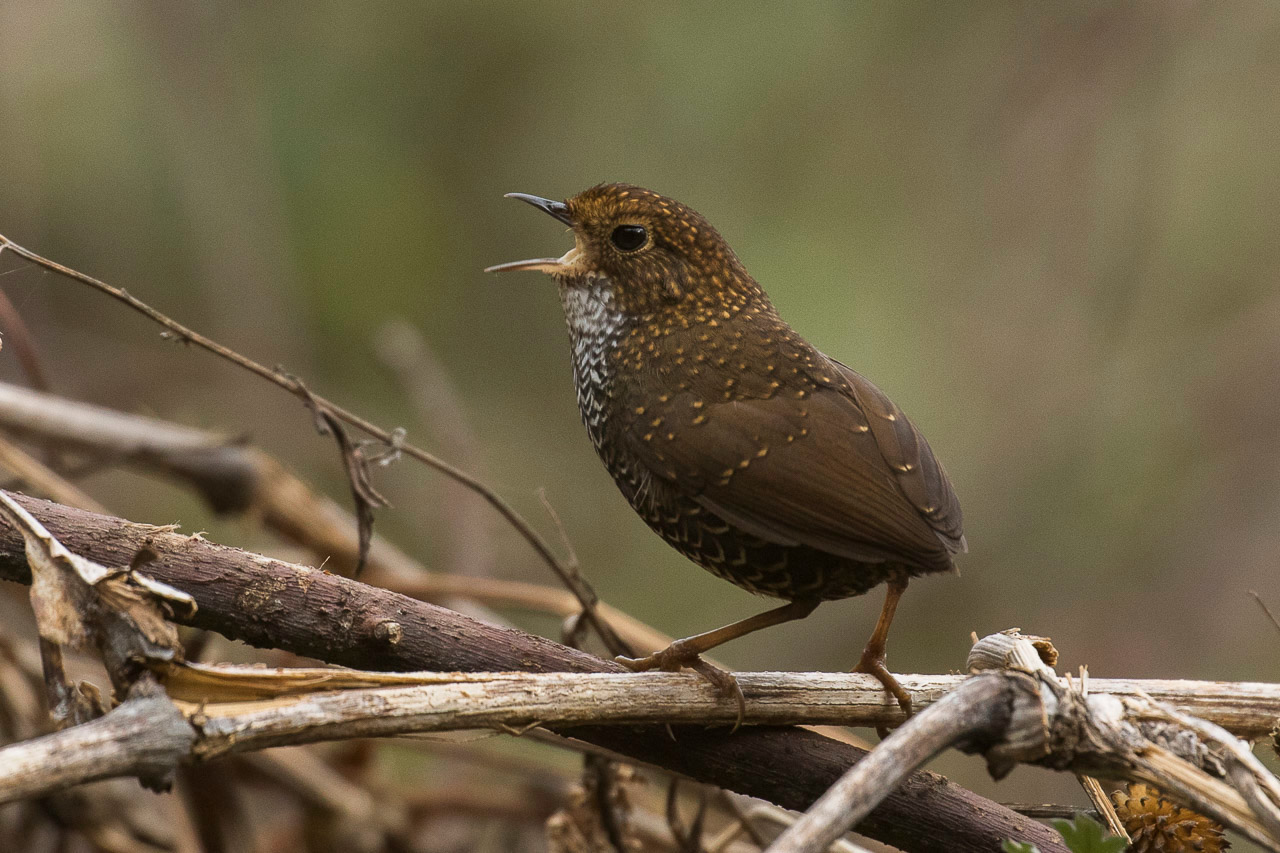
Тимелія-куцохвіст велика (Pnoepyga albiventer)

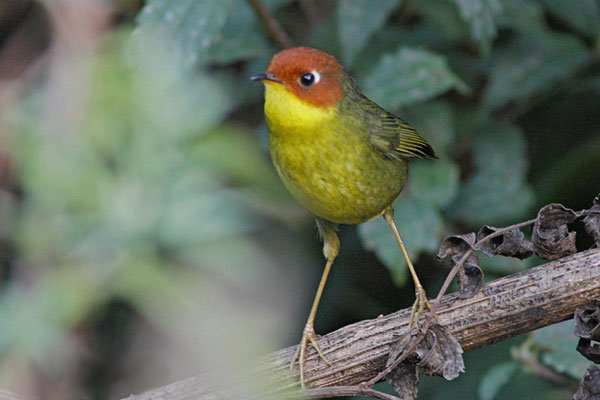
Тезія червоноголова (Cettia castaneocoronata)

Родина: Вівчарикові (Phylloscopidae)
| Українська назва         | Біноміальна назва           | Примітки                      |
| ------------------------ | --------------------------- | ----------------------------- |
| Вівчарик жовтобровий     | Phylloscopus sibilatrix     | (V)                           |
| Вівчарик золотосмугий    | Phylloscopus pulcher        |                               |
| Вівчарик сірогорлий      | Phylloscopus maculipennis   |                               |
| Вівчарик алтайський      | Phylloscopus humei          |                               |
| Вівчарик лісовий         | Phylloscopus inornatus      |                               |
| Вівчарик афганський      | Phylloscopus subviridis     |                               |
| Вівчарик юньнанський     | Phylloscopus yunnanensis    | (V)                           |
| Вівчарик непальський     | Phylloscopus chloronotus    |                               |
| Вівчарик сичуанський     | Phylloscopus forresti       | (V)                           |
| Вівчарик тонкодзьобий    | Phylloscopus tytleri        | Стан близький до загрозливого |
| Вівчарик індійський      | Phylloscopus griseolus      |                               |
| Вівчарик гімалайський    | Phylloscopus affinis        |                               |
| Вівчарик темний          | Phylloscopus fuligiventer   |                               |
| Вівчарик бурий           | Phylloscopus fuscatus       |                               |
| Вівчарик іранський       | Phylloscopus neglectus      |                               |
| Вівчарик китайський      | Phylloscopus subaffinis     | (V)                           |
| Вівчарик весняний        | Phylloscopus trochilus      | (V)                           |
| Вівчарик світлокрилий    | Phylloscopus sindianus      |                               |
| Вівчарик-ковалик         | Phylloscopus collybita      |                               |
| Скриточуб гімалайський   | Phylloscopus intermedius    |                               |
| Скриточуб сірощокий      | Phylloscopus poliogenys     |                               |
| Скриточуб гірський       | Phylloscopus burkii         |                               |
| Скриточуб сіроголовий    | Phylloscopus tephrocephalus |                               |
| Скриточуб-свистун        | Phylloscopus whistleri      |                               |
| Вівчарик жовточеревий    | Phylloscopus nitidus        |                               |
| Вівчарик амурський       | Phylloscopus plumbeitarsus  | (V)                           |
| Вівчарик зелений         | Phylloscopus trochiloides   |                               |
| Вівчарик довгодзьобий    | Phylloscopus magnirostris   |                               |
| Вівчарик світлоногий     | Phylloscopus tenellipes     | (V)                           |
| Вівчарик сахалінський    | Phylloscopus borealoides    | (V)                           |
| Вівчарик шелюговий       | Phylloscopus borealis       | (V)                           |
| Скриточуб іржастоголовий | Phylloscopus castaniceps    |                               |
| Вівчарик чорнобровий     | Phylloscopus cantator       |                               |
| Вівчарик світлоголовий   | Phylloscopus occipitalis    |                               |
| Вівчарик рододендровий   | Phylloscopus reguloides     |                               |
| Вівчарик широкобровий    | Phylloscopus claudiae       |                               |
| Скриточуб смугоголовий   | Phylloscopus xanthoschistos |                               |

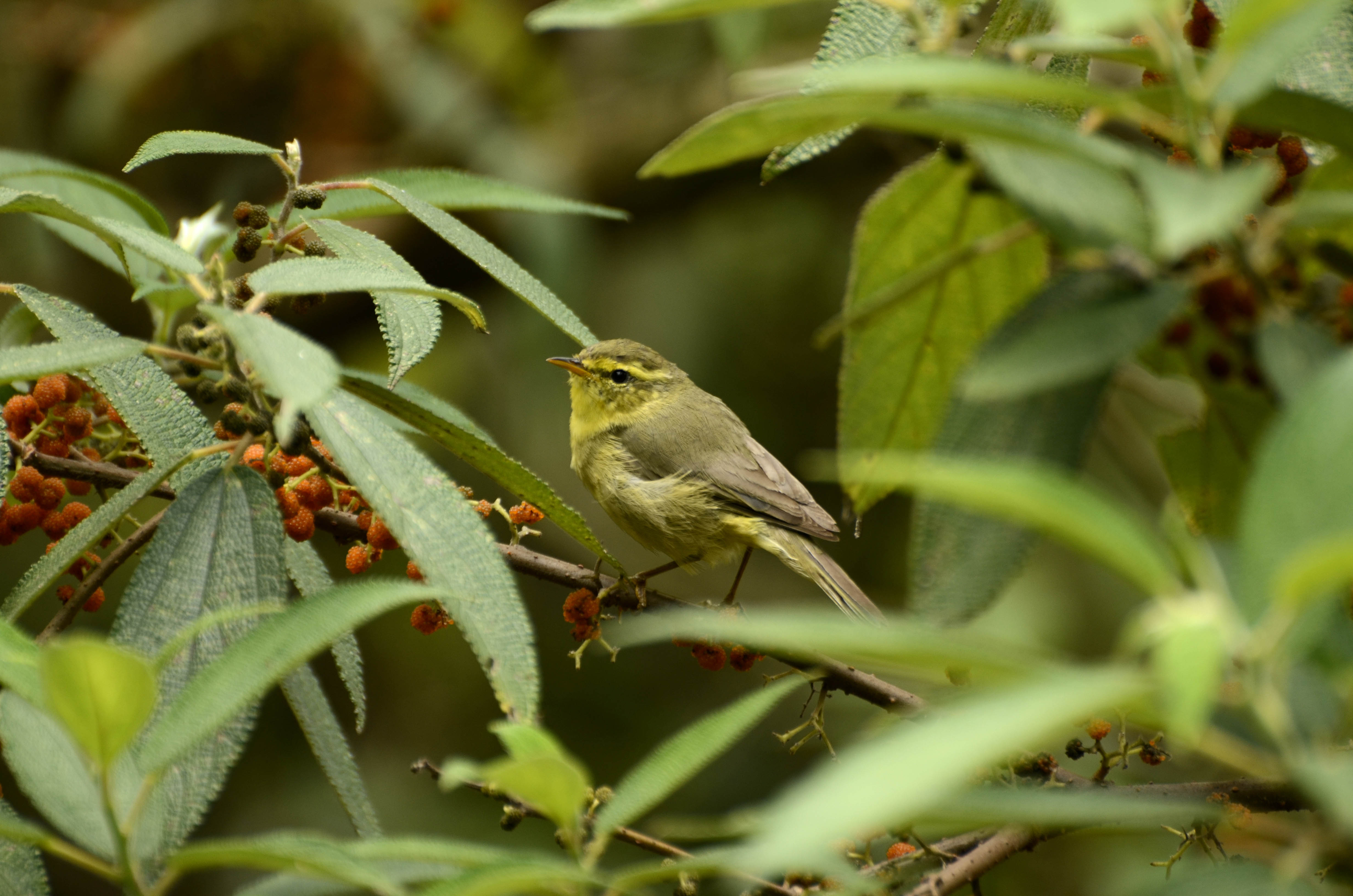
Вівчарик гімалайський (Phylloscopus affinis)

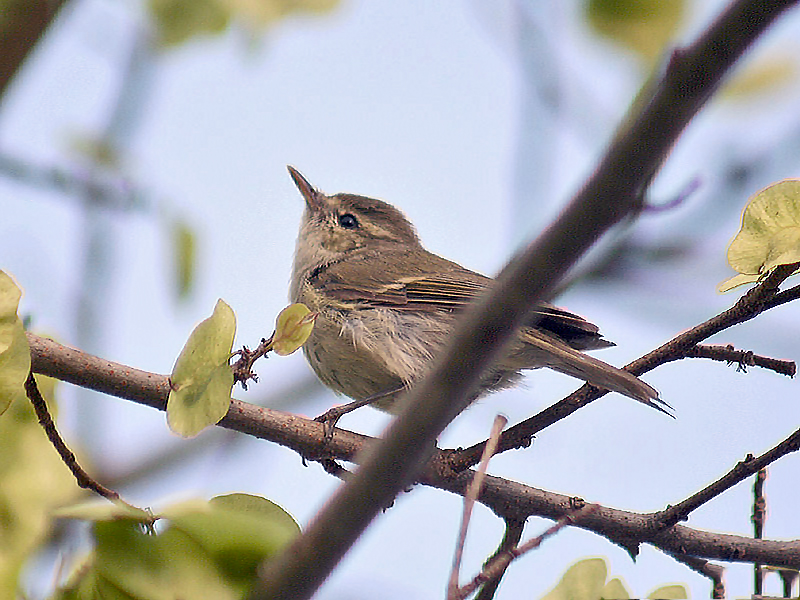
Вівчарик зелений

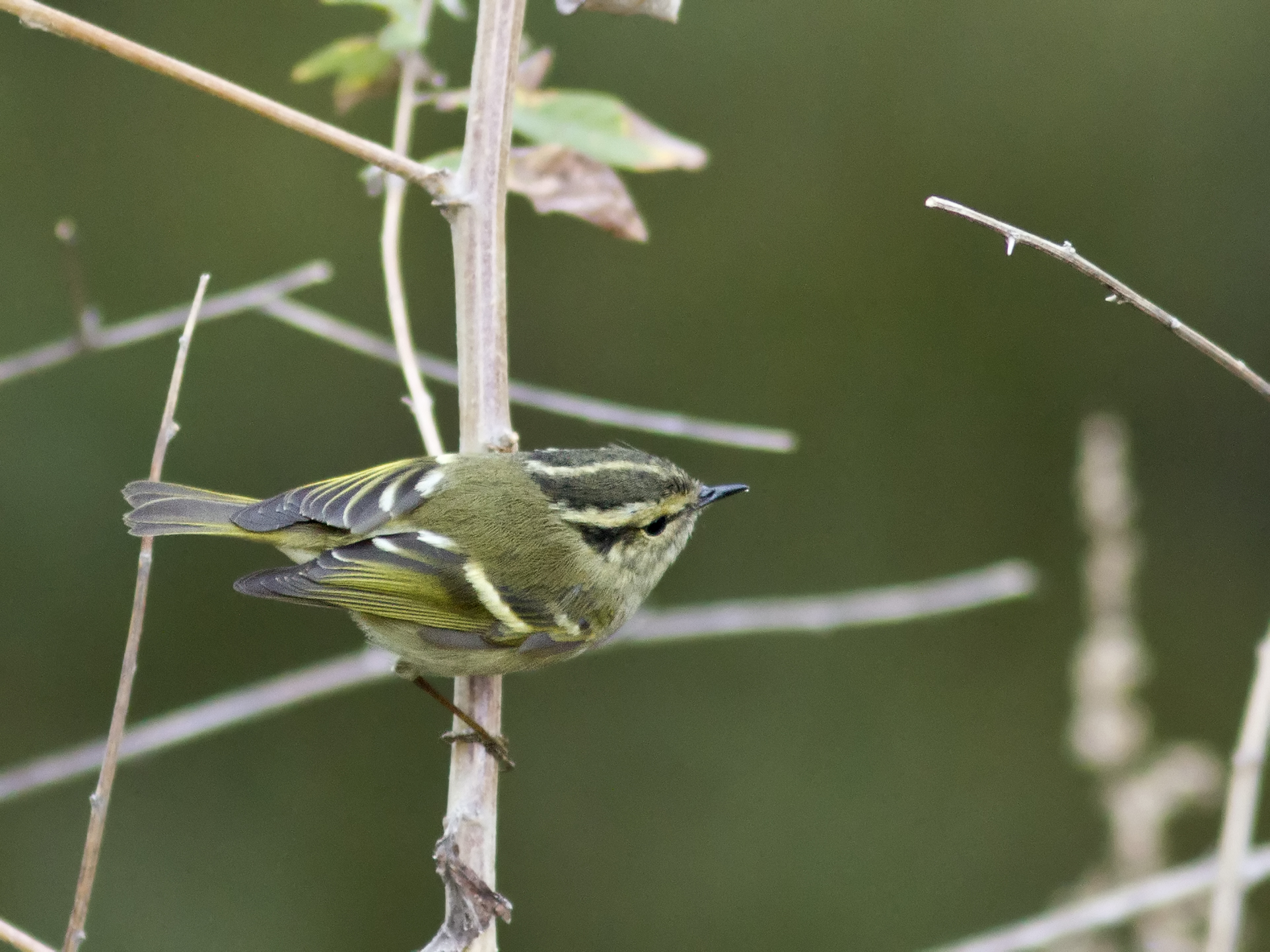
Вівчарик непальський (Phylloscopus chloronotus)

Родина: Очеретянкові (Acrocephalidae)
| Українська назва        | Біноміальна назва          | Примітки |
| ----------------------- | -------------------------- | -------- |
| Очеретянка велика       | Acrocephalus arundinaceus  | [ 7 ]    |
| Очеретянка східна       | Acrocephalus orientalis    |          |
| Очеретянка південна     | Acrocephalus stentoreus    |          |
| Очеретянка чорноброва   | Acrocephalus bistrigiceps  | [ 7 ]    |
| Очеретянка тонкодзьоба  | Acrocephalus melanopogon   |          |
| Очеретянка лучна        | Acrocephalus schoenobaenus | [ 7 ]    |
| Очеретянка тупокрила    | Acrocephalus concinens     |          |
| Очеретянка великодзьоба | Acrocephalus orinus        |          |
| Очеретянка індійська    | Acrocephalus agricola      |          |
| Очеретянка садова       | Acrocephalus dumetorum     |          |
| Очеретянка товстодзьоба | Arundinax aedon            |          |
| Берестянка мала         | Iduna caligata             |          |
| Берестянка південна     | Iduna rama                 |          |

Родина: Кобилочкові (Locustellidae)
| Українська назва      | Біноміальна назва       | Примітки                      |
| --------------------- | ----------------------- | ----------------------------- |
| Кобилочка співоча     | Helopsaltes certhiola   |                               |
| Кобилочка плямиста    | Locustella lanceolata   |                               |
| Куцокрил довгодзьобий | Locustella major        | Стан близький до загрозливого |
| Куцокрил бурий        | Locustella luteoventris |                               |
| Кобилочка-цвіркун     | Locustella naevia       |                               |
| Куцокрил сибірський   | Locustella tacsanowskia | (V)                           |
| Куцокрил тайговий     | Locustella davidi       | (V)                           |
| Куцокрил кашмірський  | Locustella kashmirensis |                               |
| Куцокрил малий        | Locustella thoracica    |                               |
| Куцокрил іржастий     | Locustella mandelli     |                               |
| Матата болотяна       | Megalurus palustris     |                               |
| Широкохвіст азійський | Schoenicola platyurus   | (E); Вразливий                |
| Кущавниця смугаста    | Schoenicola striatus    | Вразливий                     |

Родина: Тамікові (Cisticolidae)
| Українська назва     | Біноміальна назва      | Примітки |
| -------------------- | ---------------------- | -------- |
| Таміка віялохвоста   | Cisticola juncidis     |          |
| Таміка золотоголова  | Cisticola exilis       |          |
| Принія гірська       | Prinia crinigera       |          |
| Принія чорногорла    | Prinia atrogularis     |          |
| Принія білоброва     | Prinia superciliaris   |          |
| Принія сіроголова    | Prinia cinereocapilla  |          |
| Принія рудолоба      | Prinia buchanani       |          |
| Принія руда          | Prinia rufescens       |          |
| Принія попеляста     | Prinia hodgsonii       |          |
|                      | Prinia lepida          |          |
| Принія джунглева     | Prinia sylvatica       |          |
| Принія жовточерева   | Prinia flaviventris    |          |
| Принія рудочерева    | Prinia socialis        |          |
| Принія вохристобока  | Prinia inornata        |          |
| Кравчик довгохвостий | Orthotomus sutorius    |          |
| Кравчик чорноволий   | Orthotomus atrogularis |          |

Родина: Кропив'янкові (Sylviidae)
| Українська назва         | Біноміальна назва     | Примітки |
| ------------------------ | --------------------- | -------- |
| Кропив'янка садова       | Sylvia borin          | [ 7 ]    |
| Кропив'янка рябогруда    | Curruca nisoria       | [ 7 ]    |
| Кропив'янка мала         | Curruca minula        |          |
| Кропив'янка прудка       | Curruca curruca       |          |
| Кропив'янка гірська      | Curruca althaea       |          |
| Кропив'янка товстодзьоба | Curruca crassirostris |          |
| Кропив'янка пустельна    | Curruca nana          |          |
| Кропив'янка сіра         | Curruca communis      |          |

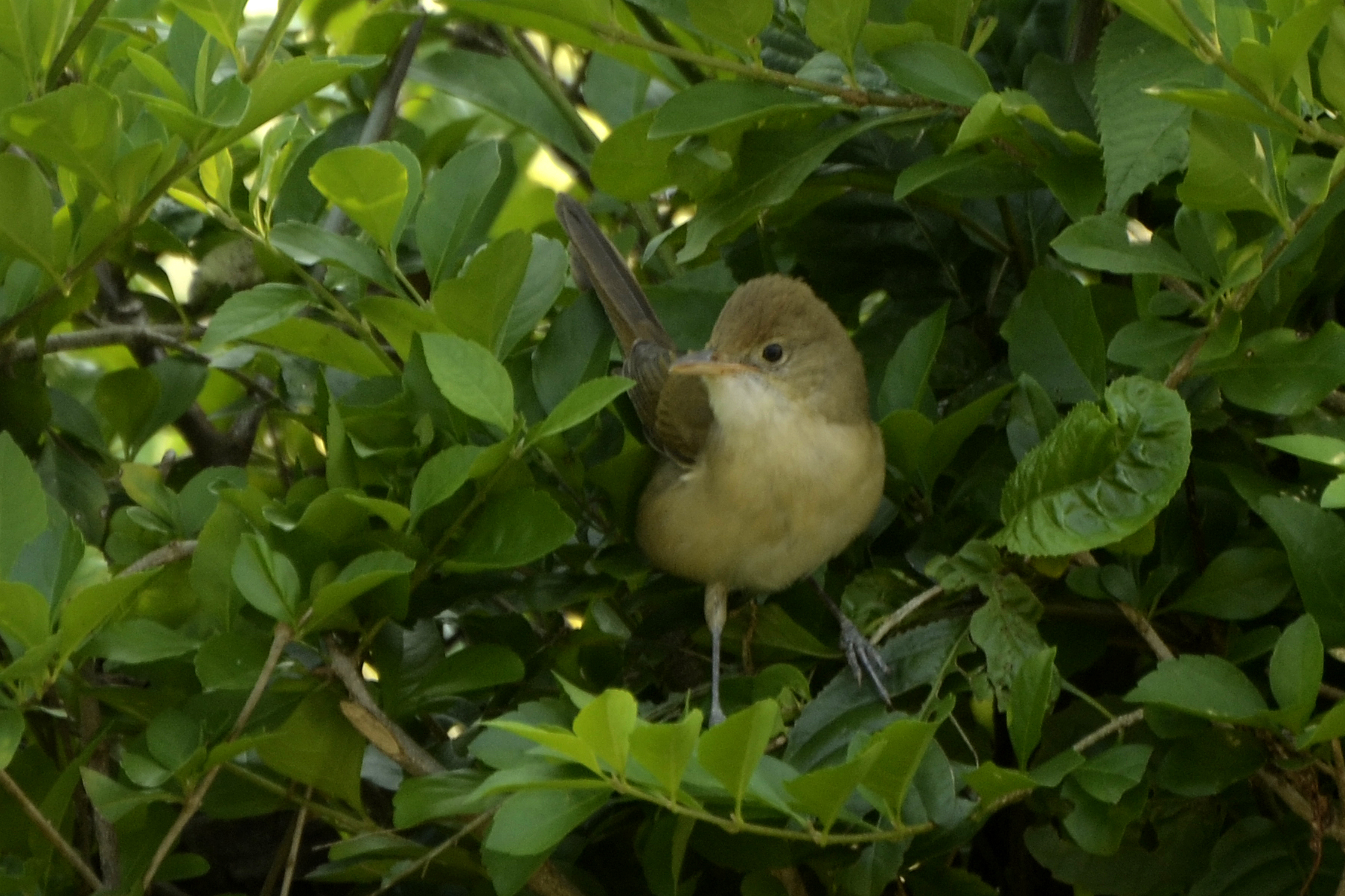
Очеретянка товстодзьоба (Arundinax aedon)

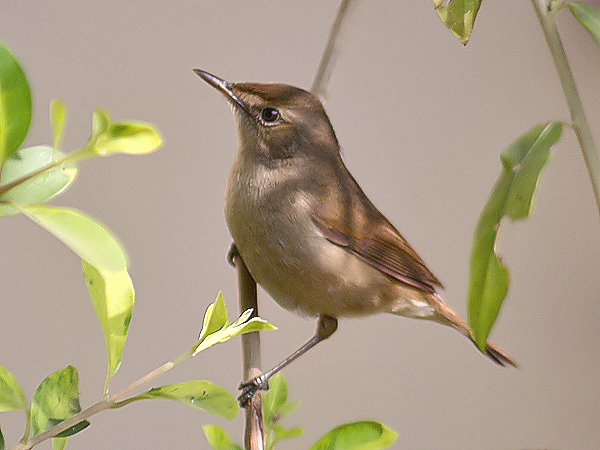
Очеретянка садова (Acrocephalus dumetorum)

Широкохвіст азійський (Schoenicola platyurus)

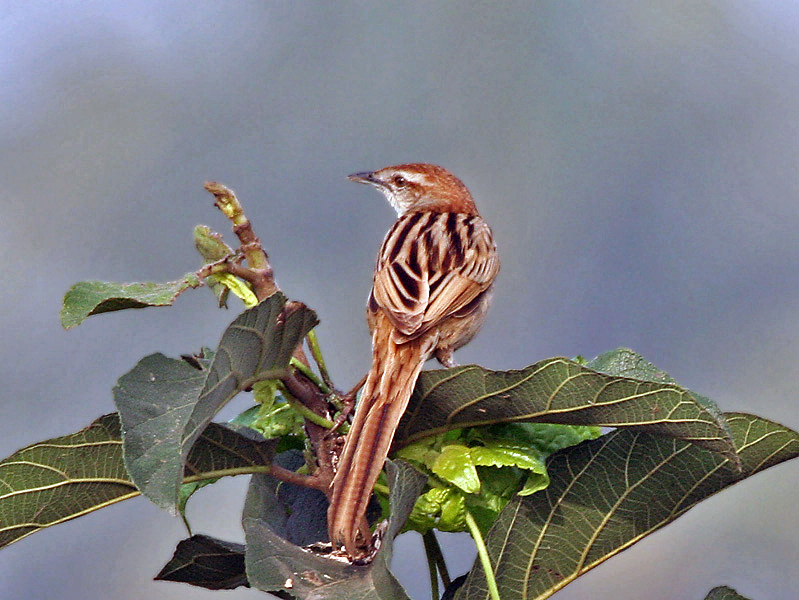
Матата болотяна (Megalurus palustris)

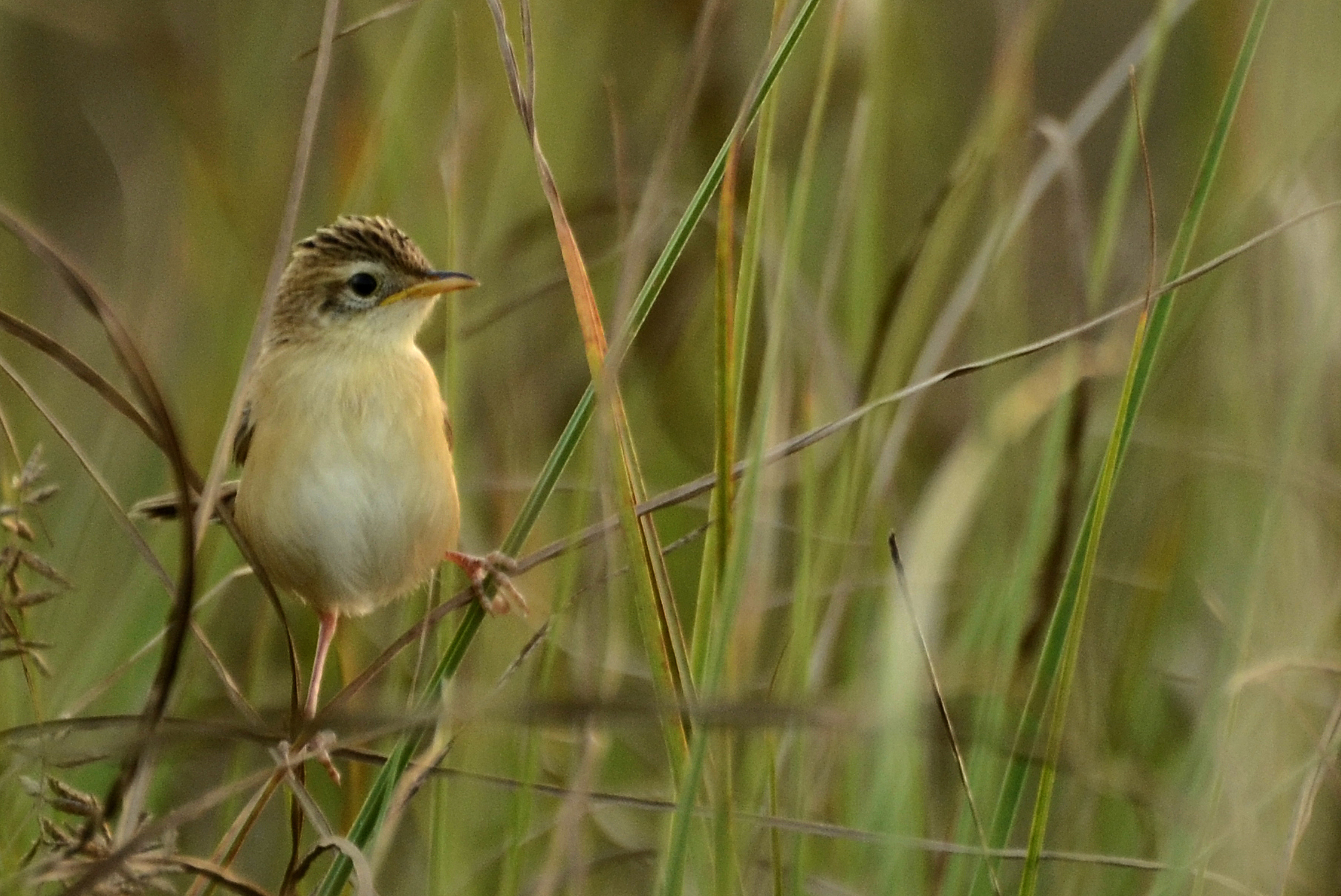
Таміка віялохвоста (Cisticola juncidis)

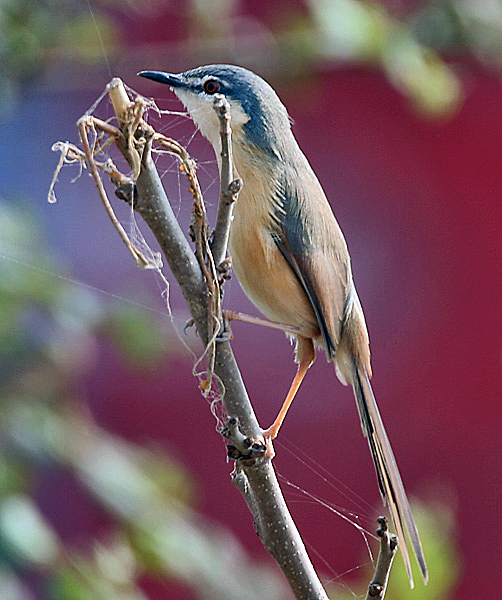
Принія рудочерева (Prinia socialis)

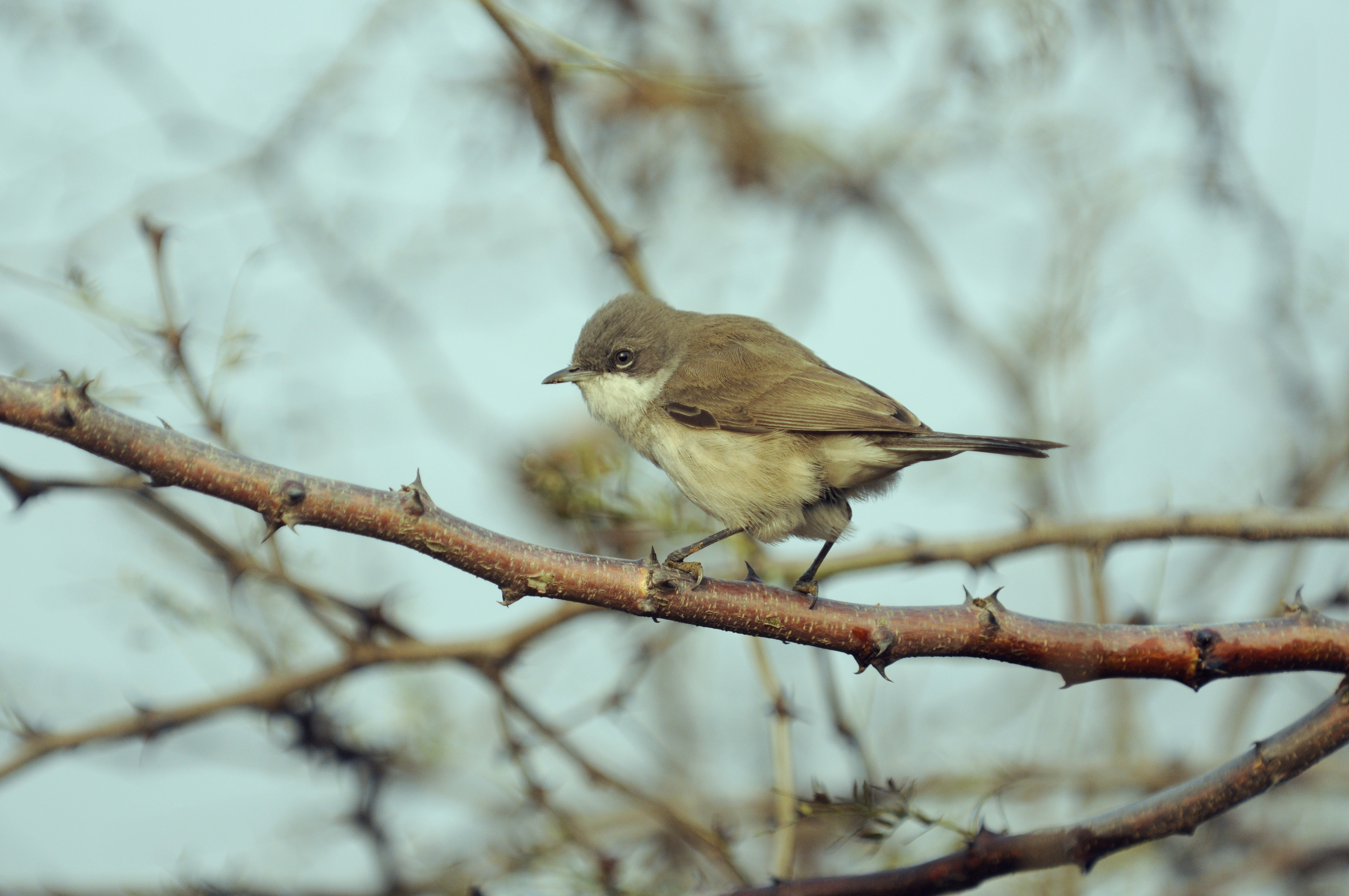
Кропив'янка прудка (Curruca curruca)

Родина: Суторові (Paradoxornithidae)

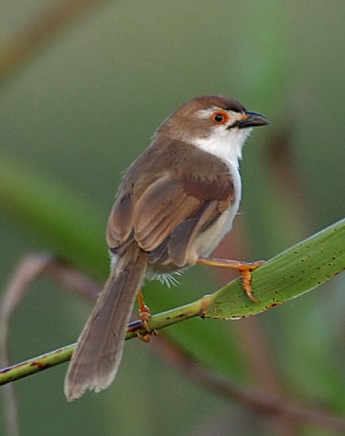
Тимелія золотиста (Chrysomma sinense)

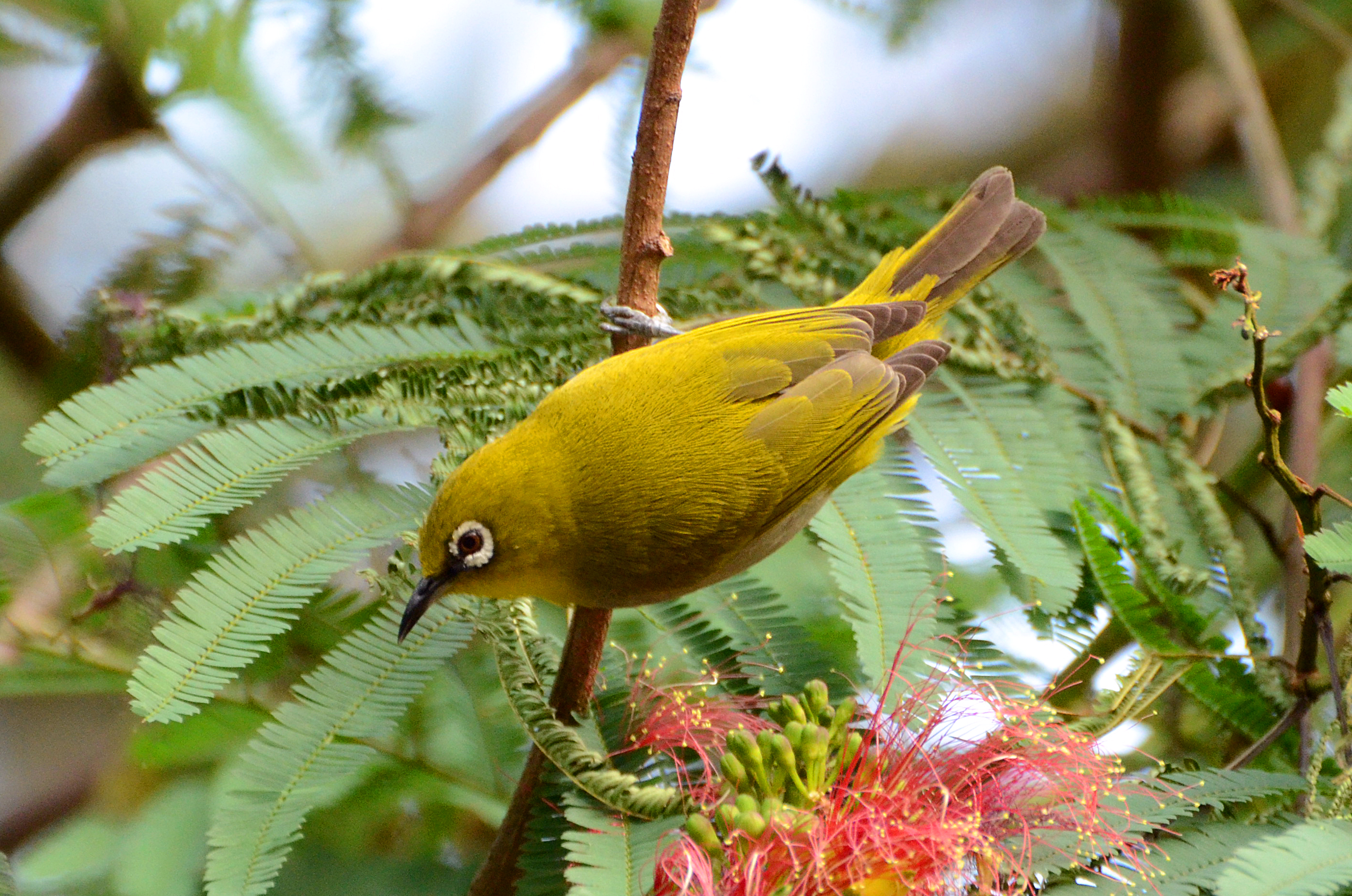
Окулярник південний (Zosterops palpebrosus)

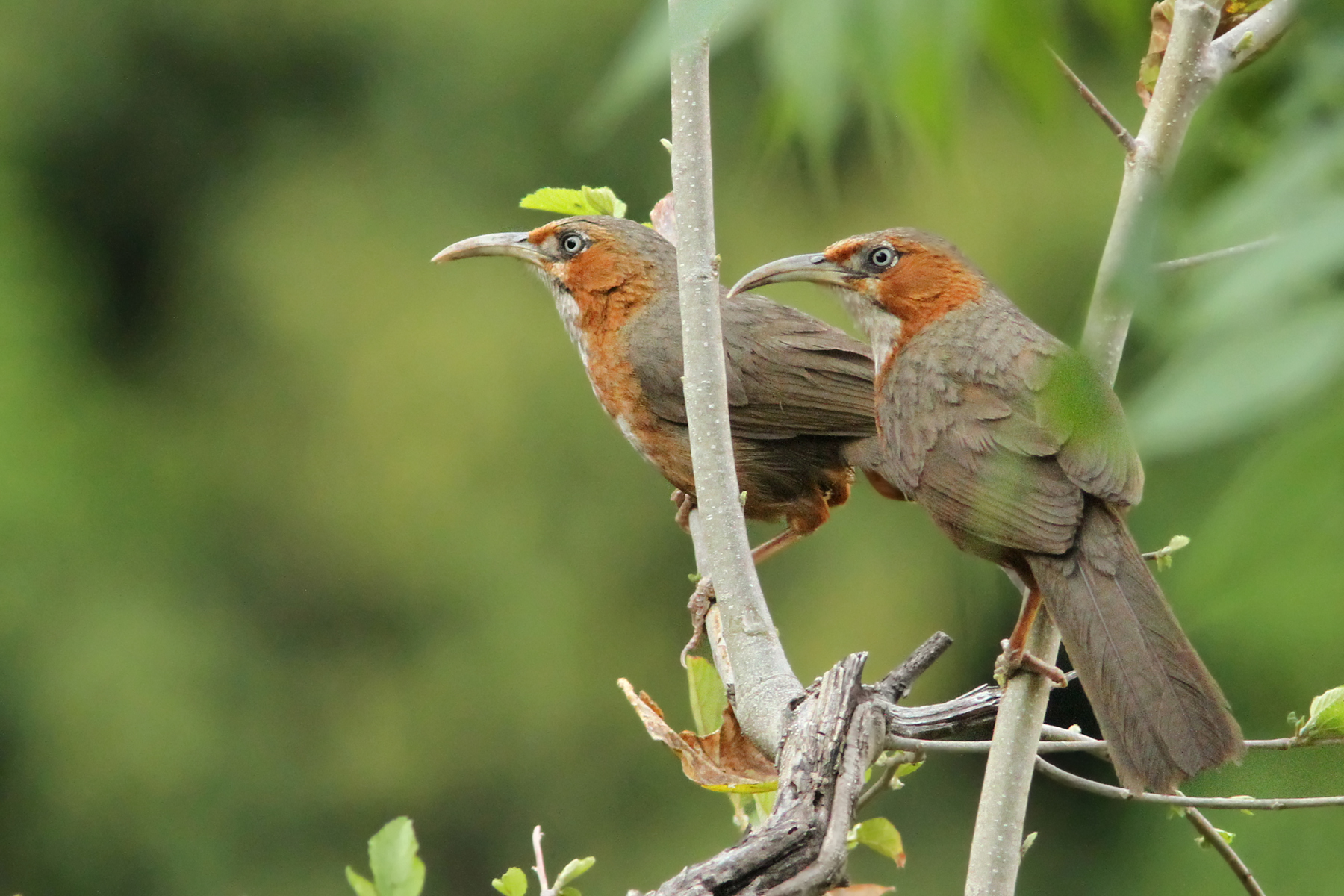
Тимелія-криводзьоб рудощока (Erythrogenys erythrogenys)

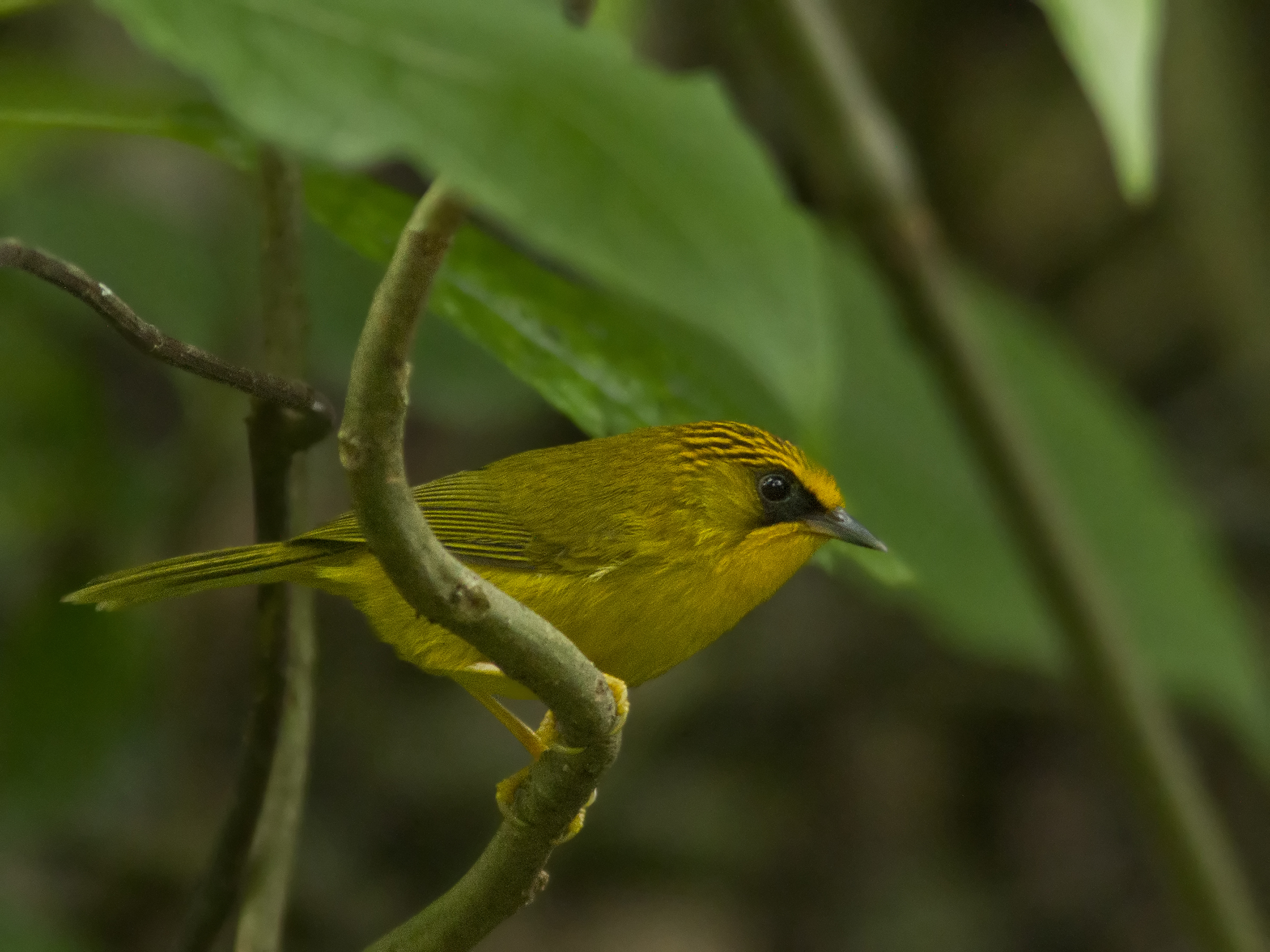
Тимелія-темнодзьоб золотиста (Cyanoderma chrysaeum)

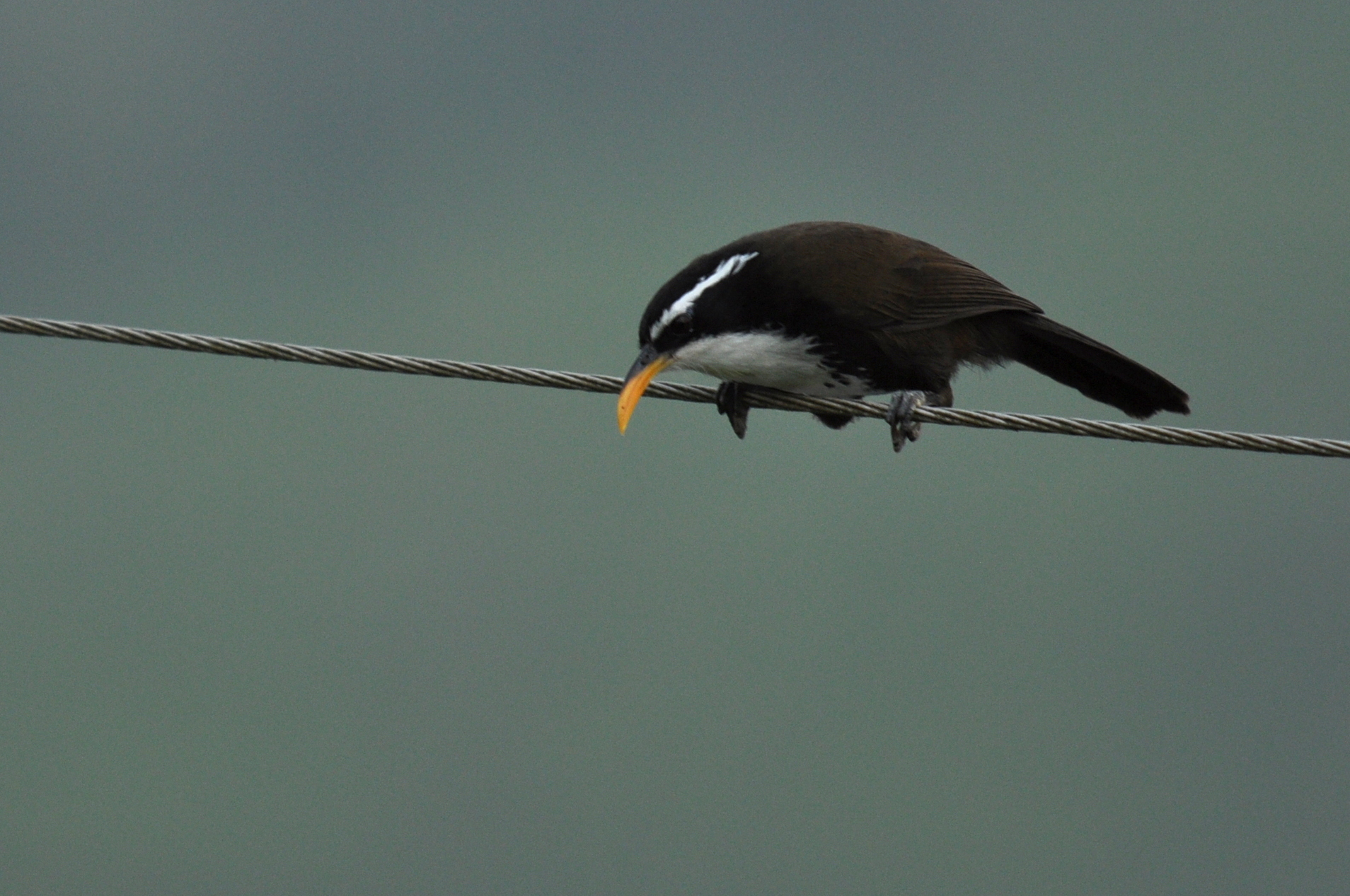
Тимелія-криводзьоб індійська (Pomatorhinus horsfieldii)

| Українська назва     | Біноміальна назва             | Примітки  |
| -------------------- | ----------------------------- | --------- |
| Тимелія вогнехвоста  | Myzornis pyrrhoura            |           |
| Фульвета золотиста   | Lioparus chrysotis            |           |
| Тимелія золотиста    | Chrysomma sinense             |           |
| Тимелія лучна        | Chrysomma altirostre          | Вразливий |
| Фульвета білоброва   | Fulvetta vinipectus           |           |
| Фульвета бутанська   | Fulvetta ludlowi              |           |
| Фульвета чагарникова | Fulvetta manipurensis         |           |
| Сутора гімалайська   | Paradoxornis flavirostris     | Вразливий |
| Сутора чорнощока     | Paradoxornis guttaticollis    |           |
| Сутора велика        | Conostoma aemodium            |           |
| Сутора бронзова      | Cholornis unicolor            |           |
| Сутора чорноборода   | Psittiparus gularis           |           |
| Сутора руда          | Psittiparus ruficeps          |           |
| Сутора рудоголова    | Psittiparus bakeri            |           |
| Сутора бамбукова     | Suthora fulvifrons            |           |
| Сутора сірощока      | Suthora nipalensis            |           |
| Сутора білогорла     | Chleuasicus atrosuperciliaris |           |

Родина: Окулярникові (Zosteropidae)
| Українська назва    | Біноміальна назва        | Примітки |
| ------------------- | ------------------------ | -------- |
| Стафіда східна      | Staphida castaniceps     |          |
| Югина мала          | Yuhina nigrimenta        |          |
| Югина вусата        | Yuhina flavicollis       |          |
| Югина асамська      | Yuhina bakeri            |          |
| Югина темнокрила    | Yuhina gularis           |          |
| Югина рудочерева    | Yuhina occipitalis       |          |
| Окулярник буробокий | Zosterops erythropleurus | (V)      |
| Окулярник південний | Zosterops palpebrosus    |          |

Родина: Тимелієві (Timaliidae)
| Українська назва               | Біноміальна назва          | Примітки |
| ------------------------------ | -------------------------- | -------- |
| Тимелія червоноголова          | Timalia pileata            |          |
| Куртник                        | Dumetia hyperythra         |          |
| Баблер чорнолобий              | Dumetia atriceps           |          |
| Синчівка жовточерева           | Mixornis gularis           |          |
| Тимелія-темнодзьоб золотиста   | Cyanoderma chrysaeum       |          |
| Тимелія-темнодзьоб гімалайська | Cyanoderma pyrrhops        |          |
| Тимелія-темнодзьоб рудоголова  | Cyanoderma ruficeps        |          |
|                                | Cyanoderma ambiguum        |          |
| Баблер-рихталик непальський    | Spelaeornis caudatus       |          |
| Баблер-рихталик асамський      | Spelaeornis badeigularis   | (E)      |
| Баблер-рихталик смугастокрилий | Spelaeornis troglodytoides |          |
| Баблер-рихталик маніпурський   | Spelaeornis chocolatinus   | (E)      |
| Баблер-рихталик мізорамський   | Spelaeornis oatesi         |          |
| Баблер-рихталик довгохвостий   | Spelaeornis longicaudatus  | (E)      |
| Баблер-рихталик сірочеревий    | Spelaeornis reptatus       |          |
| Тимелія-криводзьоб маскова     | Pomatorhinus ferruginosus  |          |
| Тимелія-криводзьоб бірманська  | Pomatorhinus ochraceiceps  |          |
| Тимелія серподзьоба            | Pomatorhinus superciliaris |          |
| Тимелія-криводзьоб рудошия     | Pomatorhinus ruficollis    |          |
| Тимелія-криводзьоб сивоголова  | Pomatorhinus schisticeps   |          |
| Тимелія-криводзьоб індійська   | Pomatorhinus horsfieldii   | (E)      |
| Тимелія-криводзьоб велика      | Erythrogenys hypoleucos    |          |
| Тимелія-криводзьоб рудощока    | Erythrogenys erythrogenys  |          |
| Тимелія-криводзьоб буробока    | Erythrogenys mcclellandi   |          |
| Тимелія-темнодзьоб вохриста    | Stachyris nigriceps        |          |
| Тимелія-клинодзьоб чорновола   | Stachyris humei            |          |
| Тимелія-клинодзьоб світловола  | Stachyris roberti          |          |
| Тимелія-темнодзьоб асамська    | Stachyris oglei            |          |

Родина: Pellorneidae
| Українська назва            | Біноміальна назва        | Примітки |
| --------------------------- | ------------------------ | -------- |
| Кущавниця велика            | Graminicola bengalensis  |          |
| Тимелія білоголова          | Gampsorhynchus rufulus   |          |
| Альципа-крихітка жовтоброва | Schoeniparus cinereus    |          |
| Альципа-крихітка білоброва  | Schoeniparus castaneceps |          |
| Альципа рудовола            | Schoeniparus rufogularis |          |
| Альципа мала                | Schoeniparus dubius      |          |
| Баблер рудоголовий          | Pellorneum ruficeps      |          |
| Баблер болотяний            | Pellorneum palustre      |          |
| Баблер білочеревий          | Pellorneum albiventre    |          |
| Баблер вохристий            | Pellorneum tickelli      |          |
| Принія рудогуза             | Laticilla burnesii       |          |
| Принія болотяна             | Laticilla cinerascens    |          |
| Тордина бура                | Malacocincla abbotti     |          |
| Турдинула короткохвоста     | Gypsophila brevicaudata  |          |
| Турдинула світлоброва       | Napothera epilepidota    |          |
| Баблер довгодзьобий         | Napothera malacoptila    |          |

Родина: Alcippeidae
| Українська назва   | Біноміальна назва    | Примітки |
| ------------------ | -------------------- | -------- |
| Альципа сіроголова | Alcippe poioicephala |          |
| Альципа непальська | Alcippe nipalensis   |          |

Родина: Leiothrichidae
| Українська назва         | Біноміальна назва              | Примітки |
| ------------------------ | ------------------------------ | -------- |
| Чагарниця гірська        | Grammatoptila striata          |          |
| Кутія гімалайська        | Cutia nipalensis               |          |
| Чагарниця золотокрила    | Trochalopteron subunicolor     |          |
| Чагарниця іржаста        | Trochalopteron austeni         |          |
| Чагарниця сизокрила      | Trochalopteron squamatum       |          |
| Чагарниця темноброва     | Trochalopteron lineatum        |          |
| Чагарниця бутанська      | Trochalopteron imbricatum      |          |
| Чагарниця маніпурська    | Trochalopteron virgatum        |          |
| Чагарниця чорнохвоста    | Trochalopteron variegatum      |          |
| Чагарниця бурощока       | Trochalopteron henrici         |          |
| Чагарниця чорнощока      | Trochalopteron affine          |          |
| Чагарниця жовтокрила     | Trochalopteron elliotii        | [ 42 ]   |
| Чагарниця іржастоголова  | Trochalopteron erythrocephalum |          |
| Чагарниця плямистоплеча  | Trochalopteron chrysopterum    |          |
| Чагарниця сіровола       | Montecincla jerdoni            | (E)      |
| Чагарниця нільгірійська  | Montecincla cachinnans         | (E)      |
| Чагарниця кералайська    | Montecincla fairbanki          | (E)      |
| Чагарниця рудобока       | Montecincla meridionalis       | (E)      |
| Сибія довгохвоста        | Heterophasia picaoides         |          |
| Джоя руда                | Heterophasia capistrata        |          |
| Джоя сиза                | Heterophasia pulchella         |          |
| Джоя сіра                | Heterophasia gracilis          |          |
| Сибія непальська         | Actinodura nipalensis          |          |
| Сибія юнанська           | Actinodura waldeni             |          |
| Сіва                     | Actinodura cyanouroptera       |          |
| Мінла рудоголова         | Actinodura strigula            |          |
| Сибія рудолоба           | Actinodura egertoni            |          |
| Мезія жовтогорла         | Leiothrix lutea                |          |
| Мезія сріблястощока      | Leiothrix argentauris          |          |
| Мінла рудохвоста         | Minla ignotincta               |          |
| Джоя рудоспинна          | Leioptila annectens            |          |
| Мінла оливкова           | Liocichla bugunorum            | (E)      |
| Мінла карміновокрила     | Liocichla phoenicea            |          |
| Кратеропа сіра           | Argya malcolmi                 |          |
| Кратеропа асамська       | Argya longirostris             |          |
| Кратеропа сіролоба       | Argya subrufa                  | (E)      |
| Кратеропа попеляста      | Argya striata                  |          |
| Кратеропа жовтодзьоба    | Argya affinis                  |          |
| Кратеропа довгохвоста    | Argya caudata                  |          |
| Кратеропа смугастоголова | Argya earlei                   |          |
| Чагарниця смугастовола   | Garrulax merulinus             |          |
| Чагарниця горжеткова     | Garrulax monileger             |          |
| Чагарниця чубата         | Garrulax leucolophus           |          |
| Чагарниця рудогорла      | Ianthocincla rufogularis       |          |
| Чагарниця вусата         | Ianthocincla cineracea         |          |
| Чагарниця лісова         | Ianthocincla ocellata          |          |
| Тимельовець рудокрилий   | Pterorhinus delesserti         | (E)      |
| Тимельовець бутанський   | Pterorhinus gularis            |          |
| Тимельовець жовтогорлий  | Pterorhinus galbanus           |          |
| Тимельовець гімалайський | Pterorhinus ruficollis         |          |
| Тимельовець асамський    | Pterorhinus nuchalis           |          |
| Чагарниця білоброва      | Pterorhinus sannio             |          |
| Чагарниця пекторалова    | Pterorhinus pectoralis         |          |
| Бабакс гірський          | Pterorhinus woodi              |          |
| Чагарниця білогорла      | Pterorhinus albogularis        |          |
| Тимельовець білочеревий  | Pterorhinus caerulatus         |          |

Родина: Іренові (Irenidae)
| Українська назва | Біноміальна назва | Примітки |
| ---------------- | ----------------- | -------- |
| Ірена блакитна   | Irena puella      |          |

Родина: Золотомушкові (Regulidae)
| Українська назва      | Біноміальна назва | Примітки |
| --------------------- | ----------------- | -------- |
| Золотомушка жовточуба | Regulus regulus   |          |

Родина: Elachuridae
| Українська назва          | Біноміальна назва | Примітки |
| ------------------------- | ----------------- | -------- |
| Баблер-рихтарик плямистий | Elachura formosa  |          |

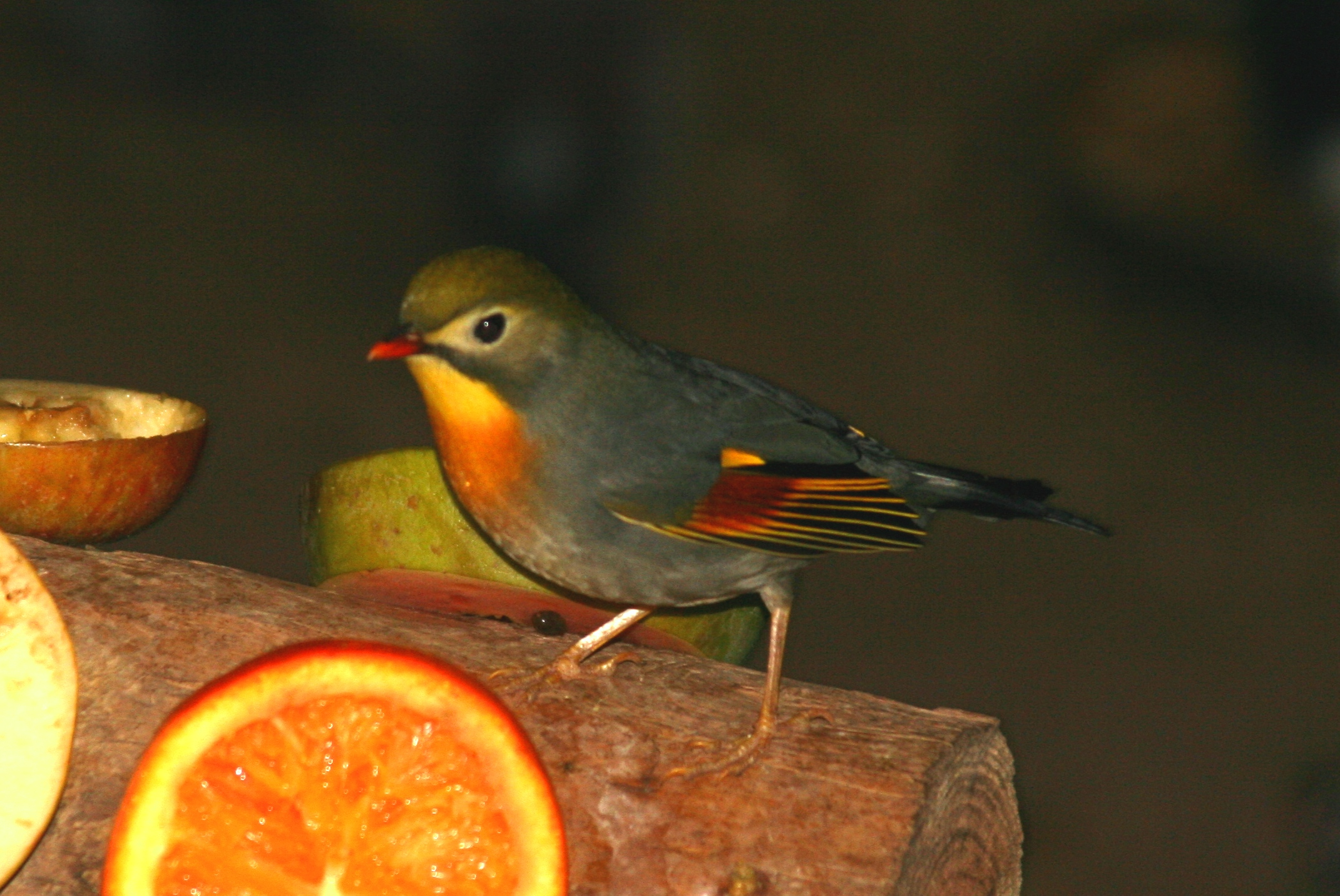
Мезія жовтогорла (Leiothrix lutea)

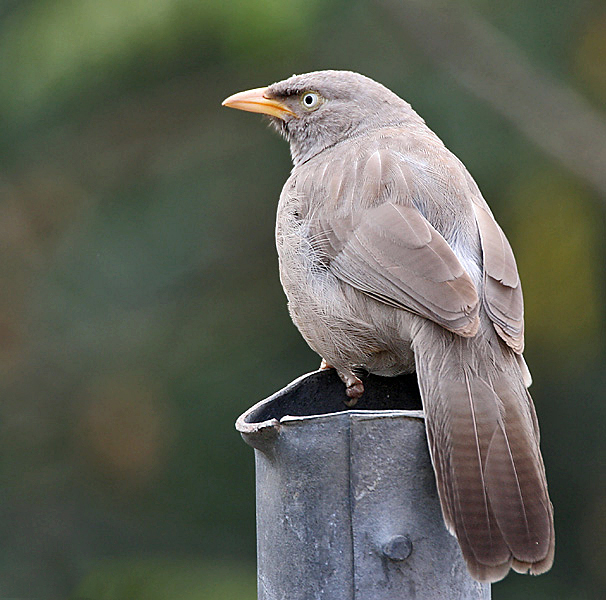
Кратеропа попеляста (Argya striata)

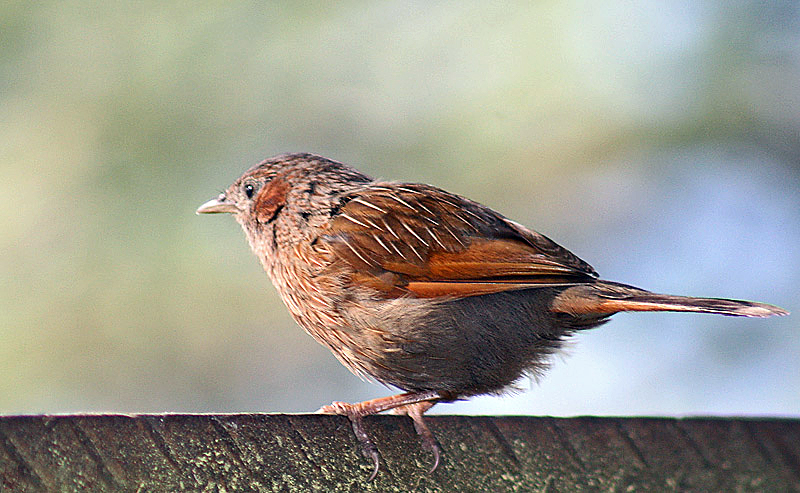
Чагарниця темноброва (Trochalopteron lineatum)

Родина: Воловоочкові (Troglodytidae)

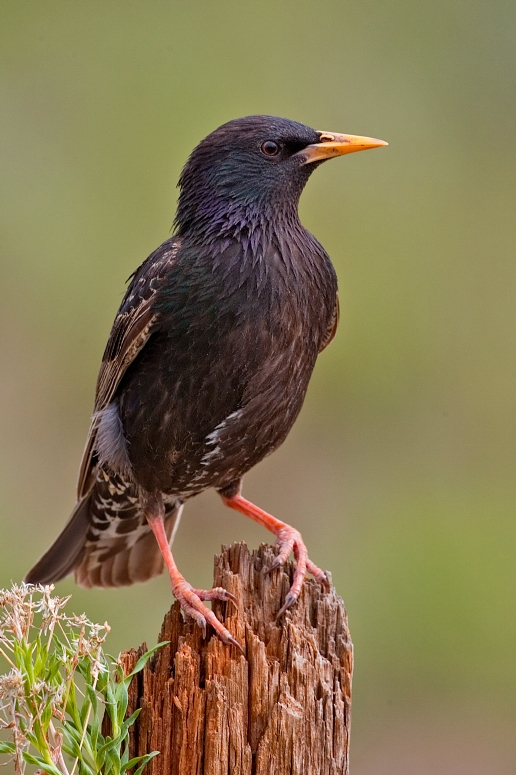
Шпак звичайний (Sturnus vulgaris)

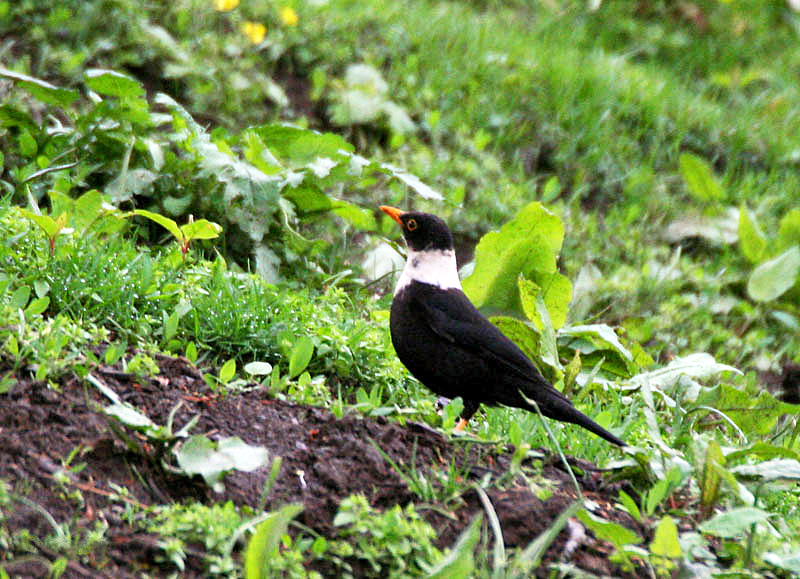
Дрізд гімалайський (Turdus albocinctus)

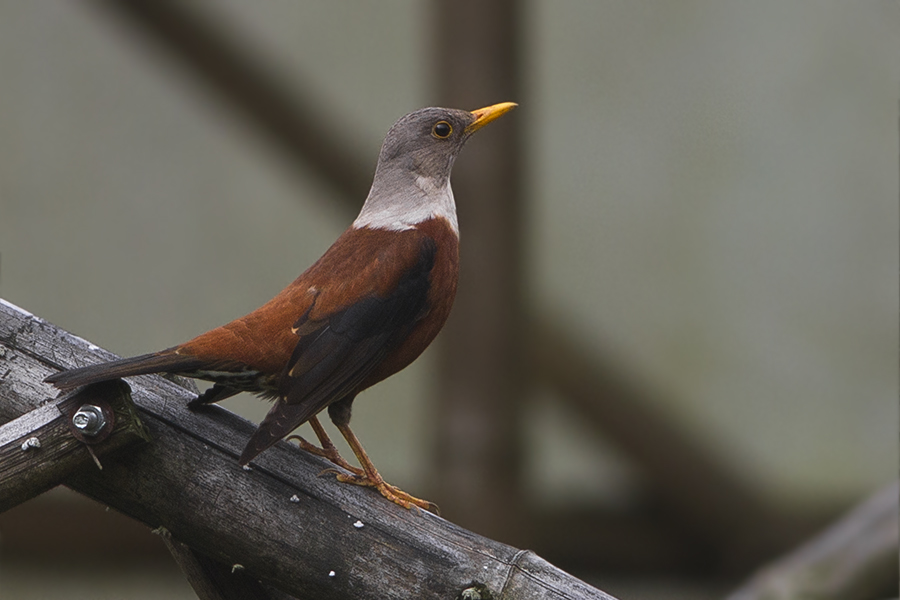
Дрізд каштановий (Turdus rubrocanus)

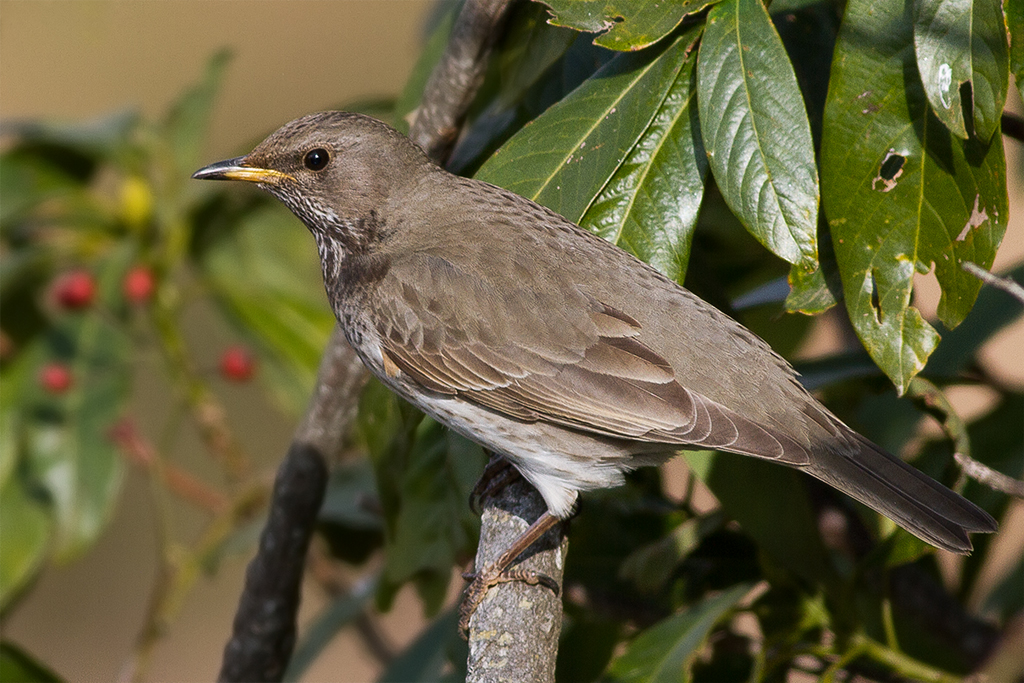
Дрізд чорноволий (Turdus atrogularis)

| Українська назва | Біноміальна назва       | Примітки |
| ---------------- | ----------------------- | -------- |
| Волове очко      | Troglodytes troglodytes |          |

Родина: Повзикові (Sittidae)
| Українська назва      | Біноміальна назва    | Примітки |
| --------------------- | -------------------- | -------- |
| Повзик білощокий      | Sitta leucopsis      |          |
| Повзик-білозір        | Sitta formosa        |          |
| Повзик червонодзьобий | Sitta frontalis      |          |
| Повзик юннанський     | Sitta yunnanensis    | (V)      |
| Повзик гімалайський   | Sitta himalayensis   |          |
| Повзик тибетський     | Sitta nagaensis      |          |
| Повзик кашмірський    | Sitta cashmirensis   |          |
| Повзик каштановий     | Sitta castanea       |          |
| Повзик іржастий       | Sitta cinnamoventris |          |

Родина: Стінолазові (Tichodromidae)
| Українська назва | Біноміальна назва  | Примітки |
| ---------------- | ------------------ | -------- |
| Стінолаз         | Tichodroma muraria |          |

Родина: Підкоришникові (Certhiidae)
| Українська назва         | Біноміальна назва    | Примітки      |
| ------------------------ | -------------------- | ------------- |
| Підкоришник високогірний | Certhia hodgsoni     |               |
| Підкоришник гімалайський | Certhia himalayana   |               |
| Підкоришник непальський  | Certhia nipalensis   |               |
| Підкоришник вохристий    | Certhia discolor     |               |
| Підкоришник маніпурський | Certhia manipurensis | [ 45 ] [ 46 ] |
| Гримперія                | Salpornis spilonota  |               |

Родина: Шпакові (Sturnidae)
| Українська назва        | Біноміальна назва        | Примітки |
| ----------------------- | ------------------------ | -------- |
| Шпак-малюк філіпінський | Aplonis panayensis       |          |
| Мерл азійський          | Saroglossa spilopterus   |          |
| Майна золоточуба        | Ampeliceps coronatus     |          |
|                         | Gracula religiosa        |          |
| Бео південний           | Gracula indica           |          |
| Майна велика            | Acridotheres grandis     |          |
| Майна джунглева         | Acridotheres fuscus      |          |
| Майна юнанська          | Acridotheres albocinctus |          |
| Майна берегова          | Acridotheres ginginianus |          |
| Майна індійська         | Acridotheres tristis     |          |
| Шпак червонодзьобий     | Spodiopsar sericeus      | (V)      |
| Шпак сірий              | Spodiopsar cineraceus    | (V)      |
| Шпак строкатий          | Gracupica contra         |          |
| Шпак даурський          | Agropsar sturninus       |          |
| Шпак японський          | Agropsar philippensis    | (V)      |
| Шпачок сіроголовий      | Sturnia malabarica       | [ 48 ]   |
| Шпачок білоголовий      | Sturnia erythropygia     | (E)      |
| Шпачок малабарський     | Sturnia blythii          | (E)      |
| Шпачок брамінський      | Sturnia pagodarum        | [ 48 ]   |
| Шпак рожевий            | Pastor roseus            |          |
| Шпак звичайний          | Sturnus vulgaris         |          |

Родина: Дроздові (Turdidae)
| Українська назва        | Біноміальна назва        | Примітки |
| ----------------------- | ------------------------ | -------- |
| Квічаль індійський      | Geokichla wardii         |          |
| Квічаль вогнистоголовий | Geokichla citrina        |          |
| Квічаль сибірський      | Geokichla sibirica       |          |
| Квічаль гімалайський    | Zoothera mollissima      |          |
| Квічаль тибетський      | Zoothera salimalii       | [ 49 ]   |
| Квічаль довгохвостий    | Zoothera dixoni          |          |
| Квічаль строкатий       | Zoothera dauma           |          |
| Квічаль нільгирійський  | Zoothera neilgherriensis | (E)      |
| Квічаль гірський        | Zoothera monticola       |          |
| Квічаль довгодзьобий    | Zoothera marginata       |          |
| Лазурець                | Grandala coelicolor      |          |
| Дрізд індійський        | Turdus unicolor          |          |
| Дрізд індокитайський    | Turdus dissimilis        |          |
| Дрізд білочеревий       | Turdus cardis            | (V)      |
| Дрізд гімалайський      | Turdus albocinctus       |          |
| Дрізд сірокрилий        | Turdus boulboul          |          |
| Дрізд тибетський        | Turdus maximus           |          |
| Дрізд індостанський     | Turdus simillimus        |          |
| Дрізд каштановий        | Turdus rubrocanus        |          |
| Дрізд рододендровий     | Turdus kessleri          | (V)      |
| Дрізд буроголовий       | Turdus feae              |          |
| Дрізд вузькобровий      | Turdus obscurus          |          |
| Дрізд чорноволий        | Turdus atrogularis       |          |
| Дрізд рудоволий         | Turdus ruficollis        |          |
| Дрізд Наумана           | Turdus naumanni          | (V)      |
| Дрізд темний            | Turdus eunomus           |          |
| Чикотень                | Turdus pilaris           | (V)      |
| Дрізд співочий          | Turdus philomelos        | (V)      |
| Дрізд китайський        | Turdus mupinensis        | (V)      |
| Дрізд-омелюх            | Turdus viscivorus        |          |
| Кохоа пурпуровий        | Cochoa purpurea          |          |
| Кохоа зелений           | Cochoa viridis           |          |

Родина: Мухоловкові (Muscicapidae)
| Українська назва          | Біноміальна назва           | Примітки                                     |
| ------------------------- | --------------------------- | -------------------------------------------- |
| Соловейко рудохвостий     | Cercotrichas galactotes     |                                              |
| Тарабіла                  | Copsychus fulicatus         |                                              |
| Шама індійська            | Copsychus saularis          |                                              |
| Шама білогуза             | Copsychus malabaricus       |                                              |
| Шама андаманська          | Copsychus albiventris       | (E)                                          |
| Шама білоголова           | Copsychus stricklandii      |                                              |
| Мухоловка сіра            | Muscicapa striata           |                                              |
| Мухоловка сибірська       | Muscicapa sibirica          |                                              |
| Мухоловка бура            | Muscicapa dauurica          |                                              |
| Мухоловка бамбукова       | Muscicapa muttui            |                                              |
| Мухоловка руда            | Muscicapa ferruginea        |                                              |
| Мухоловка діамантова      | Anthipes monileger          |                                              |
| Нільтава білохвоста       | Leucoptilon concretum       |                                              |
| Нільтава лазурова         | Cyornis unicolor            |                                              |
| Нільтава індійська        | Cyornis pallidipes          | (E)                                          |
| Нільтава бліда            | Cyornis poliogenys          |                                              |
| Нільтава таїландська      | Cyornis whitei              | Раніше вважався конспецифічним з C. banyumas |
| Нільтава гімалайська      | Cyornis magnirostris        |                                              |
| Нільтава вохристовола     | Cyornis tickelliae          |                                              |
| Нільтава синьоголова      | Cyornis rubeculoides        |                                              |
| Джунглівниця нікобарська  | Cyornis nicobaricus         | (E)                                          |
| Нільтава рудочерева       | Niltava sundara             |                                              |
|                           | Niltava oatesi              |                                              |
| Нільтава велика           | Niltava grandis             |                                              |
| Нільтава мала             | Niltava macgrigoriae        |                                              |
| Мухоловка синя            | Cyanoptila cyanomelana      | (V)                                          |
| Мухоловка маньчжурська    | Cyanoptila cumatilis        | (V)                                          |
| Мухоловка бірюзова        | Eumyias thalassinus         |                                              |
| Мухоловка нильгірійська   | Eumyias albicaudatus        | (E)                                          |
| Алікорто рудоспинний      | Heteroxenicus stellatus     |                                              |
| Алікорто рудочеревий      | Brachypteryx hyperythra     |                                              |
| Алікорто малий            | Brachypteryx leucophris     |                                              |
| Алікорто індиговий        | Brachypteryx cruralis       |                                              |
| Соловейко білобровий      | Larvivora brunnea           |                                              |
| Соловейко синій           | Larvivora cyane             | (V)                                          |
| Синьошийка                | Luscinia svecica            |                                              |
| Горихвістка короткокрила  | Luscinia phaenicuroides     |                                              |
| Соловейко білохвостий     | Calliope pectoralis         |                                              |
| Соловейко біловусий       | Calliope tschebaiewi        |                                              |
| Соловейко червоногорлий   | Calliope calliope           |                                              |
| Соловейко вогнистогорлий  | Calliope pectardens         | (V)                                          |
| Підпаленик білохвостий    | Myiomela leucura            |                                              |
|                           | Sholicola major             | (E)                                          |
|                           | Sholicola albiventris       | (E)                                          |
| Синьохвіст білобровий     | Tarsiger indicus            |                                              |
| Синьохвіст рудоволий      | Tarsiger hyperythrus        |                                              |
| Синьохвіст тайговий       | Tarsiger cyanurus           |                                              |
| Синьохвіст гімалайський   | Tarsiger rufilatus          |                                              |
| Синьохвіст золотистий     | Tarsiger chrysaeus          |                                              |
| Вилохвістка гірська       | Enicurus scouleri           |                                              |
| Вилохвістка чорноспинна   | Enicurus immaculatus        |                                              |
| Вилохвістка маскова       | Enicurus schistaceus        |                                              |
| Вилохвістка білочуба      | Enicurus leschenaulti       |                                              |
| Вилохвістка плямиста      | Enicurus maculatus          |                                              |
| Аренга малабарська        | Myophonus horsfieldii       | (E)                                          |
| Аренга велика             | Myophonus caeruleus         |                                              |
| Підпаленик синьолобий     | Cinclidium frontale         |                                              |
| Мухоловка даурська        | Ficedula zanthopygia        | (V)                                          |
| Мухоловка соснова         | Ficedula erithacus          |                                              |
| Мухоловка тайгова         | Ficedula mugimaki           | (V)                                          |
| Нільтава-крихітка         | Ficedula hodgsoni           |                                              |
| Мухоловка сірощока        | Ficedula strophiata         |                                              |
| Мухоловка сапфірова       | Ficedula sapphira           |                                              |
| Мухоловка ультрамаринова  | Ficedula superciliaris      |                                              |
| Мухоловка широкоброва     | Ficedula westermanni        |                                              |
| Мухоловка гімалайська     | Ficedula tricolor           |                                              |
| Мухоловка білоброва       | Ficedula hyperythra         |                                              |
| Мухоловка рудохвоста      | Ficedula ruficauda          |                                              |
| Мухоловка північна        | Ficedula albicilla          |                                              |
| Мухоловка мала            | Ficedula parva              |                                              |
| Мухоловка кашмірська      | Ficedula subrubra           |                                              |
| Мухоловка індійська       | Ficedula nigrorufa          | (E)                                          |
| Горихвістка рудоспинна    | Phoenicurus erythronotus    |                                              |
| Горихвістка синьоголова   | Phoenicurus coeruleocephala |                                              |
| Горихвістка чорна         | Phoenicurus ochruros        |                                              |
| Горихвістка звичайна      | Phoenicurus phoenicurus     | (V)                                          |
| Горихвістка китайська     | Phoenicurus hodgsoni        |                                              |
| Горихвістка білосмуга     | Phoenicurus schisticeps     |                                              |
| Горихвістка сибірська     | Phoenicurus auroreus        |                                              |
| Горихвістка червоночерева | Phoenicurus erythrogastrus  |                                              |
| Горихвістка синьолоба     | Phoenicurus frontalis       |                                              |
| Горихвістка сиза          | Phoenicurus fuliginosus     |                                              |
| Горихвістка водяна        | Phoenicurus leucocephalus   | [ 54 ]                                       |
| Скеляр строкатий          | Monticola saxatilis         |                                              |
| Скеляр синій              | Monticola solitarius        |                                              |
| Скеляр рудочеревий        | Monticola rufiventris       |                                              |
| Скеляр білокрилий         | Monticola cinclorhyncha     |                                              |
| Трав'янка білоброва       | Saxicola macrorhynchus      |                                              |
| Трав'янка велика          | Saxicola insignis           |                                              |
|                           | Saxicola maurus             |                                              |
|                           | Saxicola stejnegeri         |                                              |
| Трав'янка білохвоста      | Saxicola leucurus           |                                              |
| Трав'янка чорна           | Saxicola caprata            |                                              |
| Трав'янка строката        | Saxicola jerdoni            |                                              |
| Трав'янка сіра            | Saxicola ferreus            |                                              |
| Кам'янка звичайна         | Oenanthe oenanthe           | (V)                                          |
| Кам'янка попеляста        | Oenanthe isabellina         |                                              |
| Кам'янка пустельна        | Oenanthe deserti            |                                              |
| Кам'янка лиса             | Oenanthe pleschanka         |                                              |
|                           | Oenanthe fusca              |                                              |
|                           | Oenanthe picata             |                                              |
| Кам'янка чорноголова      | Oenanthe albonigra          |                                              |
|                           | Oenanthe finschii           | (V)                                          |
|                           | Oenanthe chrysopygia        |                                              |

Родина: Пронуркові (Cinclidae)
| Українська назва   | Біноміальна назва | Примітки |
| ------------------ | ----------------- | -------- |
| Пронурок біловолий | Cinclus cinclus   |          |
| Пронурок бурий     | Cinclus pallasii  |          |

Родина: Зеленчикові (Chloropseidae)
| Українська назва       | Біноміальна назва          | Примітки |
| ---------------------- | -------------------------- | -------- |
| Зеленчик синьокрилий   | Chloropsis cochinchinensis |          |
| Зеленчик індійський    | Chloropsis jerdoni         |          |
| Зеленчик золотолобий   | Chloropsis aurifrons       |          |
| Зеленчик золоточеревий | Chloropsis hardwickii      |          |

Родина: Квіткоїдові (Dicaeidae)
| Українська назва        | Біноміальна назва       | Примітки |
| ----------------------- | ----------------------- | -------- |
| Квіткоїд товстодзьобий  | Dicaeum agile           |          |
| Квіткоїд смугастогрудий | Dicaeum chrysorrheum    |          |
| Квіткоїд жовточеревий   | Dicaeum melanozanthum   |          |
| Квіткоїд індійський     | Dicaeum erythrorhynchos |          |
| Квіткоїд однобарвний    | Dicaeum concolor        |          |
| Квіткоїд індокитайський | Dicaeum minullum        |          |
| Квіткоїд андаманський   | Dicaeum virescens       | (E)      |
| Квіткоїд червоноволий   | Dicaeum ignipectus      |          |
| Квіткоїд червоний       | Dicaeum cruentatum      |          |

Родина: Нектаркові (Nectariniidae)
| Українська назва        | Біноміальна назва        | Примітки |
| ----------------------- | ------------------------ | -------- |
| Саїманга червонощока    | Chalcoparia singalensis  |          |
| Нектаринка лимонногруда | Leptocoma zeylonica      |          |
| Нектаринка мала         | Leptocoma minima         | (E)      |
| Нектаринка мангрова     | Leptocoma brasiliana     |          |
| Маріка пурпурова        | Cinnyris asiaticus       |          |
| Маріка жовточерева      | Cinnyris jugularis       |          |
| Маріка довгодзьоба      | Cinnyris lotenius        |          |
| Сіпарая жовточерева     | Aethopyga gouldiae       |          |
| Сіпарая непальська      | Aethopyga nipalensis     |          |
| Сіпарая чорногруда      | Aethopyga saturata       |          |
| Сіпарая червона         | Aethopyga siparaja       |          |
| Сіпарая вогниста        | Aethopyga vigorsii       | (E)      |
| Сіпарая гімалайська     | Aethopyga ignicauda      |          |
| Павуколов малий         | Arachnothera longirostra |          |
| Павуколов смугастий     | Arachnothera magna       |          |

Родина: Горобцеві (Passeridae)
| Українська назва       | Біноміальна назва           | Примітки |
| ---------------------- | --------------------------- | -------- |
| Горобець хатній        | Passer domesticus           |          |
| Горобець чорногрудий   | Passer hispaniolensis       |          |
| Горобець пакистанський | Passer pyrrhonotus          |          |
| Горобець рудий         | Passer cinnamomeus          |          |
| Горобець польовий      | Passer montanus             |          |
| Горобець короткопалий  | Carpospiza brachydactyla    | (V)      |
| Горобець скельний      | Petronia petronia           | [ 58 ]   |
| Горобець лимонногорлий | Gymnoris xanthocollis       |          |
| Горобець чорнокрилий   | Montifringilla adamsi       |          |
| Ніверол білогузий      | Onychostruthus taczanowskii | (V)      |
| Ніверол рудошиїй       | Pyrgilauda ruficollis       |          |
| Ніверол високогірний   | Pyrgilauda blanfordi        |          |

Родина: Ткачикові (Ploceidae)
| Українська назва     | Біноміальна назва    | Примітки |
| -------------------- | -------------------- | -------- |
| Ткачик бенгальський  | Ploceus benghalensis |          |
| Ткачик смугастий     | Ploceus manyar       |          |
| Бая                  | Ploceus philippinus  |          |
| Ткачик великодзьобий | Ploceus megarhynchus |          |

Родина: Астрильдові (Estrildidae)
| Українська назва       | Біноміальна назва    | Примітки |
| ---------------------- | -------------------- | -------- |
| Сріблодзьоб індійський | Euodice malabarica   |          |
| Мунія іржаста          | Lonchura punctulata  |          |
| Мунія чагарникова      | Lonchura kelaarti    |          |
| Мунія гострохвоста     | Lonchura striata     |          |
| Мунія трибарвна        | Lonchura malacca     |          |
| Мунія чорноголова      | Lonchura atricapilla |          |
| Бенгалик оливковий     | Amandava formosa     | (E)      |
| Бенгалик червоний      | Amandava amandava    |          |

Родина: Тинівкові (Prunellidae)
| Українська назва    | Біноміальна назва     | Примітки |
| ------------------- | --------------------- | -------- |
| Тинівка альпійська  | Prunella collaris     |          |
| Тинівка гімалайська | Prunella himalayana   |          |
| Тинівка рудовола    | Prunella rubeculoides |          |
| Тинівка рудоброва   | Prunella strophiata   |          |
| Тинівка бліда       | Prunella fulvescens   |          |
| Тинівка чорногорла  | Prunella atrogularis  |          |
| Тинівка тибетська   | Prunella immaculata   |          |

Родина: Плискові (Motacillidae)
| Українська назва      | Біноміальна назва         | Примітки |
| --------------------- | ------------------------- | -------- |
| Плиска деревна        | Dendronanthus indicus     |          |
| Плиска жовта          | Motacilla flava           |          |
| Плиска аляскинська    | Motacilla tschutschensis  | (V)      |
| Плиска жовтоголова    | Motacilla citreola        |          |
| Плиска гірська        | Motacilla cinerea         |          |
| Плиска біла           | Motacilla alba            |          |
| Плиска білоброва      | Motacilla maderaspatensis |          |
| Щеврик азійський      | Anthus richardi           |          |
| Щеврик іржастий       | Anthus rufulus            |          |
| Щеврик забайкальський | Anthus godlewskii         |          |
| Щеврик польовий       | Anthus campestris         |          |
| Щеврик довгодзьобий   | Anthus similis            |          |
| Щеврик лісовий        | Anthus trivialis          |          |
| Щеврик оливковий      | Anthus hodgsoni           |          |
| Щеврик рожевий        | Anthus roseatus           |          |
| Щеврик червоногрудий  | Anthus cervinus           |          |
| Щеврик американський  | Anthus rubescens          |          |
| Щеврик гірський       | Anthus spinoletta         |          |
| Щеврик нільгирійський | Anthus nilghiriensis      | (E)      |
| Щеврик гімалайський   | Anthus sylvanus           |          |
| Щеврик лучний         | Anthus pratensis          | (V)      |

Родина: В'юркові (Fringillidae)
| Українська назва          | Біноміальна назва             | Примітки             |
| ------------------------- | ----------------------------- | -------------------- |
| Зяблик звичайний          | Fringilla coelebs             |                      |
| В'юрок                    | Fringilla montifringilla      |                      |
| Коструба афганська        | Mycerobas icterioides         |                      |
| Коструба пекторалова      | Mycerobas affinis             |                      |
| Коструба плямистокрила    | Mycerobas melanozanthos       |                      |
| Коструба арчева           | Mycerobas carnipes            |                      |
| Костогриз звичайний       | Coccothraustes coccothraustes |                      |
|                           | Pyrrhula nipalensis           |                      |
| Снігур пакистанський      | Pyrrhula aurantiaca           |                      |
|                           | Pyrrhula erythrocephala       |                      |
| Снігур сіроголовий        | Pyrrhula erythaca             |                      |
| Чечевичник малиновокрилий | Rhodopechys sanguineus        | (V)                  |
|                           | Bucanetes githaginea          |                      |
| Снігар монгольський       | Bucanetes mongolicus          |                      |
| Чечевиця китайська        | Agraphospiza rubescens        |                      |
| Армілка гімалайська       | Callacanthis burtoni          |                      |
| Кіпаль золотоголовий      | Pyrrhoplectes epauletta       |                      |
|                           | Procarduelis nipalensis       |                      |
| Катуньчик арчевий         | Leucosticte nemoricola        |                      |
| Катуньчик перлистий       | Leucosticte brandti           |                      |
| Чечевиця звичайна         | Carpodacus erythrinus         |                      |
| Смеречник вогнистий       | Carpodacus sipahi             |                      |
| Чечевиця високогірна      | Carpodacus rubicilloides      |                      |
| Чечевиця велика           | Carpodacus rubicilla          |                      |
| Чечевиця афганська        | Carpodacus grandis            |                      |
| Чечевиця гімалайська      | Carpodacus pulcherrimus       |                      |
| Чечевиця рожевогуза       | Carpodacus waltoni            | (V)                  |
| Чечевиця червоноброва     | Carpodacus rodochroa          |                      |
| Чечевиця рожевогорла      | Carpodacus edwardsii          |                      |
| Чечевиця рубінова         | Carpodacus rodopeplus         |                      |
| Чечевиця вишнева          | Carpodacus vinaceus           |                      |
| Чечевиця синьцзянська     | Carpodacus stoliczkae         | (V)                  |
| Катуньчик тибетський      | Carpodacus sillemi            |                      |
| Чечевиця білоброва        | Carpodacus thura              |                      |
| Чечевиця білолоба         | Carpodacus dubius             | (V)                  |
| Чечевиця червоногорла     | Carpodacus puniceus           |                      |
| Смеречник гімалайський    | Carpodacus subhimachalus      |                      |
| Чечевиця темнощока        | Carpodacus trifasciatus       | [ 60 ]               |
|                           | Chloris spinoides             |                      |
| Зеленяк чорноголовий      | Chloris ambigua               | [ 29 ] [ 42 ] [ 61 ] |
|                           | Rhodospiza obsoleta           | (V)                  |
| Чечітка гірська           | Linaria flavirostris          |                      |
| Коноплянка                | Linaria cannabina             | [ 7 ]                |
| Шишкар ялиновий           | Loxia curvirostra             |                      |
| Щиглик звичайний          | Carduelis carduelis           |                      |
| Щедрик королівський       | Serinus pusillus              |                      |
|                           | Spinus thibetanus             |                      |
| Чиж лісовий               | Spinus spinus                 | (V)                  |

Родина: Вівсянкові (Emberizidae)
| Українська назва         | Біноміальна назва      | Примітки |
| ------------------------ | ---------------------- | -------- |
| Вівсянка чубата          | Emberiza lathami       |          |
| Вівсянка звичайна        | Emberiza citrinella    | (V)      |
| Вівсянка білоголова      | Emberiza leucocephalos |          |
| Вівсянка гірська         | Emberiza cia           |          |
| Вівсянка східна          | Emberiza godlewskii    | [ 61 ]   |
| Вівсянка сріблистоголова | Emberiza stewarti      |          |
| Вівсянка скельна         | Emberiza buchanani     |          |
| Вівсянка садова          | Emberiza hortulana     | (V)      |
| Вівсянка строкатоголова  | Emberiza striolata     |          |
| Вівсянка тайгова         | Emberiza tristrami     | (V)      |
| Вівсянка сіроголова      | Emberiza fucata        |          |
| Вівсянка-крихітка        | Emberiza pusilla       |          |
| Вівсянка жовтоброва      | Emberiza chrysophrys   | (V)      |
| Вівсянка-ремез           | Emberiza rustica       | (V)      |
| Вівсянка лучна           | Emberiza aureola       |          |
| Вівсянка руда            | Emberiza rutila        |          |
| Вівсянка чорноголова     | Emberiza melanocephala |          |
| Вівсянка рудоголова      | Emberiza bruniceps     |          |
| Вівсянка сибірська       | Emberiza spodocephala  |          |
| Вівсянка очеретяна       | Emberiza schoeniclus   |          |